# Iszlám építészet
Az iszlám építészete az iszlám vallás dogmáinak és szabályainak figyelembevételével készült építészeti alkotások összessége, amely területi, nemzeti sajátosságokat is felmutatva fejlődött az iszlám 7. századi megjelenésétől napjainkig. A jellegzetes, csak vallási célú épülettípusok mellett az évezredes kereskedelmi, gazdasági és kulturális igényeknek is megfelelő építészet nemcsak a hagyományok talaján fejlődött, hanem a meghódított területek szokásait is figyelembe vette, illetve némiképp azokat alakította. Eközben önmaga is többször formálódott, stílusjegyeiben, megoldásaiban néhol a római, bizánci építészet eredményeit használta fel, de többször átvette a kelet-ázsiai, például indiai, kínai épületekre jellemző stílusjegyeket is. Az „egység a sokféleségben” fogalma határozza meg az iszlám társadalmak integrációját napjainkig.
A Mohamed próféta házának udvarán kialakított első mecset és annak másolatai évszázadokig meghatározták a sajátosan iszlám jellegű építészet fejlődését. A muszlim uralkodóházak önmaguk nagyságát hirdetve hol kegyhelyeik pompás díszítésével hívták fel magukra a figyelmet (Omajjádok), hol hatalmas, mérnöki precizitással megtervezett városokat építettek (Abbászidák) vagy máig fennálló tanintézményeket, medreszéket állítottak fel az iszlám tanok elmélyítésére (Fátimidák, nagyszeldzsukok). A Mamlúkok, Ajjúbidák, Zangidák erődjei évszázadokig ellenálltak a keresztes lovagok támadásainak. A mongolok betörései új kulturális közeget teremtettek, az Ilhánok hozzájárulása különösen figyelemre méltó a síremlékek, türbék, mauzóleumok építésében. Közép-Ázsia kánjainak India elleni hadjáratai végül megalapozták a korai újkor legnagyobb iszlám birodalmát, a Mogul Birodalmat, amely az indiai építészeti formakinccsel vegyítve különleges építészeti alkotásokat hozott létre.
A Mohamed próféta számára kinyilatkoztatott Korán összehozta a legkülönbözőbb kultúrákat és népeket a mai Spanyolországtól egészen Indiáig, sőt azon túl is. A hagyományos, muszlimok lakta város mecseteivel, tanintézményeivel, piacaival, magánházaival, erődjeivel és palotáival egységet tükrözött, amit a hívők közössége táplált. Az iszlám építészet világszerte, beoltva a helyi hagyományokkal, megalapozta az egységes identitás kialakítását is. Ma a globalizáció a hagyományos iszlám építészet ellen hat. Bár számos muszlim építész szerint főleg az olajban gazdag arab országokban a nyugati minták átvételével a tradicionális építészettől idegen hatások érvényesülnek, ugyanakkor egyre inkább megfigyelhető egy erőteljes törekvés a hagyományok újjáélesztésére, a muszlim közösség egységének modern építészeti megfogalmazására is.

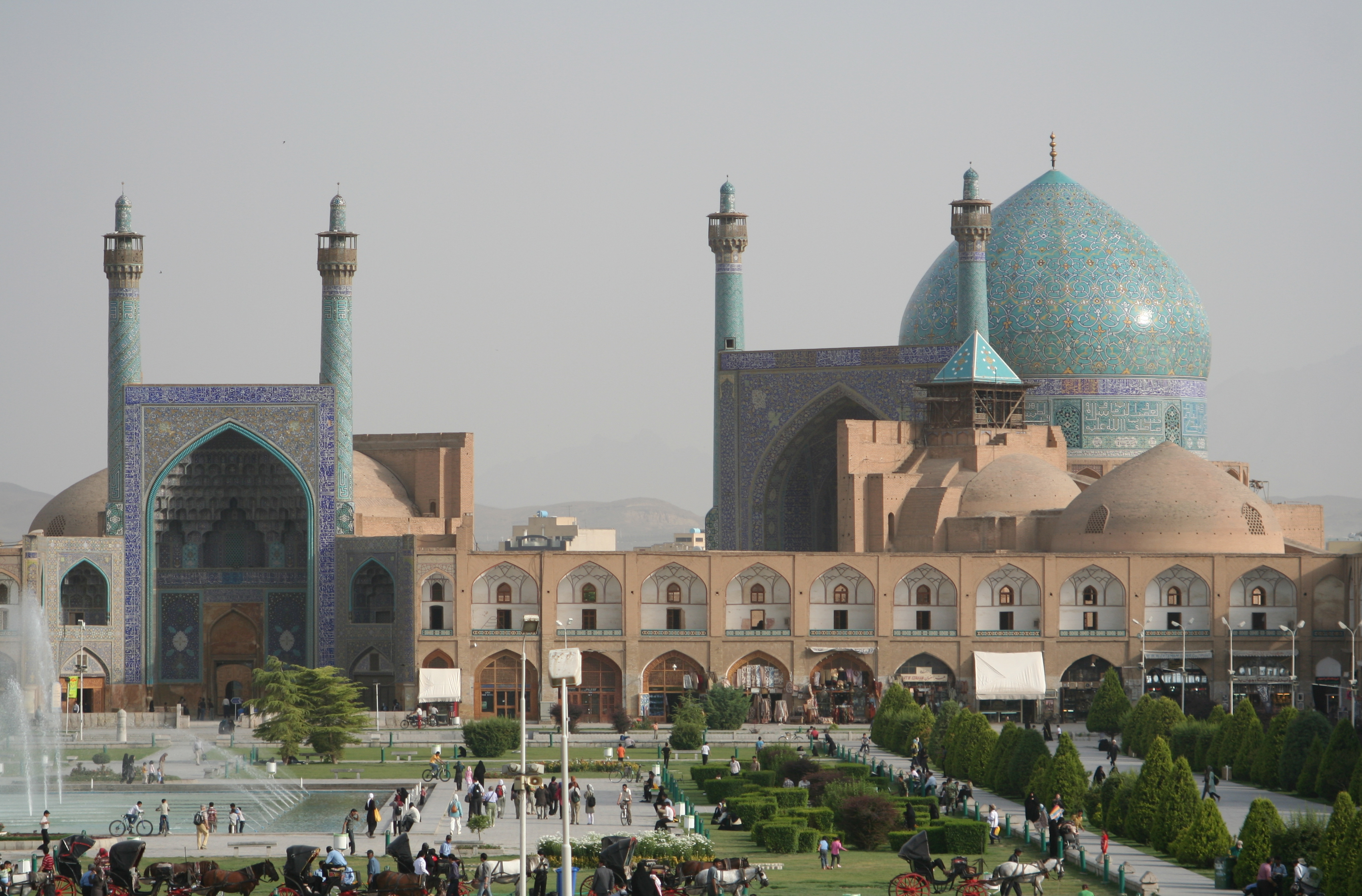
Az iszfaháni Sáh-mecset Iránban

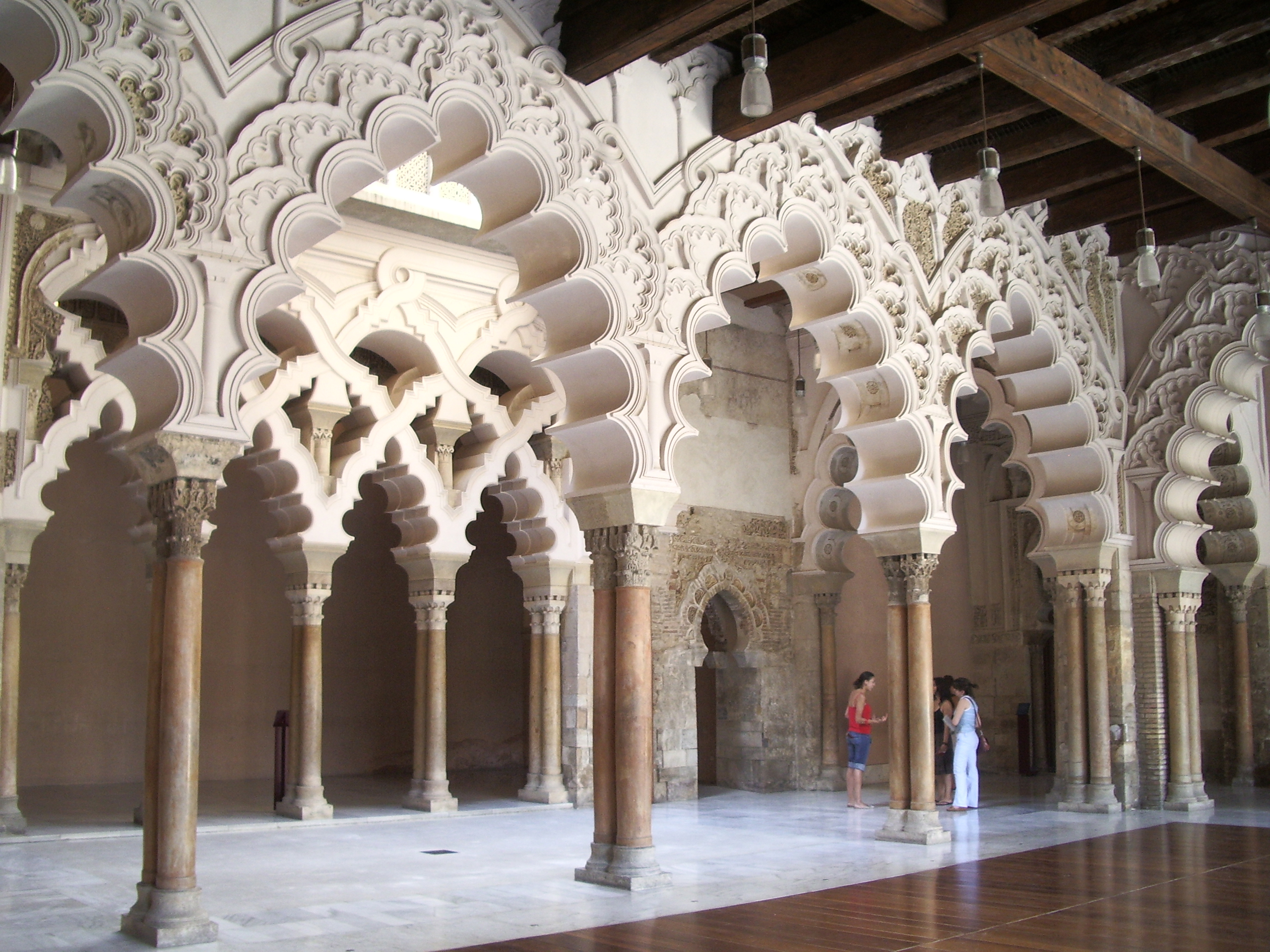
Belső tér a zaragozai Aljaferia palotában (Spanyolország)

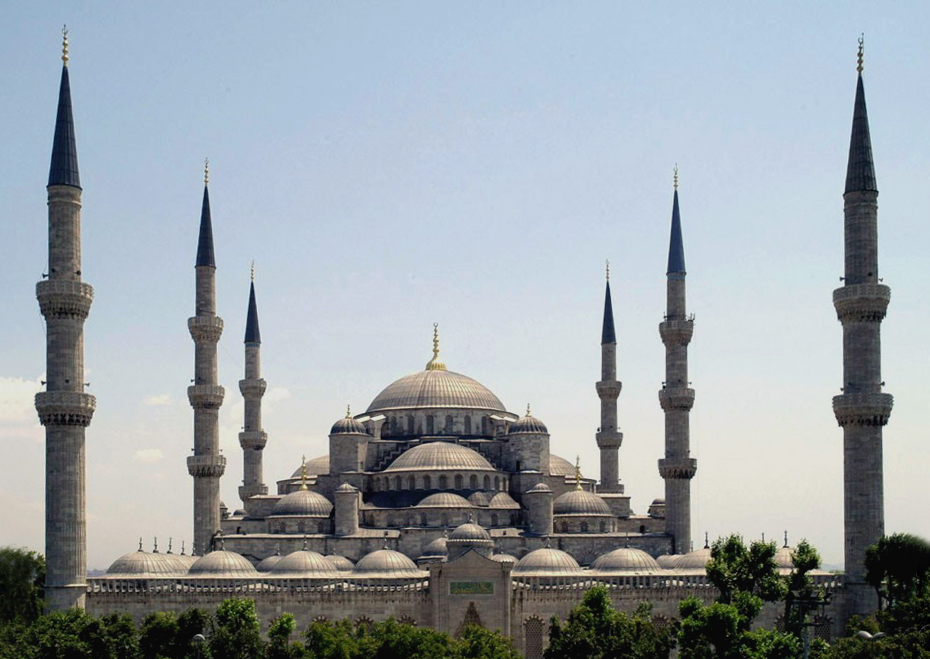
Ahmed szultán mecsetje (Kék Mecset) Isztambulban

## Az iszlám építészet jellege, koncepciója és hagyományai
Az iszlám építészet koncepciója az iszlám általános filozófiájából származik, és e filozófia tükröződik magukban az épületekben. Az iszlám építészetben az elsődleges cél a muszlimok szellemi és társadalmi kötelezettségének kiszolgálása. Ez megmutatkozik úgy a vallási vagy középületek, mint a magánépületek kialakításában is. Legalábbis a kezdetekben, ezek tervezésében nem a hivalkodás és a gazdagság felmutatása volt az elsődleges, hanem az épületek konkrét igényeket elégítettek ki. A mecsetek a közösség összetartását célozták, a tervezés legjobban az épület belsejére és a belső nyitott udvar körül kialakított terek központi elrendezésére összpontosított. A magánházak és paloták kialakításánál a fallal körülvett épületegyüttesek kihangsúlyozták a vendégek és a családtagok magánövezetének elválasztását, ahol a fő cél a magánélet védelme volt. Mindig hangsúlyozta az épületek struktúrájának egyszerűségét. Ha minden ember a Teremtője előtt egyenlő, akkor logikusan következik, hogy az életmódban és az épületek stílusában nem lehetnek nagy különbségek.
Az iszlám építészet arra törekszik, hogy az épületek, a környezet, az emberek és az Isten közötti harmónia létrejöjjön. Córdoba, Edirne és Sáh Dzsahán mecsetjei például egymástól való távolságuk ellenére megőrizték az iszlám identitást, mégpedig úgy, hogy a helyi geometriát, anyagokat és technikákat használtak az iszlám építészet lényegének önálló kifejezésére.

## Vallási építészet
Az iszlám mindenkori kiterjedési területén található építészetnek vallási vagy világi megkülönböztető csoportosítása meglehetősen összemosódik. A vallás a történelmi iszlám államokban olyan mértékben jelen volt, és bizonyos mértékben ma is meghatározó a jog, intézmények, rítus, művészet, mindennapi tevékenységek területén, hogy az ezeket kiszolgálni hivatott építészet alapvető funkcionális, szerkezeti, anyaghasználati, valamint formaképzési tekintetben szinte egységesnek tekinthető.
A hatalmi rend (szultán, szultána, nagyvezír, kegyes alapítványok) által támogatott létesítményekben, mai szóhasználatban komplexumokban többfajta funkciójú építmények csoportosulnak. Például a mecsetekhez, medreszékhez nemcsak vallási, rituális és/vagy oktatási, de esetenként szociális (szegénykonyha, kórház, azaz sifáháne vagy darülsifá, aggok háza) vagy tudományos (könyvtár, csillagvizsgáló) intézmények, épületek is csatlakoznak. Esetenként ezekhez történelmi emlékhelyek is tartoznak (ilyen a kümbet, türbe, sírkert). Ezek a komplexumok megjelenésük különbözőségét nem annyira funkcionális tartalmuktól, mint inkább a regionális hovatartozástól vagy a stílusfejlettségi szinttől (korszaktól) kapják.
Kimagasló szerepe van a szent helyeknek (harám), amelyek lehetnek egy szentnek tekintett muszlim vagy egy nevezetes esemény emlékhelyei. Szűkebb értelemben a harám a tilalom legmagasabb státusza. Ha valami harámnak minősül, akkor is tilos, ha a szándék jó vagy a cél méltó. Tágabb értelemben szent hely. Kevés muszlim emlék számít szent helynek. Mekkán kívül Medina, Jeruzsálem és – a síita muszlimok számára – azok az iraki és perzsiai városok, amelyek kapcsolatba kerültek Alival és leszármazottaival. Közülük mindegyik bizonyos fokú menedékjogot is nyújt. A mecsetek azonban az ortodox felfogás szerint nem számítanak szent helyeknek. A síiták számára fontos kegyhely Kerbela, ahol Huszajn ibn Ali mártíromságának emeltek emléket. A jeruzsálemi Templom-hegy neve, a „Haram as-Sarif” is a szent helyet jelenti: „fenséges szent hely”.

### Épülettípusok

#### Mecset

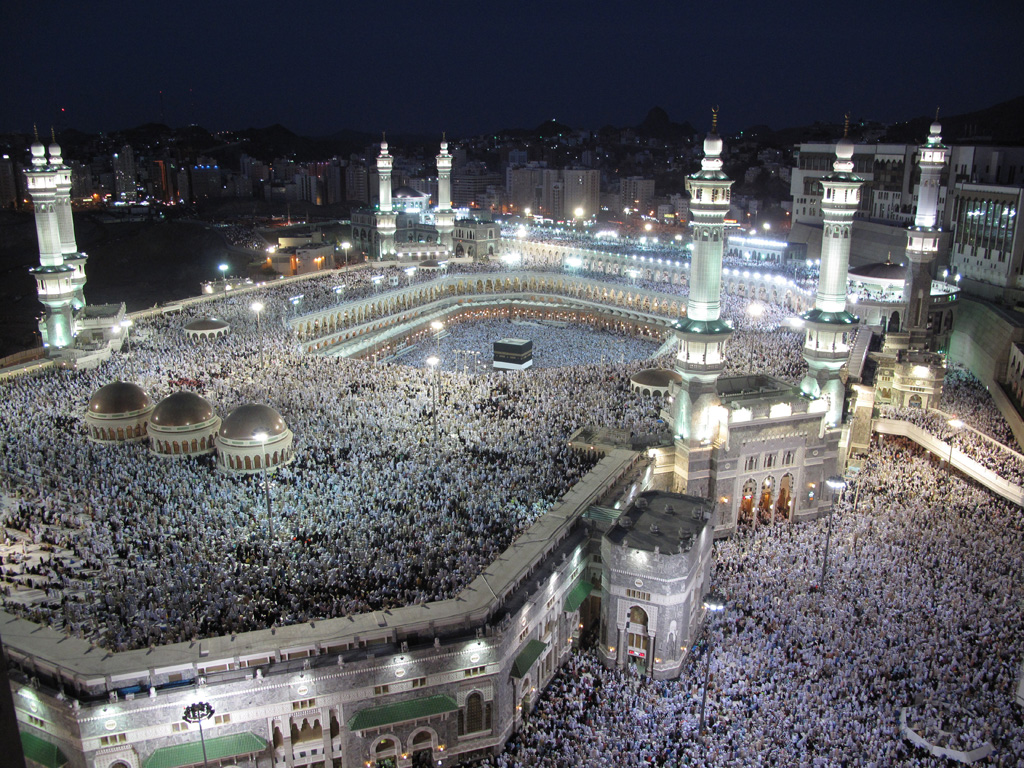
A nagymecset Mekkában

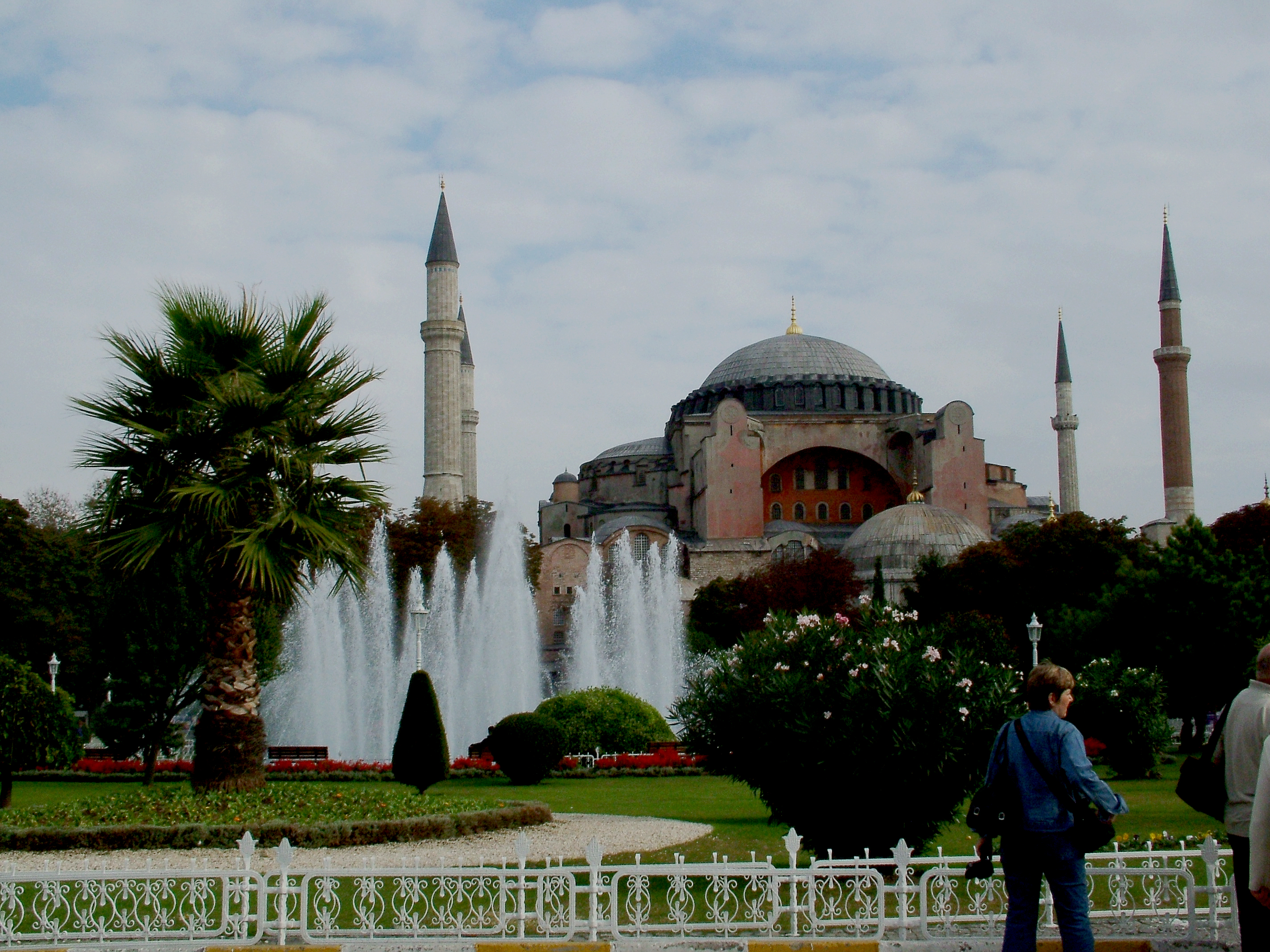
Isztambul: Hagia Szophia

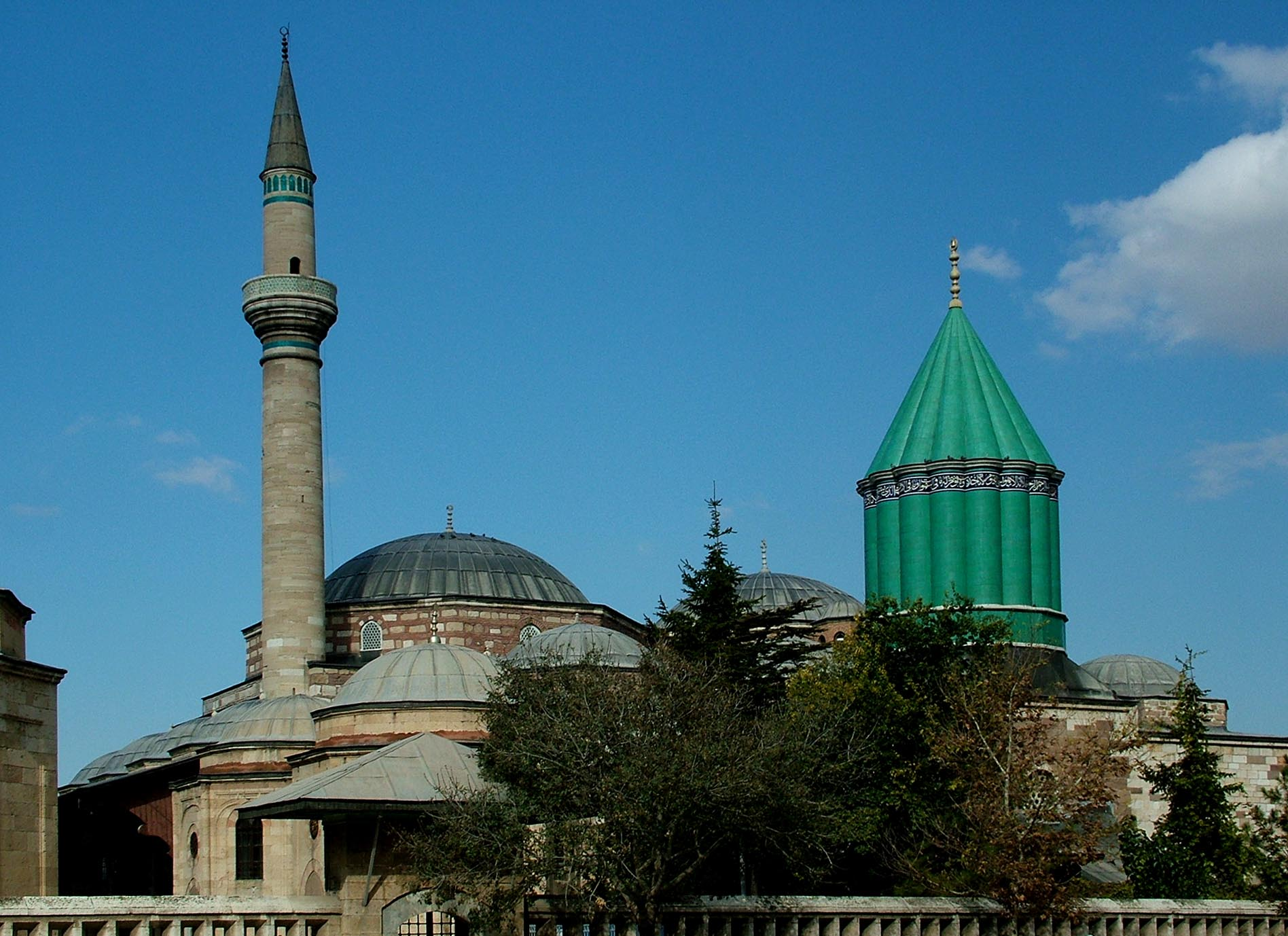
Mevlana-komplex (kolostor-mauzóleum-múzeum)

Az arab szó jelentése: az imádkozás, a földre borulás helye; lényegében imahely, az iszlám vallási szertartás kollektív gyakorlásának nyilvános létesítménye.
Nem az istenség lakhelye, mint a görög periptérosz, nem is szertartások színtere, mint a keresztény bazilika, és nem is körmenetek és ünnepségek helye, mint az egyiptomi templomok. A térszervezés a közös imádságnak van alárendelve. Imára bárhol sor kerülhet, ahol néhány muszlim összegyűlik, hiszen a közös imádság sokkal magasabb értékű, mint az egyéni, de egyedül utazóknak egy meghatározott terület is megfelel (amit esetleg egy szőnyeggel jelölhet ki). Ma bárhol találkozhatunk mecsetekkel, akár egy családi házban is, hiszen a mecsetet a hívek közössége határozza meg, nem az építmény. Általánosságban az iszlám mecsetek, dzsámik (úgynevezett nagymecsetek vagy péntekmecsetek), olyan épületek, ahol a hívők közös imára gyűlnek össze. Belső térrendszerük és berendezési tárgyaik ehhez a funkcióhoz igazodnak.
Az iszlám építészet egyik neves kutatója, Henri Saladin szerint a mecset tervét a régebbi szemita szentélyekből alakították ki. A muszlimok mindig is azt állították, hogy az iszlám Allah régi vallásának megtisztítása és felújítása a korábbi próféták, Ibrahim (Ábrahám), Mózes és Jézus számára. A mecsetek építésére és az új építészet terjesztésére csak az iszlám vallás megjelenésével került sor abban a közösségben vagy régióban, ahol a vallás megjelent. Például Spanyolországban és Szicíliában a muszlim építészet nem mutatott kapcsolatot a meglévő vizigót és lombard/bizánci építkezési kultúrákkal, egyértelmű az iszlám születési helyétől távoli területeken is a jól behatárolható eredet.
A mecsetnek építészeti tekintetben többféle változata van. Állhat egyedülállóan, de a jelentősebb mecsetek általában a vele funkcionális kapcsolatban álló létesítményekkel építménycsoportot alkotnak, így a komplexumon belül előfordulhat előkert rituális kúttal, medresze (tanintézmény), kolostor, népkonyha. A belső terük általában szinte bútorozatlan, ezért a belső térszervezés egyszerűnek tűnik. Építészeti díszítőelemként fal-, pillér- és kupolaburkolást, esetenként falfestést, illetve a térbe beáramló fényt megszínező üvegezést alkalmaznak. A díszítés jellegzetessége, hogy sem a festészetben, sem stukkódíszeiben általában nem találhatók emberi alakok, amelyek pedig más kultúrterületek művészetében a lelkiséget és az érzéseket jelenítik meg. Mind a külső, mind a belső terek díszítéséhez előszeretettel alkalmaznak színes mázas csempét, hangsúlyos helyeken faragott, megmintázott (nemesebb) kőburkolatokat.
A korai mecset egyszerű épület volt, hasonlított Mohamed próféta medinai házára, amelyhez egy szószéket, minbart építettek, hogy nagy tömeg is hallhassa a próféta hangját. A mecset fontos eleme a mihráb (patkóíves imafülke), amely eredetileg egy falba vájt mélyedés volt az ima irányába eső falon, amit kiblafalnak neveznek (kibla a. m. imairány). A mihráb használatát al-Valid kalifa vezette be a 8. század első felében. Korábban, a Próféta medinai házának felépítésekor a mihráb még nem létezett, a hívők a jeruzsálemi szentély felé fordulva imádkoztak. Még Mohamed idejében azonban a mekkai Kába szentély lett az ima iránya. A kiblafalnak ugyanez a szerepe a mecsetekben és a medreszék udvarán is, fejüket, arcukat ebbe az irányba fordítva imádkoznak a hívők. Hogy megvédjék őket a tűző naptól, a mecsetek udvara körül fedett oszlopcsarnokokat alakítottak ki.
Az első mecset, amelyről építészeti feljegyzések szólnak, a nagymecset volt Baszrában (épült 665-ben), majd a következő Kufában (épült 670-ben). Az utóbbi esetében a hagyományok szerint (al-Tabari hadísza) az építtető, Zijad bin Abihi meghívta a „a tudatlanság napjainak kőműveseit” (azaz nem muszlim kőműveseket), akik közül valaki, aki Khuszrav építésében is részt vett, elmondta, hogy a Dzsabal Ahvaziból származó kőoszlopokat hogyan kell használni, hogy a 30 könyök magas tetőt megtartsák. Leírások szerint „a kibla oldalán öt folyosó van, míg a többi csak kettővel rendelkezik; a folyosók feletti tetőzetet oszlopok támasztják alá, mint az árbocok...” ez rendkívül magasnak számított akkoriban és építészeti nehézségét az adja, hogy ezt a magasságot nem boltívekkel érték el. Valószínűnek tűnik, hogy a tetőfedés rendszere hasonlított az Akhaimenida királyok apadánájának vagy oszlopcsarnokának felépítésére (lásd Perszepolisz), ez az építési mód Bagdad első nagymecsetében is megtalálható. A Sziklamecset Jeruzsálemben a muszlim építészet ma is álló legrégebbi emlékműve, Abd al-Malik kalifa építtette. A munkálatok 691-ben fejeződtek be.
Többnyire a mecsetek udvarán található egy kút vagy víznyerőhely a vallás által előírt rituális mosakodás céljára.
Azokat a mecseteket, amelyek számára engedélyezett a pénteki khutba szertartás, azaz a próféta leszármazottai és az uralmon lévő kalifákhoz írt imák felolvasása, nagymecsetnek, péntekmecsetnek, illetve dzsáminak nevezik. A köznapi szóhasználatban, de gyakran az építészeti szakirodalomban a dzsámikat is csak mecsetként nevezik.
A dzsámik alaprajzszervezés, szerkezeti kialakítás és környezetbe illeszkedés tekintetében a következőként csoportosíthatók:
- arab típusú udvarmecset;
- perzsa négyívános mecset;
- indiai háromkupolás mecset;
- oszmán központi kupolás mecset.

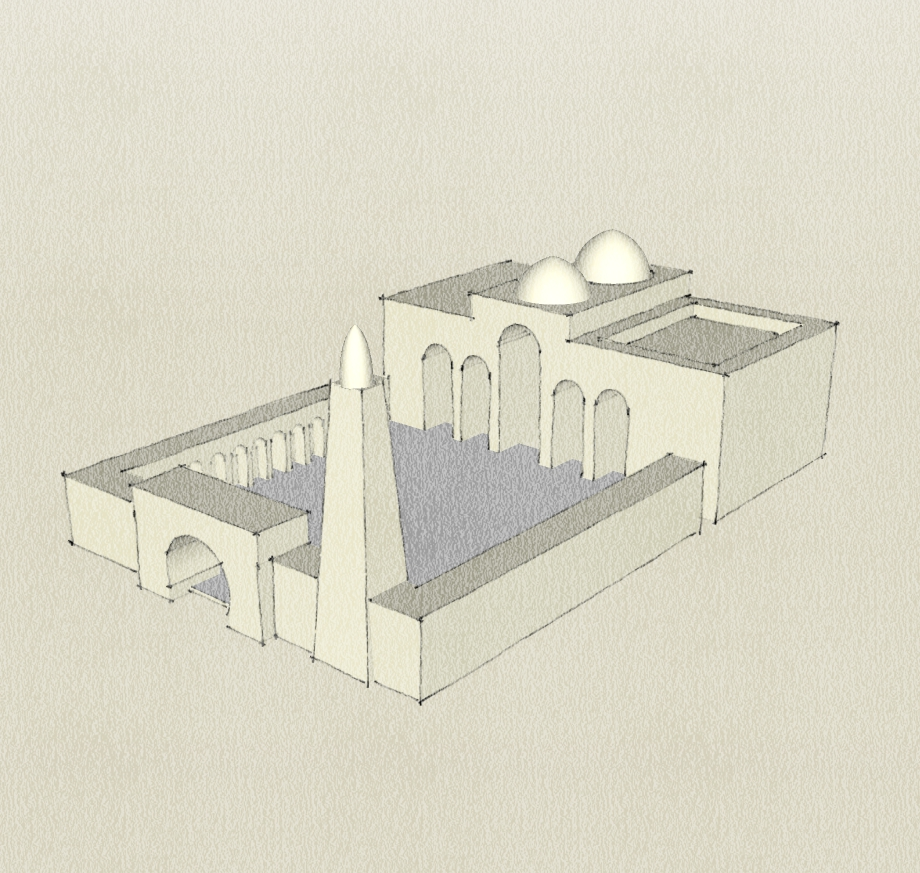
Arab stílusú udvarmecset
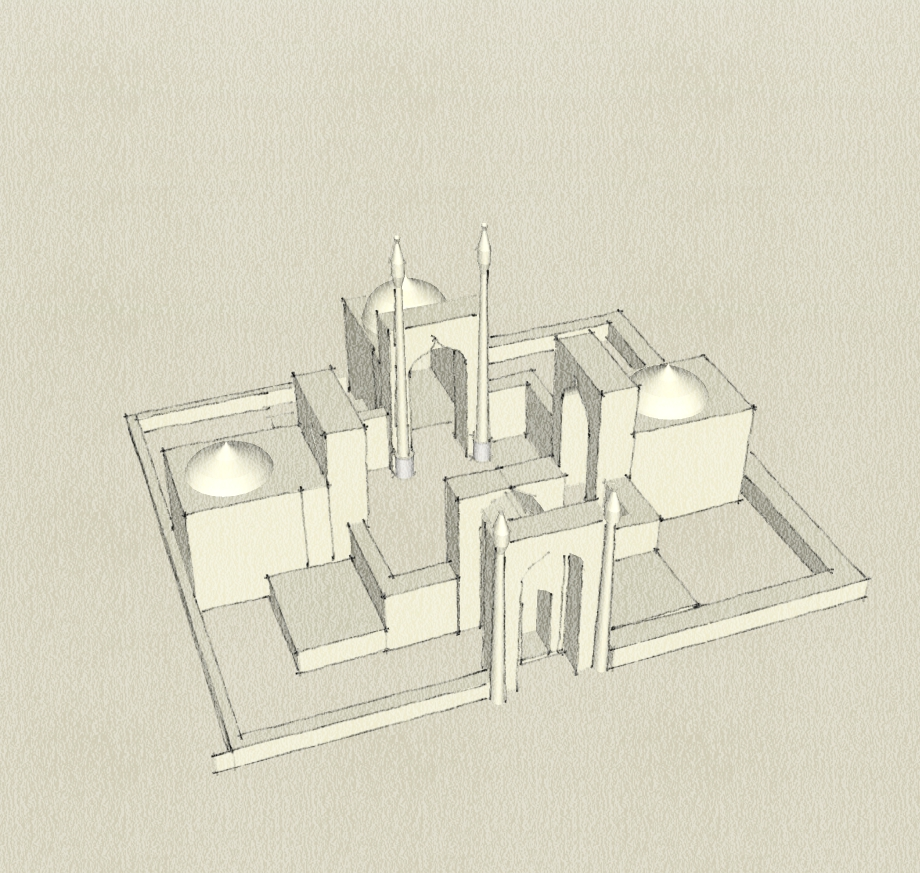
Perzsa stílusú négyívános mecset
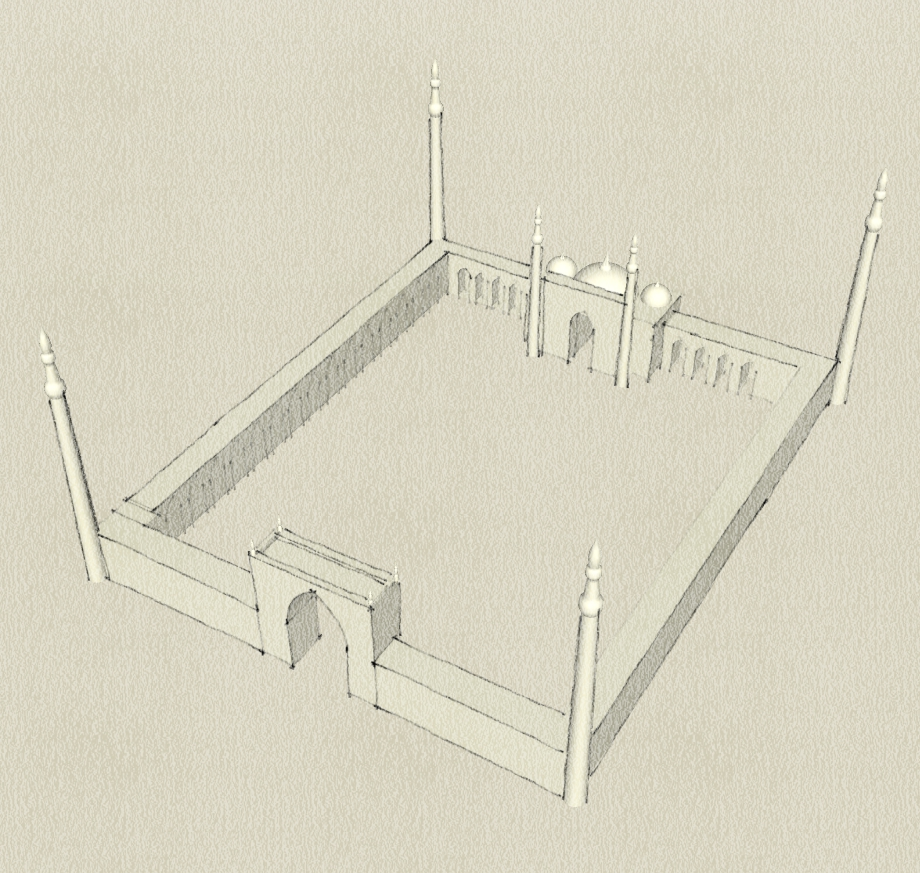
Indiai háromkupolás udvarmecset
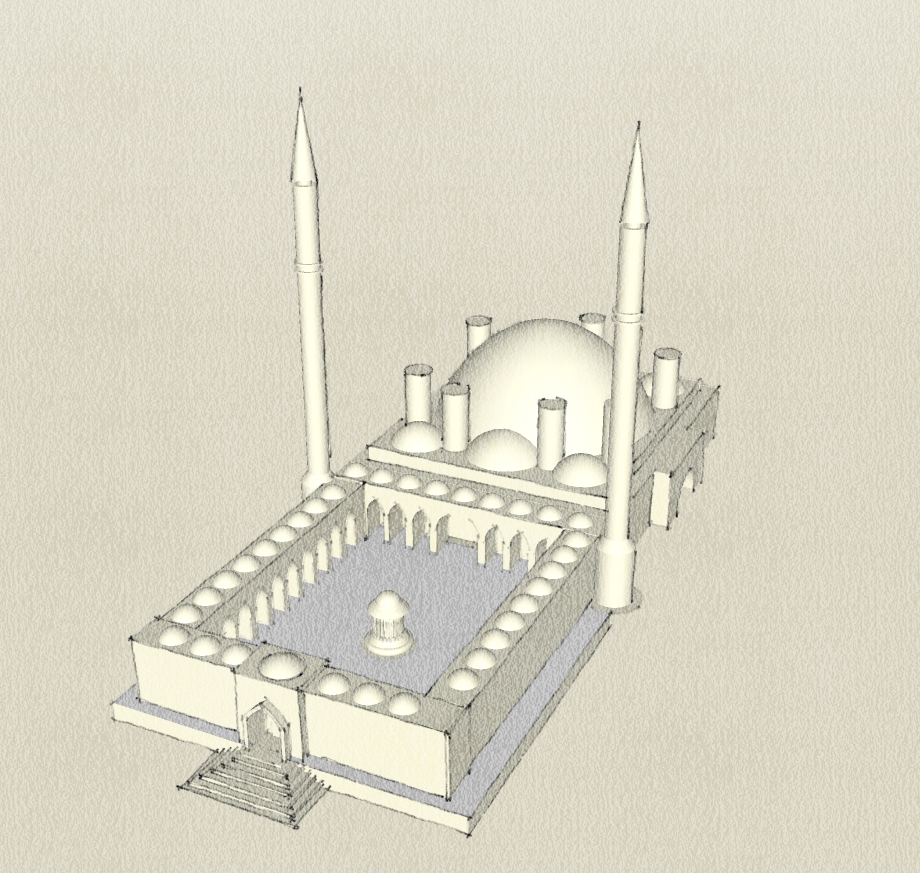
Oszmán központi kupolás mecset

Az arab típusú dzsámik
Az arab típusú dzsámi – feltehetően a perzsa építészeti előképek (apadána) hatására – horizontálisan elterülő, karcsú, ívekkel összekötött, gyakran színezett oszlopok csarnokaként jelenik meg. A teret az oszlopsorok osztják hajókra. Az ívek és az oszlopok összetett rendszerben kapcsolódnak egymáshoz, néhol egészen rendhagyóan keresztezik egymást.
Az arab típusú dzsámi leghíresebb példája a Szamarrai nagymecset híres spirális minaretével, illetve Európában a Córdobai nagymecset (Spanyolország), amelyet a 8. században kezdtek építeni.
Perzsa négyívános mecset
A 11. századtól, ahogy a kalifátus elsősorban a közel-keleti térségben és Észak-Afrikában növelte hatalmát, a mecsetek külső képe, elsősorban a regionális ingerekre adott válaszként megváltozott. Mivel az iszlám az Arab-félszigeten kívülre került, új mecsetépítési stílusok jelentek meg a régiók építészeti nyelvének és helyi építési gyakorlatainak megfelelően. A perzsák az arab mecset főbb elemeit meghagyták, de a preiszlám perzsa paloták kialakításából inspirálódtak. A hatalmas kapuzat a tisztelet szimbóluma lett. A terv egy központi udvarból áll, négy tengelyirányú boltíves kapuval (íván vagy ejván). A perzsák úgy vélték, hogy a mecsetek dicsőségét növelik, ha szimbolikus mintázatokkal és a Koránból vett művészi kalligráfiával írt idézetekkel díszítik a falfelületeket.
Indiai háromkupolás mecset
Az iszlám keleti terjeszkedése során elérte Indiát, ahol a hindu vallás feletti győzelemként a mecseteket inkább a dominancia szimbólumaként építették. A hatalom kihangsúlyozásaként a minaretek megszaporodtak és magasabbak lettek. Az indiai háromkupolás mecsetek építési stílusát elsősorban a régió építészete és hagyományos építési módszerei befolyásolták. A hindu és az iszlám stílusok ötvözete az indiai mecset különleges, egyedi jellegét eredményezte. A mecset egy fallal körülvett hatalmas udvarból állt, amely sokszor egyben katonai célokra is szolgált. Az udvar végén a kiblafalat és a mihrábot hármas hagymakupolával fedett, ívános kapuval ellátott épület rejti, amely az indiai iszlám építészet ikonikus szimbólumává is vált.
Az oszmán-török típusú dzsámik
A szeldzsuk és oszmán típusú dzsámi alaptípusa négyzet alaprajzú, közepén főkupola, körülötte négyoldalt egy-egy félkupola, a négyzet csúcsain pedig még egy-egy kisebb, alacsonyabb kupola van. (Egyik híres szeldzsuk példája a konyai Szelimije-dzsámi). A lépcsőzetesen elhelyezett kupolák a belső teret is meghatározzák. A minaretek karcsú erkélygallérral övezett, rendkívüli magas tornyokká fejlődtek.
A török dzsámik egyik híres példája Ahmed szultán nagymecsetje, amely a 17. században épült Konstantinápolyban, a kék és fehér növényi motívumokat ábrázoló kerámiacsempéből készült díszítése miatt Kék Mecset néven ismert.
A török-oszmán birodalmi terjeszkedés során elfoglalt bizánci területeken megismert és átvett építészeti hagyományok befogadásával és továbbfejlesztésével alakult ki. Előképe a bizánci építésű Hagia Szophia, amelynek nyomán a legnevesebb oszmán építész, Mimar Koca Sinan a 16. században létrehozta az Edirne és Isztambul városképét a mai napig meghatározó rituális épületegyütteseket.

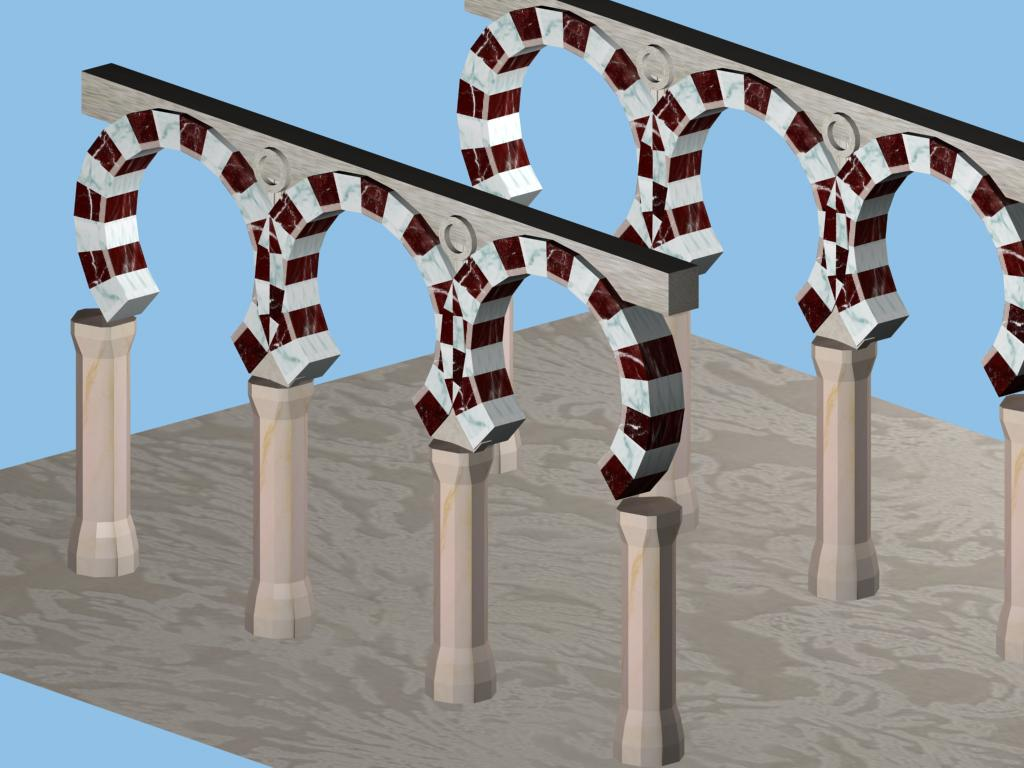
Mudéjar stílusú oszlopfők

A belső tér berendezése tárgyakban puritán, meghatározó módon illeszkedik az architektúrához és egyúttal a rituális ceremóniákhoz is.

#### A belső tér

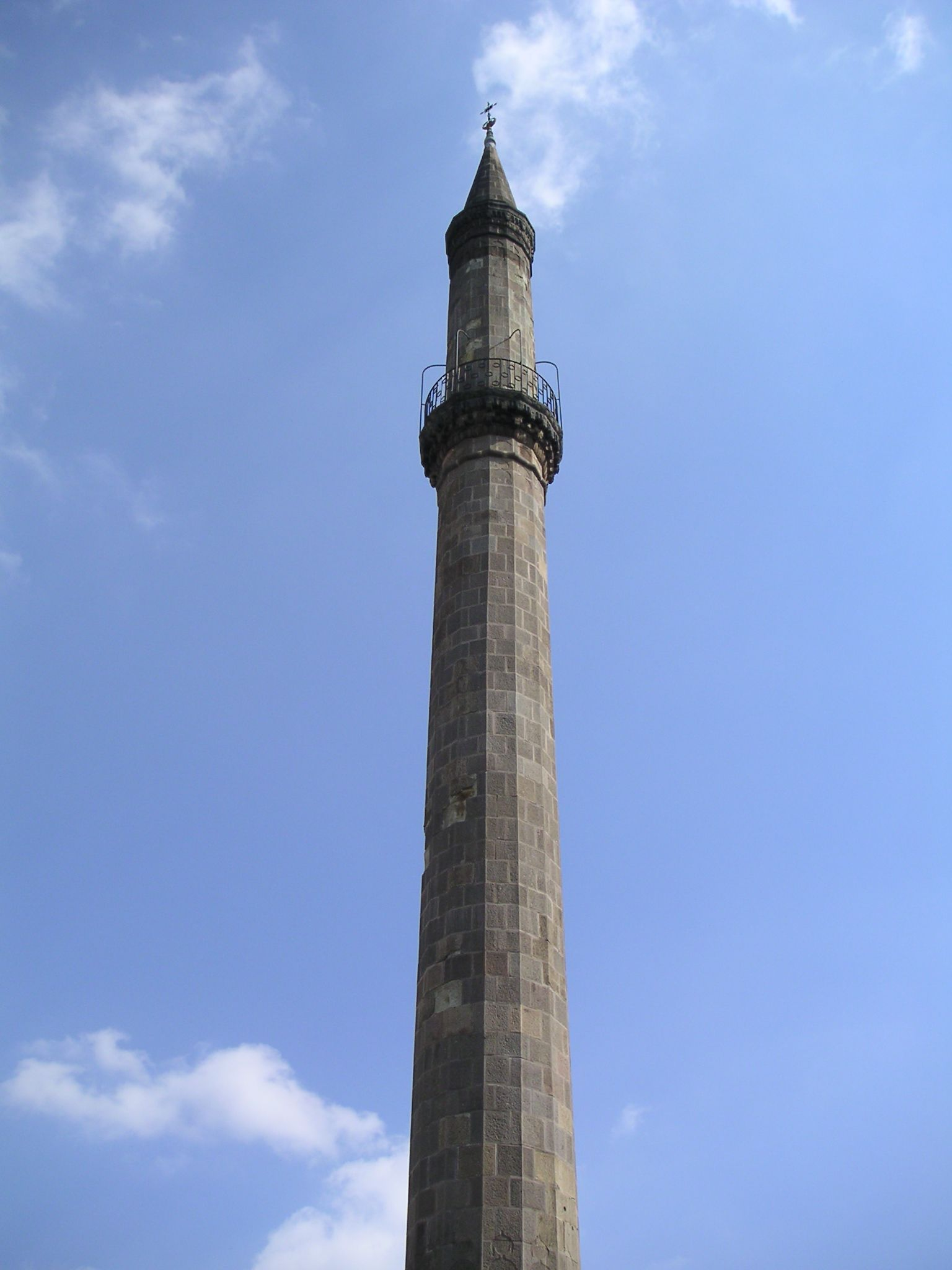
Az egri minaret

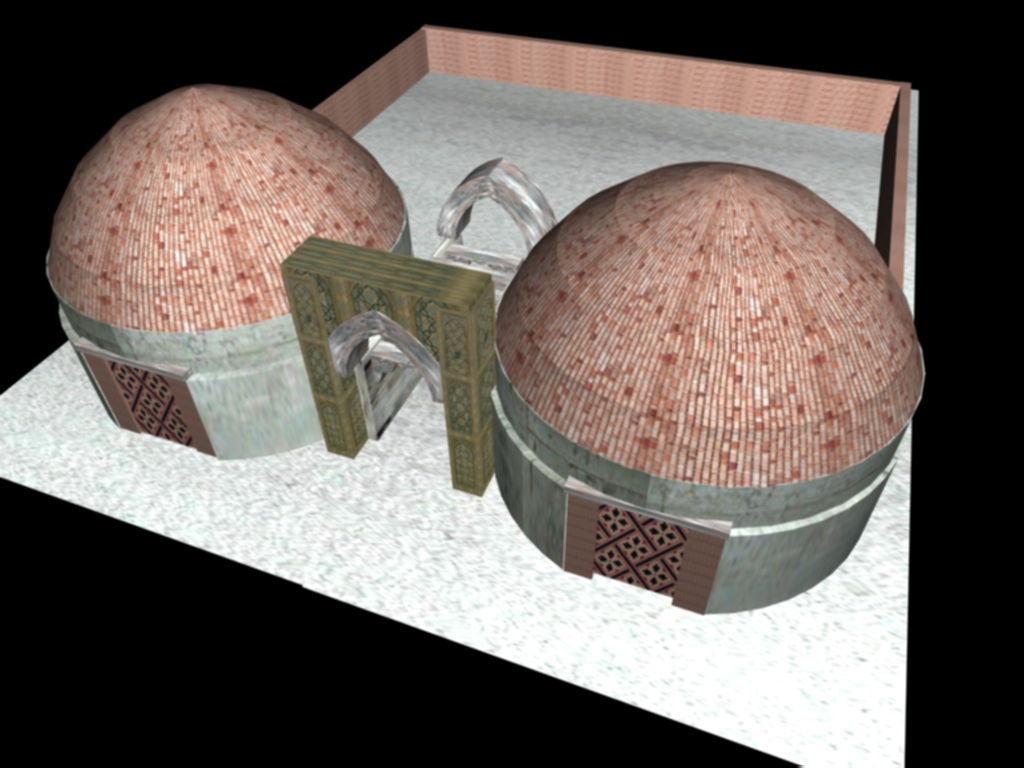
a dél-tádzsikisztáni Hodzsa Masad-medresze, fantáziarajz

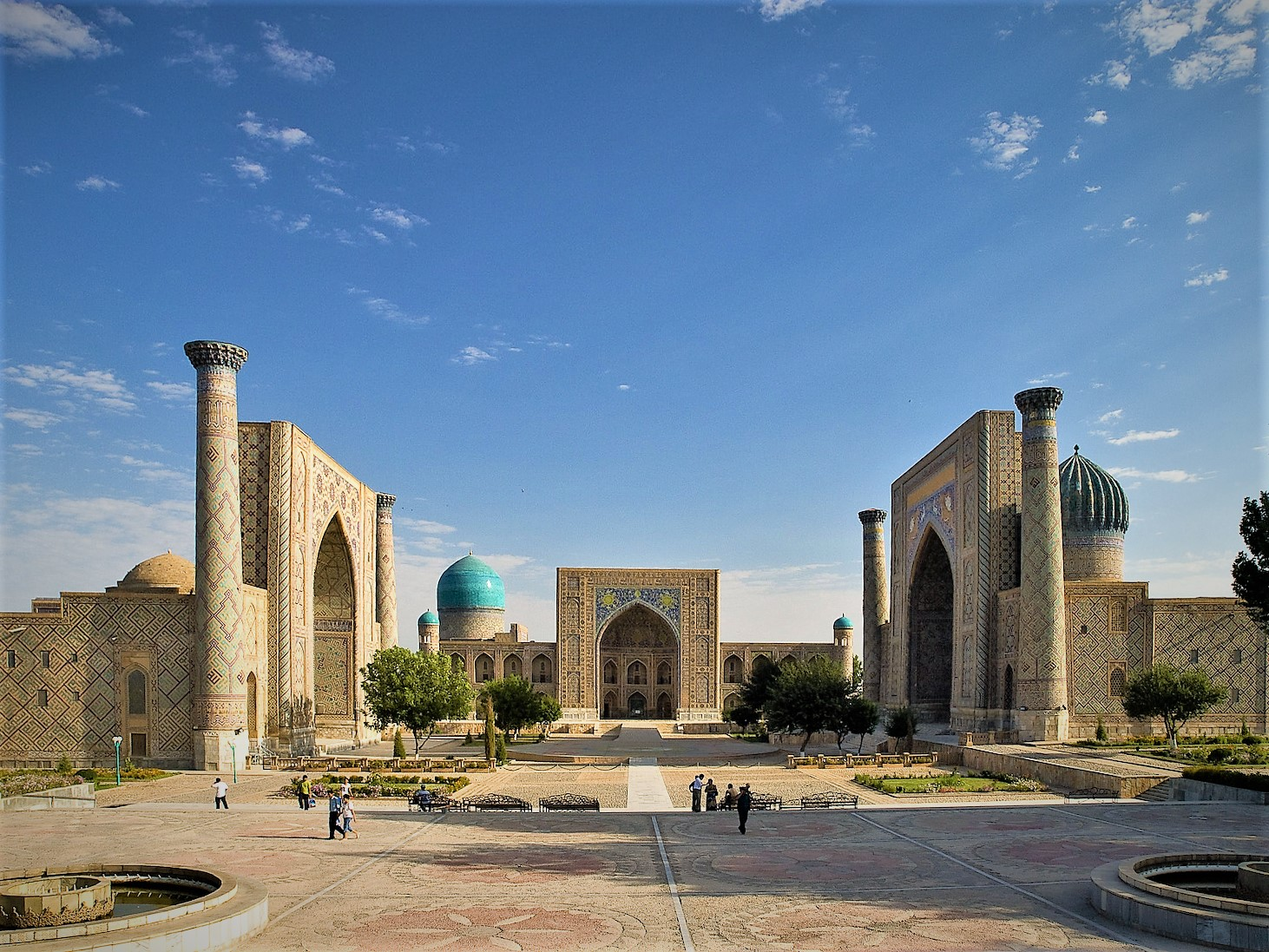
Három medresze a szamarkandi Regisztán téren

- A kibla határozza meg az egész mecset orientációját. Mekka irányát mutatja, helyét a mihráb jelzi. Az a fal, amerre az ima iránya mutat, a kiblafal.[21] Tudományos pontossággal, precíz csillagászati számításokkal jelölik ki az épületen belül, sokszor a teljes architekturális arculatot ehhez az irányhoz méretezik. A korai mecseteket a kibla irányába vagy a mihráb déli irányába mutató számítások szerint alakították ki, mivel ez volt az irány, amerre Mohamed próféta Medinában az arcát fordítva imádkozott.[21]
- Mihráb: rituális funkciójának megfelelően a belső tér architektúrájának is meghatározó eleme. Fülkeszerű kialakításához általában nemesebb kőanyag burkolatot vagy faragványt alkalmaznak. Szép példáját találjuk többek közt az indiai Fatehpur Szíkriben. Kialakulása 700 körülre tehető.
- Minbar, szószék: a belső tér valamelyik térfalához simuló magas pulpitus, a szertartást felügyelő (vezető) számára. Jellegzetesen egyenes vonalú hosszú lépcsőfeljárója erőteljesen benyúlik az imatérbe. Hangsúlyos faépítmény, fafaragásos díszítése gyakori.
- Makszúra, általában egy ráccsal, korláttal elkerített terület, az uralkodó és kísérete számára fenntartott elkerített hely.
- A padlót számtalan és értékes szőnyeggel borítják. Még napjainkban is működnek olyan szőnyegszövő műhelyek, amelyek csupán egy-egy mecset vagy alapítvány számára készítenek kiváló termékeket. A belső térben megjelenő szőnyegek elengedhetetlen elemei a szertartás kiszolgálásának és az egyébként puritán térszerkezet esztétikai gazdagításának is.
- Belső térvilágítás: mivel a szertartás részben a Korán olvasásával összefüggő tevékenység, a belső tér megfelelő megvilágítását igényli. Erre szolgálnak a térfalakat megtörő, általában magasan elhelyezkedő ablakok, valamint a részben mesterséges megvilágítást biztosító – általában magasról lelógó fémkörre felfűzött – korábban olajmécsesek, ma elektromos lámpatestek koszorúja.

A mecsetek funkcionális és eszmei igényeinek kielégítésekor a kor alkotta lehetőségek és az igényesség szabta keretek között az építészet és társművészetek számos példáját hozta létre.
Az iszlám hódítások alkalmával sok, használaton kívülivé vált épületet alakítottak át mecsetté (II. Kürosz sírja Paszargadaiban, perszepoliszi Apadana, palmürai Bél-templom, bizánci Hagia Szophia).

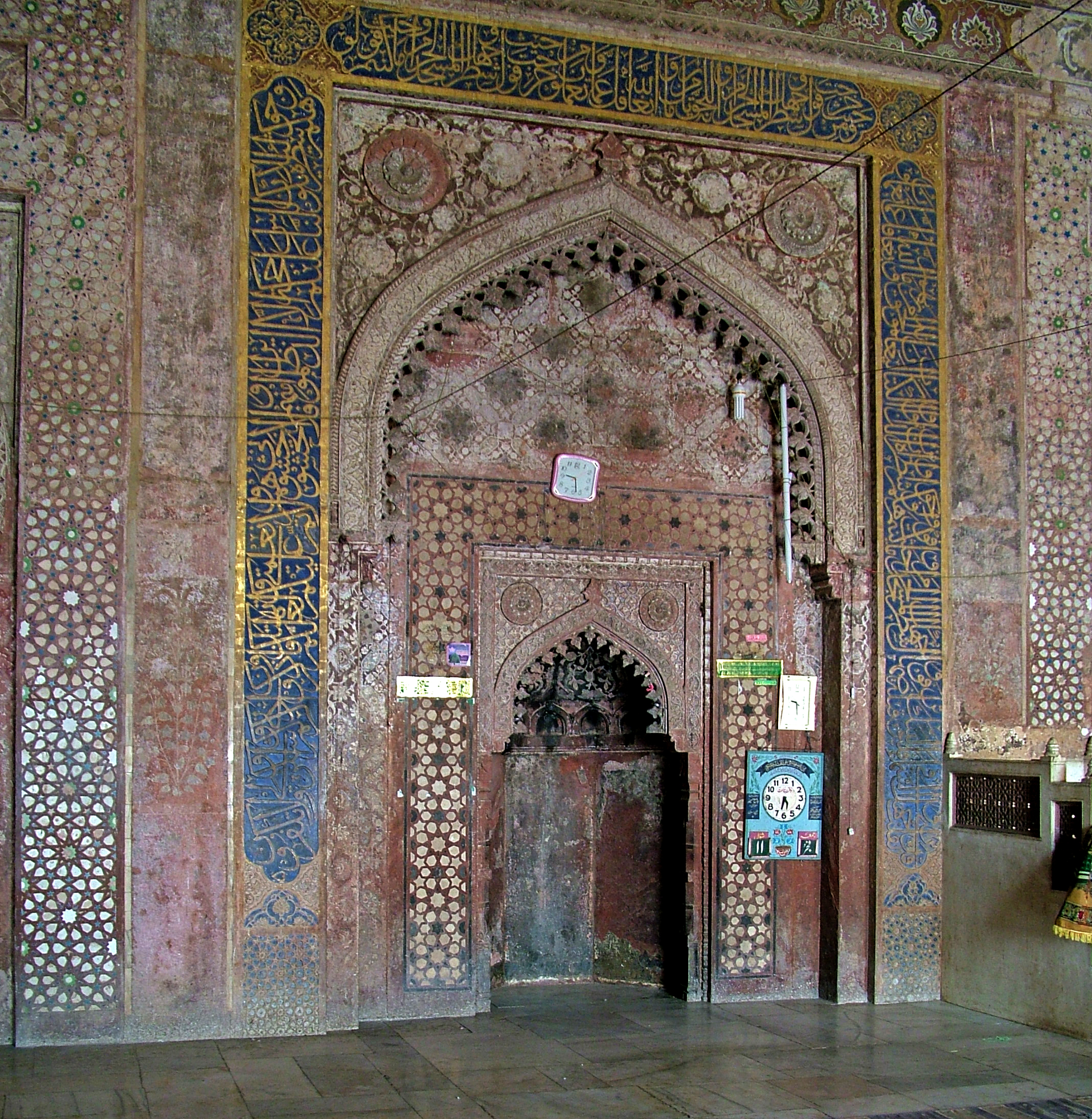
Mihráb a kiblafalon Fatehpur Szíkriben (India)
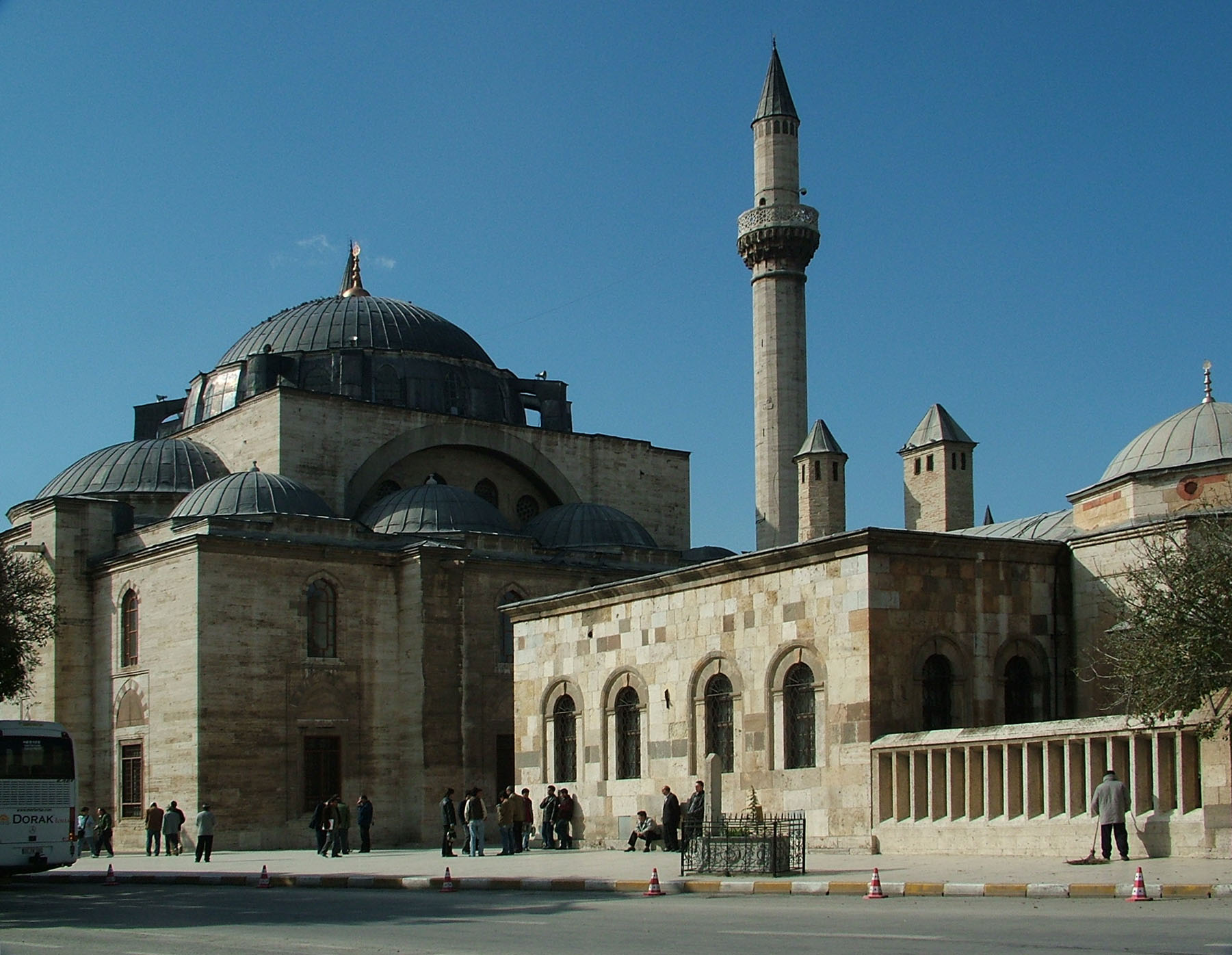
Konya: Szelimije-dzsámi
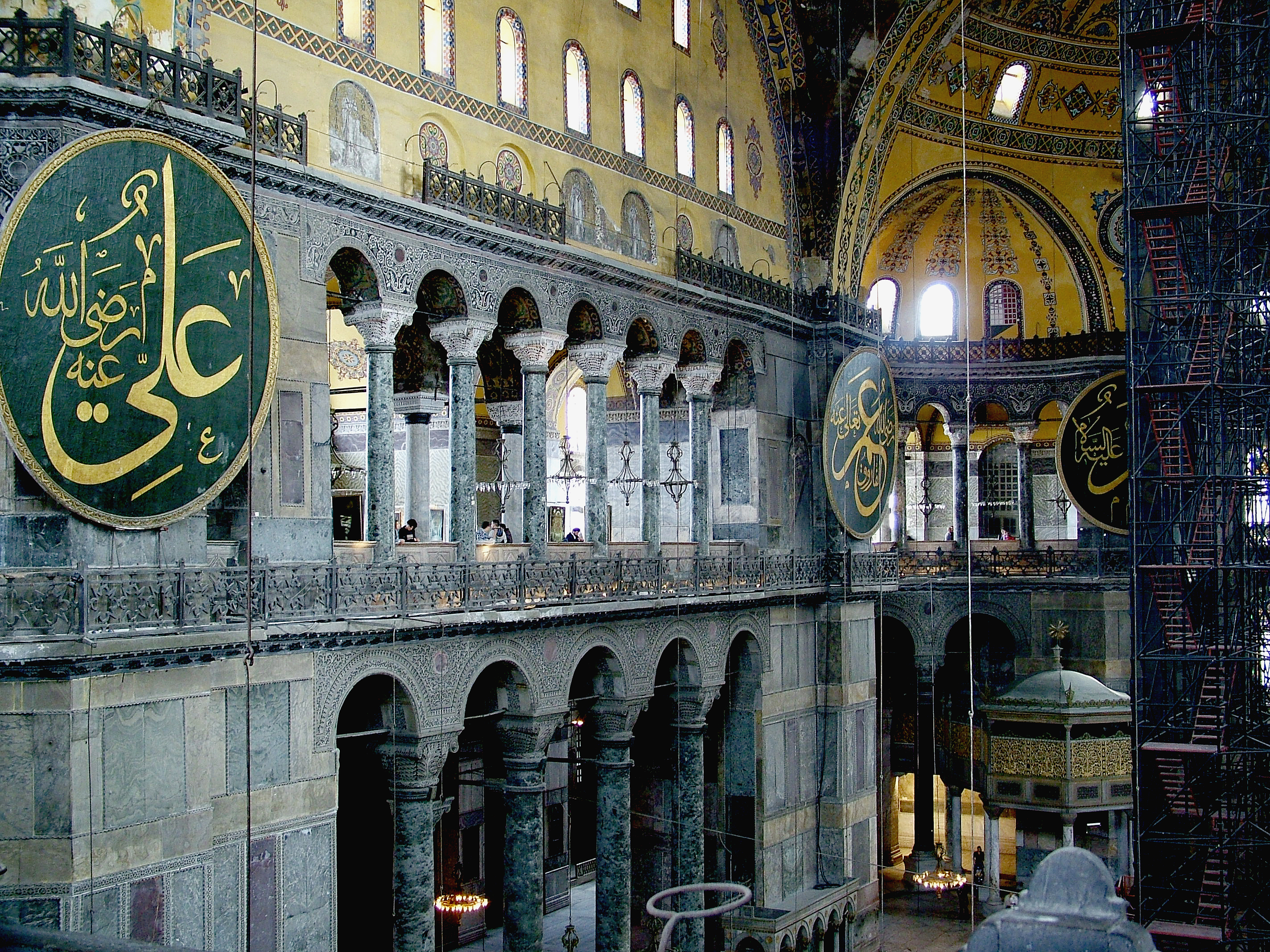
Hagia Szophia, épületbelső (Isztambul, Törökország)
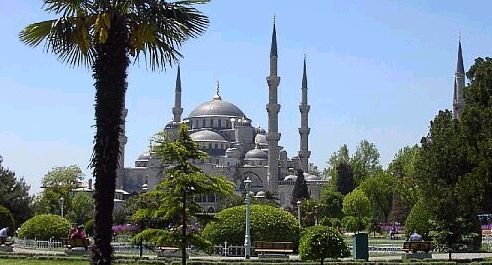
A Kék Mecset Isztambulban
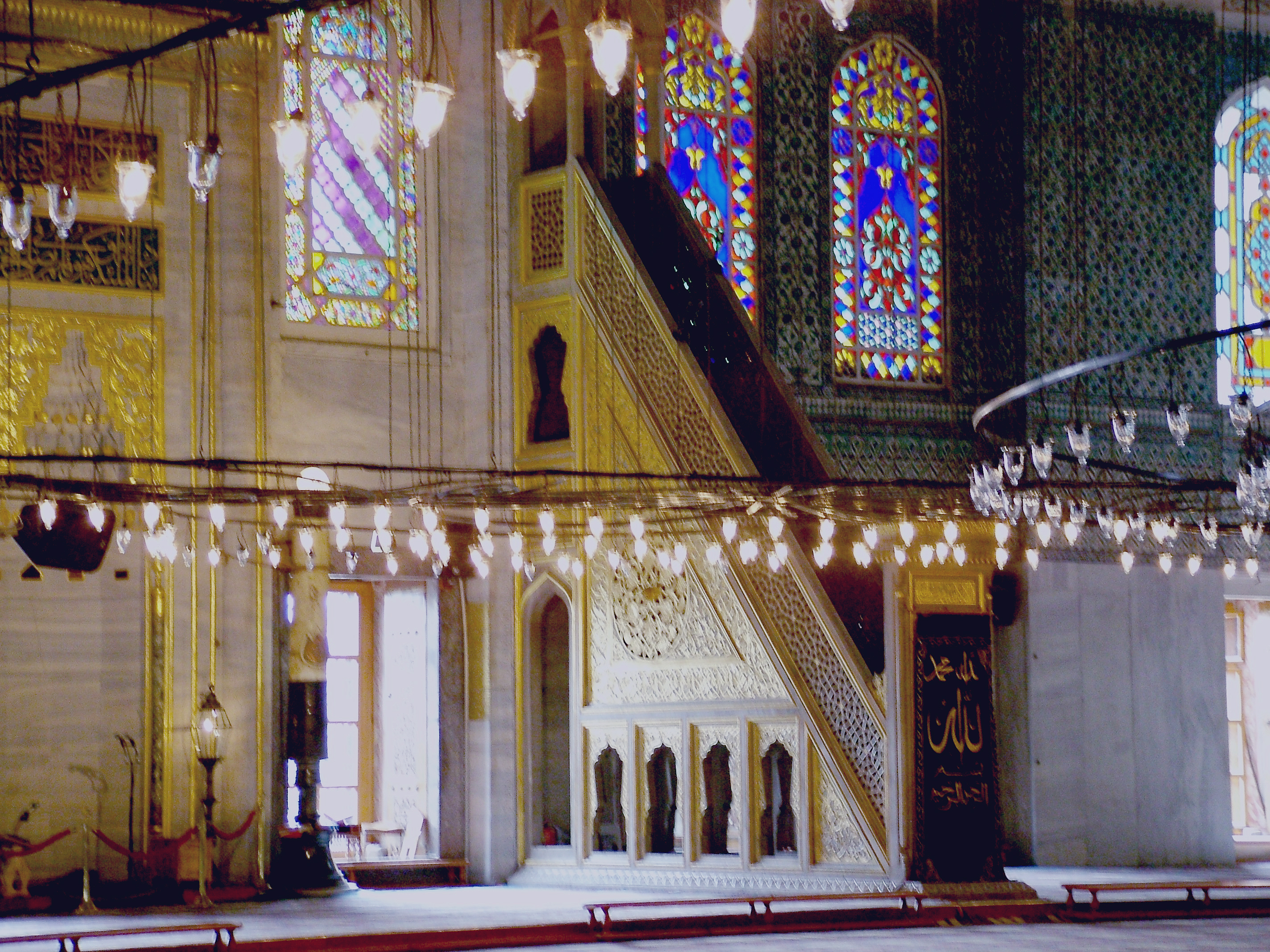
Kék Mecset: minbar

#### Minaret
Az a torony, ahonnan naponta ötször felhangzik az imára szóló felhívás, a mecsetépítés lényeges eleme. Később – bár sohasem önmagában – sok magánalapítvány (medresze, mauzóleum) kiegészítője. Eredete Szíriában valószínűleg a római kori négyszögű őrtornyokra vezethető vissza. A minaret elnevezés (az arab nár = tűz szóból) arra vall, hogy esetleg az iszlám kor előtt, Szíriában és Iránban jeladásra használt tűztornyoktól is származhat. Az iszlám imahelyek és később más vallási-szociális épületegyüttesekhez társított minaretek és az imaerkélyeik száma az illető intézmény tekintélyét is jelzi.

#### Medresze (madrasza)
A teológiai (a Korán, az exegézis, a hagyomány) és a kánonjog oktatására létesített felső szintű iskola. A 10. századi Horászánból ismertek kicsinyek voltak, rendszerint egyetlen tanár tartott bennük előadásokat és csak kis mértékben különböztek a mecsetekben működő závijáktól. A 11–12. századi szeldzsuk korban a medreszék állami intézmények voltak, alapítványi járadékokból működtek (Kayseri: Hatuniye-komplexum). Az egyik legrégebben épített medresze a dél-tádzsikisztáni Hodzsa Masad-medresze (9. század), amelynek feltárása az 1940-es években kezdődött. Az égetett, illetve vályogtéglából épített komplexum nagy, ejvános bejáratának jobb és bal oldalán kupolás termek álltak.

#### Rendházak, kolostorok (závije, hánaka, ribát vagy tekke)
Az iszlám szúfi szerzetesrendek építményei az úgynevezett derviskolostorok, a szerzetesrend rituális életmódjához igazodó, többnyire többfunkciós létesítmények. Legalább egyszemélyes cellákból, fűthető betegszobákból, konyhából, a közös szertartásokhoz szükséges gyűléstermekből, valamint a sejkek szobáiból álltak. Ismertebbek a bektási rend (Pécs-Tettye) és a mevlevi (kerengő) dervisrend kolostorai (Mevlana Múzeum és kolostoregyüttes).

#### Mauzóleum (türbe vagy kümbet)
Arabul: kubba, turba; perzsául gonbad; monumentális sír vagy sír számára készült épület. A prófétai tekintélyére hivatkozva a szunnita muszlimok mind a négy jogi iskolája (madzhab) általában ellenzi a sírok vallásos tiszteletét és a temetkezési helyek felállítását, ez a megszorítás tehát ellentétes a sírbolt és mauzóleumok, türbék és kümbetek építésének terjedésével az iszlám világban. A hadíszok szerint is kívánatos – még uralkodóknál is – a jeltelen sír, ennek ellenére sok nagy hatalmú muszlim főember előszeretettel építtetett magának, esetleg családtagjainak monumentális síremléket, mauzóleumot, így a sírhelyek építése rendkívüli gazdagságot mutat az iszlám világban. Imádkozni azonban továbbra is tiltott volt ezekben az épületekben, erre a célra külön mecset szolgált a közelben. Nem volt előírás a tájolás és mihráb sem található bennük.
Négyíves, úgynevezett csártak, ősi iráni eredetű sírtípus a központi elrendezésű mauzóleumokra jellemző. Ezeket általában négy oszlopon, boltíves fedéssel alakították ki, és rájuk kupolát emeltek. Jellemző ez a közép-ázsiai mauzóleumok, például a dél-kazahsztáni Áísa Bíbí-mauzóleum építésére. Másik változatuk az úgynevezett „homlokzati” mauzóleum, amely hatalmas bejáratával uralja az épületet, annál sokszor magasabb is (példa erre a régi karahánida főváros nagy mauzóleuma a kirgizisztáni Üzgenben). A mauzóleumok nagyobb csoportja az előbbiek mellett az úgynevezett pistákos vagy kapuzatos mauzóleumok, ahol a homlokzatból előugró kaput is építettek a bejáratokhoz (pisták). Erre a mauzóleumtípusra példa az utolsó számánida uralkodó, Ismail Számáni nyughelye Buharában.
Ebben a műfajban megemlítendők a kairói kalifasírok és a szamarkandi timurida nekropolisz, Sáh-i Zinda, illetve a 12. század végén épült, különlegesen finom technikával kialakított Mumine Hatún-síremlék Azerbajdzsánban.
Az iraki Szamarrában 862-ben épült a Kubbat asz-Szulajbijja néven ismert kupolás épület, ami talán a legkorábbi fennmaradt mauzóleum, amely az abbászida kalifák közül háromnak a nyughelye is lehet, de vannak bizonyítékok arra is, hogy a mauzóleumokat a késői omajjád kortól kezdve, (tehát 750 előtt is) megtűrték. Az épület nyolcszögletű, hasonlít a Sziklamecset felépítésére. Az iszmaelita számánidák a tizedik századi Buharában (Üzbegisztán) kulcsfontosságú példákat mutattak az iszlám mauzóleum későbbi fejlődésében. Égetett téglából épültek, a többnyire négyzet alakú alapterületet kissé kúpos falak határolták, mindegyik íves bejáratú volt, a tetőt kupolák fedték. A mauzóleumok gyakoriak voltak a hellenisztikus, az iráni és a kora keresztény hagyományokban. Valószínűleg ez a magyarázata annak, hogy kezdetben az iszlám építészetben nem terjedt el.
A 16. század előtt épített kümbetek többsége kétszintű. Az alsó szint padlója föld, ahová az elhunytat eltemették. A kriptában kis ablakok is nyíltak a külvilágra.
A szeldzsuk korban Anatóliában létesített mauzóleumok elnevezése: kümbet. A szeldzsuk építészet egyik legfontosabb megjelenési formája Törökországban, Azerbajdzsánban és Iránban. (Ilyen például Konyában a szeldzsuk szultánok kümbetje az Aladdin-dombon, vagy Kayseriben a Hatun-síremlék), de számtalan található Erzurum, Konya, Ahlat és Bitlis tartományokban is.

#### Türbe
A mauzóleumnál szerényebb muszlim sírbolt, melyet ismert személyeknek állítottak. A türbék először a 11. századi szeldzsuk építészetben jelentek meg Iránban, majd a Szeldzsuk-dinasztia hódító terjeszkedése következtében fokozatosan terjedni kezdtek Anatóliában is. A türbeépítés hagyományát az oszmánok is folytatták, Magyarországon ismert például Gül Baba türbéje.
Az egyiptomi muszlim temetkezési gyakorlatban léteznek tető nélküli, elkerített területek, ahol egy család sírjai vannak. Gyakran konyhák és fogadószobák is tartoznak hozzá. Némelyik temetkezési hely nagyméretű volt, például az abbászida kalifáké Kairóban 1242-ből kiblafalán hét mihrábbal. Egyiptomban az elkerített temetési területek a ptolemaioszi, sőt ennél előbbi szokásokra vezethetők vissza. Napjainkban más térségekben nem temetkeznek ily módon, de a 10. században bizonyosan léteztek hasonlóan kialakított temetkezési helyek az egyiptomi befolyástól igen távoli Sirázban is.

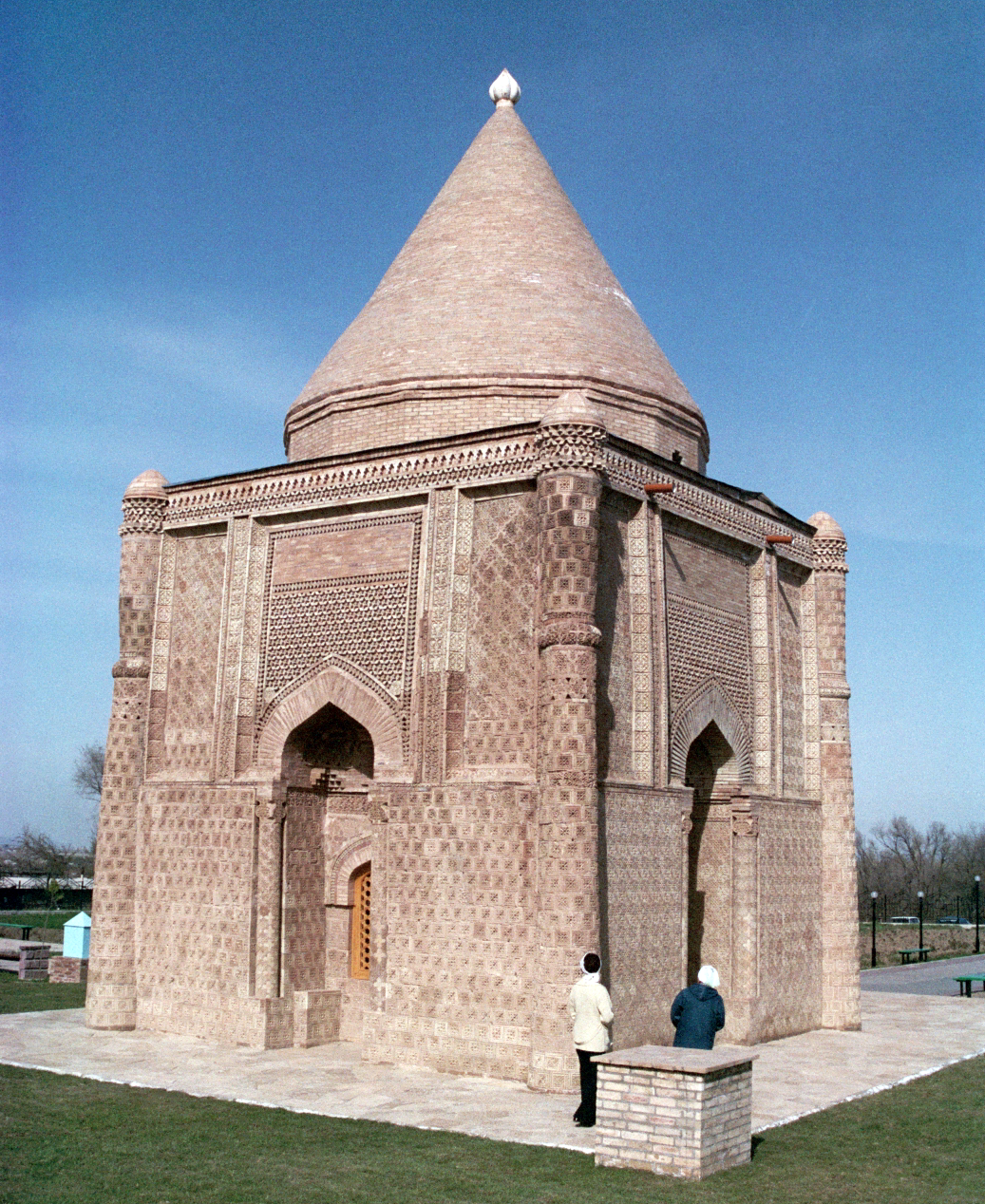
A dél-kazhsztáni Áísa Bíbí-mauzóleum
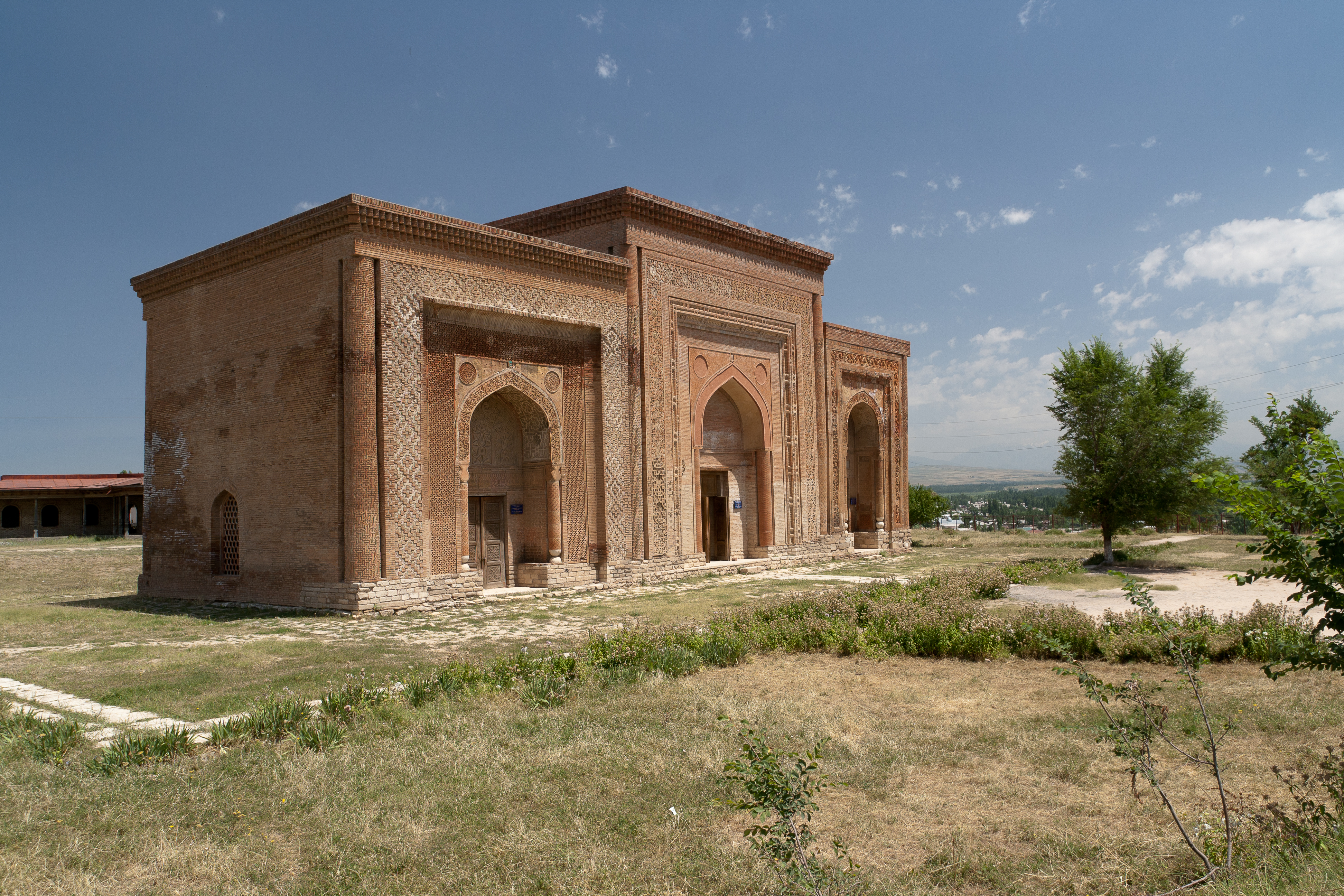
Az üzgeni karahánida mauzóleum Kirgizisztánban
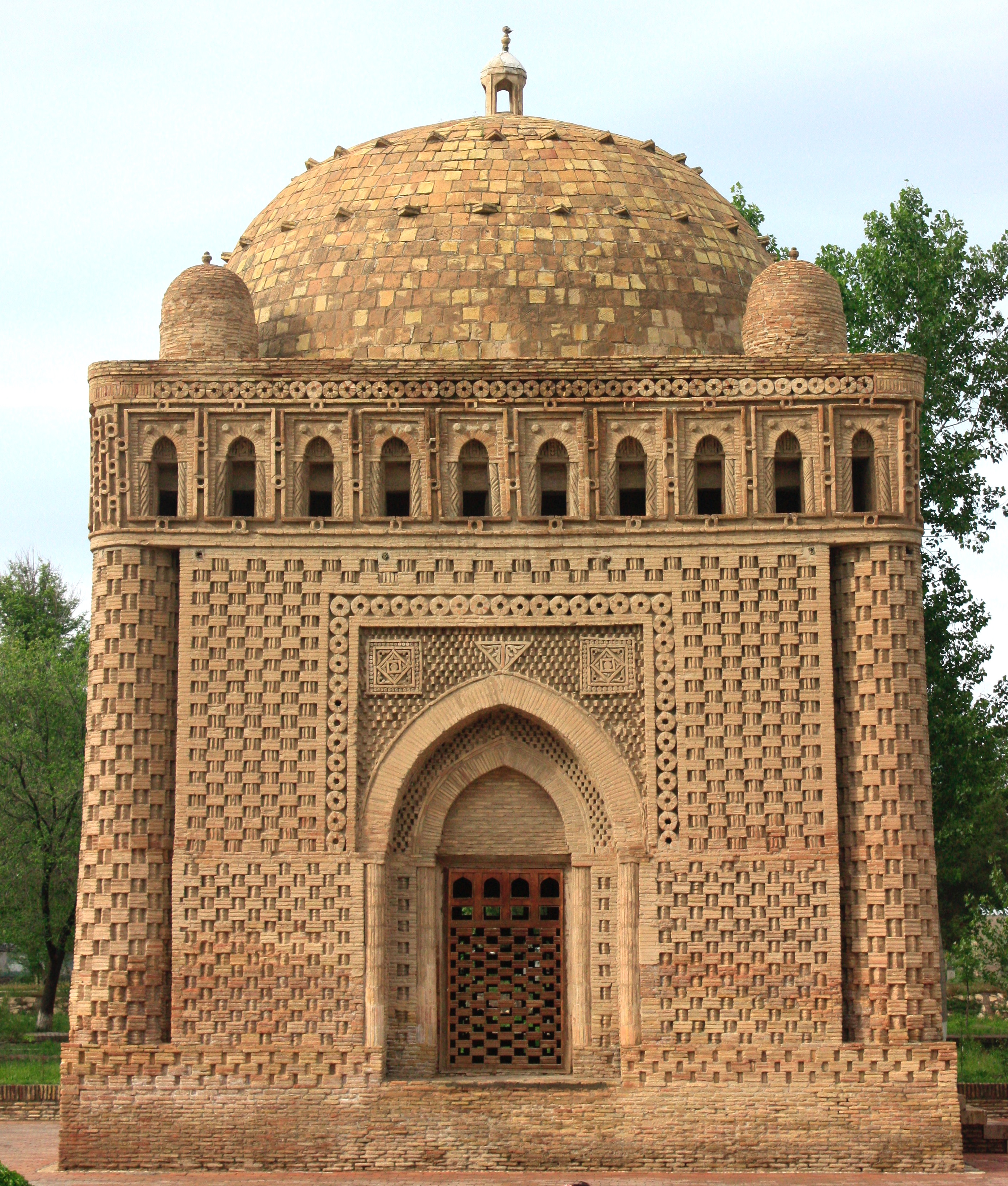
Iszmáil Számánid sah nyughelye az üzbegisztáni Buharában
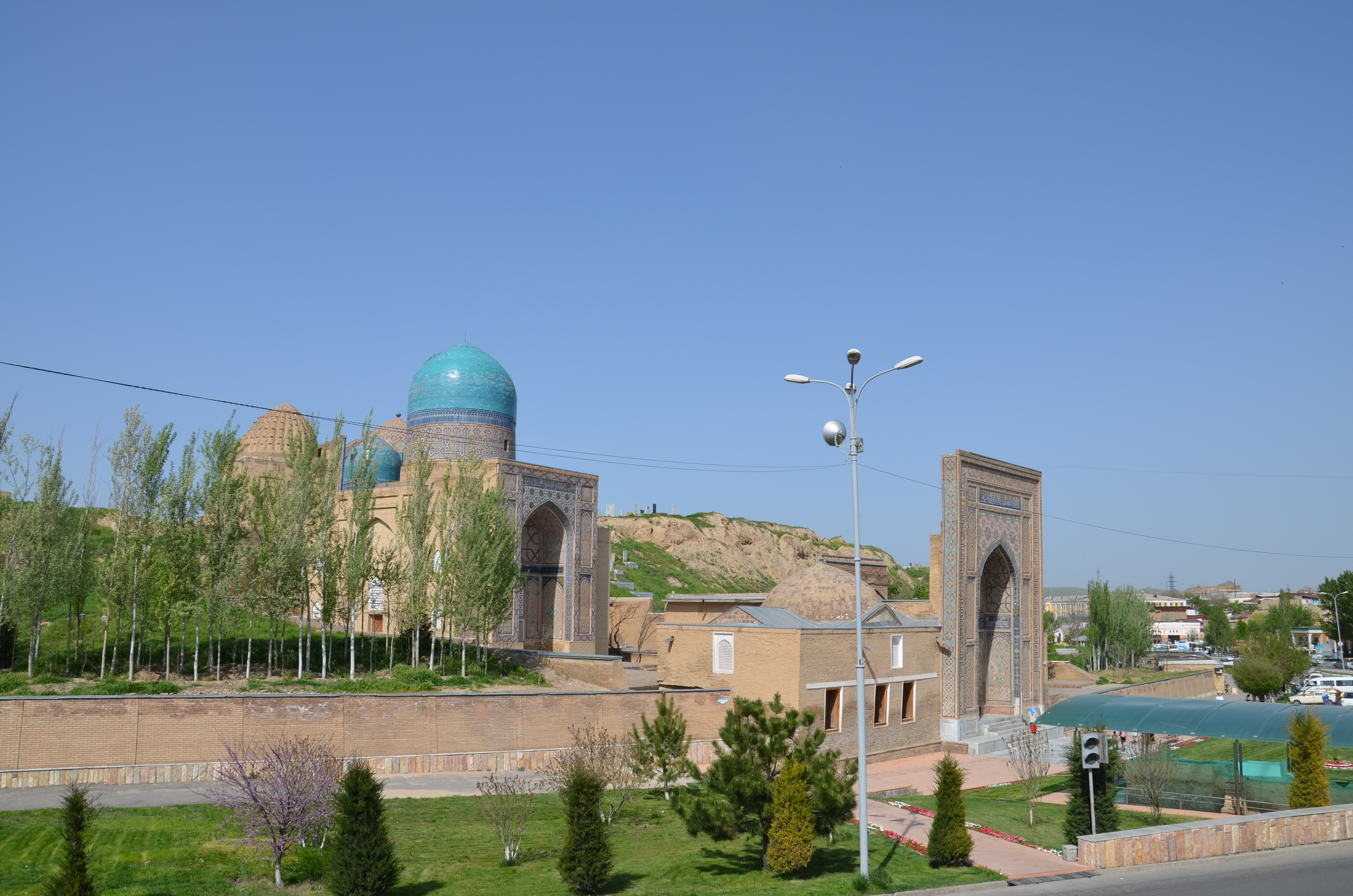
A szamarkandi Sáh-i Zinda épületegyüttese Üzbegisztánban
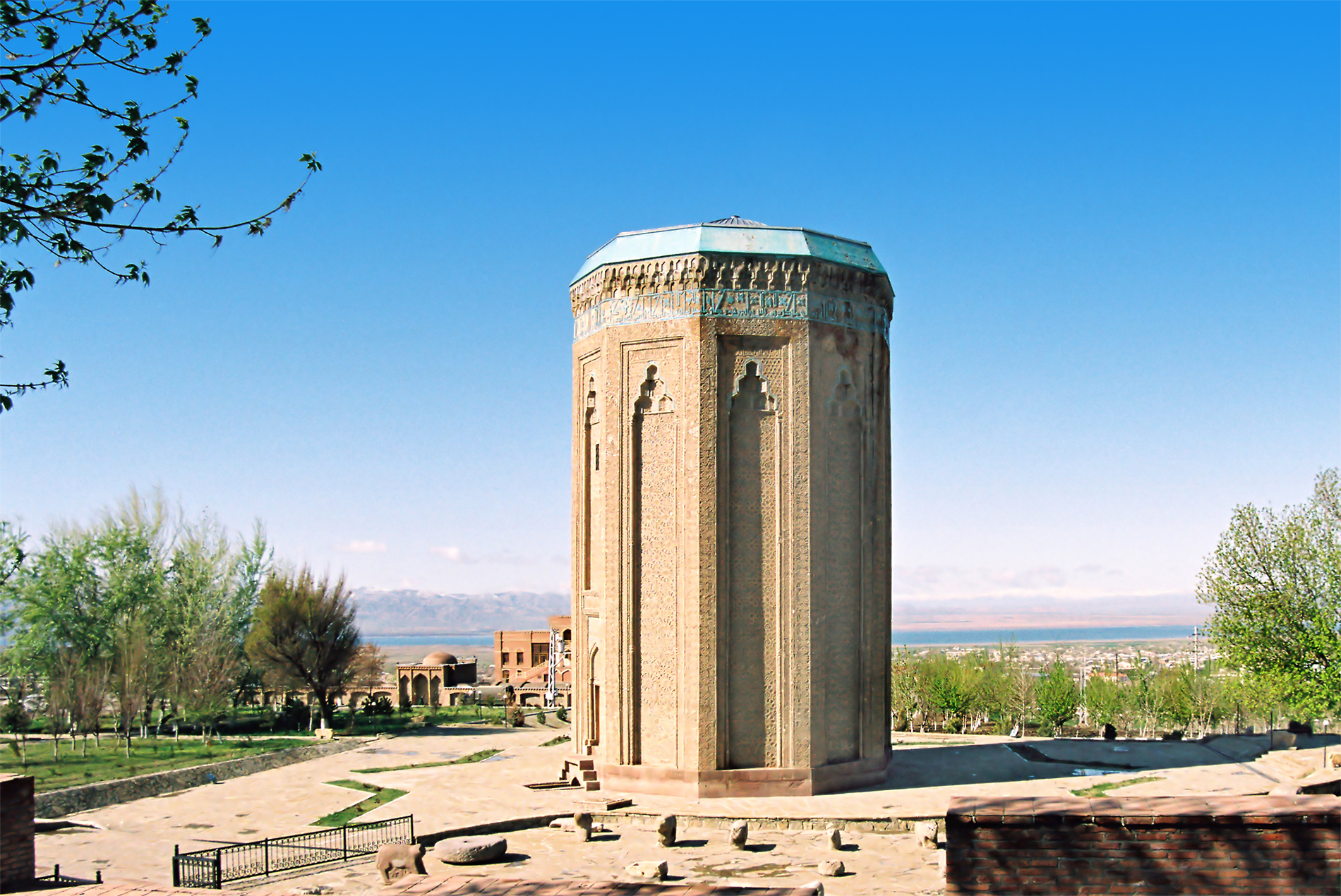
Mumine Hatún mauzóleuma Azerbajdzsánban
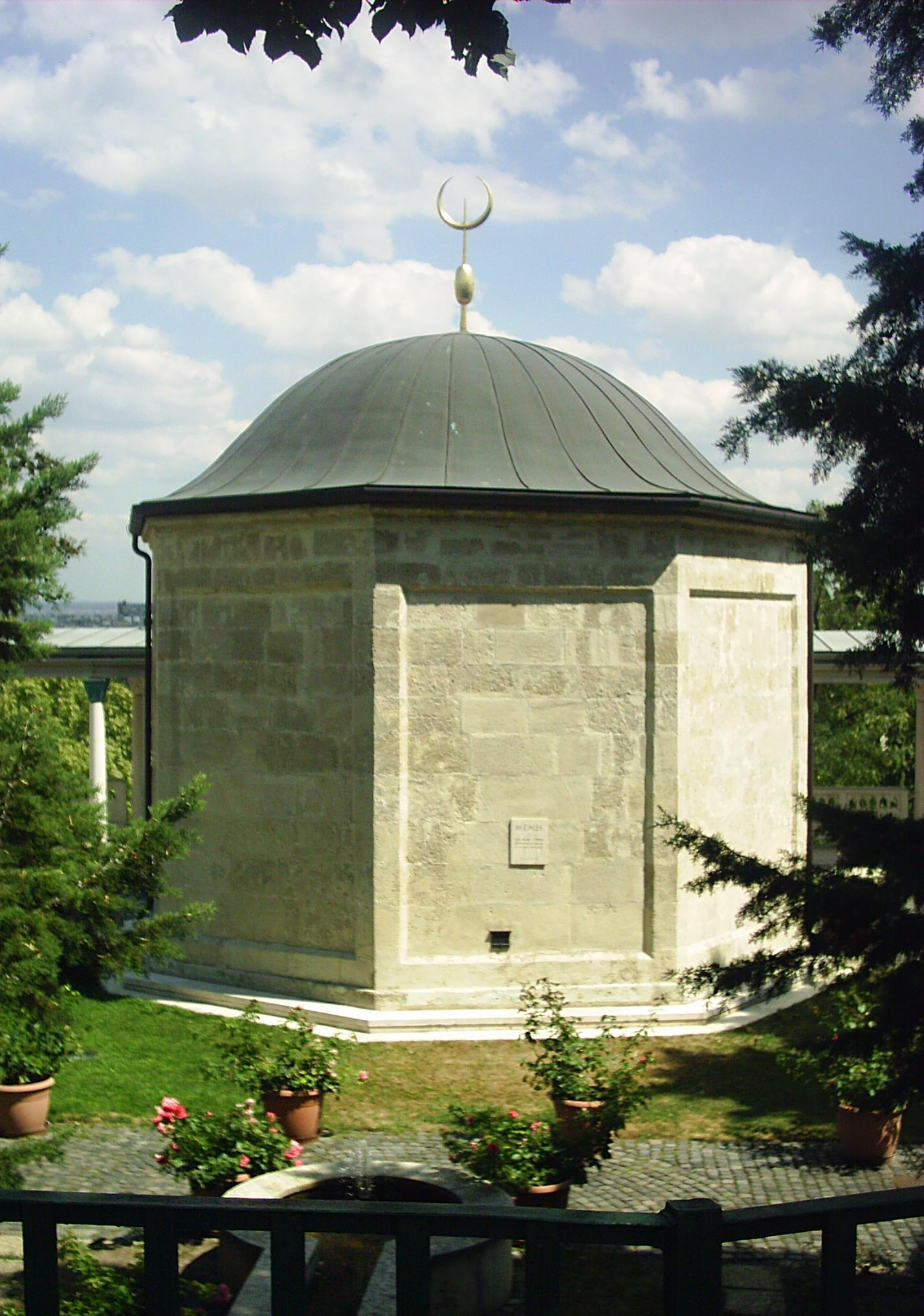
Gül Baba türbéje Budapesten

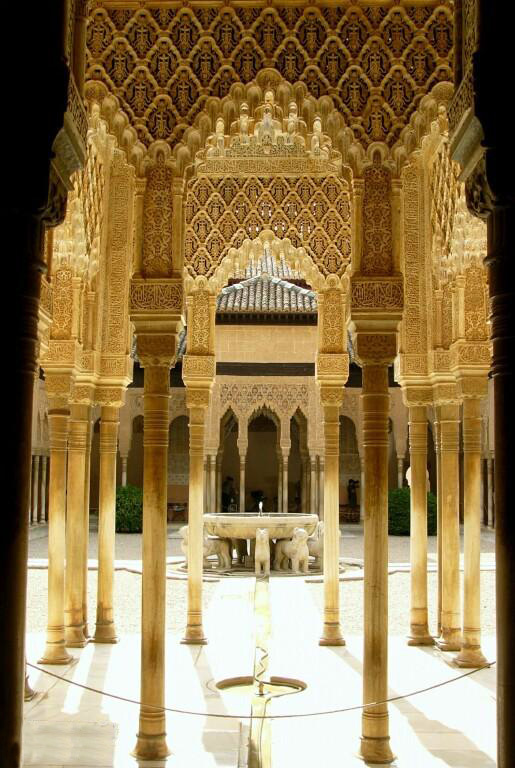
Granada: Alhambra

## Világi építészet

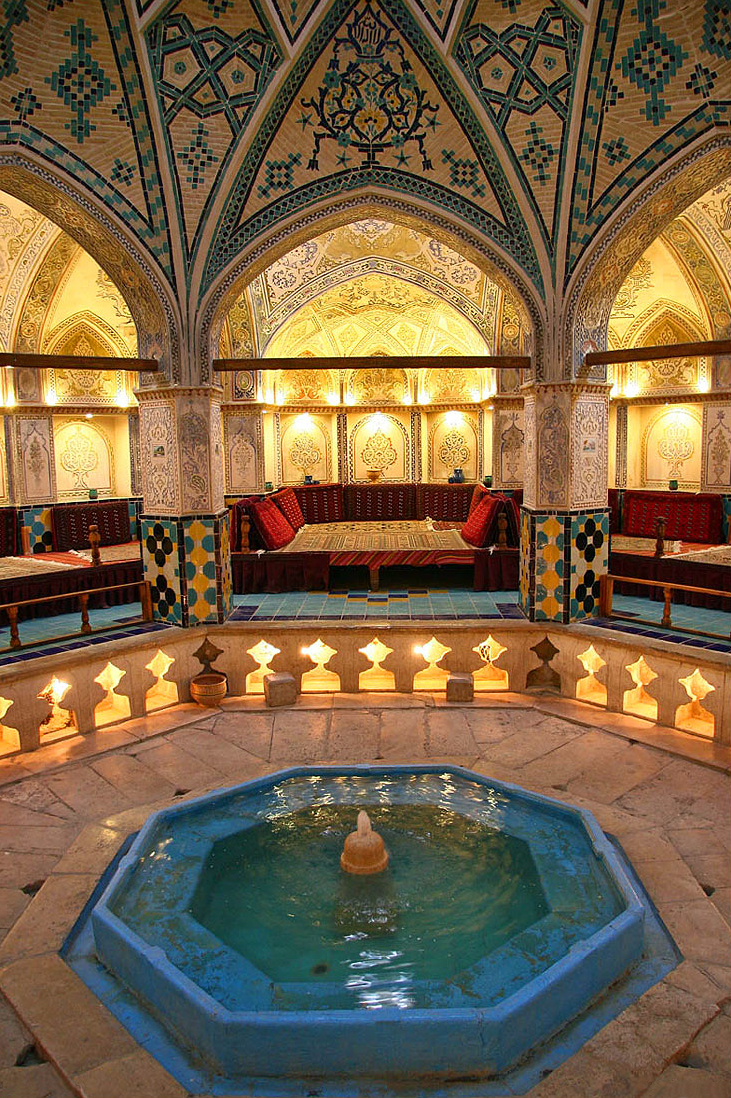
Szoltán Amír Ahmad-fürdőház (hammam), Kásán, Irán, 16. század

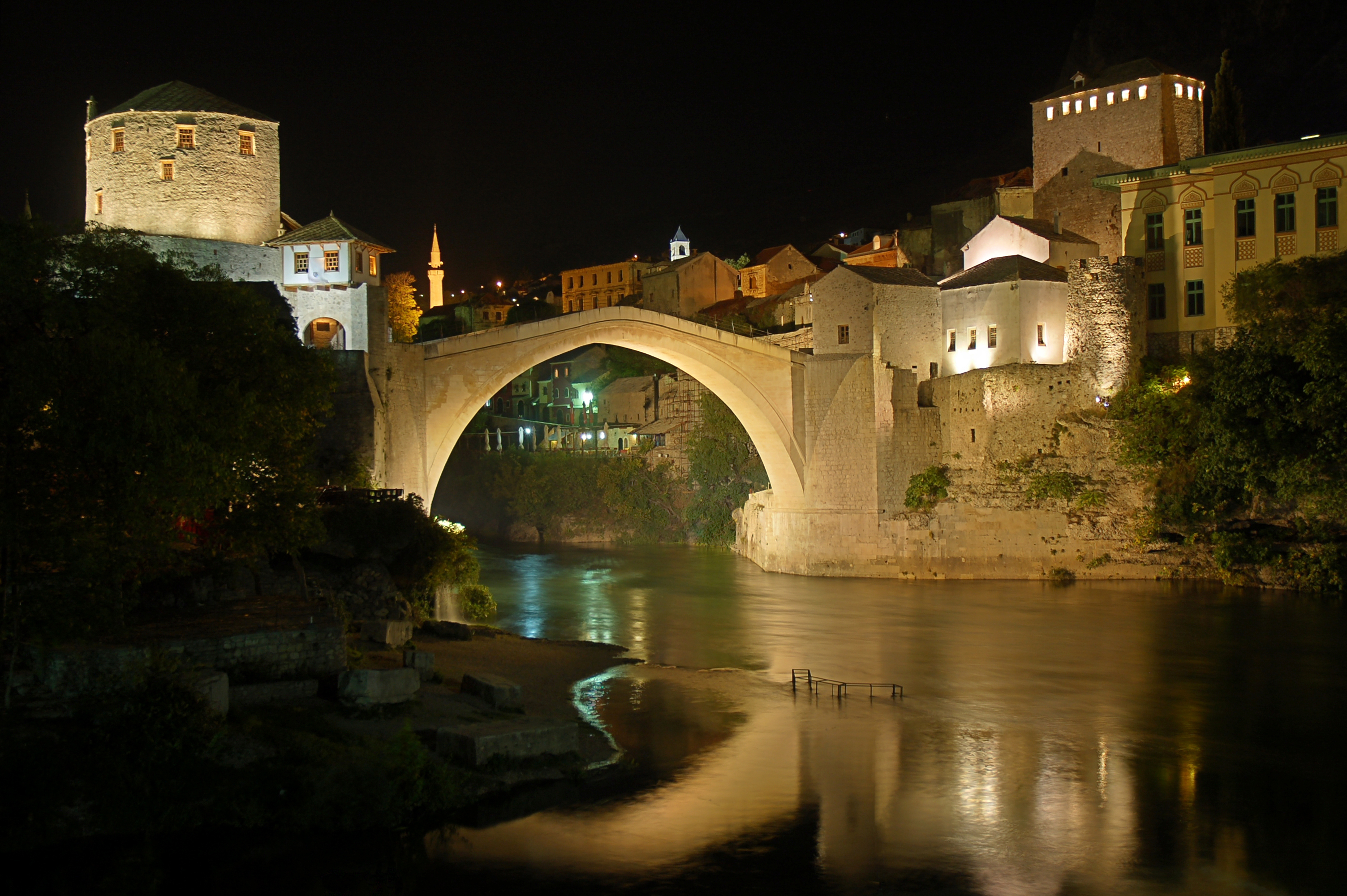
Stari Most, Mostar

A világi muszlim építészet jellegzetes épületei a vallási építészettől eltérően nem mutatnak többé-kevésbé sem egységes képet a muszlim világban. Ennek oka, hogy az iszlám előtti korból a hódítók nem hoztak magukkal meghatározott, csak rájuk jellemző stílust, hanem a meglévő közigazgatási, gazdasági vagy kereskedelmi épületeket foglalták el és folytatták az ott már megszokott tevékenységeket. Az új hatalom létrejöttével azonban nyilvánvalóan szükségét érezték az akkori haladó építészeti megoldások és díszítőművészetek felkarolásának, így fokozatosan fejlődés tapasztalható, ami egy saját kulturális arculat kialakításának kedvezett. Ez történt az omajjád és a korai abbászida világi építészet fejlődésében is.
A legtöbb iszlám ország meleg, száraz éghajlat alatt helyezkedik el. Az építési szerkezet különleges kialakításával érték el, hogy a magánházak általában szellősek voltak, az úgynevezett malkafnak vagy szélfogónak köszönhetően. Ezeket úgy alakították ki, hogy kihasználják a szabadban áramló légjárás előnyeit, így a beltérben természetes szellőzést biztosítsanak. A házak további szigetelést igényeltek hőtől, portól és szennyeződésektől, ennek elősegítésére az építészek vastag falakat húztak fel agyagból vagy más hőszigetelő anyagokból. A helyiségek padlószintjét az udvar fölé emelték, hogy a levegő kintről ne szivárogjon be és az elhasznált is könnyebben távozhasson. Az udvar megtartotta a tiszta és enyhe levegőt is, mivel az áramló levegő minden alsó kijáratát elzárták. A levegő így szinte lebegett az udvar körül, elszállítva a port.
Az uralkodói paloták, szerájok vagy köskök az iszlám építészet külön fejezetét alkotják. Legelső példáik a Kuszr Amra-i, a msattai, a szamarrai és a bálkuvarai paloták, amelyek a 8. és 9. században keletkeztek. Méreteiket tekintve általában szinte város nagyságúak, magas, tornyokkal ellátott falak veszik őket körül, középen többnyire nagy térrel. A díszudvar rendszerint a paloták trónterme előtt húzódó sétány. Sokuknál jelentős az előtér, amelyet katonai díszszemlék és követfogadások céljára alakítottak ki. Szamarrában és al-Ukhardijban, akárcsak Versailles-ban, egészen kivételes szépségű az építészeti megfogalmazásuk. Világhírű példa a granadai Alhambra palotakomplexum, melynek középpontját két nyitott udvar alkotja: egy nagy, amelynek medencéjét mirtuszfák sora szegélyezi, és egy kisebb az oroszlánokkal díszített kúttal.
A díván nemcsak mint intézmény, de mint az uralkodói palota kiemelt jelentőségű része is, tulajdonképpen az uralkodás helyszíne. Az adókkal, földadományokkal, kegyes alapítványokkal és a katonai ügyekkel foglalkozó kormányhivatal középkori megfelelője, bár a fogalom jelentése folyamatosan kibővült; hatáskörébe tartoztak azok az eszközök, amelyekkel a kancelláriában (díván al-ínsú) megfogalmazott fejedelmi határozatokat végrehajtották. Minden dívánnak megvolt a maga oklevéltára, ám ezek közül kevés maradt fenn. A kivételek egyike az Oszmán Birodalom archívuma a Topkapi Szerájban (Başvekalet Arşivi).
A hajr bekerített liget kószáló vadállatokkal. Az olyan nagy muszlim palotákat tették kellemessé, mint pl. a Kaszr al-Hajr al-Garbi és a Kaszr al-Hajr as–Sarki Szíriában, vagy a szamarrai Dvavszak al-Hánkáni, továbbá a 10. századi bagdadi abbászida palota. A muszlimoknál a kert sok funkciót lát el, legyen az a szokásos magánjellegű, akár nyilvános közhasználatú, zárt és védett. Az iszlám világban többnyire úgy tartják, egy kert szépsége már önmagában is javítja az életminőséget. A teraszok, csatornák és medencék megfelelnek a kertészet és az öntözés igényeinek, a gyümölcsfák árnyékában pihenhetnek, míg a virágok illatot és színt árasztanak. A kerteket a Mohamed próféta által előrevetített paradicsom előképének tartják. A Szafavidák számtalan kertet és hozzá tartozó kerti palotát hoztak létre, de a kertépítés Közép-Ázsiában is a jómód és műveltség jelképe lett.
Hárem (arabul: harím): nemcsak a palotáknak – de a lakóházaknak általánosan – az a nyilvánosságtól elzárt része, ahol a család nőtagjai laktak.
A káa központi fogadócsarnok a kairói palotákban egy, két, vagy négy ívánnal, rendszerint fedett középső térrel. A muszlim topográfusok a „káa” kifejezést az egész palotára használták, vagyis náluk a fogadótermet, a lakórészeket és a melléképületeket együttesen jelentette.
A karavánszeráj (hán, han, Perzsiában: ribát, vagy rubát) szállást és némi védelmet nyújtott, valamint alkalmat az üzletkötésre a kereskedőknek, lakhelyet a kormánytisztviselőknek. Némelyik vidéki hánról tudjuk, hogy kegyes alapítvány volt, de a városiakra ez általában nem volt jellemző. Az utóbbiak révén a helybeli előkelőségek „megcsapolhatták” a nemzetközi kereskedelmet. Egyes uralkodók – mint a szeldzsukok – kifejezetten támogatták a hánok létesítését (pl.: a Sultanhanik Kayserinél és Aksaraynál).
A funduk észak-afrikai kifejezés kis, városi üzletek komplexumára. Egy tipikus funduk négyzet alaprajzú, kétemeletes épület, melyet egy központi udvar köré építettek, az egyik emeleten üzletek és tárolóhelyiségek találhatók. Egyenértékű a hánnal a Közel-Keleten. A fundukok architektúráját ritkán lehet megkülönböztetni a hánokétól. A külföldi – főleg genovai, pisai, amalfi, firenzei, velencei – kereskedőknek megvolt a saját külön fundukjuk (olaszul: fondaco), olyan kereskedőtelep, ahol az ott élő idegenek lakóhelye, irattára és temploma is állt, továbbá azon árucikkek központi raktára, amelyekkel kereskedtek. Általában sajátos önkormányzattal is rendelkeztek.
Hammám: Fürdő. Az első kalifák a római-bizánci fürdőket a rituális megtisztulás iszlám követelményének megfelelően átalakították. A hidegcsarnokot (frigidarium) megszüntették, az öltözőhelyiséget (apodyterium) pedig kibővítették. Ebből nyíltak az árnyékszékek, továbbá egy langyoscsarnok (tepidarium) és egy vagy több forróterem (caldariuim), amelyet a padló alatt elhelyezett csövek fűtöttek római módra (hypocaustum), a kazánt kívülről táplálták. A nemeket szigorúan elkülönítették. Valószínűleg a fürdők ellen felhozott elítélő vélemények tükröződnek Az Ezeregyéjszaka meséiben. Ennek ellenére a társadalmi érintkezés színhelyei maradtak, és a Kuszr Amrában, valamint a Khirbat al-Mafdzsarban levő omajjád kori fürdőkhöz pompás társalgótermek csatlakoztak.

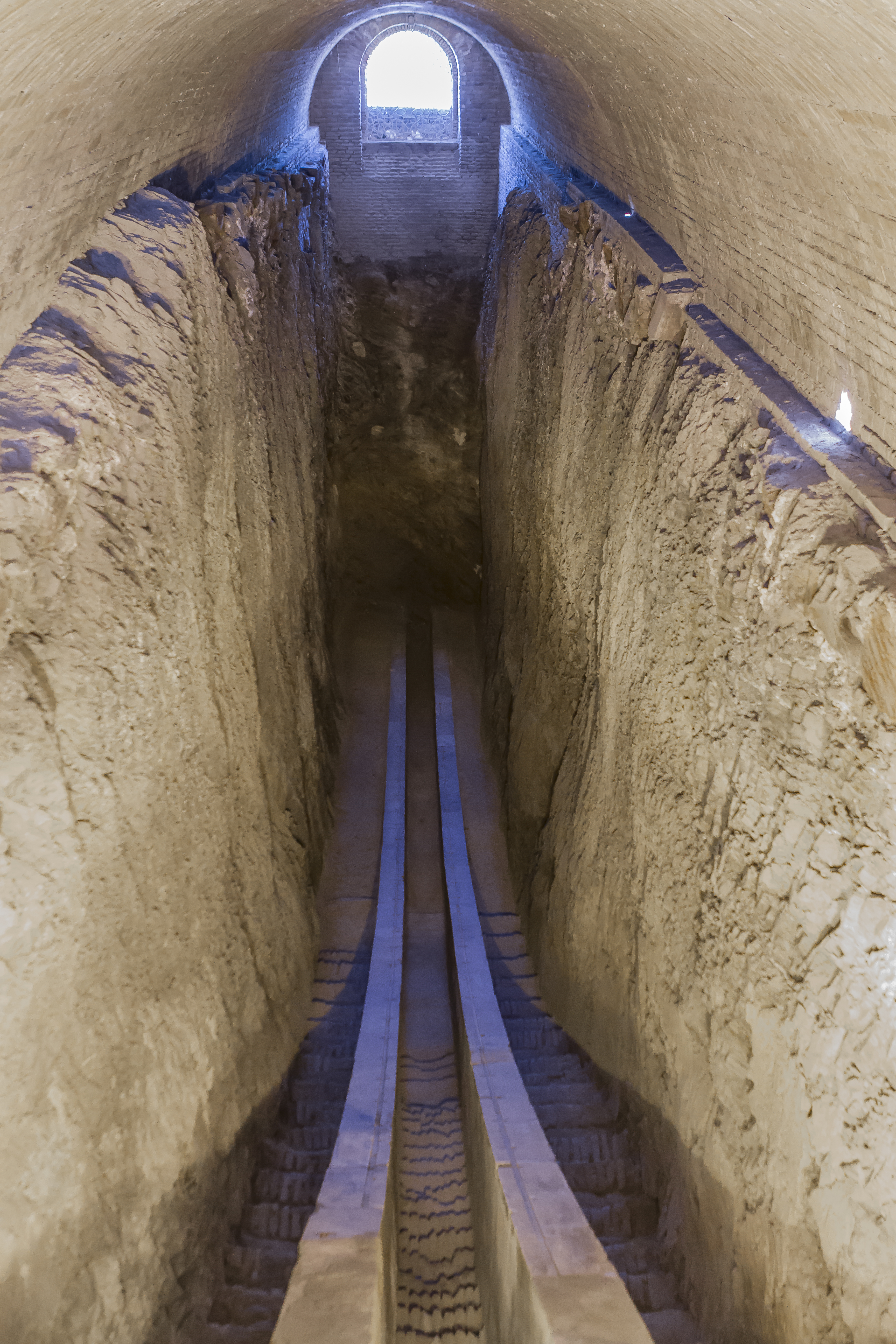
Ulug bég szamarkandi obszervatóriuma

A kajszárijja vagy bedesten (valószínűleg a császári piacok bizánci elnevezéséből) lezárható piac az értékes árucikkek – finom kelmék, ékszerek, fűszerek stb. – árusítására és raktározására, gyakran éjjeliőrök felügyeltek rájuk. Törökországban az ilyen piacokat általában bedestennek hívják. Az ankarai Anatóliai Civilizációk Múzeumának egyik épülete eredetileg szintén bedesten volt.
A barid postaállomás, posta, amely nem csak a birodalom hivatalos levelezésének kiszállításáért volt felelős, hanem belföldi hírszerző ügynökségként is működött, tájékoztatta a kalifákat a tartományok eseményeiről és a kormányzati tisztviselők tevékenységéről. Külső megjelenésében valószínűleg nem sokban különbözhetett a karavánszerájoktól; megállóhelyként szolgált a főbb útvonalak mentén, ahol a hivatalos futárok megpihenhettek és lovat válthattak, vagy átadták az üzenetet váltójuknak. A posta már az abbászidák idejétől fontos intézmény volt. A mongolok idejében pedig Gázán kán (1296–1304) postaállomások (jámok) láncolatát hozta létre, amely Perzsiát és Irakot összekötötte Közép-Ázsiával és Kínával.
A világi építészet jelentős hányadát képezik a katonai létesítmények (erődök, várak, raktárak) mellett az utak, hidak (köprü) és kikötők. Ezek nagy részét nagy szakértelemmel, kiváló mérnöki tervezéssel hozták létre, számos ezek közül ma is közfunkciót lát el.
Külön megemlítendők a tudomány fejlődése céljából létrehozott építmények, így például az Ulug bég által épített csillagvizsgáló Szamarkandban.

## Az iszlám építészet rövid története
Mohamed már a kezdetektől az iszlám egyetemességét hirdette, és az iszlám hódításai során ez a törekvés folyamatosan fennmaradt. Kihatott a teológiára (kalám, a törvények értelmezése és magyarázata) a gondolkodás és kultúra, a művészetek minden területére, így az építészetre is. A sajátosan arab gyökerű művészet azonban már indíttatásakor számtalan helyi hagyományt, szokást és elképzelést ötvözött egybe, így megtaláljuk benne a sémi, az iráni, de a görög-római stílusjegyeket is, ahogy az iszlám előtti korok beduin eredetű törzsi művészet elemeit is. Az iszlám építészetre jellemző stílusjegyek azonban csak az abbászida korszakban váltak meghatározóvá.
Az építészetet a célszerűség jellemezte, ami kezdetben főleg a vallási építészetre, ezen belül a csaknem minden pompát nélkülöző imatér kialakítására szorítkozott.
A három kontinenst magában foglaló hatalmas terület kulturális gazdagsága lehetőséget nyújt arra, hogy a keresztény, perzsa és indiai származású hívők újradefiniálják tudásukat, valamint nemzeti művészetükkel, iparukkal és különféle tevékenységeikkel kapcsolatos tapasztalataikkal, az iszlám értékek figyelembevételével megtermékenyítsék eddigi építészeti hagyományaikat.

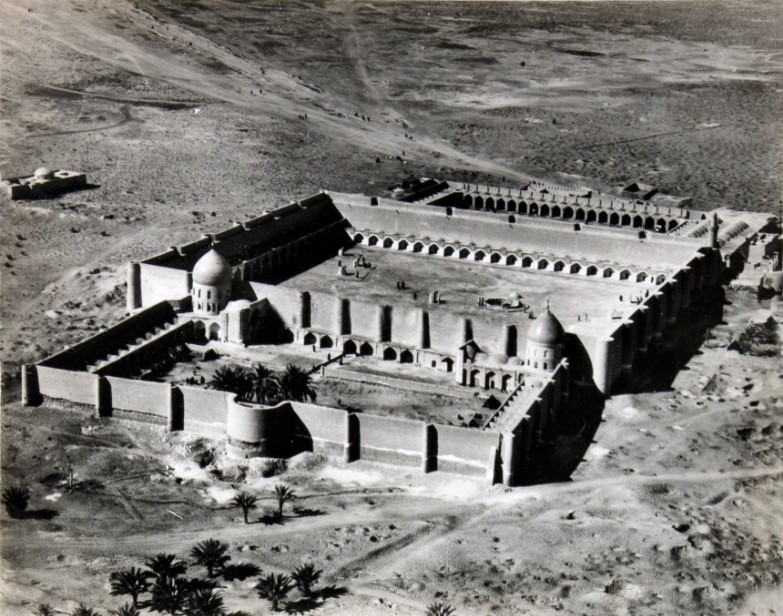
A kúfai nagymecset 1915-ben

A mintegy ezerötszáz éves iszlám történelem folyamán művészet és építészet tekintetében öt nagy stíluskör különült el egymástól: az arab, a perzsa, az ibériai (mór), a szeldzsuk török és az oszmán török.
Az abbászidák alatt Szíria hellenisztikus hatásait felváltotta a szászánida Perzsia építészet befolyása, amely alaposan átalakította a művészetet és az építészetet. Megszületett Szamarra művészete, amely hatásaiban az Ahmad ibn Túlún fennhatósága alatt álló Egyiptomtól Nisápuron keresztül az afganisztáni Bahranig terjedt.
A paloták építészetében különbség volt az Omajjádok és az Abbászidák között, részben annak köszönhetően, hogy a perzsa hagyományokat mennyire voltak hajlandók elfogadni a központi kalifátus által uralt térségekben. A tróntermek kialakítása általában kupolás, privát közönség számára kialakított térrel, míg a szélesebb közösség számára nagy, egy vagy négy sugárirányban elhelyezett boltíves íván áll rendelkezésre. A falak csaknem mindig téglából épültek, de ennek az anyagnak a tényleges struktúráját – sárral tapasztott agyagtéglát – vastag stukkórétegek rejtik el. Az iszlám építészet legkorábbi leletei is ebből az időszakból származnak. Fontos újítás volt a lüszterkerámiás csempék bevezetése, amelyek eredetileg Irakból származnak, de többségében a tunéziai Kajravánban találhatók meg, kék háttér mögött megjelenő feliratos szalagok formájában. Az abbászida művészet széles körű befolyása azonban nem terjedt ki az Ibériai-félszigetre, ahol az omajjád művészet, amelyet a szíriai menekült arabok honosítottak meg, lényegesen változatosabb volt.
A 638-as alapítású dél-iraki Kúfának már állandó péntekmecsete épült, ami tulajdonképpen egy 100x100 méteres udvarból állt, amit árokkal vettek körbe. Ide a város teljes lakossága elfért. Ez a tér, híven a mecset eredeti jelentéséhez, egyértelműen kizárólag az imádkozás helye, Mohamed próféta medinai otthonának udvarát hivatott másolni. Az iszlám hódítások során megnövekedtek az igények maradandó épületek létrehozására, amely már nemcsak az imádkozás és leborulás helyeként szolgált, hanem egyúttal hirdette a vallás felsőbbrendűségét is.

### Omajjádok
Az iszlám építészet első emlékéről a kúfai nagymecset korszerűsítésének kapcsán beszélhetünk, amit Zijad ibn Abihi kezdett el 670-ben. A mecset egy részét faszerkezetű tetővel fedte be, árkádsort és oszlopfolyosót (rovák) hozott létre az alapterület meghagyásával. Az omajjád korban jelent meg a kiblafalba mélyített fülke, a mihráb, amelynek ugyan a szertartás szempontjából nincs különösebb funkciója de jelzi az ima irányát. Jobb oldalon a szószék a minbár, (bár az iszlámban nem létezik keresztényi értelemben vett papság, de hagyományosan a Korán-felolvasó innen, vagy a kibla előtt ülve olvassa fel a szent szöveget.) A minbart kisebb kerítés választotta el az imádkozó hívőktől, ez az elkülönített tér a makszúra, az uralkodó saját területe.
Muávija, Szíria Omajjád kormányzója Ali halála után 661-ben kalifának kiáltotta ki magát, nekilátott hatalmának megszilárdításához úgy a szír központban, Damaszkuszban, mint az Ali szimpatizánsai által uralt mekkai, medinai területeken. Építészeti szempontból jelentős alkotások ekkor még nem jöttek létre.
A jemeni törzsek támogatásával hatalomra jutott Abd al-Malik kalifa (685–705) amikor ellenfelei elfoglalták Mekkát, új vallási központ kialakítására és ezzel együtt az új arab világ szimbolikájának megteremtésére is kísérletet tett.
Mivel az ima iránya 624-ig Jeruzsálem volt, itt emeltette afölé a szikla fölé azt a mecsetet, ahonnan Mohamed életében a mennybe ment (mirázs) és ahol Ábrahám fel akarta áldozni fiát Izsákot. Az úgynevezett Sziklamecset, vagy Szikladóm nyolcszögletű alaprajza lehetőséget adott a hívőknek a szent ereklye, a szikla körüljárására is. A falakat mozaikdíszítések és Korán-idézetek díszítik.

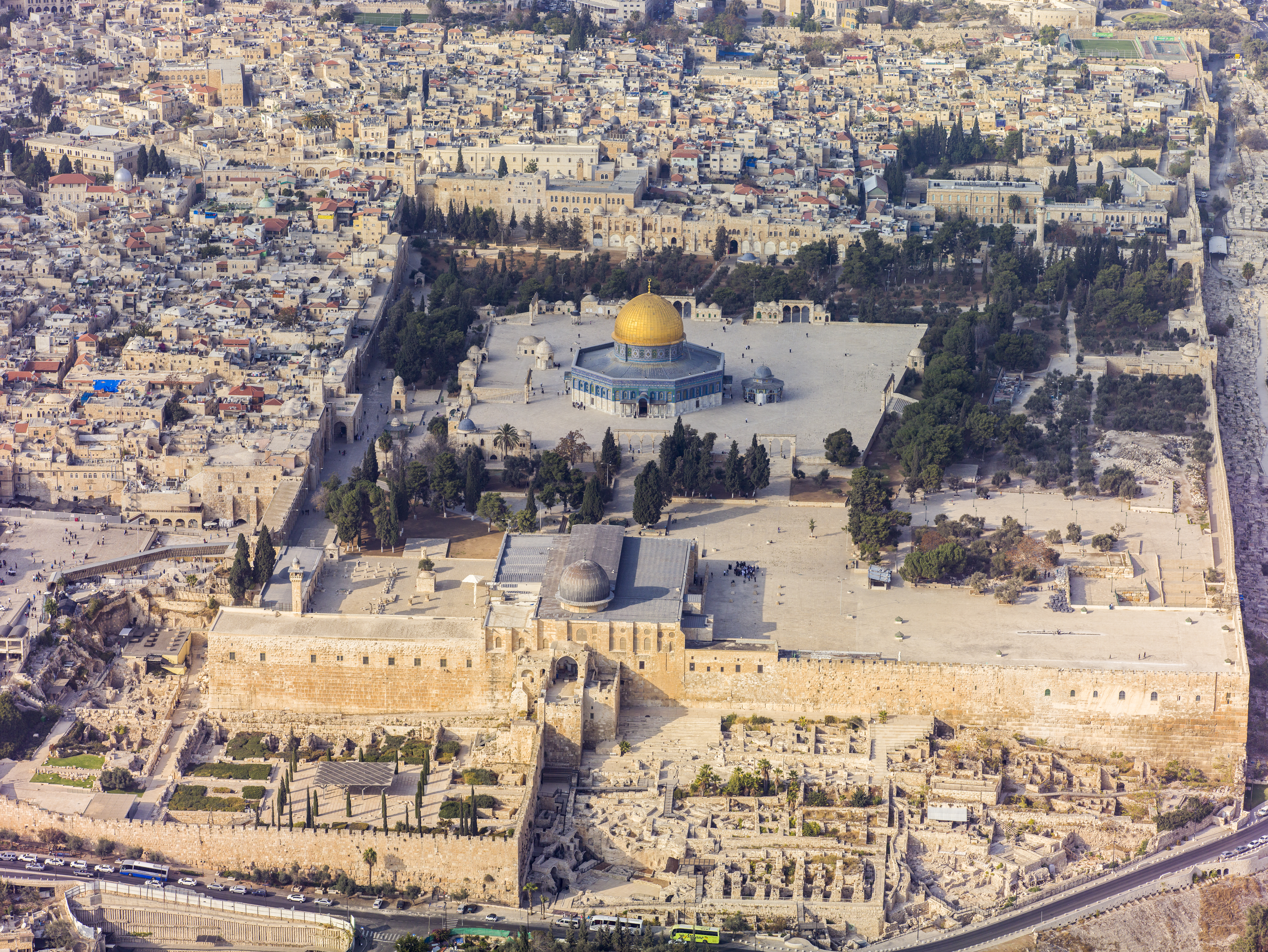
Az aranyozott tetővel borított Sziklamecset a jeruzsálemi Templom-hegy központi részén.

Szintén omajjádok emelték Damaszkuszban a Nagymecsetet (Omajjád-mecset), amit al-Valid kalifa kezdett építtetni (706 – 714/15) egy eredetileg Jupiter-szentély, majd Keresztelő Jánosnak szentelt templom helyén. A 157 x 100 méteres alapterület déli részére imateret építtetett, amely azonban nem maga a teret szegélyező oszlopcsarnok, hanem egy háromhajós, árkádos homlokzatú, a középkori bazilikák építési stílusához hasonlatos belső tér. A kiblafal fölött kezdetben fából, majd miután az leégett, kőből épített kupola áll, itt van az elkerített makszúra és e mögött maga a mihráb. A belső falakat, illetve az udvari homlokzatot gazdag, a Korán Paradicsomát ábrázoló mozaikdíszítés borítja. A muszlimok által szintén szentként tisztelt Keresztelő János állítólagos sírja ma is látható a belső térben.
Az Omajjád-mecset az iszlám mecsetépítészet szinte minden jellegzetességét tartalmazza. Itt jelenik meg először a minaret, ahonnan a müezzin imára hívja a híveket. A minaretek itt a mecset sarkaiban emelt tornyok, de többször előfordul, hogy az épületegyüttestől távolabb helyezik el azokat.
Az Omajjád vezetőréteg ugyanakkor saját használatra a világi építészet néhány eredeti példányát hozta létre. Külön fejezetet érdemelnek az Omajjádok sivatagi palotái, amelyeket a vadászatokhoz vagy kikapcsolódásra használtak. Jelenleg még nem egyértelműen ismert, hogy mi volt ezeknek az építményeknek a funkciója. Valószínű, hogy védelmi-, mezőgazdasági-, lakó- és kereskedelmi célokat egyaránt szolgáltak. Egyik legjobb állapotban fennmaradt a jordániai Kuszr Amra, vagy Kuszr Harana várai. Jelentős az Ammántól délre fekvő Msattában a 8. század második negyedében épült vadászkastély, aminek a homlokzatát díszes frízborítás ékesítette. Ez ma a Pergamon múzeumban látható. A világi paloták építészeti képét ugyanakkor nem egységes tervezési koncepció határozta meg, hanem formális elemek. Mivel a lakóhelyiségek bővítése folyamatos volt, sokszor az összhatás a zsúfoltság érzetét kelti.
Az Omajjádok 710-re Afrika nyugati felét is elfoglalták, 716-ra meghódították a mai Spanyolország területét, Galliában Martell Károly, a Merovingok maiordómusa állította meg őket Poitiersnél 732-ben.

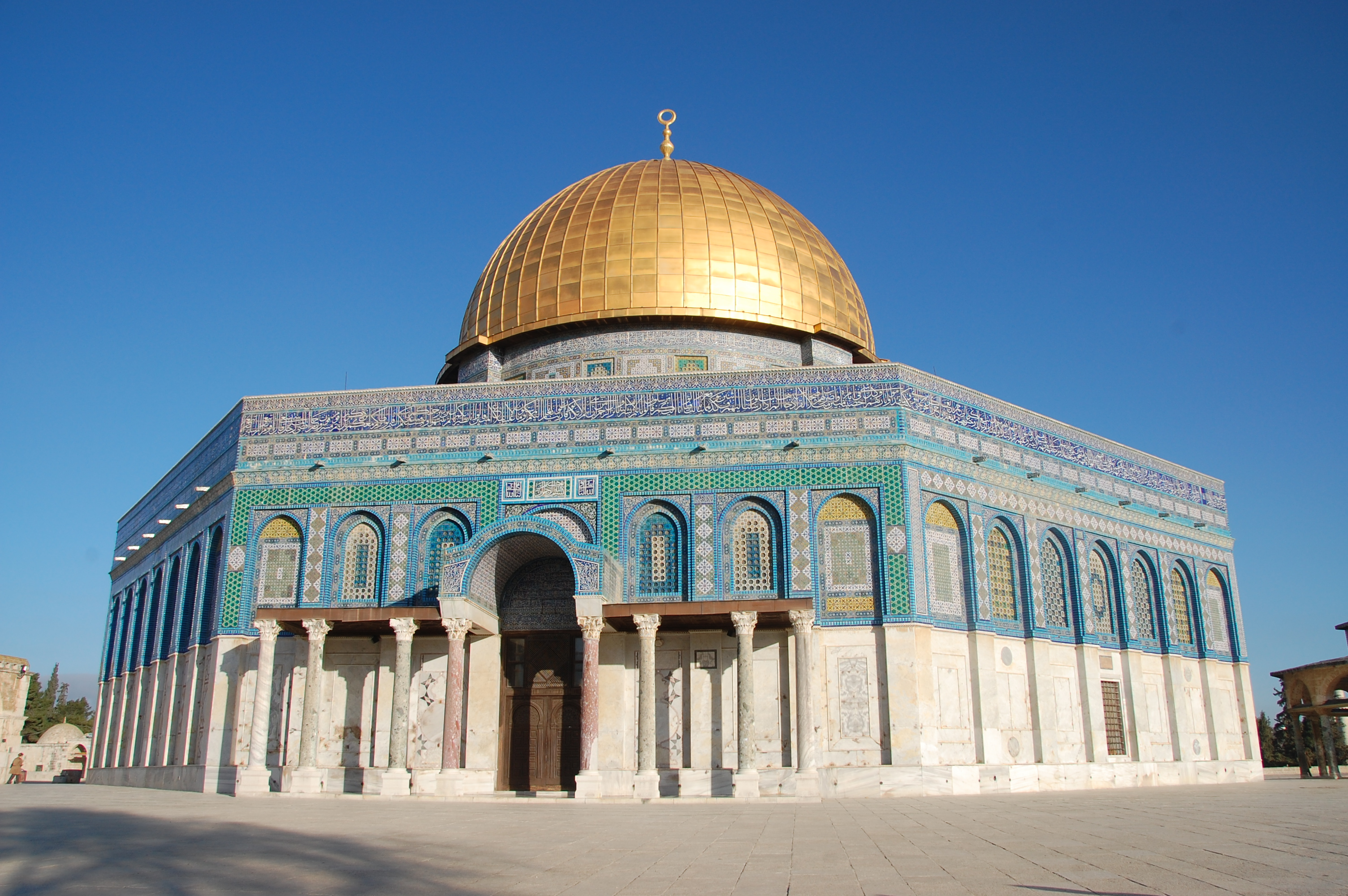
A Sziklamecset
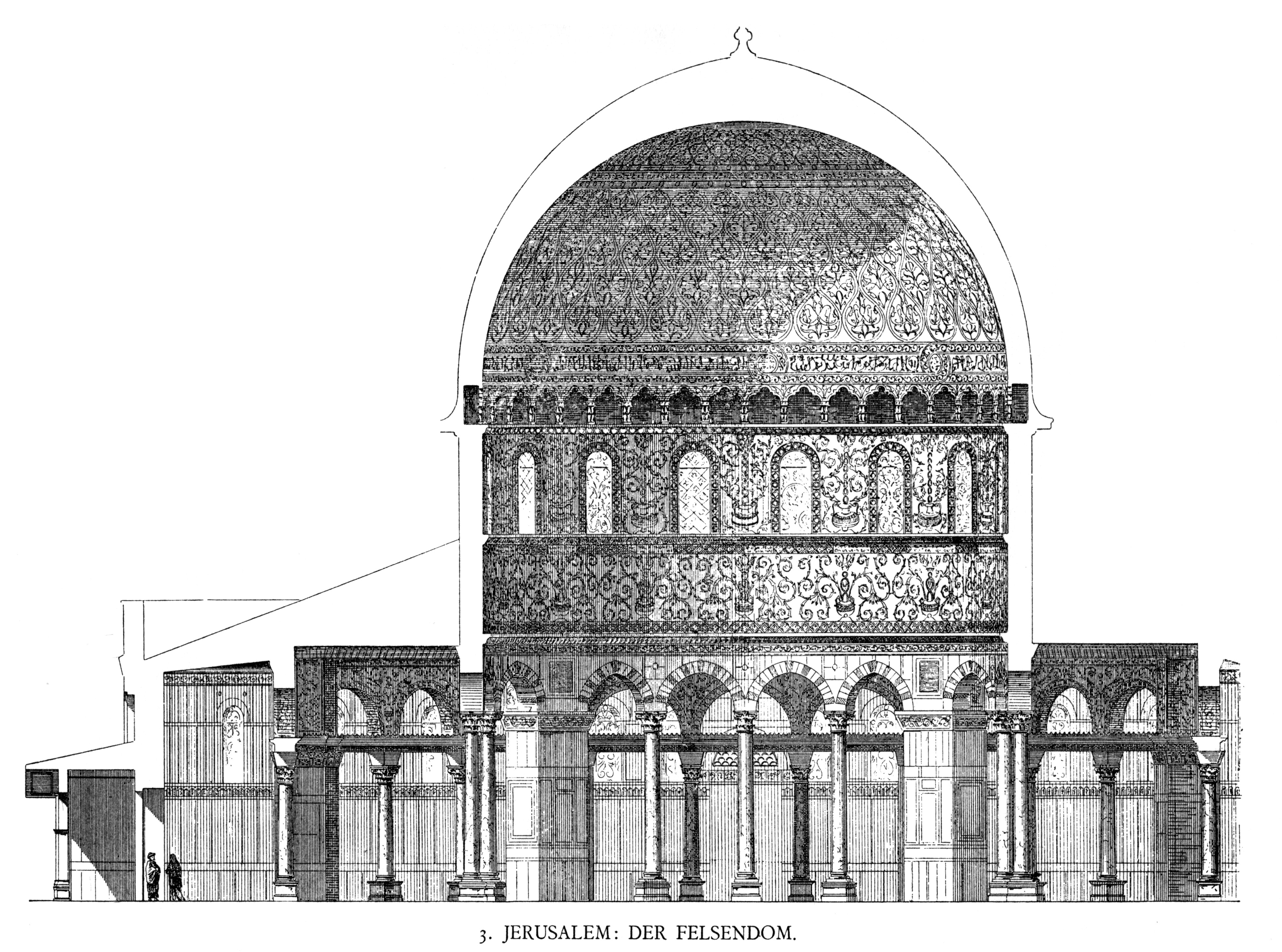
A sziklamecset szerkezeti rajza
A damaszkuszi Omajjád-mecset belső tere a kupolás megoldással és az először itt megjelenő minarettel
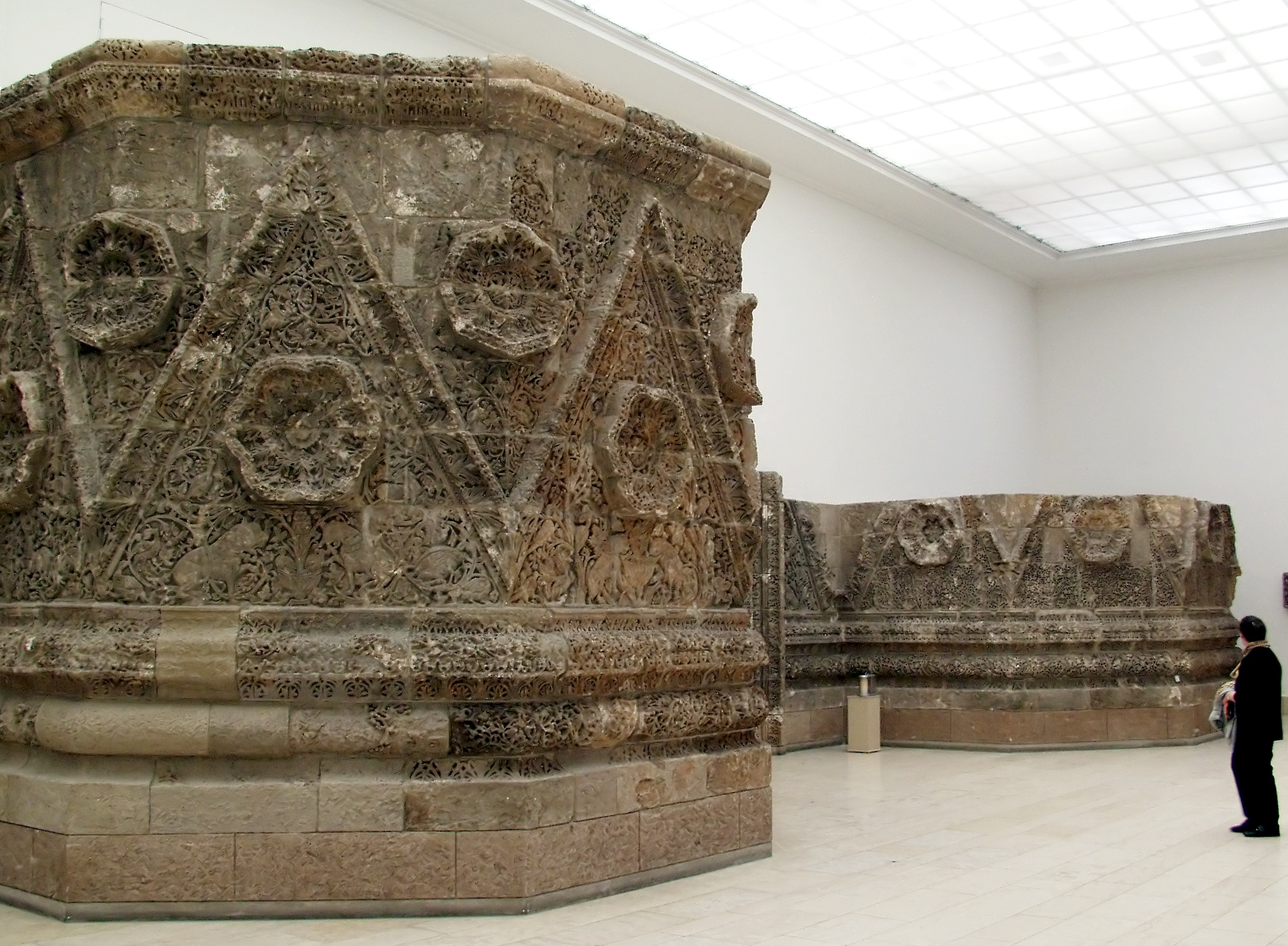
A msattai palota homlokzata gazdag frízborítással a Pergamon Múzeumban
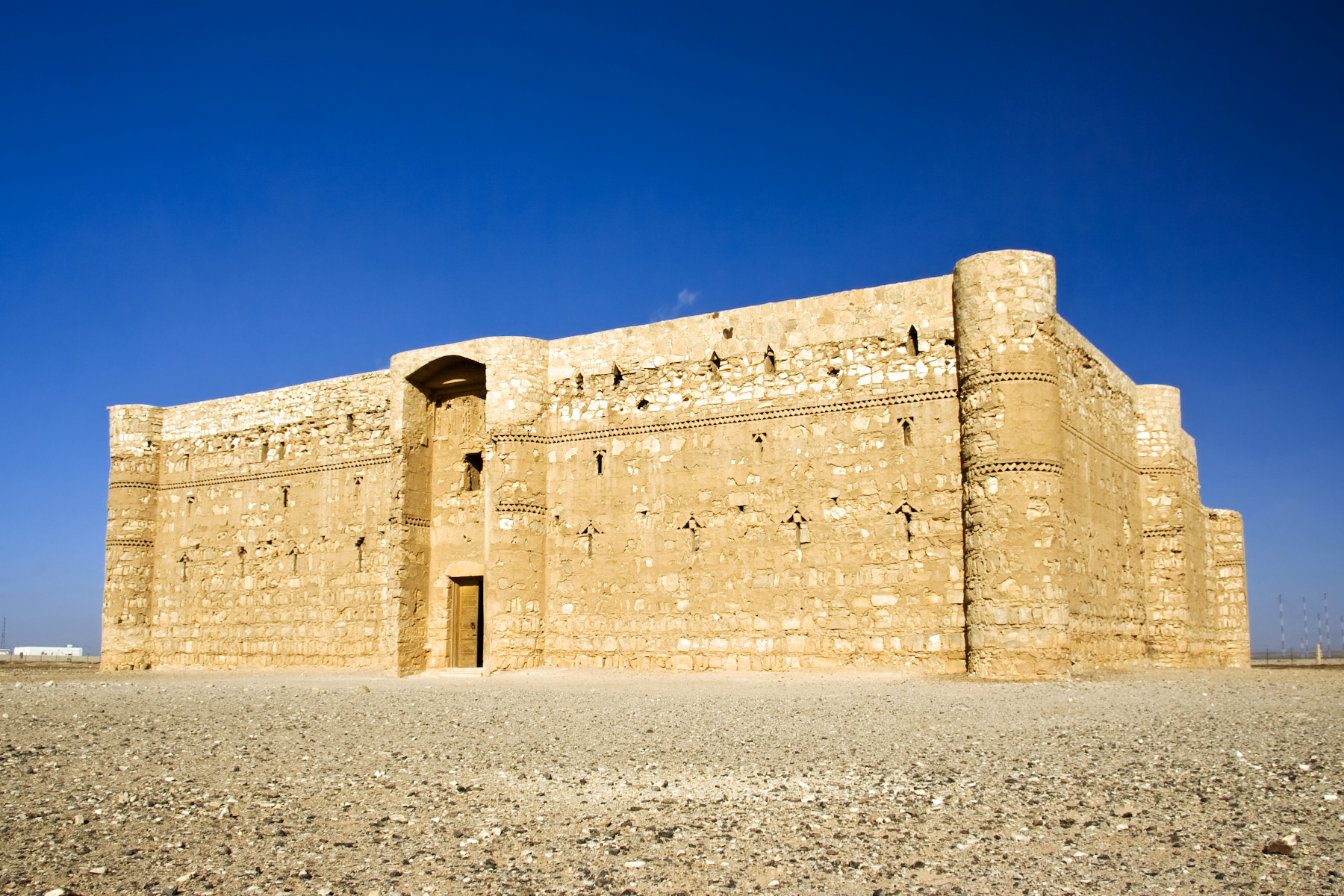
A Jordániai Kuszr Harana sivatagi erődje
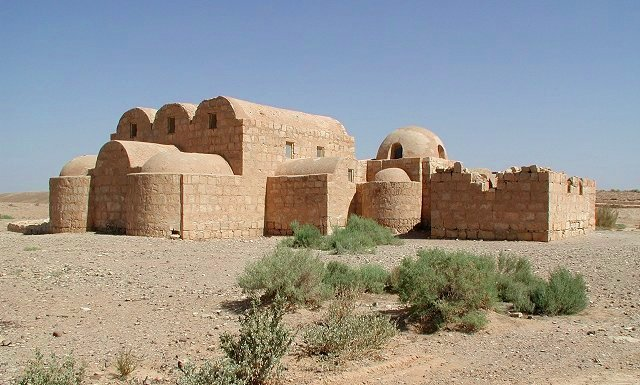
Kuszr Amra sivatagi palota Jordániában

### Abbászidák

Al-Manszúr városának Medinat al-Szalámnak, azaz a Béke Városának sematikus alaprajza (a későbbi Bagdad). 1: Palotatemplom 2: A baszrai kapu 3: A kúfai kapu 4: A damaszkuszi kapu 5: Horászáni kapu

A 8. századtól a 13. század közepéig regnáló Abbászidák alapvetően határozták meg az iszlám építészet formavilágát és művészetét. Az iszlám világ akkori központja Bagdad az iszlám művészet központjává vált, az Abbászida ízlés pedig Nyugat-Ázsiában és Észak-Afrikában fokozatosan teret hódított. Itt jelentek meg először az ember és állatábrázolást helyettesítő bonyolult ornamentikai mintázatok, amelyek később a teljes iszlám világ ismertetőjegyévé váltak.
Az elsősorban mediterrán térséget fejlesztő Omajjádok építészetétől eltérően az őket követő Abbászidák építészete már keletre tolódott át, kimutathatóan technikailag és formavilágában a Szászánida-dinasztia örökségén és hagyományain fejlődött. A Szászánidáknál jelent meg először az íván, ez a hatalmas boltív, illetve a tölcsérboltozattal megtámasztott kupolával fedett tér, ami a tróntermet, vagy a fogadások helyét hivatott kiemelni. Ilyen palota volt a ktésziphóni is, amelyből ma már csak a homlokzat egy szakasza és az íván áll.
Amíg az Omajjádok elsősorban kőből építkeztek, az Abbászidák jobban kedvelték az égetett vagy napon szárított agyagtéglát. Ezt faragott, illetve öntött, gyakran festett gipszstukkóval fedték. Ennek oka valószínűleg a nyersanyag hiánya volt.
Al-Manszúr (754 – 755), az Abbászida-dinasztia alapítója, Ktésziphóntól 40 km-re a Tigris partján hozta létre 762-ben a "Béke városát" Madina al Szalámot azaz a mai nevén Bagdadot. A város szigorúan tervezett, a világ középpontját szimbolizáló alaprajzával már az iszlám építészet fennsőbbségét hirdette. Középpontjában aranyozott kupolás uralkodói palota állt, a hozzá csatolt nagymecsettel. Sajnos mára már nem maradt fenn ez az építmény de a leírások olyan bőségesek, hogy azok alapján szinte az egész várost rekonstruálni lehet. A palota főkapuja, az úgynevezett aranykapu egy díszes ívánra nyílt. Az egész felépítmény hasonlított a Ktésziphónban található építményekhez Az abbászidák egy jó állapotban fennmaradt palotája ettől északnyugatra volt, amíg magát a várost egy központi udvar köré szervezték. A szászánida építkezésekhez hasonlító abbászida építészet a maga iráni-perzsa elemeivel az iszlám építészetét gazdagította. Az újonnan emelt épületek már eltértek az omajjádok alatt készült damaszkuszi illetve jeruzsálemi formáktól, amit a későbbiekben számtalan nagymecset kialakítása során alkalmaztak. Gyakorlatilag visszatértek az első, hatalmas terekkel rendelkező mecsetekhez, így például a híres szamarrai Nagymecset építésénél, amely a kilencedik század közepén született már egyéni stílusban ezt fejlesztették tovább.
A 833-tól 842-ig uralkodó al-Mutasszim kalifa hvárezmi török rabszolgákból sereget állított ki, akik a bagdadi lakosságot hamarosan terrorizálták. A kalifák új főváros után néztek, hiszen helyzetük a fővárosban labilissá vált. Az új főváros Szamarra lett.
A híres al-Mutavakkil mecset 849–852-ig épült, ez az iszlám legnagyobb imahelye. Alapterülete 56 x 240 méter, téglafal kerítése és 21 bejárata van. A sokhajós imatermet faszerkezetű mennyezet fedte. Ma már csak a kerítés falai állnak, a több száz pillérből néhány maradt csak. A nagymecset gazdag belső díszítése keresztény, bizánci, pártus motívumokkal rokon. A minaret igazán különleges: 50 méternél magasabb szűkülő hengeres torony köré spirál vonalban rámpa emelkedik, ami rokon az asszír és babiloni zikkuratokkal.
A csarnokmecsetek iráni típusára a legjobb példa a kairói Ibn Túlún-mecset.
A kairói mecset építtetője Ahmad ibn Túlún aki katonai pályafutását követően Egyiptom helytartója lett, majd 868-ban megalapította a Túlúnida-dinasztiát Kairóban az akkori Fusztátban, amelynek északi részén új városnegyedet építtetett.
A bagdadi Musztansziríja-medresze építése al-Musztanszir Abbászida kalifa nevéhez fűződik, aki a tudományok, az oktatás nagy támogatója volt.

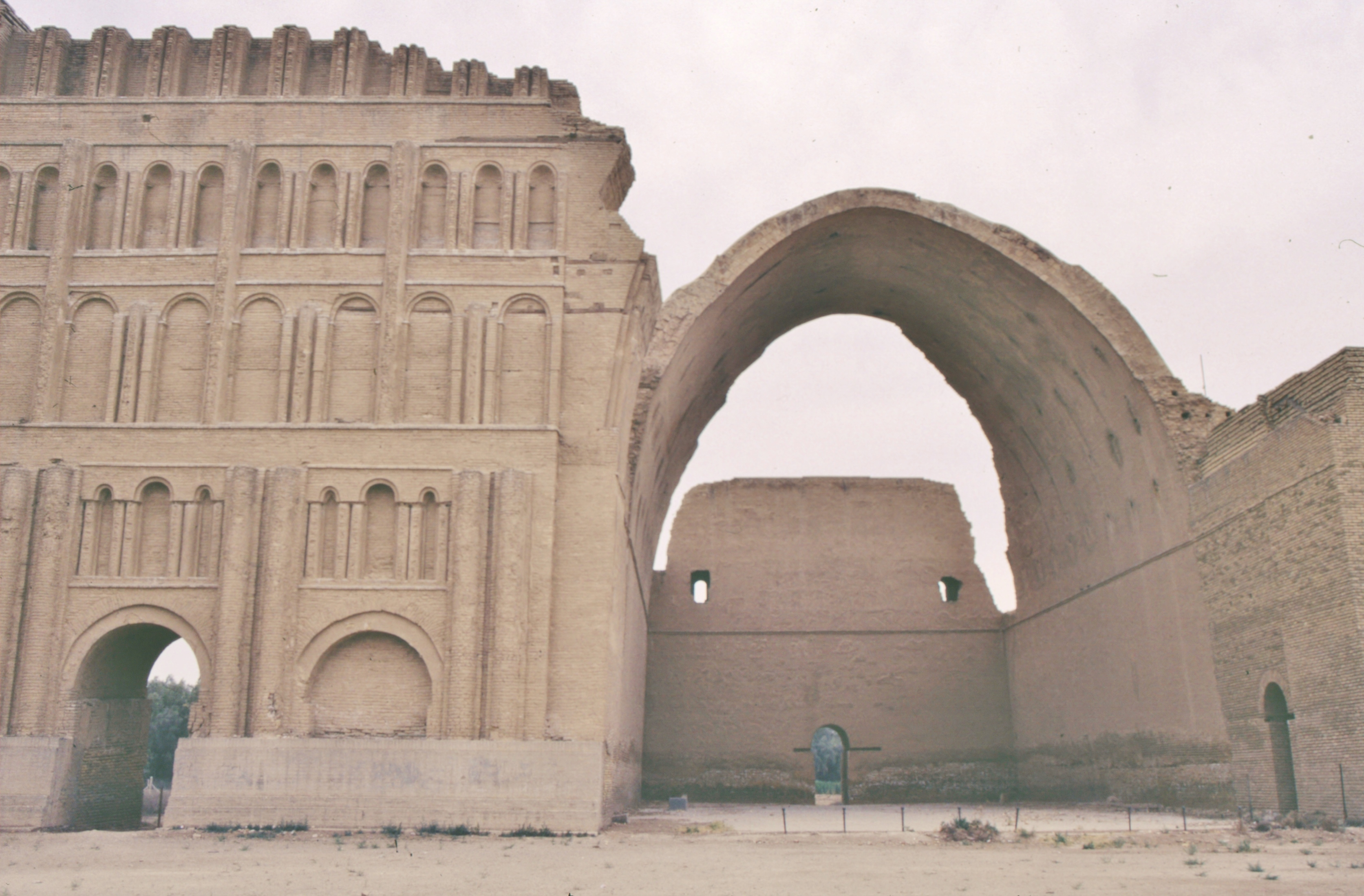
A ktésziphóni palota megmaradt boltíve
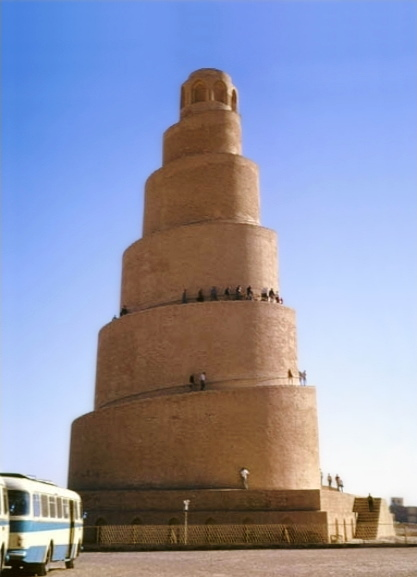
A szamarrai Nagymecset (al-Mutavakkil-mecset) spirálisan emelkedő minaretje Irakban
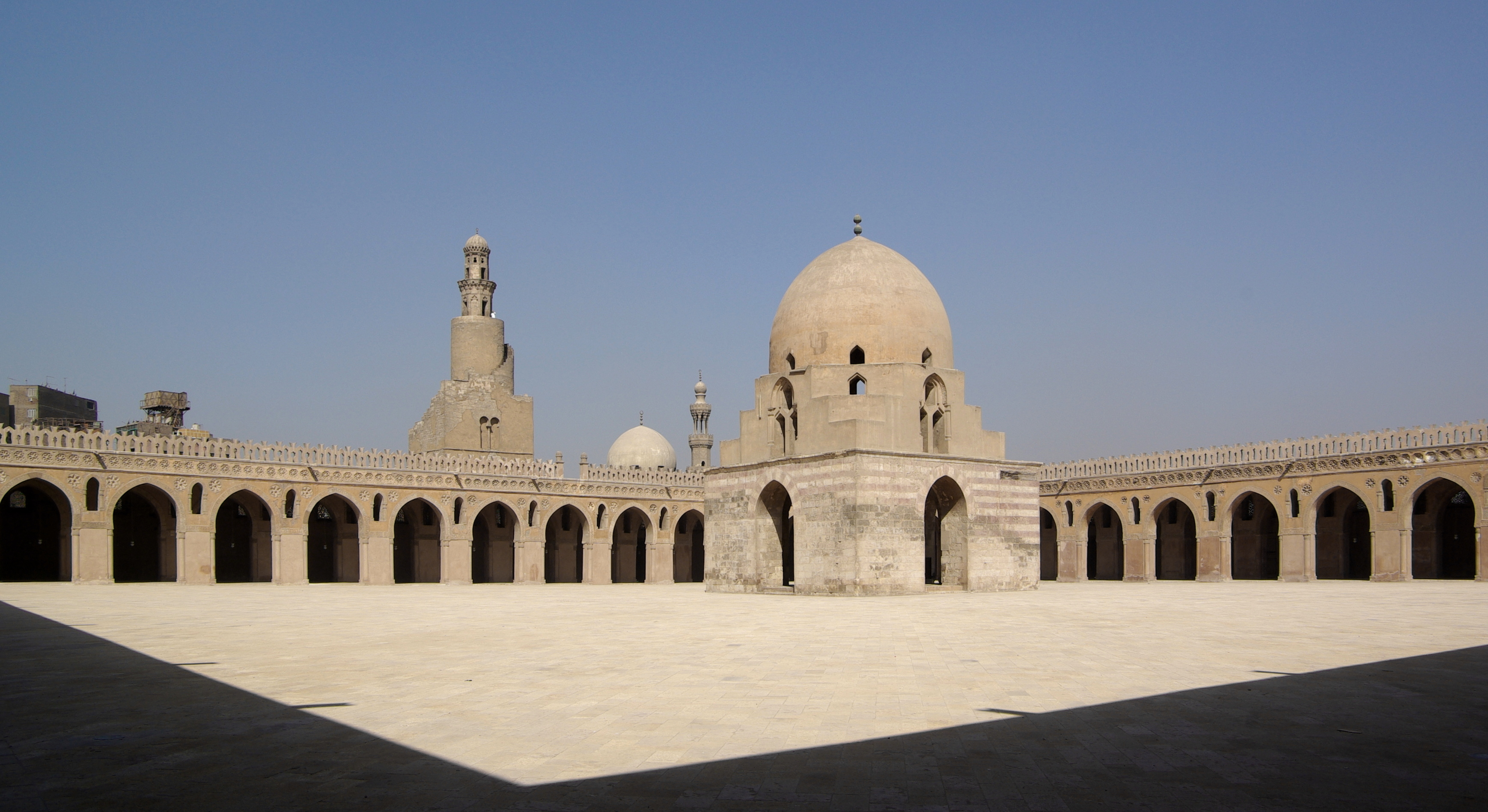
Ibn Túlún-mecset Kairóban
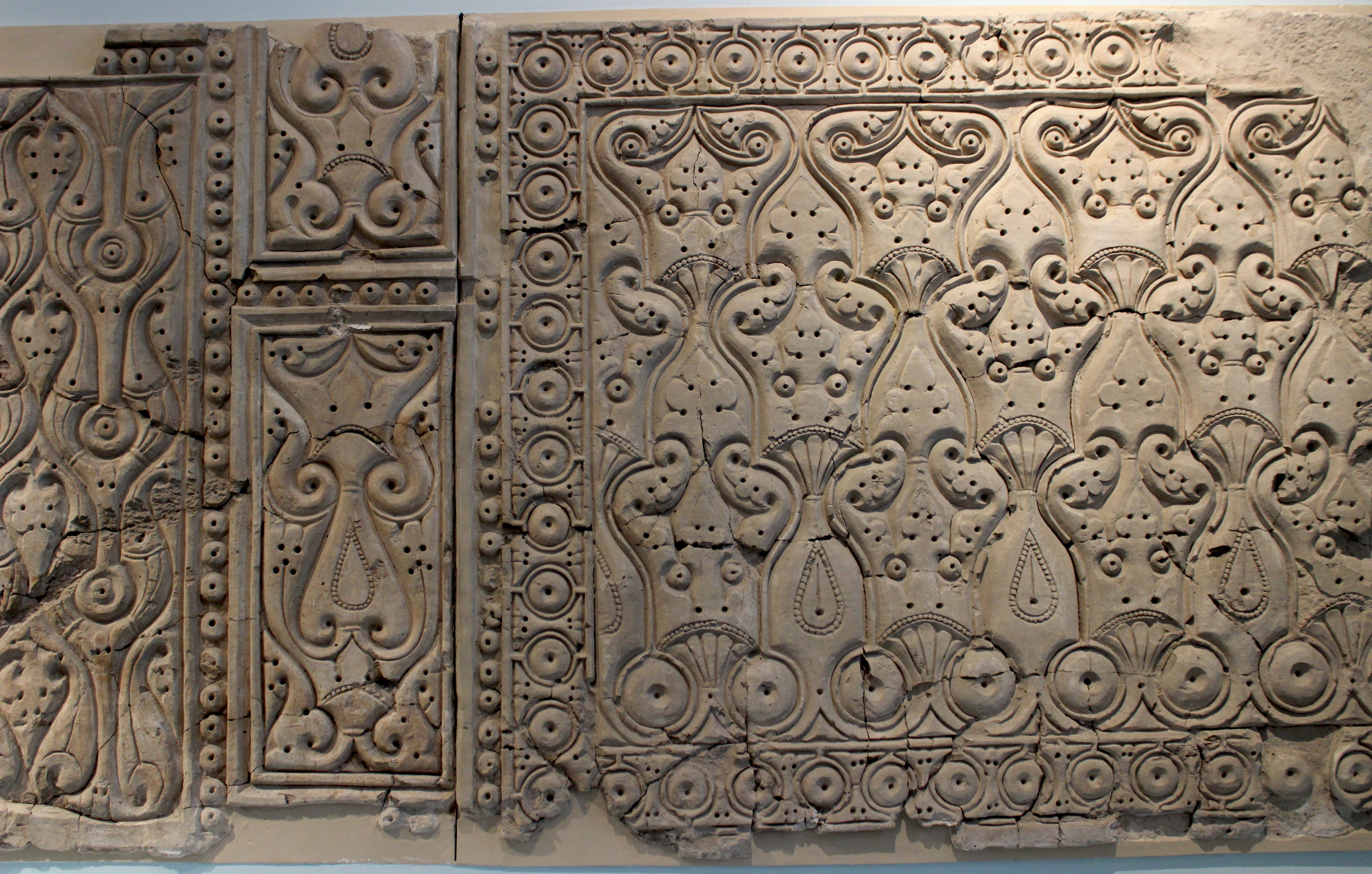
A szamarrai egyes számú ház első szobájának stukkódíszítése a berlini Iszlám múzeumból
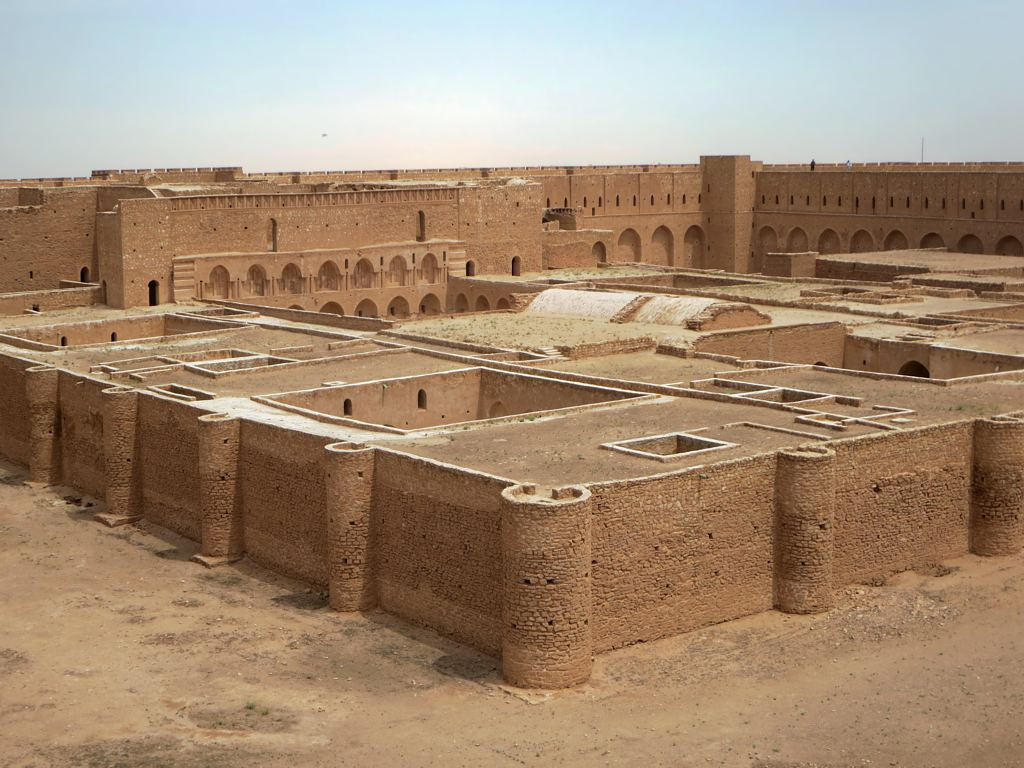
Az al-Ukhaidir sivatagi palotaerődje Bagdadtól csaknem 200 km-re délre, a 8. századból. Eredetileg háromszintes volt.
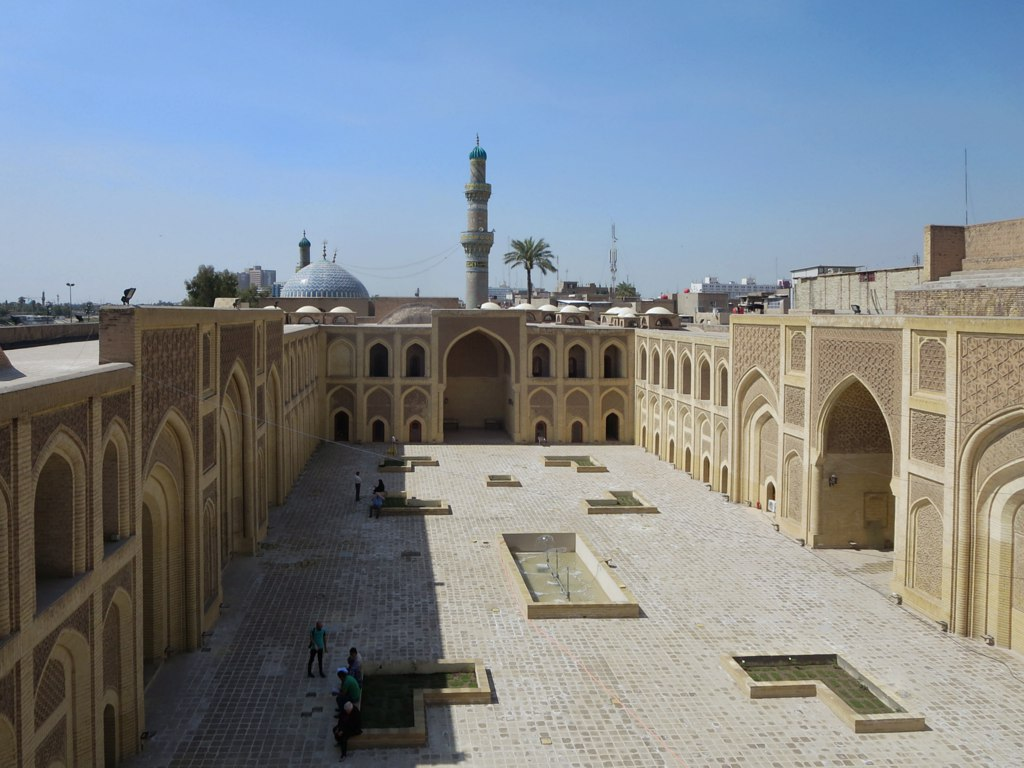
A Musztansziríja-medresze (1233) 106x48 méteres alapterülettel az iszlám egyik legnagyobb ilyen jellegű épülete.

### Arabok az Ibériai-félszigeten

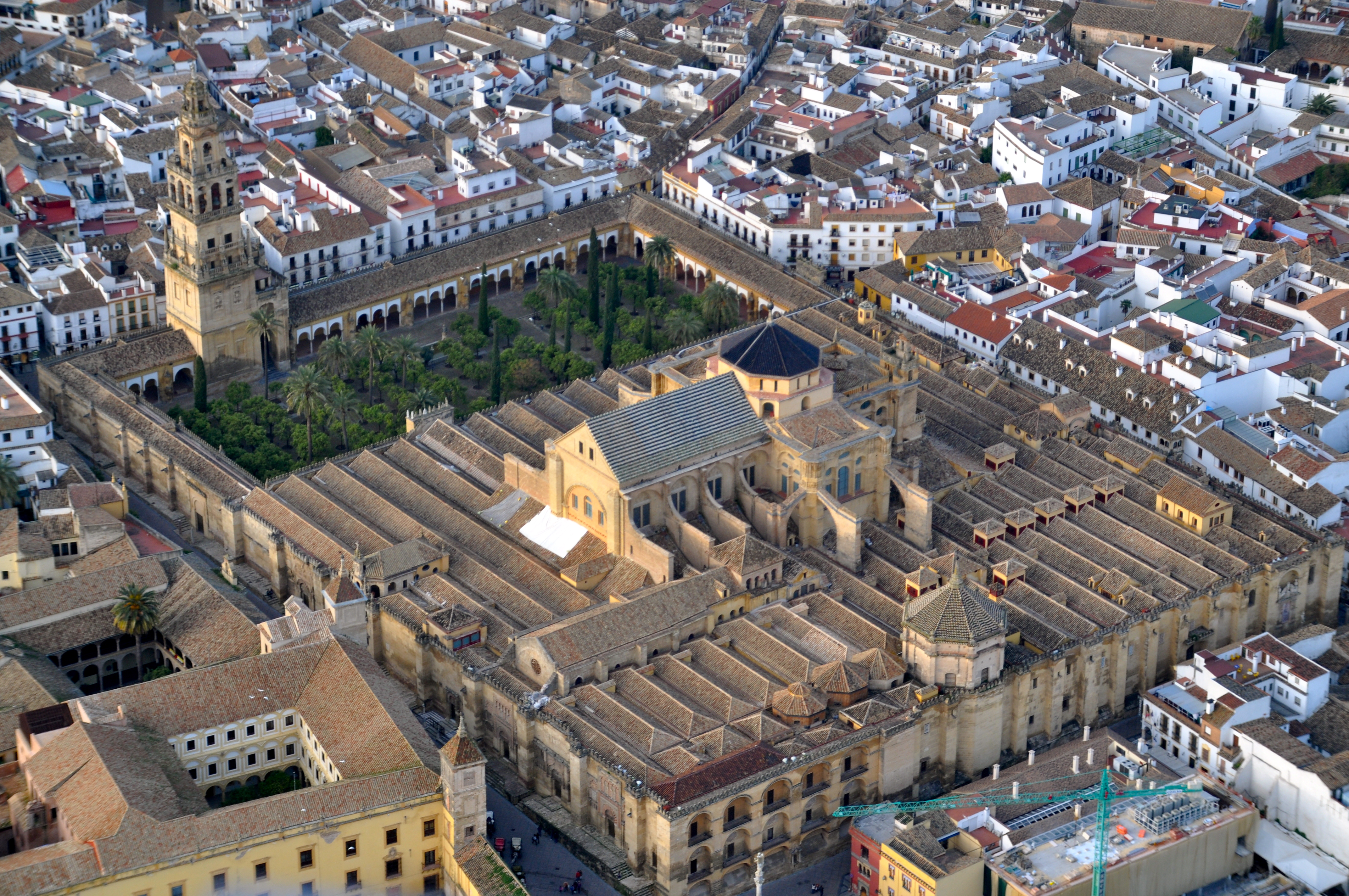
A Córdobai nagymecset (Spanyolország)

Algéria és a mai Tunisz területén 800-ban független állam alakult kaiuráni fővárossal, ahol az épített nagymecset a jeruzsálemi Szikla-dóm mellett álló al-Aksza mecsethez hasonlít. Ennek az építészeti stílusnak legismertebb képviselője azonban nyugaton található Córdobai nagymecset. Az abbászidák hatalomátvételét az addig uralkodó omajjád családnak csak egy tagja élte túl, Abd ar-Rahmán herceg, aki 755-ben marokkói és berber csapatokból sereget szervezett, majd csapatai élén bevonult Sevillába, ahol kineveztette magát a meghódított területek emírjének. Ettől kezdve 1031-ig a Córdobai emirátus, illetve 921-től kalifátus töltötte be a vezető szerepet az Ibériai-félszigeten. Ar-Rahmán 756-tól 788-ig uralkodott. 755-ben megszerezte a keresztényekről az addig közösen használt córdobai katedrálist, később annak helyén újat építtetett. Ez lett a későbbi Córdobai nagymecset alapja.
Valószínű, hogy az eredeti építtetői elképzelés a Kairói nagymecsetből származik, egyúttal a megvalósítás nagyon hasonlít a jeruzsálemi al-Aksza mecset szerkezetéhez is. A századok folyamán ez az első templom meglehetősen szűknek bizonyult a hívek befogadásához, ezért II. Abd ar-Rahmán (822–852) bővítette úgy, hogy a falakat áttörve és a pilléreket meghagyva megtartotta a boltíves szerkezetet, majd az udvart alakította át, a főbejárat mellé minaret került. Később, 962-ben al-Hakan lebontotta a déli falat és újabb tizenkét boltívnyi területtel bővítette a belteret. A tizedik század során, 957-ben a cordobai mecsethez Al-Manszúr az imatérhez épített nyolc hajót és szélességben kibővítette az udvart kelet felé is. Itt mutatkozik meg az iszlám építészet rugalmassága, hiszen a csarnok mennyezeti kialakítása alkalmassá tette az épületet a folyamatos bővítésekhez. Nyilvánvaló, hogy a fő szempont a befogadó terem nagysága volt, praktikus okok miatt tért tehát vissza az iszlám a kezdeti, csarnokszerű építési stílushoz.
Az egyszerűségnek van olyan következménye is, hogy a belső térszerkezet gyakorlatilag meghatározhatatlan. A Córdobai nagymecset több mint 500 oszlopa bebizonyította, hogy a muszlim építészek a teret főleg hosszirányban, a hajók hosszán keresztül értelmezték. A toledói Báb al-Mardum-mecset vakárkádjai a Córdobai nagymecsethez hasonlatosak, de a felettük látható téglarács már a nyugati iszlám sajátja.
III. Abd ar-Rahmán kalifa (912-961) az ibériai északi kikötőt fejlesztette, hogy a térség legfontosabb kikötője legyen. Erődítménye, az Alcazaba veszély esetén akár húszezer embernek is védelmet nyújtott. Medina al-Zahra palotavárosa Córdoba mellett épült, a három teraszon elhelyezkedő épületegyüttes legfelső szintjén III. Abd ar-Rahmán kalifa palotája, a középsőn a közigazgatási épületek mellett fogadócsarnokok, az alsó szinten a közemberek házai helyezkedtek el. A 11. században épült zaragozai Aljafería erődje a legjobb állapotban fennmaradt taifapalota Spanyolországban (a taifák független mór királyságok voltak az ibériai félsziget arab fennhatósága alatt). I. Alfonz aragóniai király Zaragoza meghódítása után meg is tette fővárosának, majd a későbbi évszázadok során is az uralkodók lakhelye volt. A hozzávetőlegesen nyolcvan méter élhosszúságú négyzet alaprajzú erőd előugró kerek tornyai a keleti Omajjád sivatagi erődöket mintázzák. Az udvaron díszes mecset áll. Az oszlopfők jellegzetessége a különösen csipkés kialakítás, amely a nyugati iszlám építészet díszítési szokásai mellett is egyedi.
A Córdobai Emirátus felbomlása után az iszlám elsősorban az Észak-Afrikai térségben fejtette ki kulturális és politikai hatását, azonban a 14. század végére a Naszridák uralkodása idején az Ibériai-félszigeten az iszlám kultúra még egyszer felvirágzott, amely 1492-ben a reconquista következtében szakadt meg. (→Naszridák építészete).

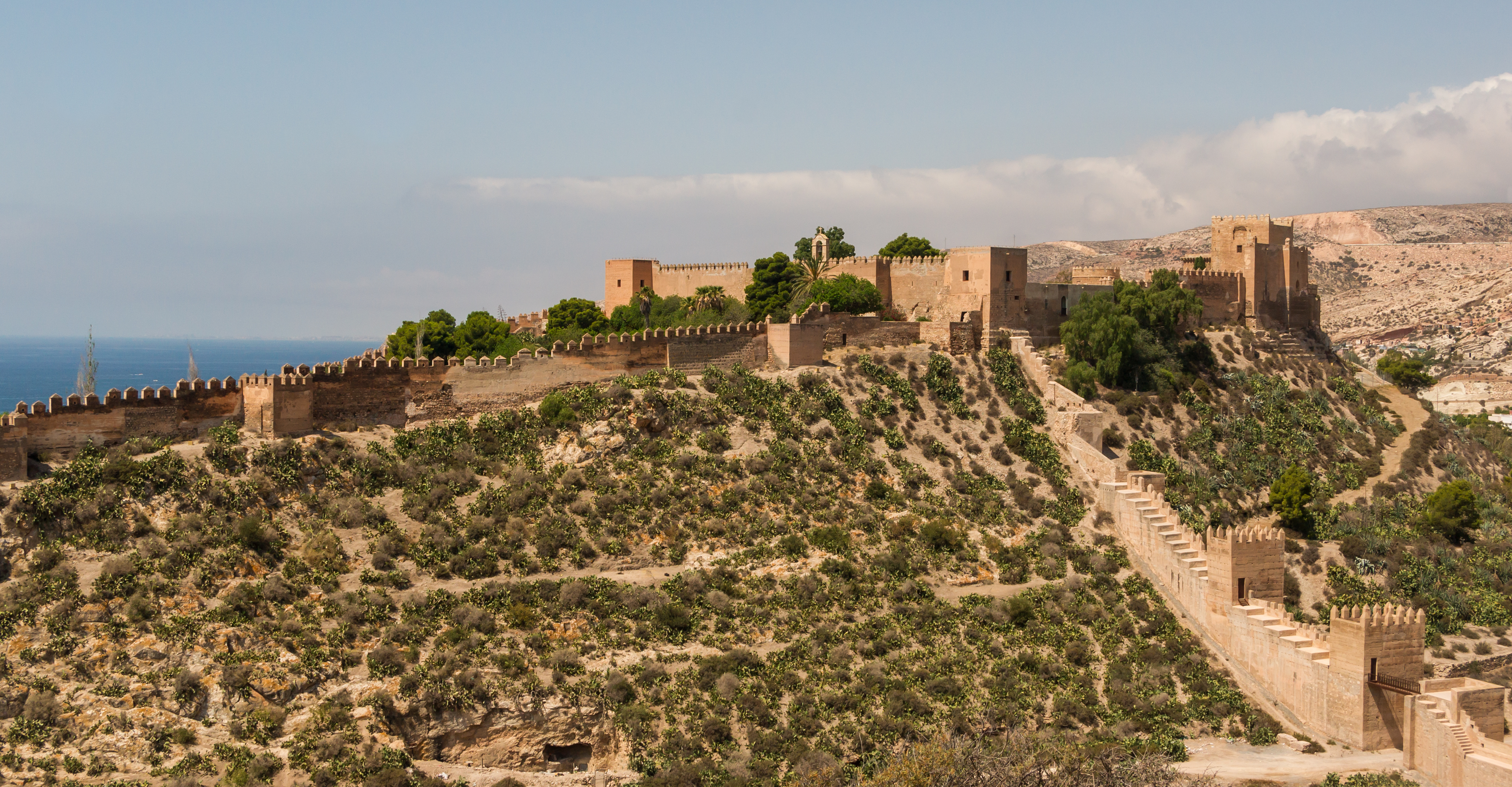
Alcazaba erődje a mai Spanyolországban Almeriában
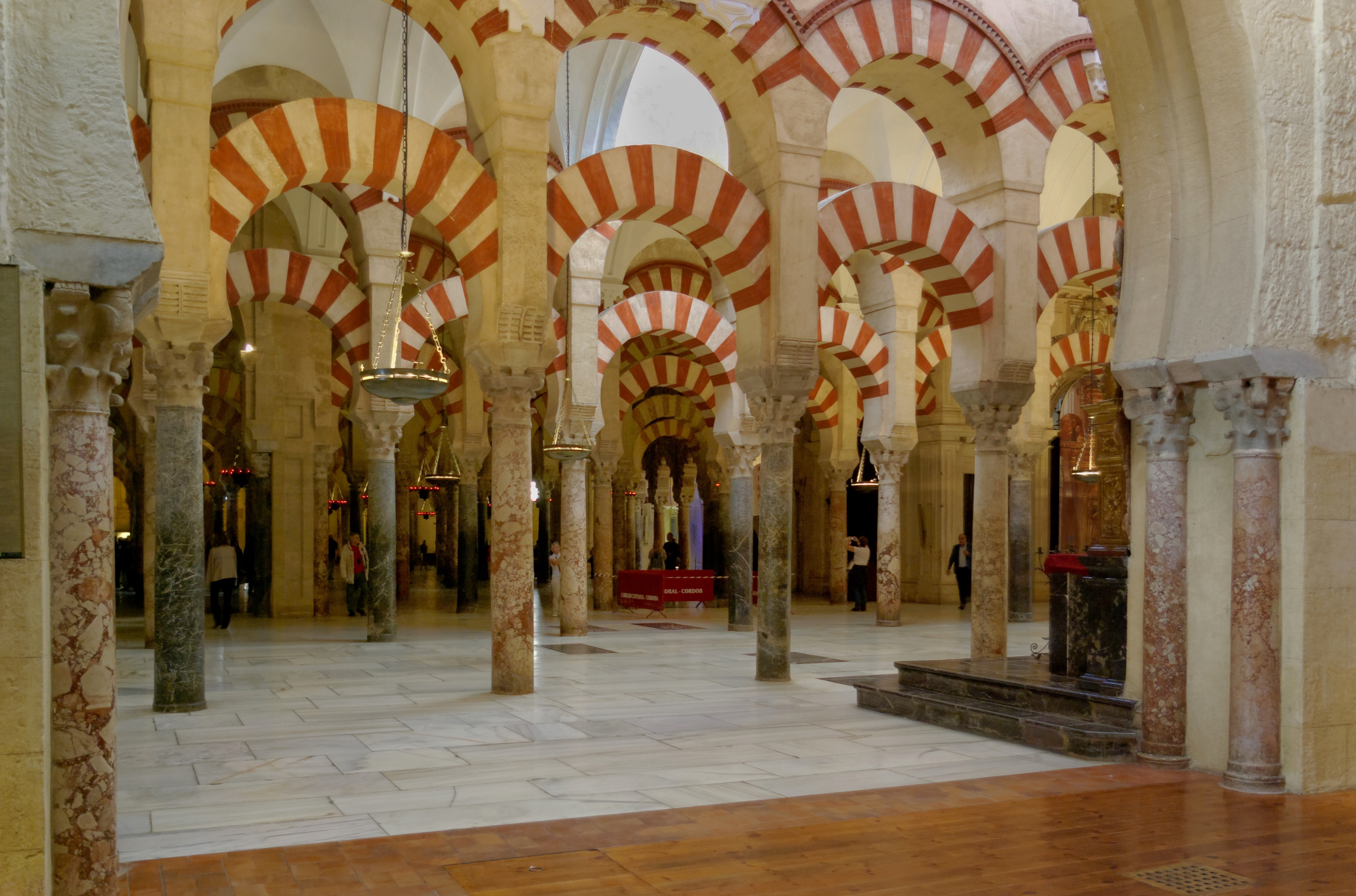
Mudéjar stílusú oszlopfők a Córdobai nagymecsetben
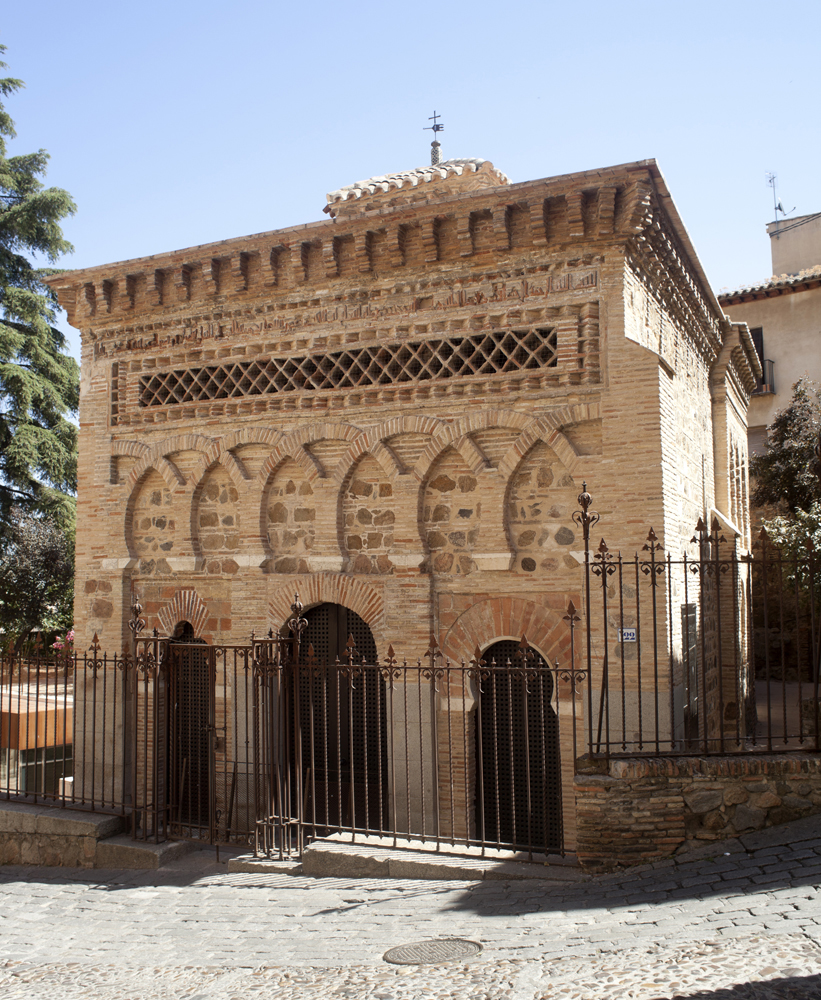
A Báb al-Mardum-mecset Toledóban
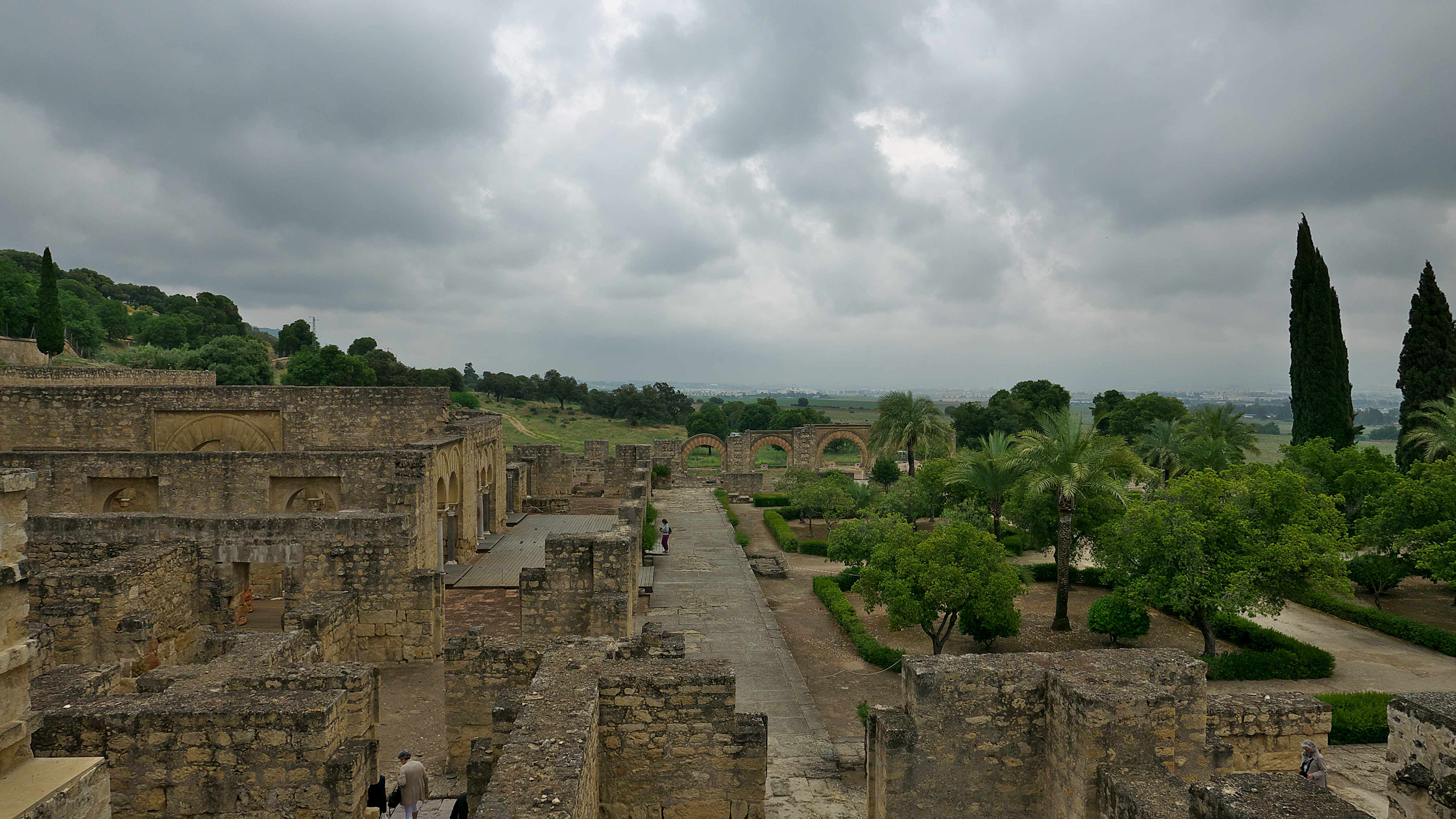
Medina al-Zahra Córdoba mellett
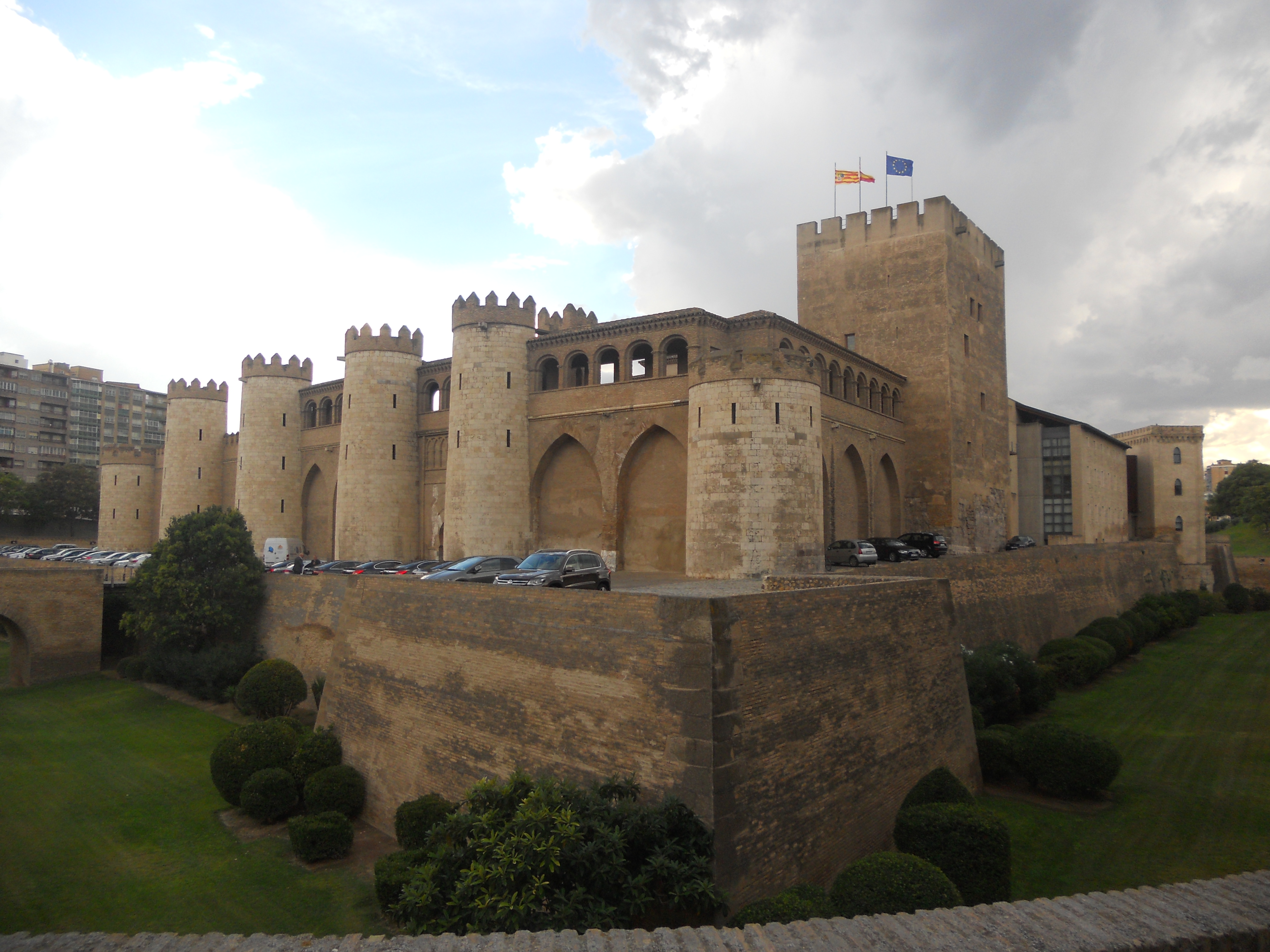
Az Aljafería Zaragozában
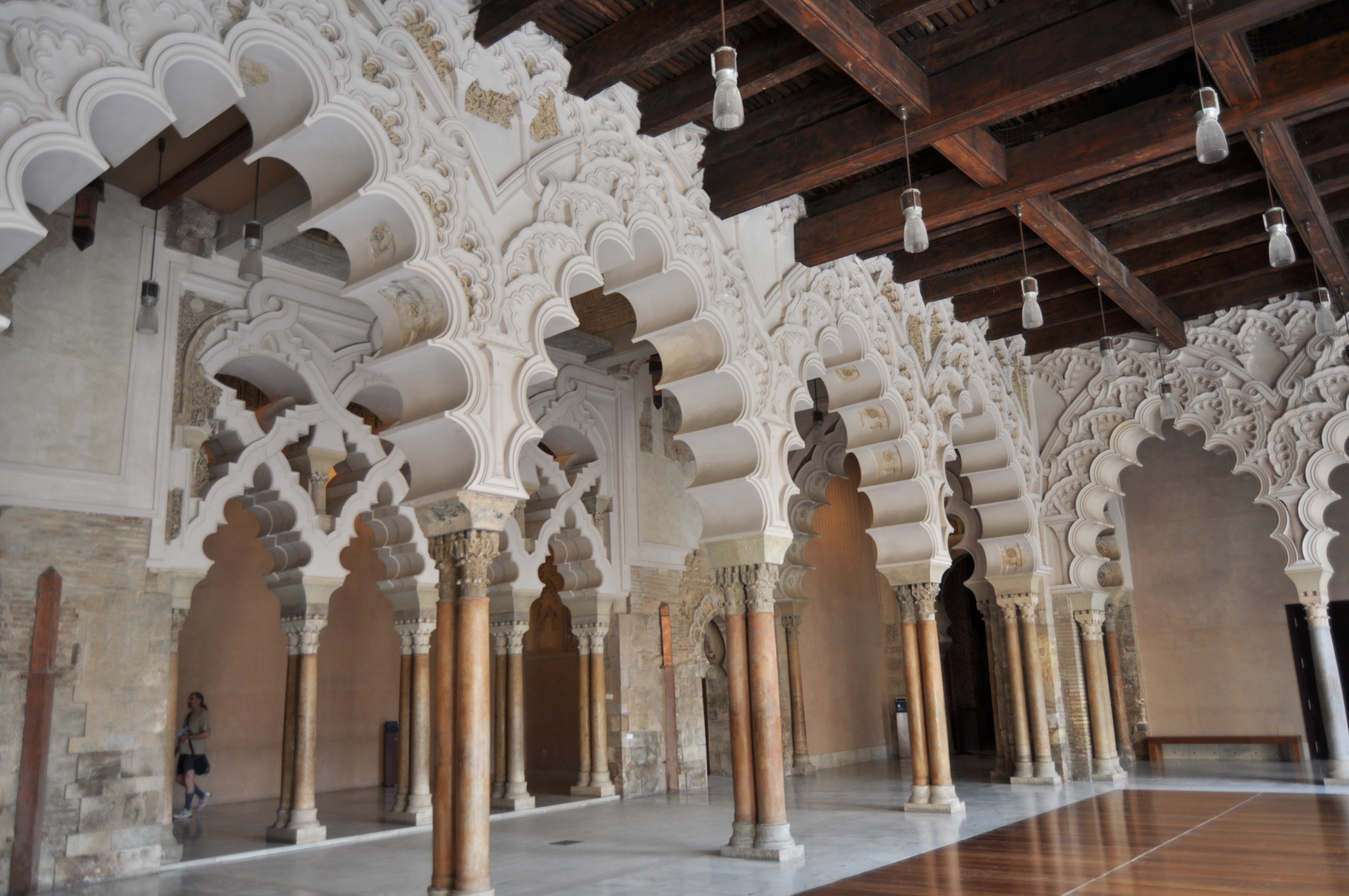
Oszlopfők a zaragozai Aljaferiában

#### Naszridák

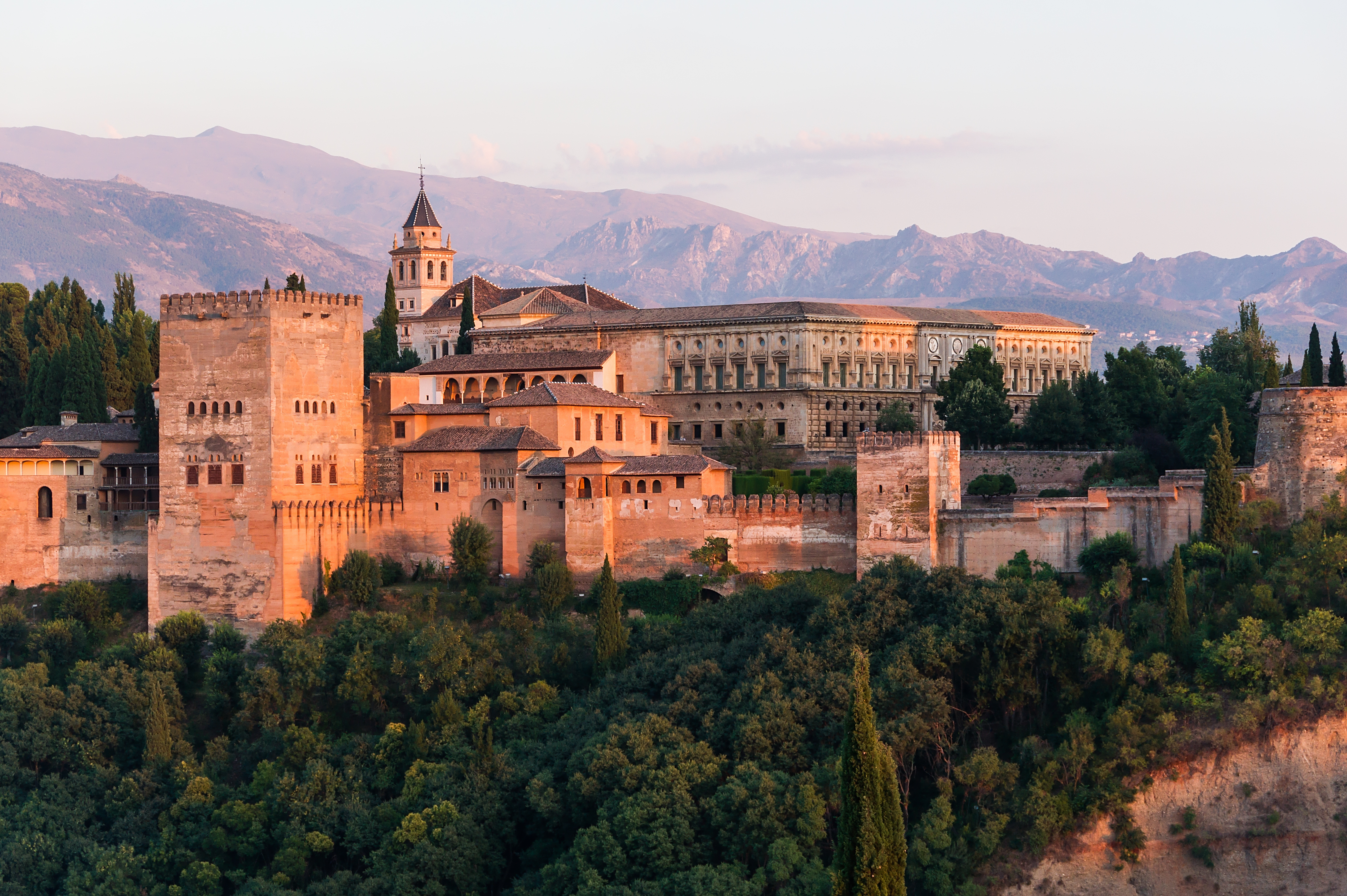
Az Alhambra épületegyüttese Granadában

A spanyol területen, az Almohádok örökségén, az úgynevezett mór uralom végén a Naszridák gazdag pompával felépítették Alhambra erődjét Granadában. Legkorábbi építményei a 11. században épültek, de a Naszridák alatt (V. Mohamednek (1362–1391) köszönhetően érte el ma ismert pompáját. Központi tere, az Oroszlánok udvara 1223-ban épült, I. Mohamed építtette. Utódai, I. Júszuf, V. Mohamed és III. Júszuf granadai emírek 1408-ig folytatták az épület fejlesztését.
I. Juszúf (1333–1354) a Palacido de Comarest, a Puerta de ala Justiciát (az igazság kapuja), a Puerta de los Siete Suelost (A hétemeletes kapu), a Torre de la Cautiva (Foglyok kapuja). V. Mohamed (1362–1391) építtette a Rijád-palotát, ismertebb nevén a Palacio de los Leones-t (Oroszlános palota).

A komplexum egyesíti az iszlám építészet addigi eredményeit, légies, mégis logikusan szervezett térélményt nyújt. Nemcsak az iszlám építészeti hagyományoktól tér el, hanem elüt az európai szellemben emelt királyi palotáktól is, hiányzik az egységes homlokzat, a főtengely, a különböző épületszárnyak jelenléte.

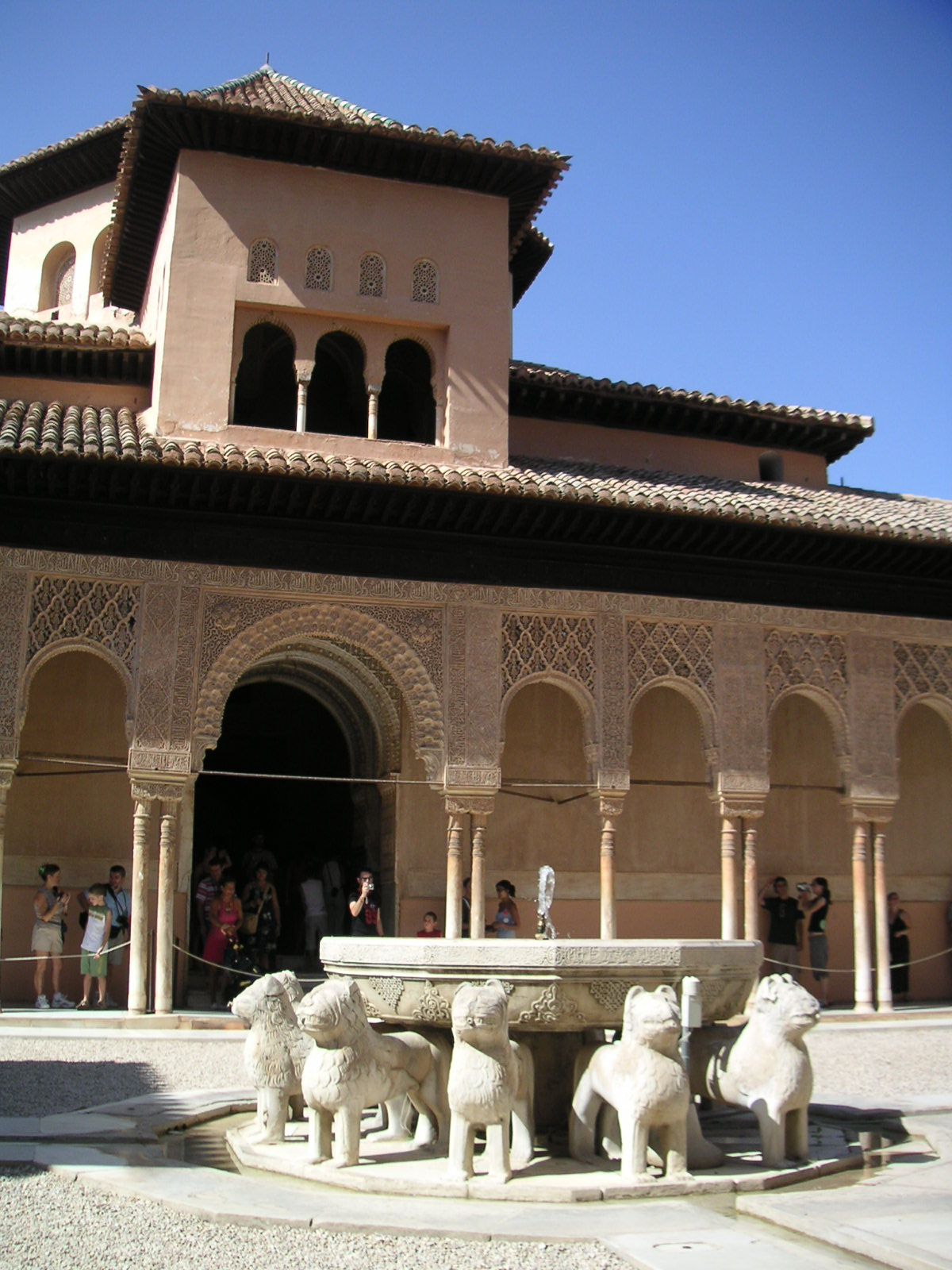
Oroszlános udvar A granadai Alhamrában
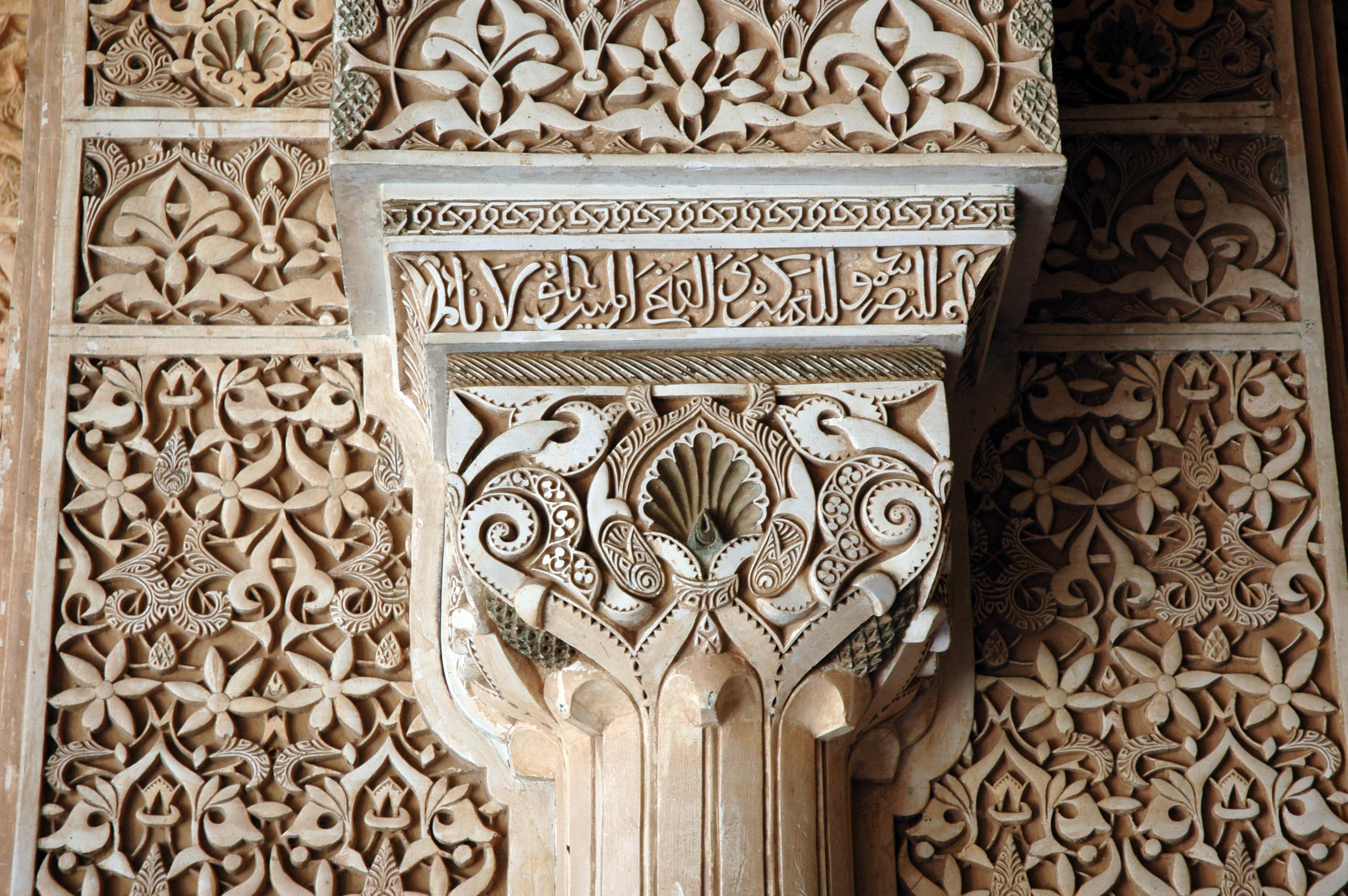
Gazdagon díszített oszlopfő az Alhambrában
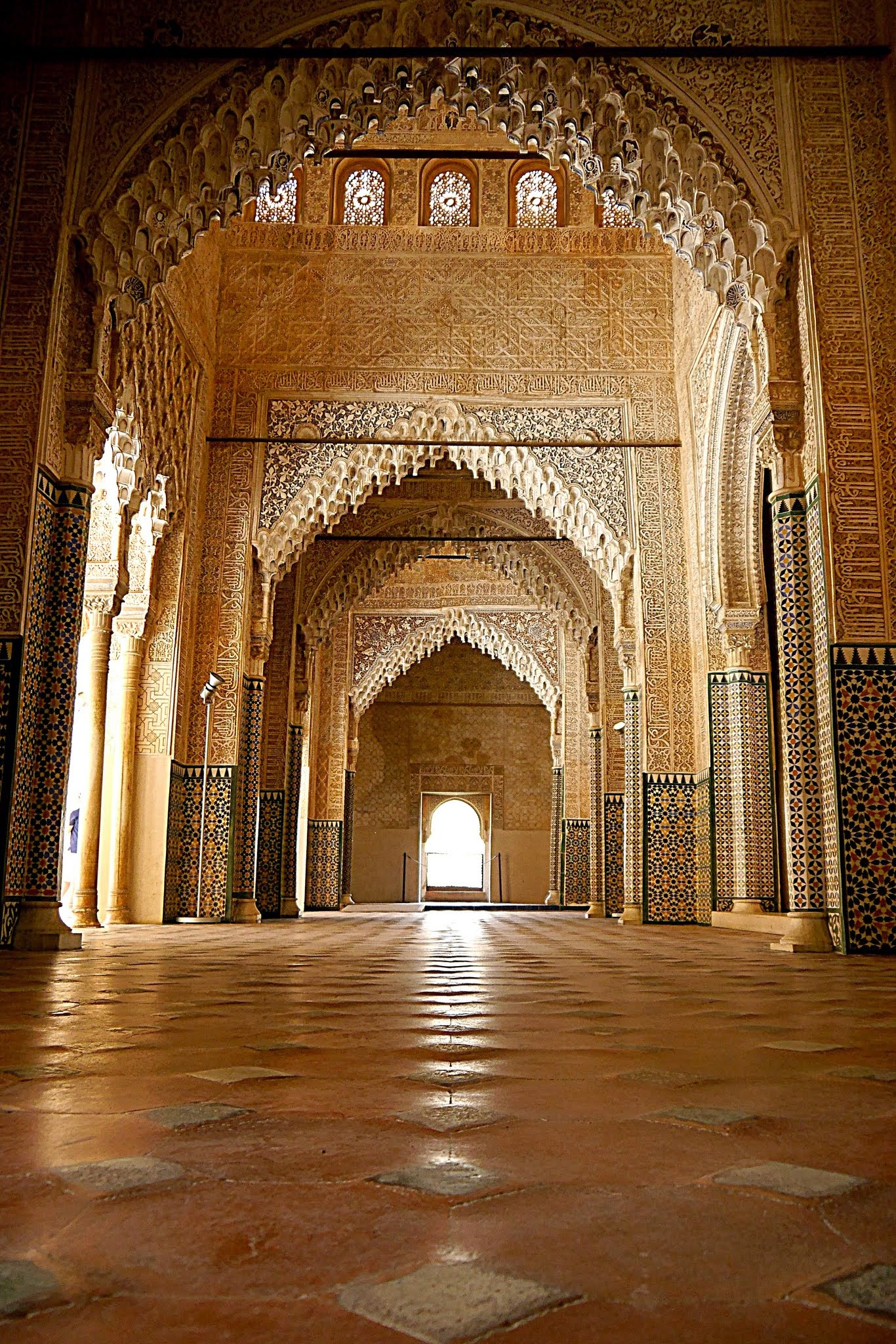
Belső árkádsor
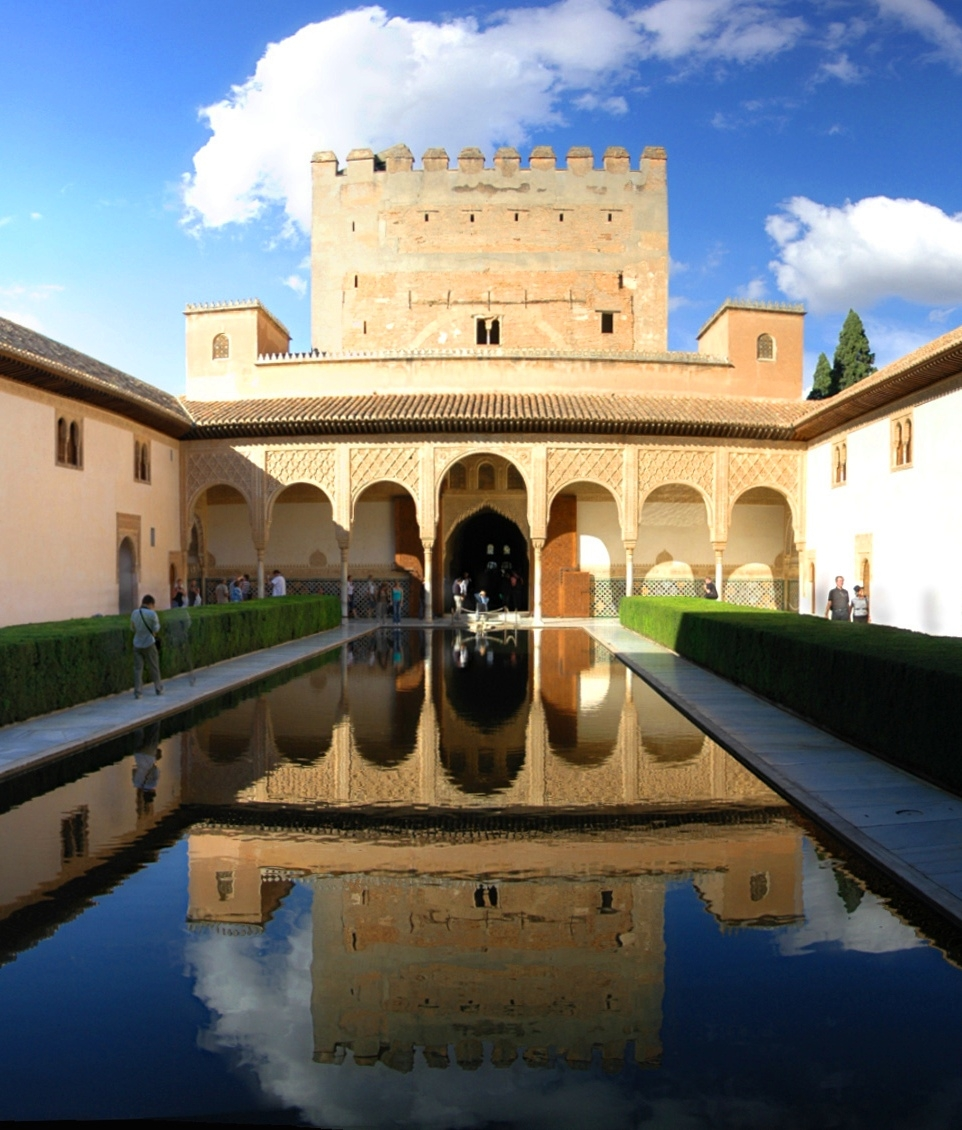
Az Arrayanes-udvar

### Fátimidák

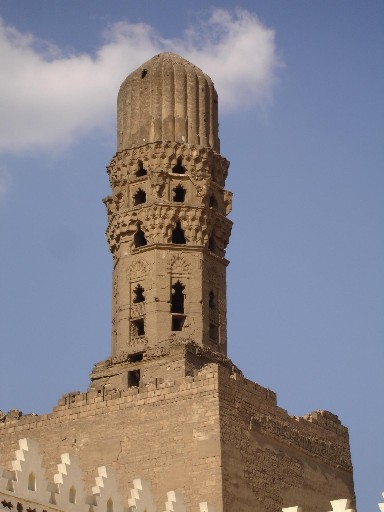
A kairói Al Hakim-mecset minaretje

A berber eredetű Fátimidák, a síita iszlám iszmáilita ágához tartoztak és az uralkodók egyben imámok, tehát vallási vezetők is voltak. Elfoglalták Egyiptomot és a város mintegy 200 éven át a dinasztia 1171-es felbomlásáig az iszlám legjelentősebb nyugati központjának számított. Székhelyük Egyiptomban annak akkori fővárosa a Kairó melletti Fusztát volt. Az uralkodó stílusban, utánozva az Ibériai-félsziget mór építészetét, felismerhetők az Abbászida elemek is.
Ubaidalláh al-Mahdi 910-ben Ifríkíjai hatalomátvétele után az aglabida fejedelmi városba, Rakkadába költözött, de később a politikai zűrzavar miatt Mahdíjába ment. Mahdíja legfontosabb épülete a szerkezetében aglabida hatásokat mutató nagymecset, amely a félsziget déli részén fekszik, széles, négyzet alakú alapterületen, 916-ban épült egy mesterséges teraszon. Az aglabida épületekre emlékeztető mecseten egy látványos újítás figyelhető meg: al-Káim palotájához hasonlóan a bejáratot itt is a homlokzat elé építették. Belsejében az udvart körülvevő, a bejáratot kivéve az oldalakon végigfutó árkádos oszlopsor található.
970-ben al-Muizz kalifa egyik hadvezére Dzsauhár, Fusztát közelében az al-Mukattam hegy lábánál rakta le a főváros, Miszr al-Káhira („A győzedelmes”) alapkövét, amelyet eredetileg palotavárosnak kezdtek építeni a kalifa és udvartartása számára, bár néhány katonai célú épületet is terveztek hozzá. A négyzet alapú városba, amely 1100, illetve 1150 méter hosszú falakkal volt bekerítve, eredetileg nyolc kapun lehetett belépni. Fokozatosan épültek ki a szokásos városi építmények, piacok, fürdők, szerájok raktárak. A kalifa palotája (Nagy, vagy a Keleti Palota) a város közepén állt, számtalan kertet sőt még lóversenypályát is kialakítottak benne. Ezzel szemben emelték a Nyugati Palotát al-Aziz (975–996) uralkodása alatt. A lakóházak is pazar díszítésekkel rendelkeztek. Ezeket a palotákat a kalifátus bukását követően le is rombolták.
A kairói al-Azhar-mecsetet (a név jelentése „Ragyogó” vagy „Virágzó”) is Dzsauhár kezdte építeni 970–972 között, amely a síizmus központjává vált, és amely köré oktatási központot emeltek. Ez még ma is a legrangosabb muszlim vallási egyetem az arab világban. Az egyik legfontosabb emlék a kairói al-Hakim-mecset, építése 990-től 1013-ig tartott. Ez megismétli az ibn-Tulun-mecset alaprajzi elrendezését. Ezt az építményt a kúfi típusú (a Kúfa városban elterjedt) mecsetépítések utolsó állomásának tekinthetjük. Észak-Afrikában több templom is épült, de ezek már különösebb művészi értéket nem képviseltek.

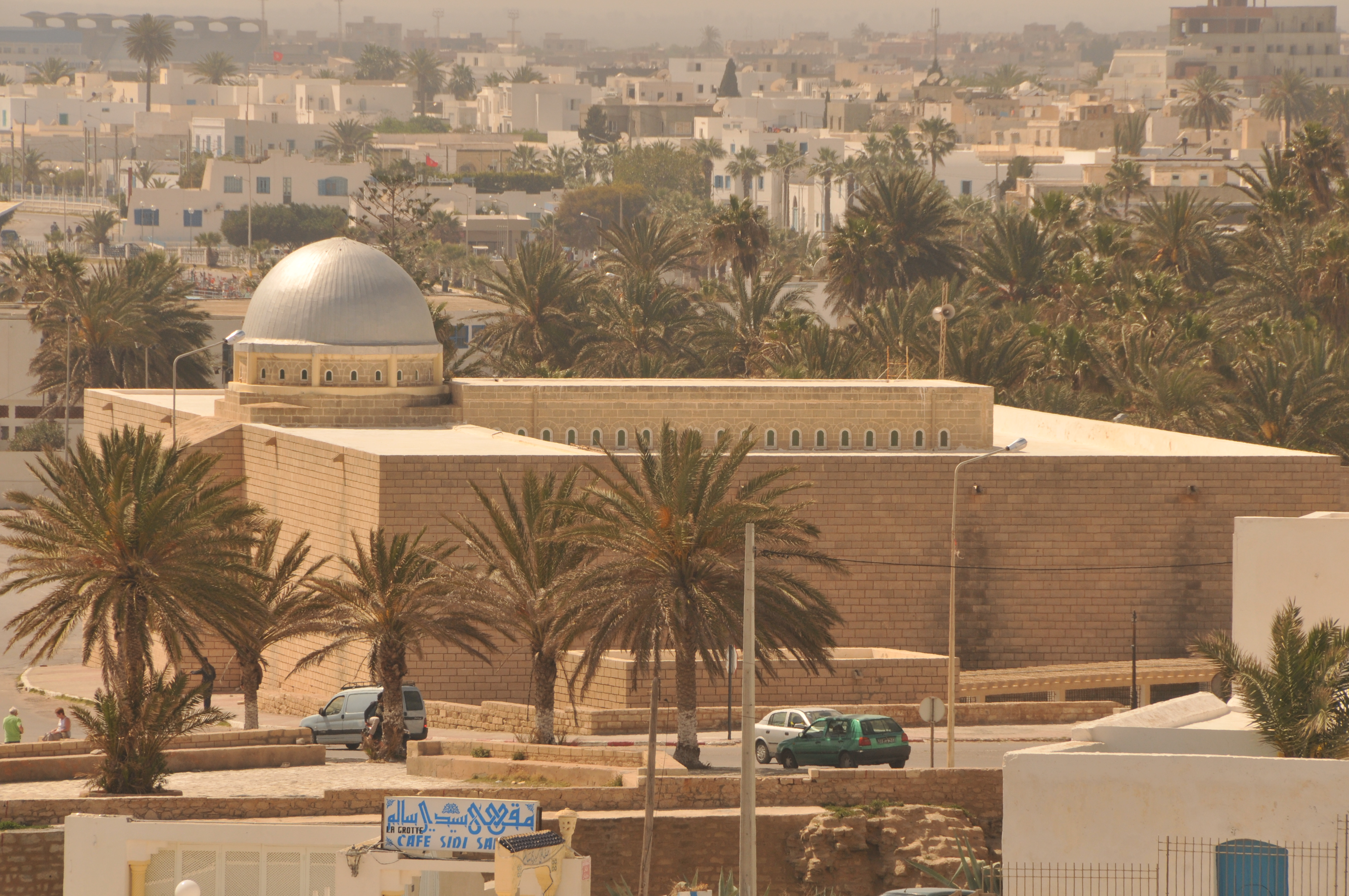
A mahdíjai nagymecset
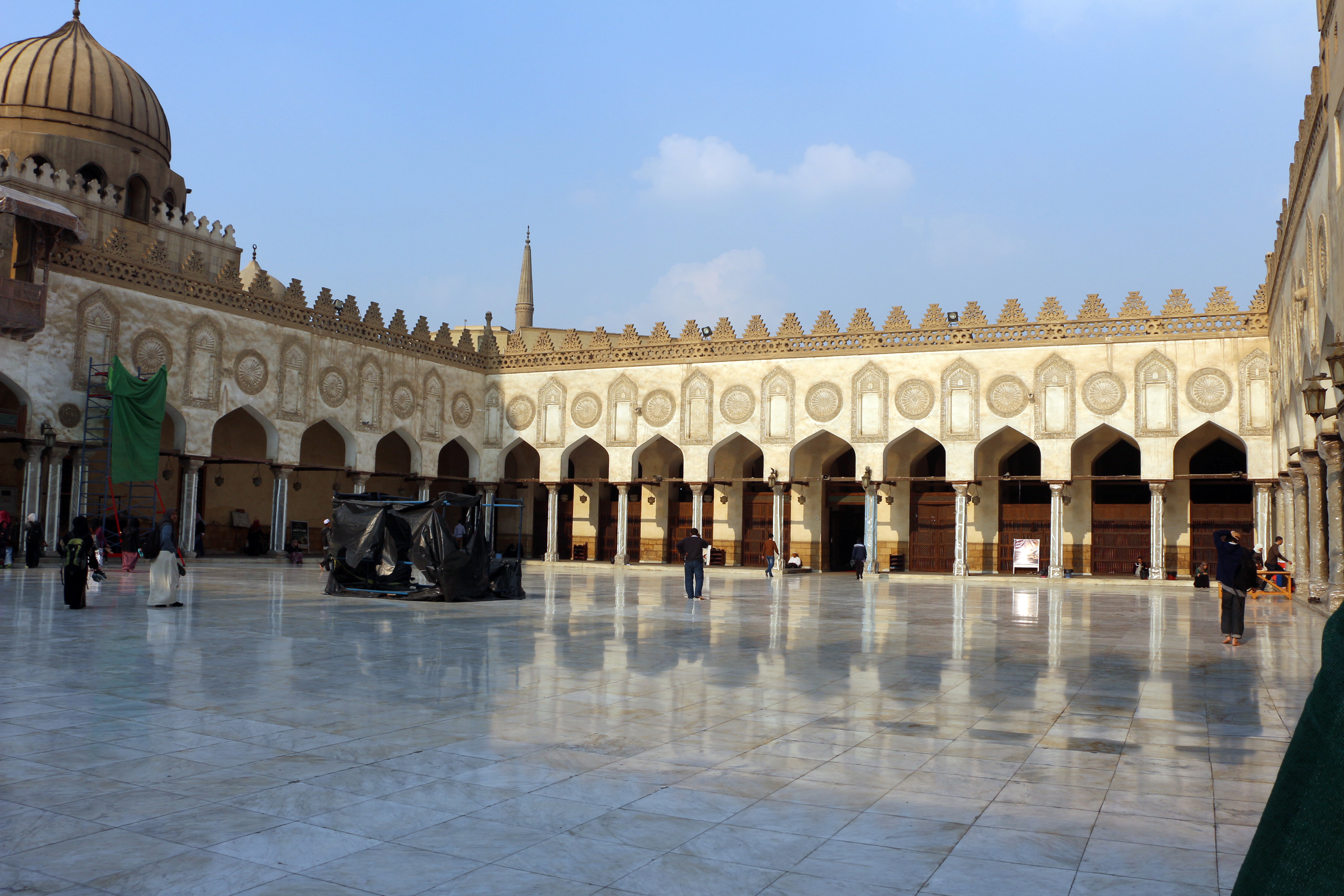
A kairói al-Azhar-mecset belső tere
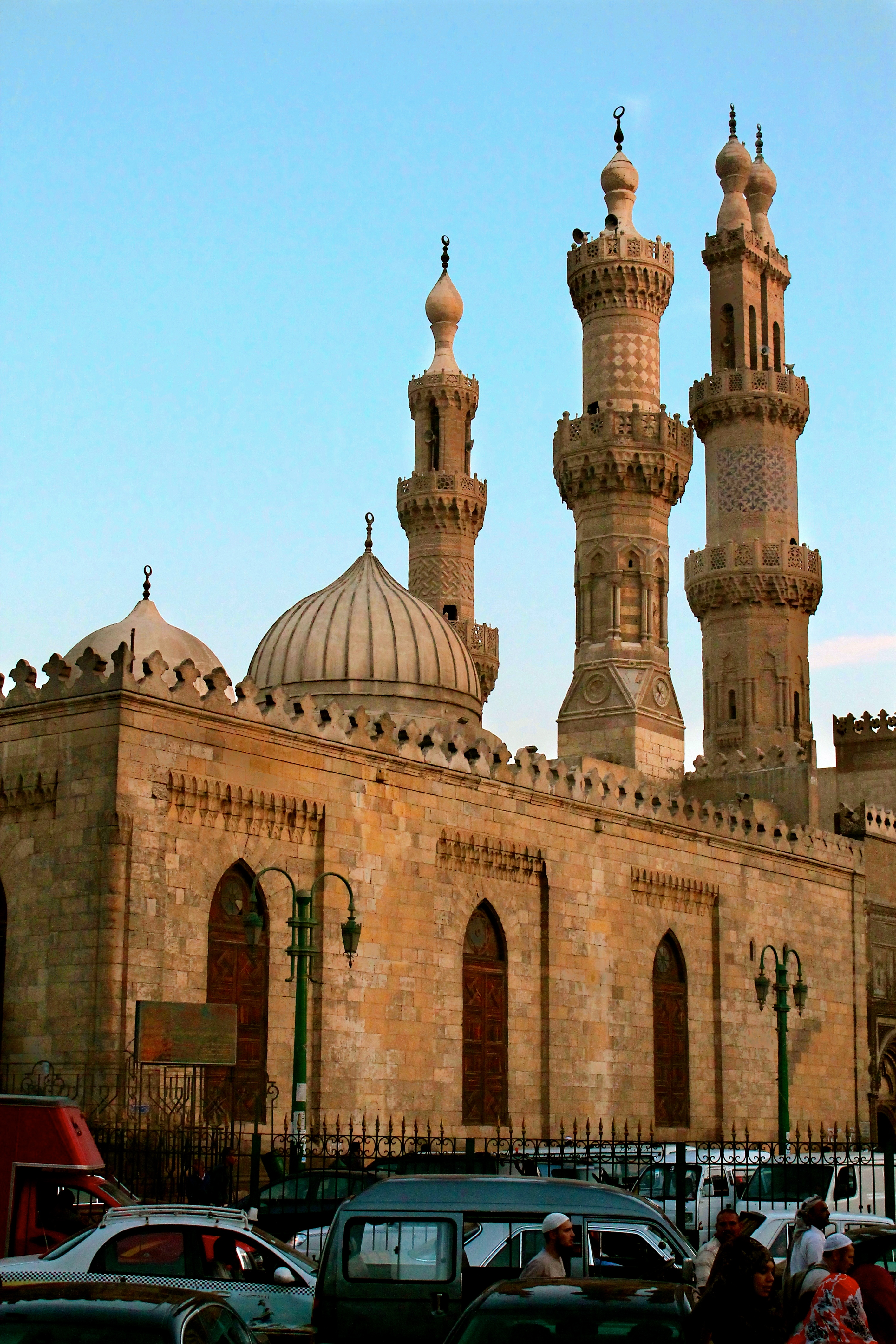
Az al-Azhar-mecset külső képe
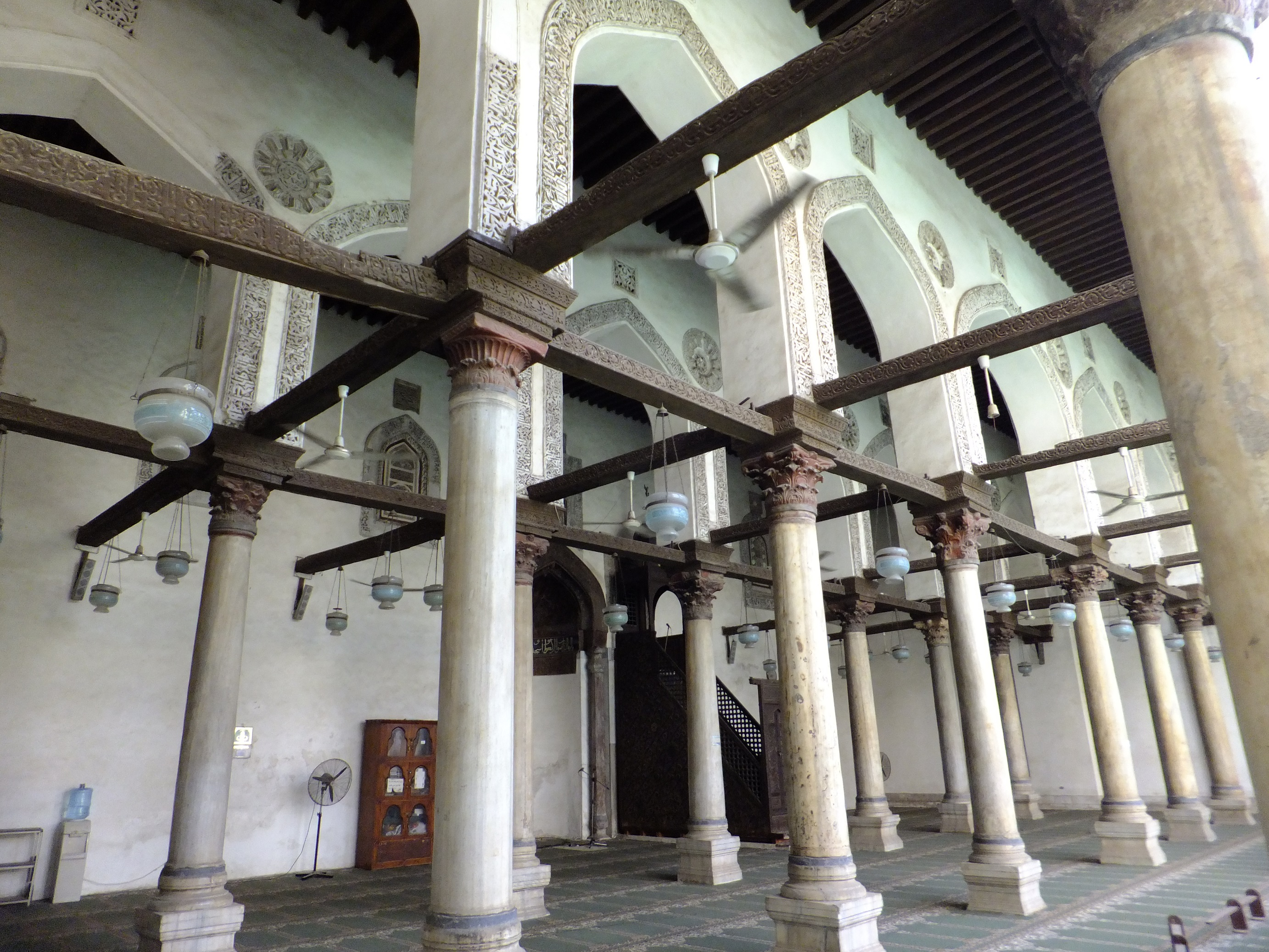
A Szálih Talai-mecset belső tere
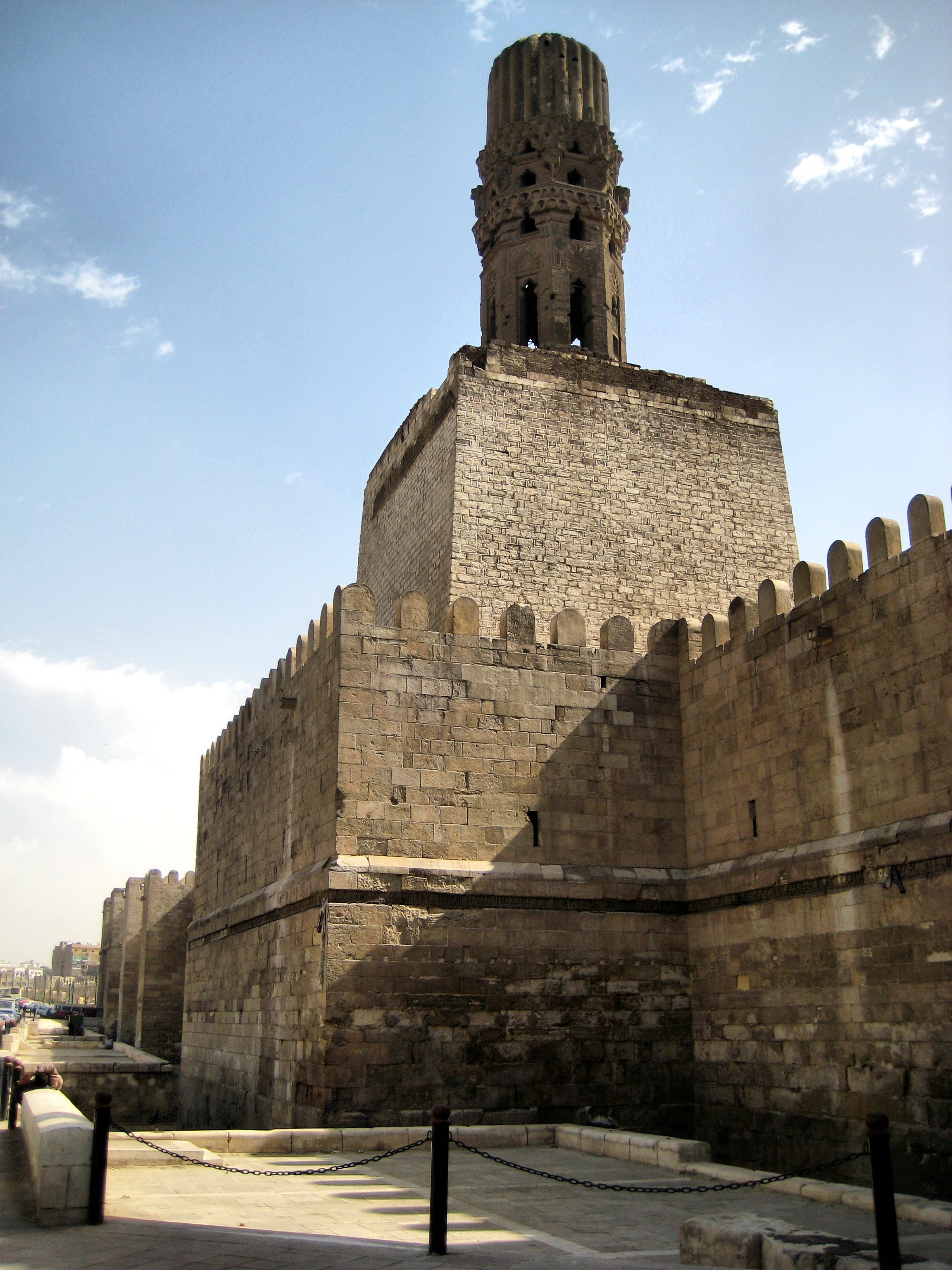
Kairó régi városfalai

### Irán, Közép-Ázsia
Az iszlám építészet, ahogy az iszlám művészet és kultúra is, a keleti területekre tevődött át. Elsősorban az északkelet-iráni Transzoxániába, ahol a Számánida-dinasztia volt az uralkodó (875–1005) és akik a művészetek és a kultúra bőkezű támogatói voltak. Építészetük különösebben nem jelentős, néhány mauzóleum, illetve kis négyzetes pavilon maradt fenn ebből a korszakból. Jellemzően elsősorban az Iránban honos perzsa szent helyekről (lásd: zoroasztrizmus) vehettek példát. A mauzóleumokra nem az azt meghatározó tér vagy a nagyság volt a jellemző, hanem az itt először megjelenő külső és belső díszítés, amit magából a téglából kialakított ornamentika jelentett. Buharában már épületek sorát alakították ki ezzel a típusú díszítéssel. A felületet plasztikusan, mintha faragott anyag lenne, kiemelték.
Keletebbre, a terület iszlám hódításai után a török eredetű Gaznavidák jelentek meg és 998-tól 1186-ig uralkodtak. Fővárosuk Gazni ma már romváros, legjelentősebb építménye a III. al-Manszúr (1099–1115) által nyolcágú csillag alaprajzon építtetett úgynevezett „csonka minaret”, amely az u.n. „tégladíszítéses” stílus egyik kiemelkedő alkotása. Különlegesen kidolgozott, téglákból kirakott felirataik a fény és az árnyék összhatásával új építészeti megoldásokat fogalmaztak meg. Téglából kirakott geometrikus minták jellemzik III. Maszúd palotáját is, amit 1957-ben tártak fel. Fő jellegzetessége a négyívános udvar, amely a későbbiekben számtalan építménynek a mintája lett, többek között a Nagyszeldzsuk építészet egyik fontos stílusjegye is. Gazniban számtalan világi építményt, palotákat, fürdőket, hidakat építettek, de ezekből kevés maradt fenn, elsősorban a mongol betörések miatt. A Gaznavidák világi építményei fővárosuk Gazna és téli fővárosuk al-Aszkar (a mai Laskargáh közelében) régészeti lelőhelyeiből ismerhetők.
A Gúridák, a Gaznavidák vazallusai, a iráni eredetű afgán hegyi törzsfőnökök nemzetsége a közép-afganisztáni Gúr-hegység környékén államot alapítottak. A Gúrida Birodalom hatalma csúcsán a Kaszpi-tengertől Észak-Indiáig húzódott. 1215-ben a belső hatalmi harcoktól meggyengült birodalom a Hvárezm-sahok prédája lett. A Heri-folyó völgyében, 200 km-re Heráttól az ősi Firuzkúh környékén az ötvenes években egyedülálló gúrida emléket tártak fel, a Dzsam-minaretet. Nagy valószínűséggel a gúrida uralkodó, Gijász ad-Dín Muhammad emeltette 1163 és 1203 között. Afganisztán 2002 óta világörökségi védelmet élvező kulturális helyszíne. A téglaépítmény külső falát faragott stukkódíszítés (973 szó a Marjam-szúrából) és kék mázas csempeborítás fedi. A torony 60 méter magas, felfelé erősen keskenyedő.
A négyívános heráti Nagymecsetet szintén a Gúrida Gijász ad-Dín Muhammad építtette, a homlokzati díszítések azonban már a későbbi Timuridák és a Szafavidák munkája.
Kutb ad-Dín Ajbek, a Gúridák kinevezett rabszolgakormányzója 1199-ben kezdte el Delhiben a Kutub Minár építését, valamint a delhi nagymecset építését is, ami már a hindu és dzsain építészeti hagyományokat is ötvözte.

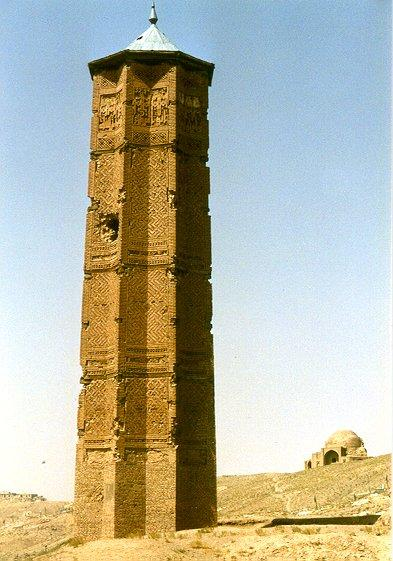
A „csonka minaret” a gaznavidák korából
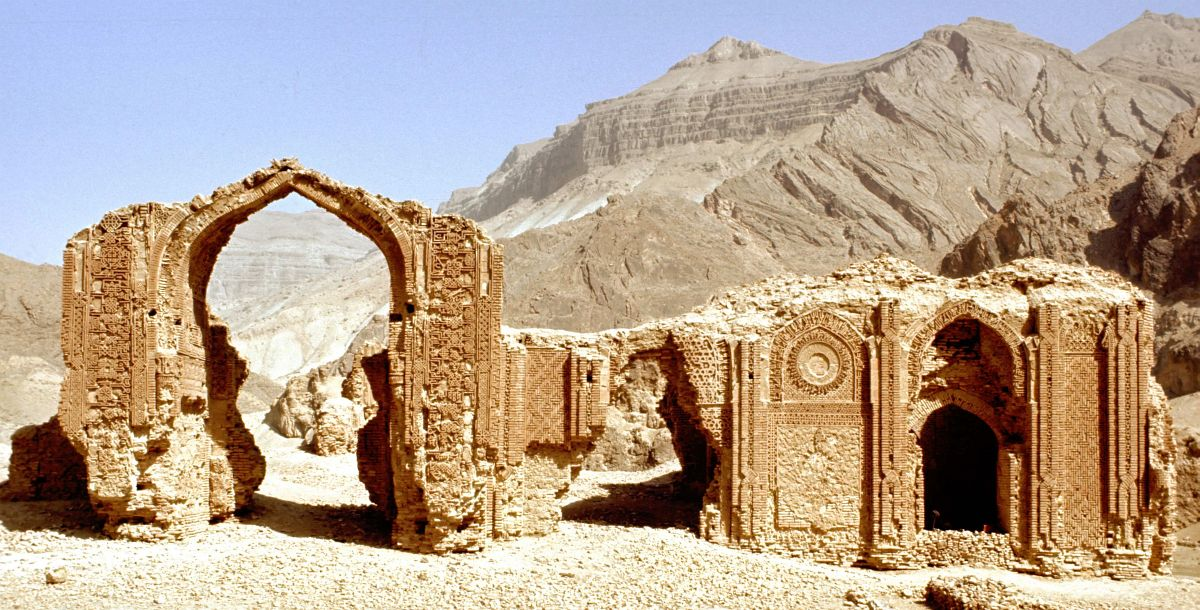
A Sáh-i Mashad medresze romjai a 12. századból, a Gúridák építménye
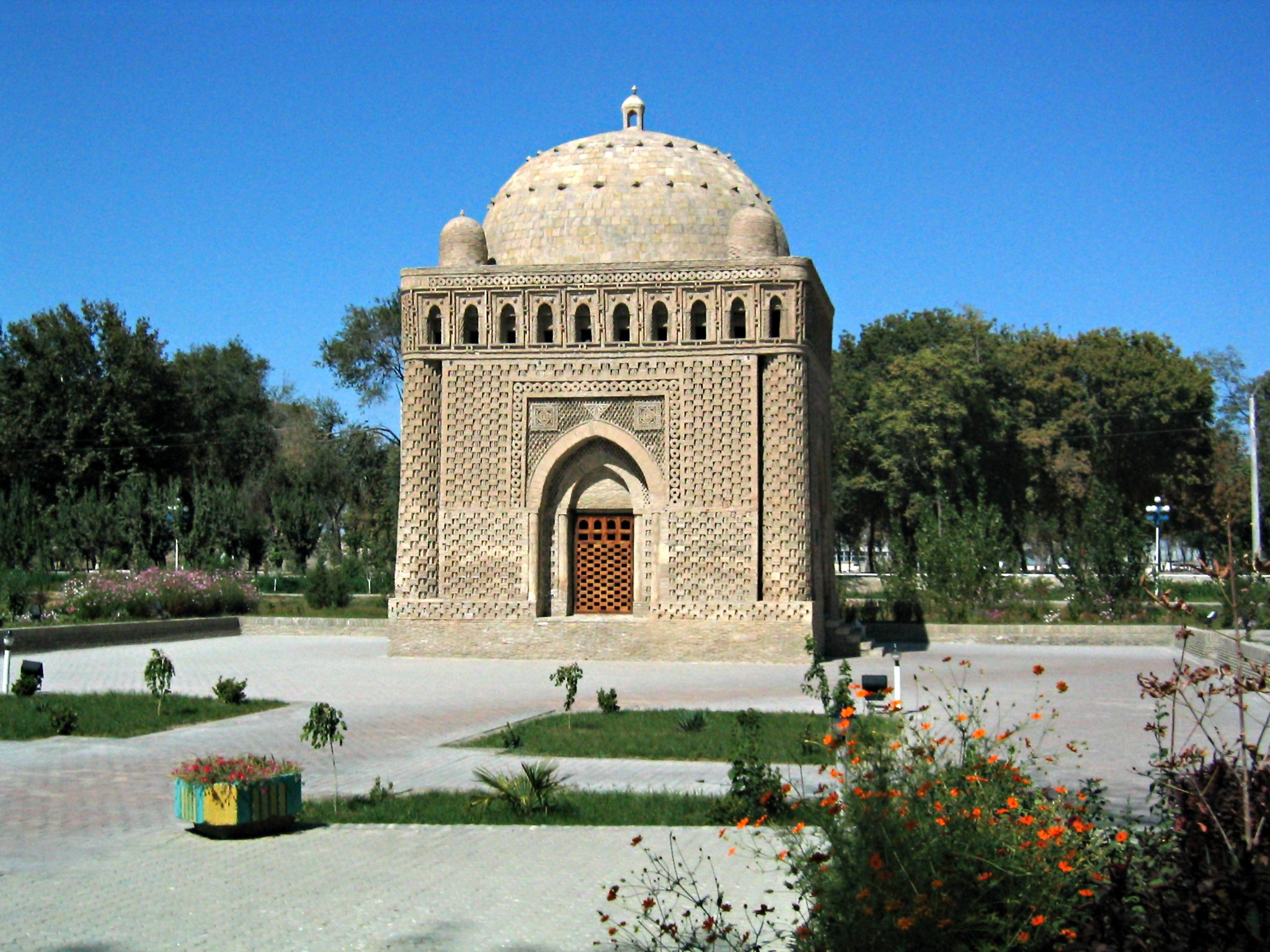
Számánida mauzóleum Buharában, Üzbegisztánban
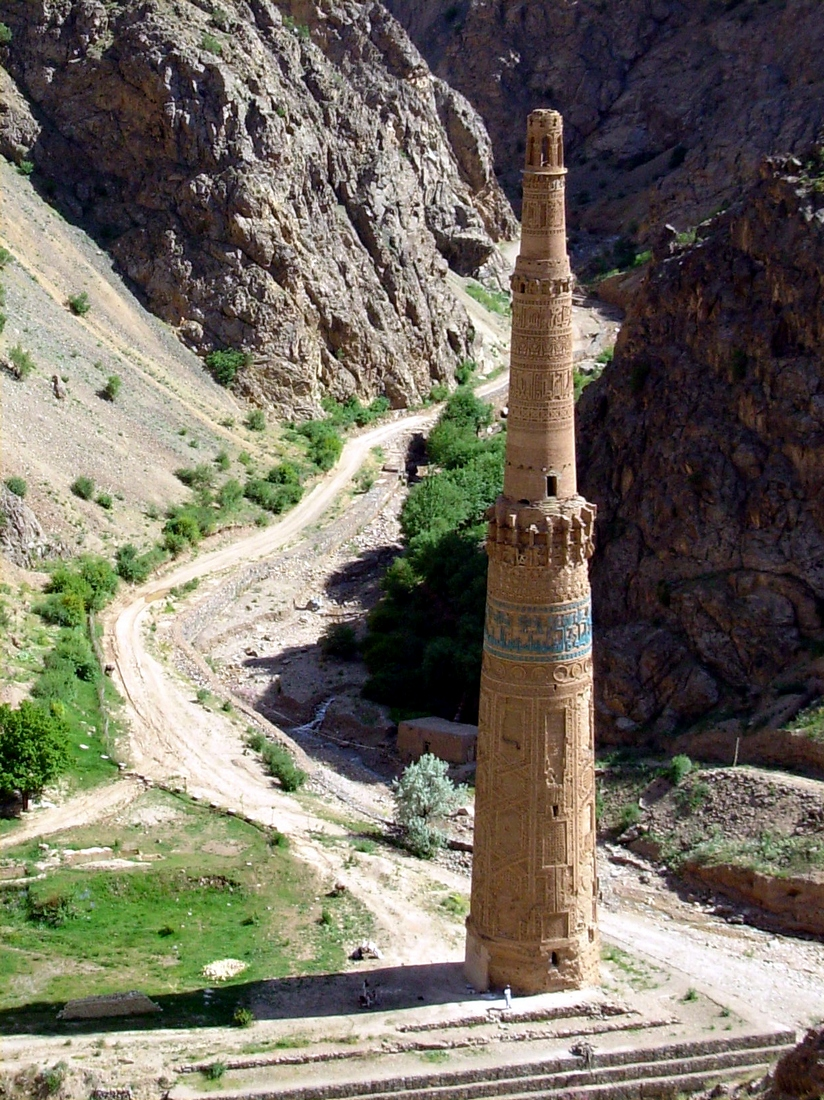
Dzsam minaretje Közép-Afganisztánban a Gúridák korából
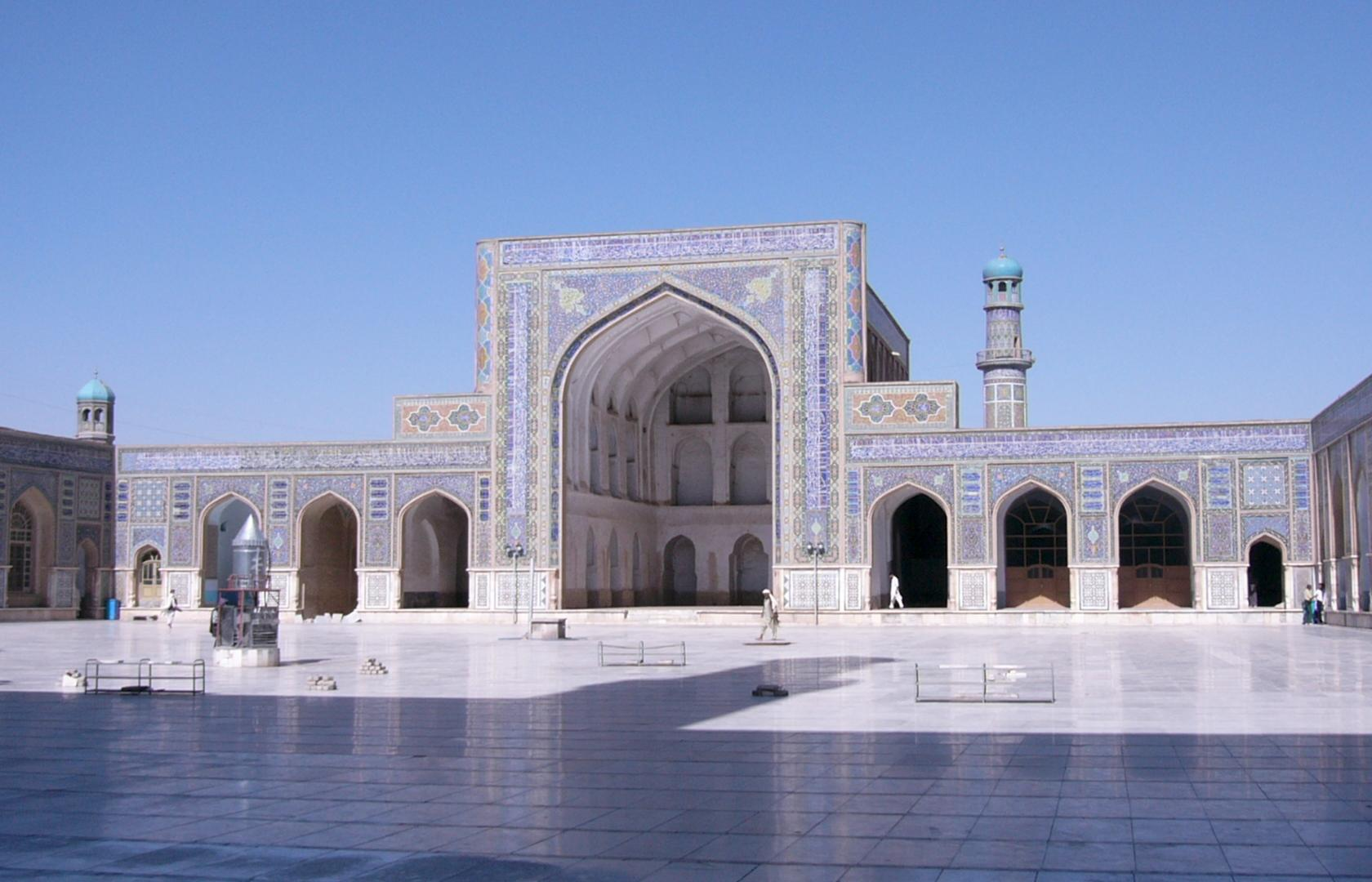
Péntekmecset (Masztdzsid Dzsámi) Afganisztán, Herát
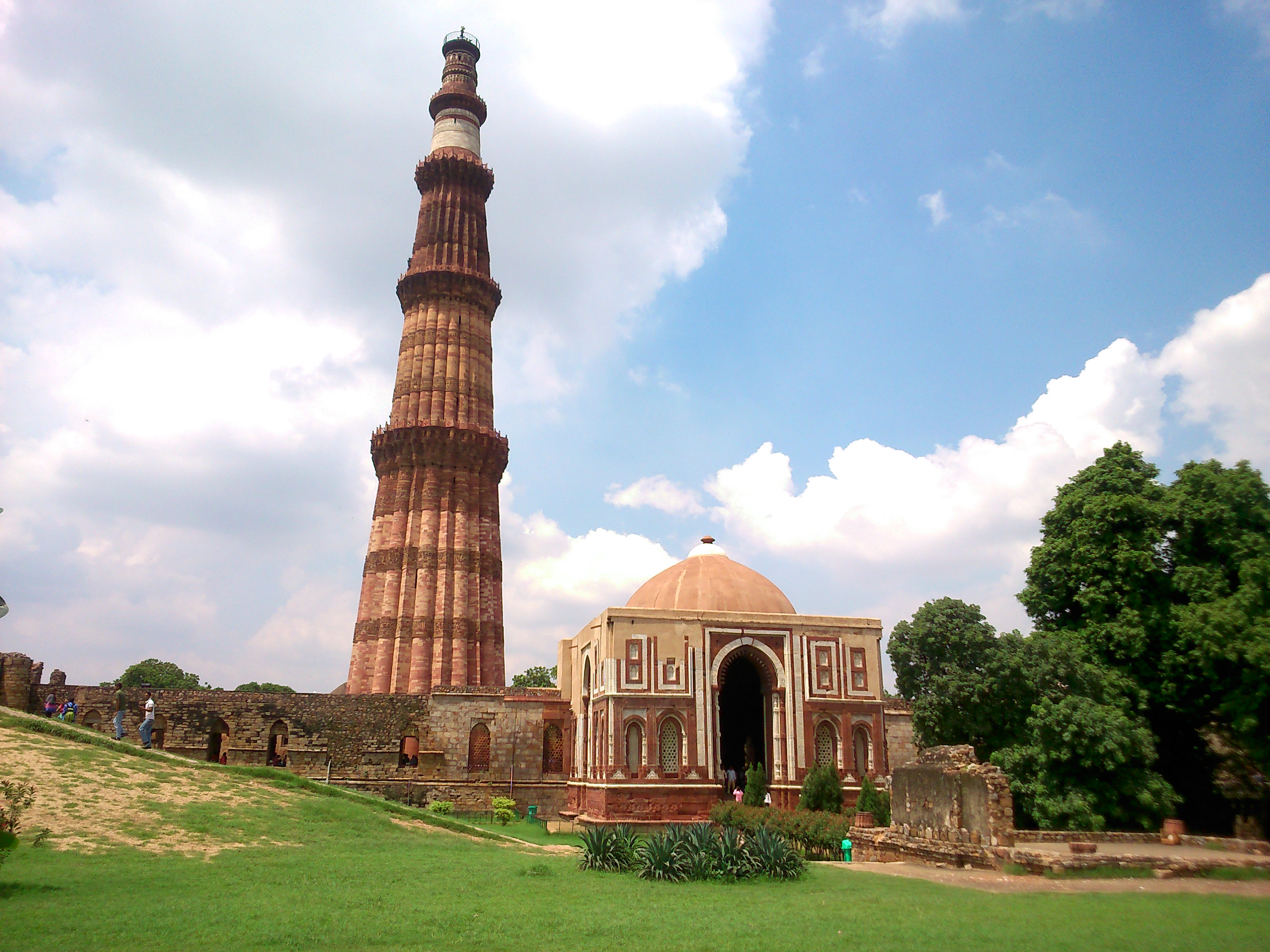
Kutub Minár épületegyütese Delhiben

### Nagyszeldzsuk Birodalom
A tizedik század közepétől már csak névlegesen uralkodó Abbászidákat a Bujidák (másképp Buvajhidák) követték. A Bujida-emirátusnak 945-től Bagdad már a vazallusa volt. Az abbászida kalifát gyakorlatilag fogságban tartották, ahonnan a szeldzsuk-törökök szabadították ki, akik 1051-ben már Transzoxániát, illetve Észak-Irán területeit is ellenőrzésük alatt tartották. A Bizánci Birodalom felett aratott 1071-es manzikerti győzelmük tovább szorította a folyamatosan gyengülő bizánciakat Nyugat-Anatóliába. Anatólia elfoglalása után 1171-ben alapították meg dinasztiájukat Szíriában, miután elűzték a Fátimidákat. A Nagyszeldzsuk Birodalom fővárosa a perzsiai Iszfahán lett. Itt az első péntekmecset már új jegyekkel épült. A szeldzsuk kort építészete és művészetének kiteljesedése miatt perzsa reneszánsznak is nevezik.
A magánpaloták gazdagon dekorált, alabástromporból kevert stukkói mellett a karavánszerájok is változatos díszítésekkel épültek. Ekkor alakult ki az a világi jellegű épülettípus is, amely az iszlám tanok elterjedését és tudomány művelését szolgálta: a medresze. Ez gyakorlatilag egyben teológiai főiskola is volt. Általában négyívános, belső udvarral rendelkező épületegyüttes. Az első ilyen típust feltehetőleg Nisápurban 1046-ban építhették. A szeldzsukok az iszlám oktatás központjaiként számtalan iskolát emeltek, amikre a hosszanti udvaros elrendezés volt a jellemző, ahova hatalmas kapukon (ejván, vagy íván) lehetett bejutni. Ez az elrendezés egész Közép-Ázsiában szokássá vált, még a magánpaloták és mecsetek többsége is hasonló stílusban épült.
A négyívános tervezés eredete jelenleg vita tárgya; talán visszavezethető az iszlám előtti időszak palotaépítkezésére. A késő tizenegyedik században kialakult új típusú oktatási intézmények, a medreszék kialakításában is jelentős szerepet kapott, amelyet Nizám al-Mulk szeldzsuk fővezér szolgalmazott az oktatás széleskörű elterjesztésére, illetve a terjedő síizmus ellensúlyozására. A négy íván formátuma az udvari homlokzatot határozza meg, itt a mecseteknél ugyanis ezek fontosabbak mint a külső homlokzatok. Ez összhangban van az iszlám misztika fejlődésével (szúfizmus).
Iszfahánban létezett egy korábban épített kúfai típusú mecset, a péntekmecset ennek és a négyívános medresze építési stílusnak egy kombinációja. A bejárata előtt a 12. század végén téglastílusú pavilont emeltek. A minden részletre kiterjedő, lényegre törő tervezés még a téglából alkotott felületdísznek is funkciót adott.
Ezek az úgynevezett kis "kioszk mecsetek" népszerűek voltak a szeldzsuk-kori Iránban, eredete feltehetően mauzóleum, illetve a zoroasztránus vallás tűzszentélyeire vezethetők vissza.
Az ebben a korban kialakult épülettípusok másik fajtája a vendégfogadó vagy karavánszeráj, amit Anatóliában hannak hívnak, Perzsiában ribátnak. A vándorló kereskedőknek átmeneti szállást biztosító karavánszerájok építészeti megoldásai, amelyek inkább erődszerű építmények voltak, nem ritkán a fallal körülvett épületek mecseteket fürdőket rejtettek. Ezek állomásként és vendégfogadóként szolgáltak a fontosabb kereskedelmi utak mentén, körülbelül egy napi járóföld távolságra egymástól. Igényesebb kialakításukra példa a Nisápurból Mervbe vezető út mentén létesített Ribat-i Saraf (épült a 12. század első felén). Két udvara van, ez már hordozza a szeldzsuk építészet egyik eredményét, a meglehetősen észszerű átlátható térszervezést. A díszítése meglehetősen egyszerű, bár a sarkokat úgynevezett mukarnasz vagy sztalaktit boltozat fedte, amely az iszlám építészet egyik legjellemzőbb boltozatkialakítása.
A mukarnasz gyakorlatilag stukkódísz a kőből vagy téglákból kirakott boltozaton, amely a boltozat egészét fraktálszerűen ismétli. Az első ilyen boltozattípus a szamarrai Imam Dur-mauzóleumnál figyelhető meg. A másik ismert korabeli előfordulás Bagdadban, a 12–13. században épült Abbászida palotában található a kétívános udvar árkádjainál. Bagdadban mintegy harminc medresze épült csak a Szeldzsuk Birodalom fennállása alatt. Ezek közül a legjelentősebb az al-Musztanszir kalifa (1226–1241) által építtetett Musztanszirija, egy iráni típusú medresze kapuívánnal, illetve két ívánként kialakított előadótérrel. A 13. század első felében épült a különleges térrendszeréről ismert aleppói al-Firdauszi medresze (épült 1236-ig).

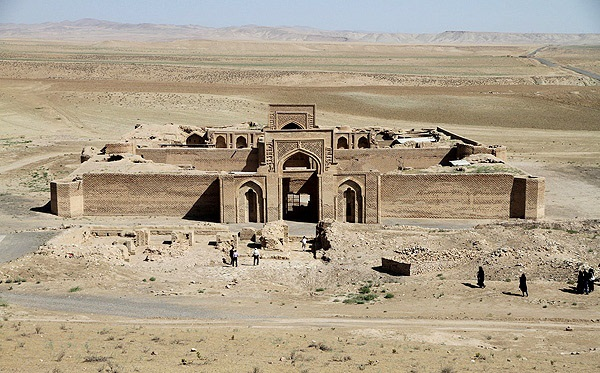
A Ribat-i Saraf karavánszeráj, a Nisápurból Mervbe vezető úton
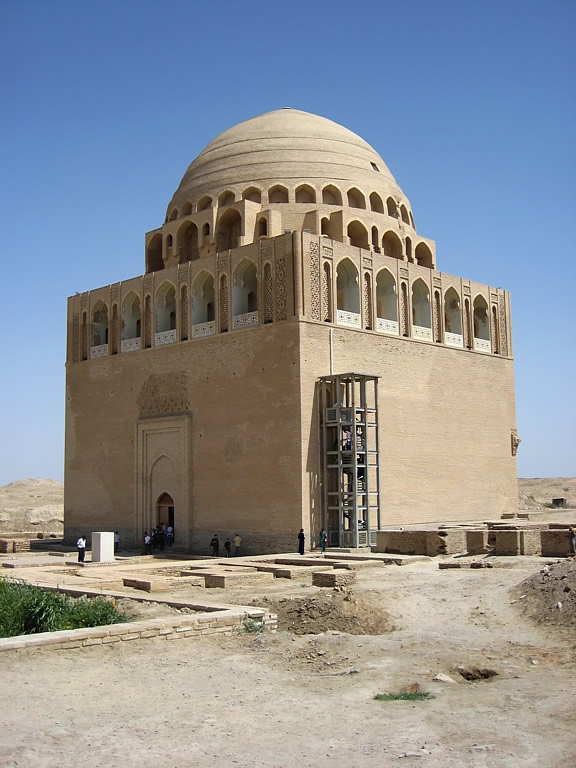
Szandzsár szultán mauzóleuma Mervben
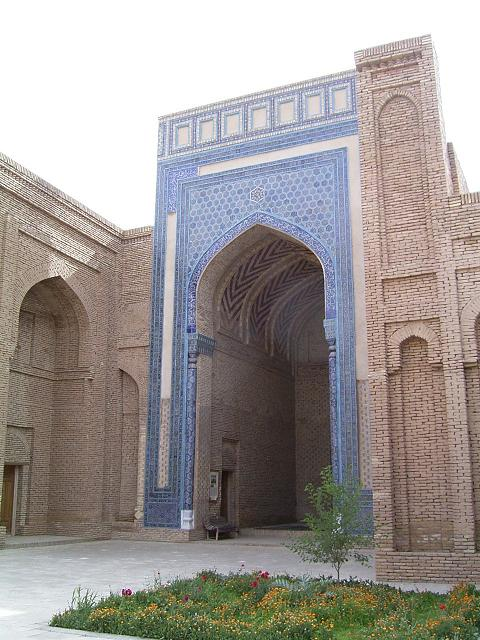
Termezi szultán mauzóleumának bejárata, Termez Üzbegisztán
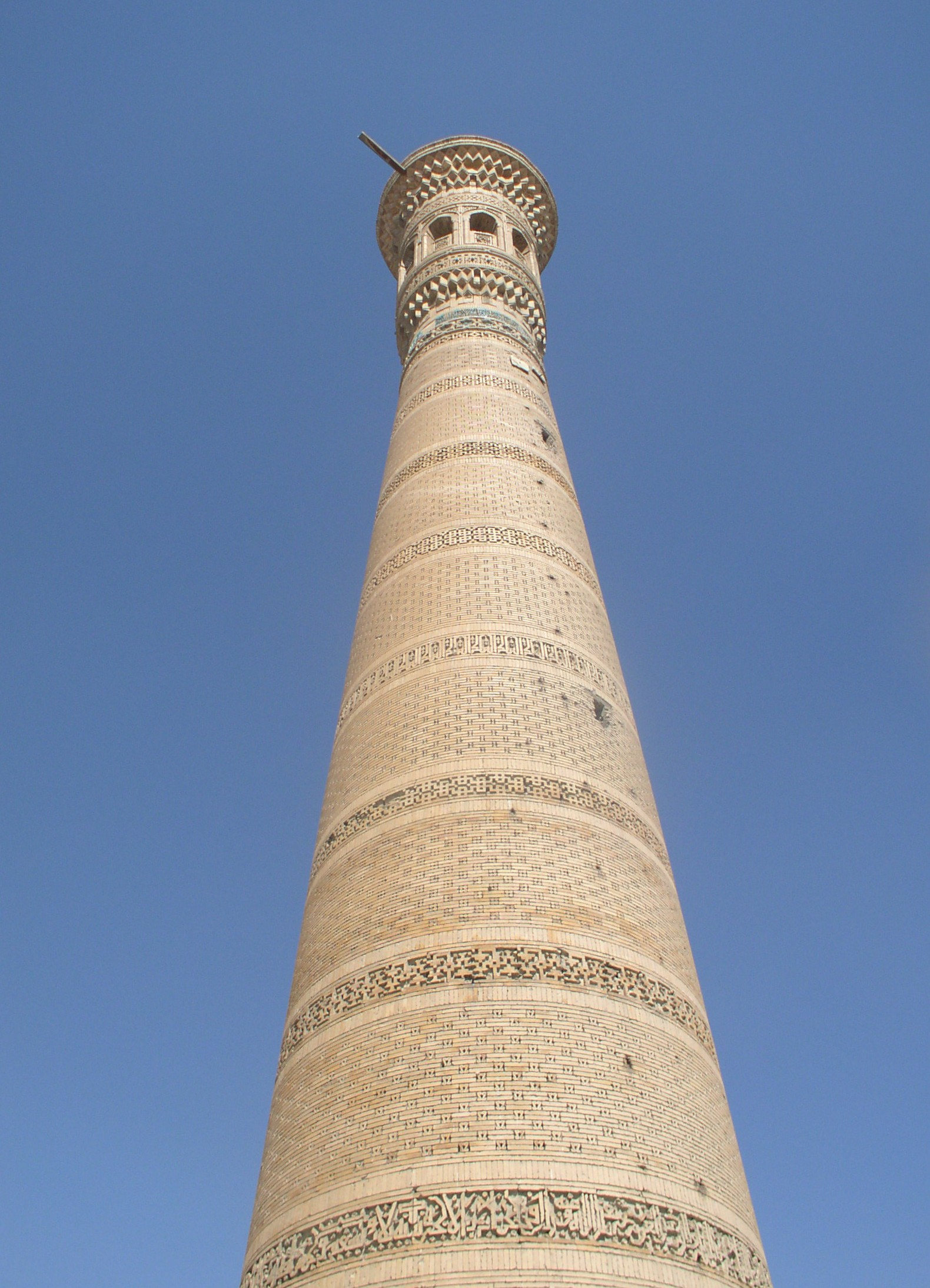
A nagyszeldzsukok által épített vobkenti minaret
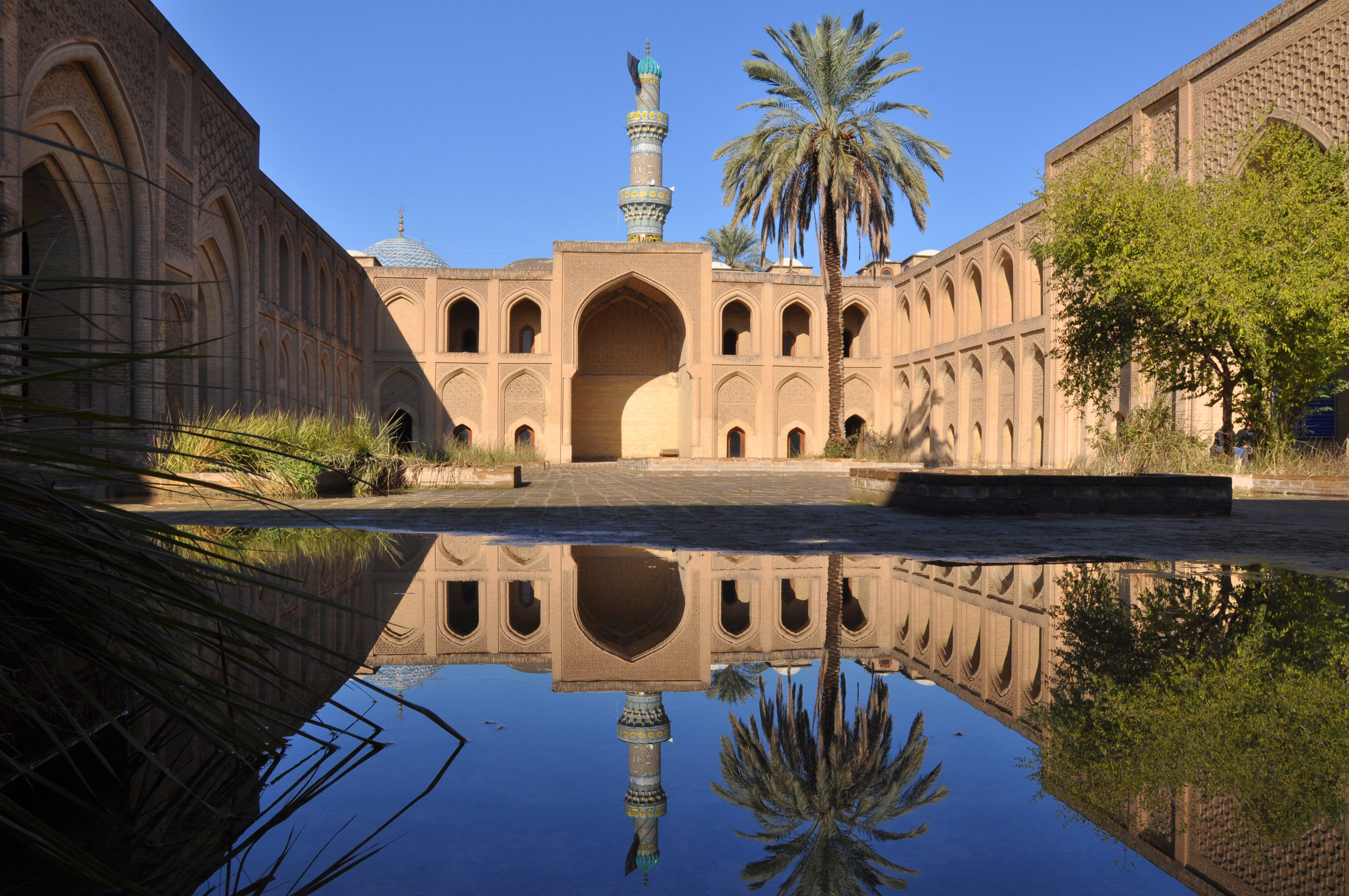
Musztanszirija, bagdadi medresze a szeldzsuk-korból
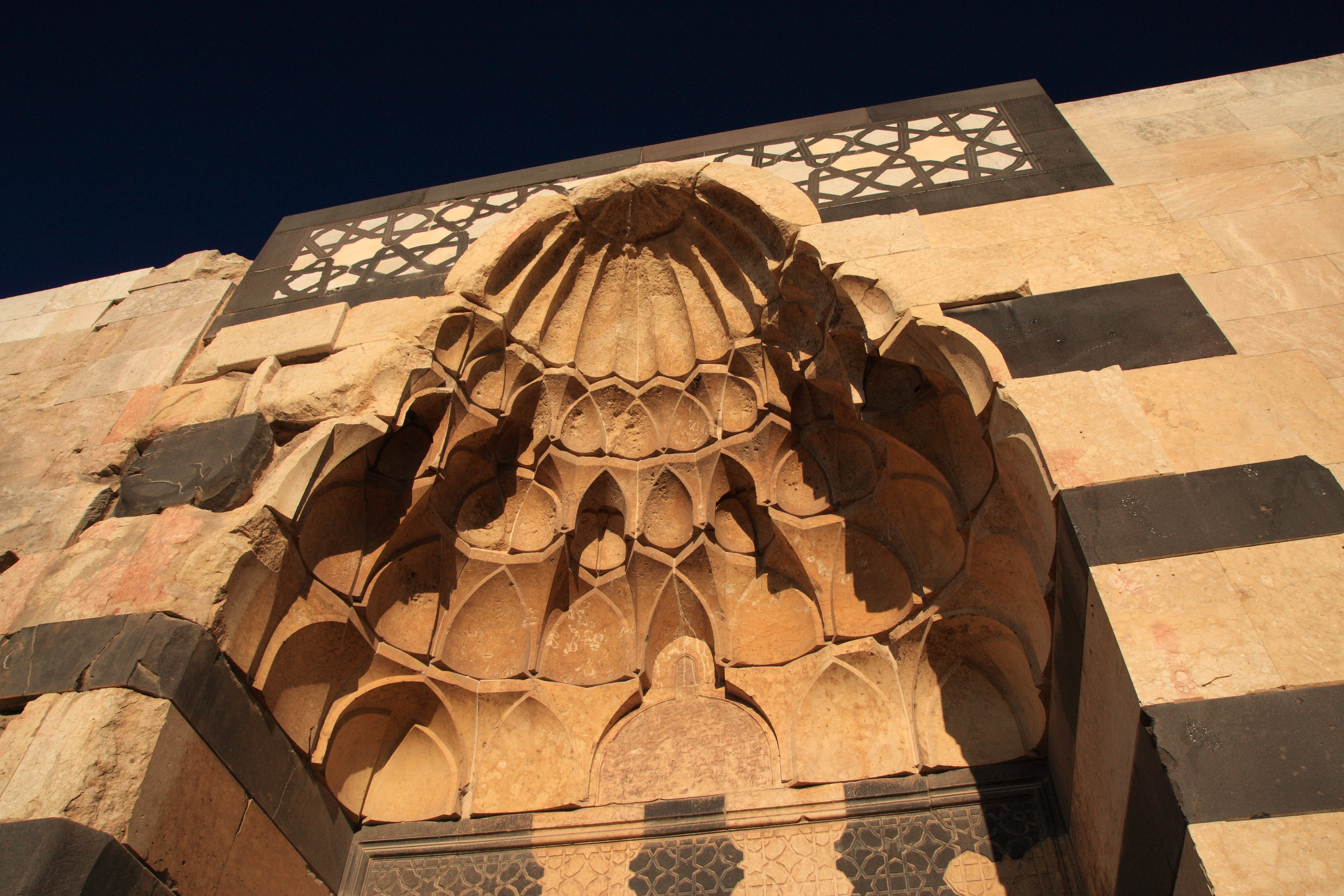
Mukarnaszboltozat az aleppói citadellában

### Mediterránum, Zangidák, Ajjúbidák, Mamlúkok
A nyugati területeken a helytartók valamennyire függetlenül az iszfaháni szultántól gyakorolták a hatalmat, amit átörökítettek utódaikra. Szíriában például a 12. században a Zangidák voltak hatalmon, akit az egyiptomi helytartó Szaladin, az Ajjúbida Birodalom megalapítója űzött el, miután a Fátimidák örökségébe lépett. Szaladint a muszlimok egyik legnagyobb hősüknek tartják, mivel összekovácsolta az egymással hadban álló kisebb fejedelemségeket és sikeresen felvette a harcot a keresztesekkel. Uralkodása nyomot hagyott Észak-Afrika építészeti örökségén is.
Ekkor épült a bizánci támadások elleni védekezésként a még Zangidák által elkezdett aleppói citadella is, de a kairói citadella is ennek mintájára született. Építésük elsődleges célja nem is a védelem volt, hanem a hatalom demonstrálása. A citadella építészeti túlzsúfoltsága annak következménye, hogy a szultánok a 13. század második felétől rohamos ütemben növelték az elsősorban kipcsak származású rabszolgakatonák számát saját védelmükre. Az utolsó Ajjúbida szultán asz-Szálih kairói mauzóleuma jelentős még ebből a korszakból, azért is, mivel a mukarnaszdíszítésű kupola vagy boltozat Egyiptomban itt jelent meg először. Hasszán al-Naszír szultán (1347–1361) medreszéje, bár későbbi korból származik, formailag az ajjubida stílushoz tartozik.
Aleppóban a Mamlúkok, azaz rabszolgaszultánok első dinasztiája szerezte meg a hatalmat és tartotta addig, amíg az Oszmán Birodalom elfoglalta a térséget (1517). Első szultánuk, Bajbarsz (1260–1277) még nem törődött a város építészeti képével, de az 1266-ban épült nagymecset, amely ma már romokban áll, őrzi a nevét. Utódja Kaláun már jelentős építészeti fejlesztéseket hajtott végre. Az építkezés felvirágzott, az akkor a mongol invázió elől Egyiptomba menekült számtalan mesterember segítségével. Al-Naszír szultán medreszéje is ekkor épült meg. Formailag újításként hatott a négyívános központi udvar és az azt határoló négy kisebb medresze, amelyet az iszlám négy legismertebb jogi iskolájának építettek, így a legfontosabb iskolák, az úgynevezett kalámok külön oktatást kaphattak. Az épület leginkább jellemző része a monumentális kapuzat. Kairóban főleg iráni stílusú négy ívános medreszéket, mauzóleumokat és mecseteket építettek. Az épületek homlokzatai tagoltabbak és díszesebbek lettek elődeiknél. A mamlúk vallási épületeket főleg azzal a céllal emelték, hogy az uralkodók saját maguknak állítsanak emléket, ezáltal hangsúlyozzák ki az egyéniségüket. Minden épület tükrözi a mecénások egyéni ízlését. Mivel a mamlúkok egyaránt rendelkeztek vagyonnal és hatalommal, az építészetük általában a – timurida vagy a klasszikus oszmán stílusokkal összehasonlítva – több projektre vonatkozott, nem egy hatalmas komplexumban gondolkodtak.
Az Észak Afrikai területeken két nagy uralkodó család, az Almohádok (1036–1147), illetve 1130–1269 között az Almoravidák uralkodtak. Nem sokat tettek hozzá az építészeti örökséghez, inkább másolták az omajjád építészetet, különösen a Córdobai nagymecset mintájára hoztak létre csarnokmecseteket Rabatban, Marrákesben, Fezben. Spanyolországi hódításaik után ezt a stílust követték Sevillában is, gazdagon díszített mukarnaszboltozatos építményeikkel. Ezeket sokkal gazdagabb díszítéssel látták el, mint az a keleti építészetnél szokásos volt.

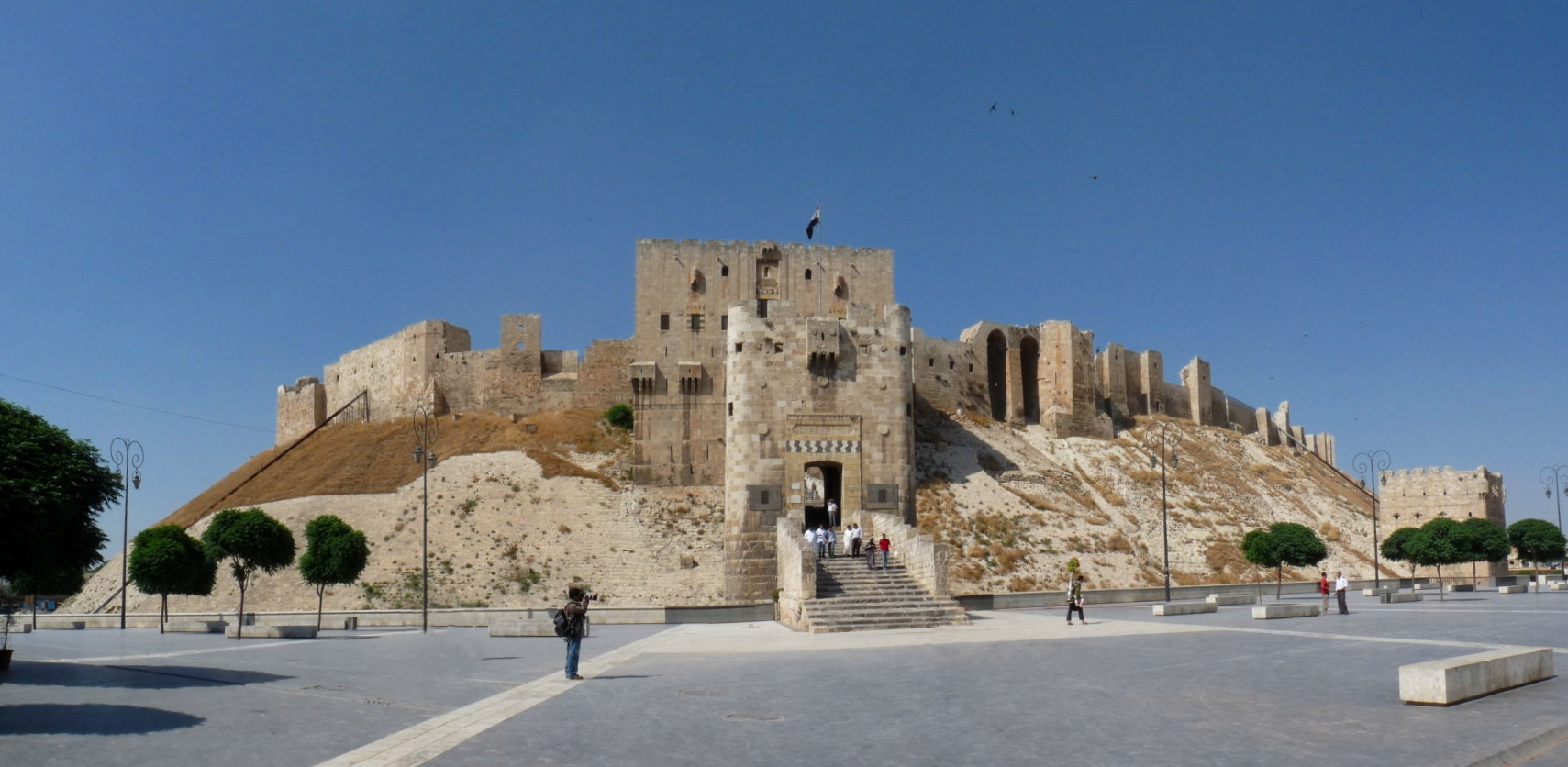
Az aleppói citadella
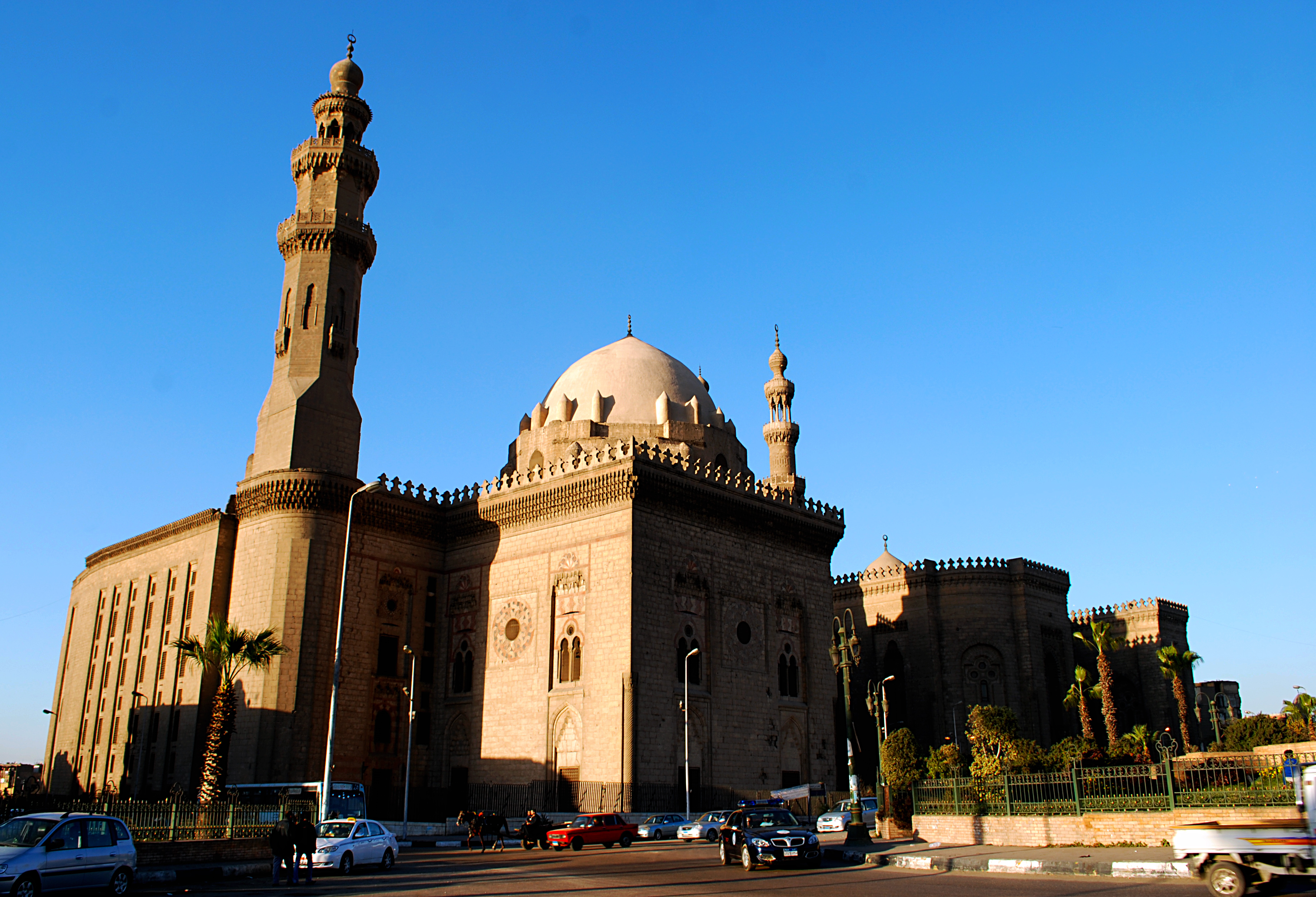
Haszan szultán-medresze és mecset
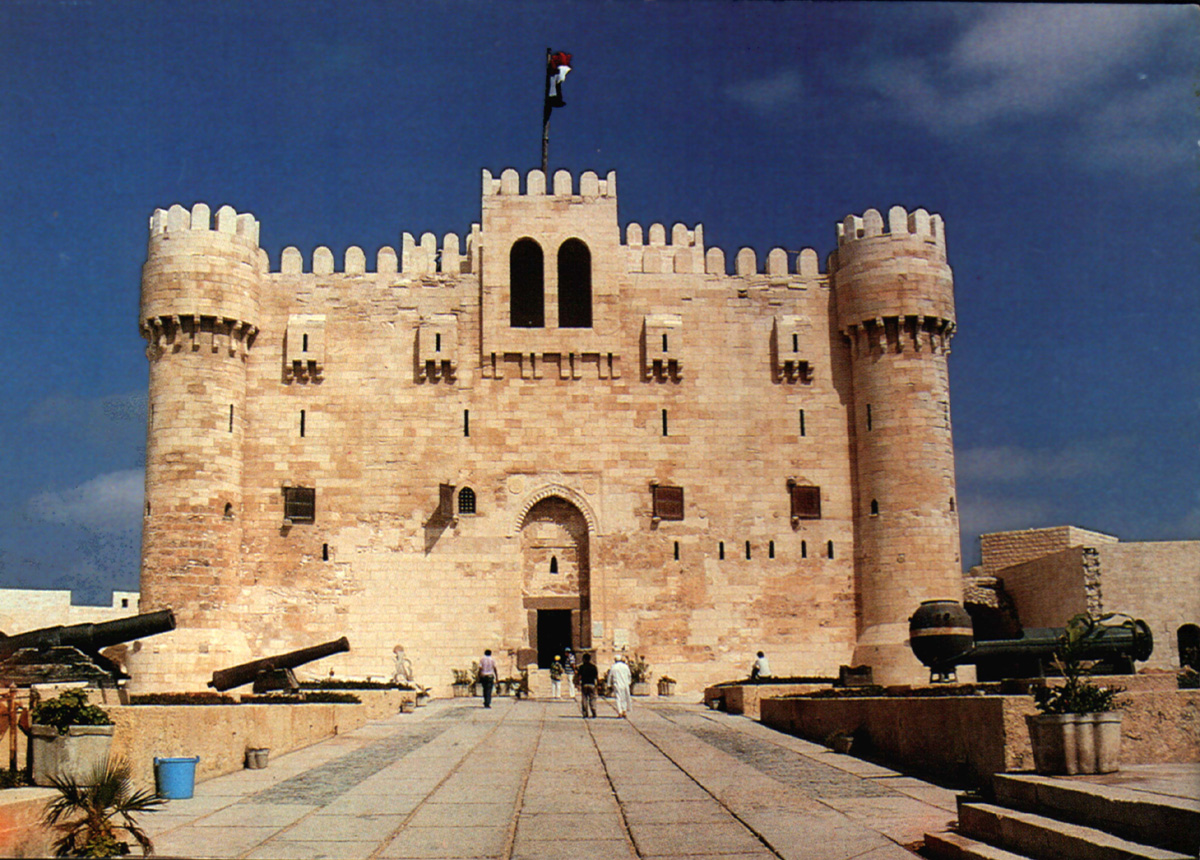
Kaitbej-citadella az egyiptomi Alexandriában
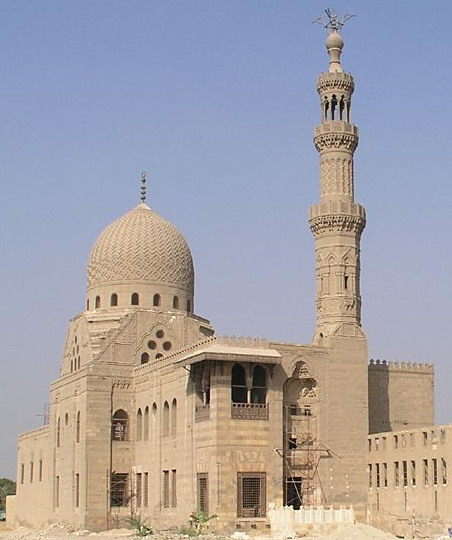
Kurkumasz emír komplexum, Bajbarsz szultán nagymecsete
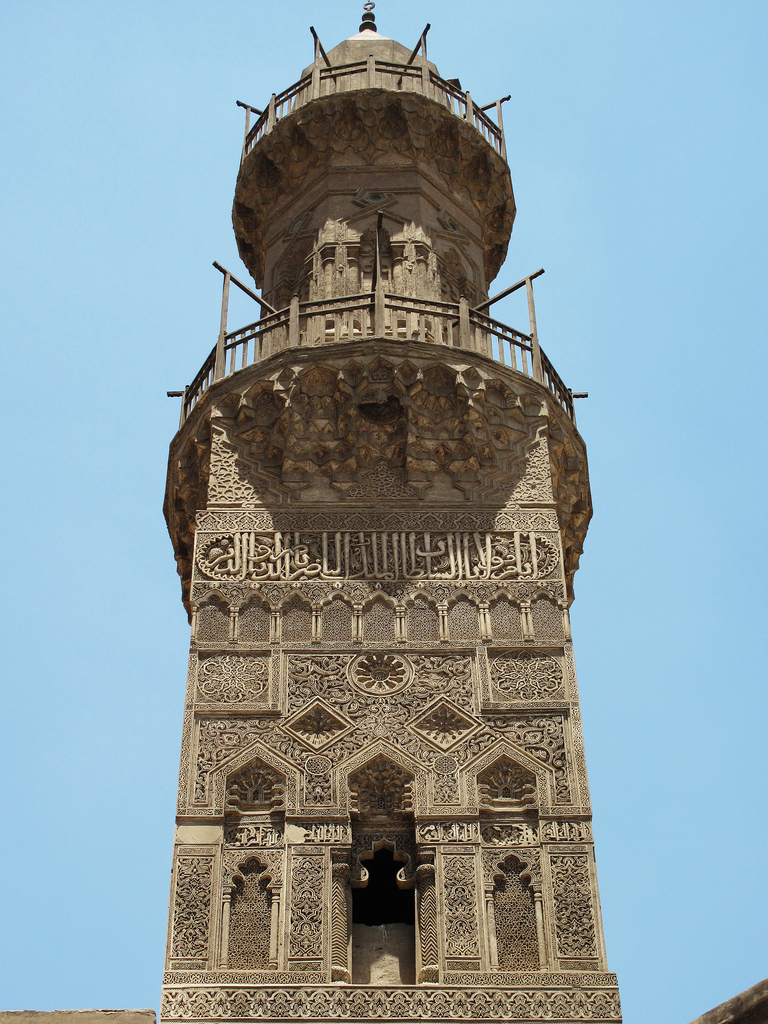
Al Naszír mamlúk szultán medreszéjének tornya Kairóban

### Anatólia

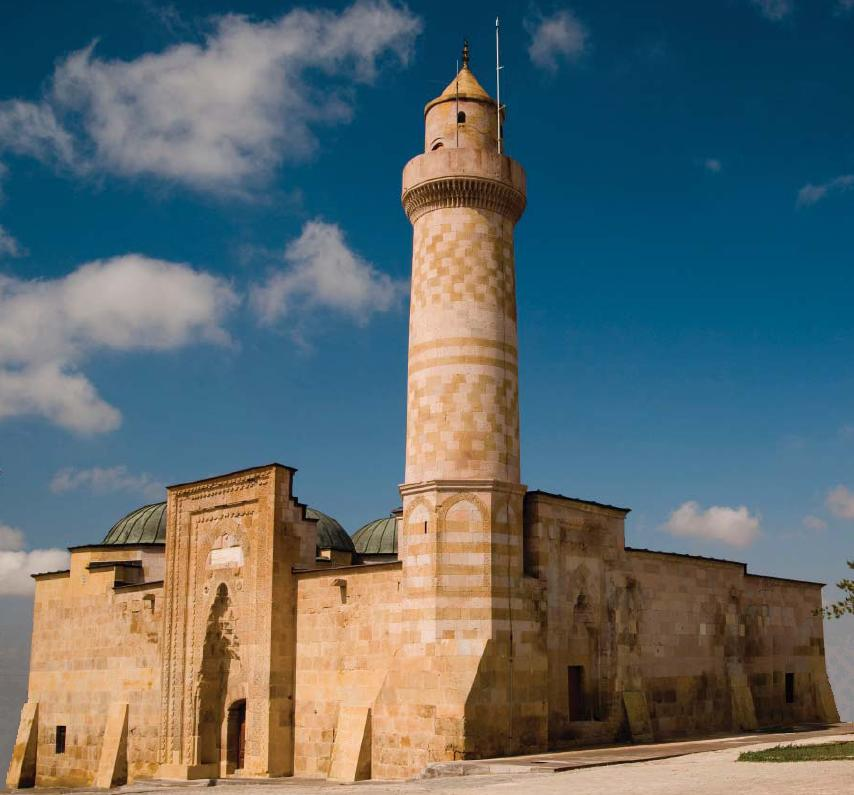
Alá ad-Dín-dzsámi Niğdében (Közép-Anatólia)

A szeldzsukok Manzikert alatt legyőzték a Bizánci Birodalmat és megnyílt az út az iszlám terjeszkedése előtt Anatóliában. Az iszlám építészet akkor találkozott teljes egészében először a bizánci örökséggel, illetve az örmény építészettel, melynek hatása a továbbiakban meghatározó lett. Ez a hatás gyakorlatilag az összes építészeti típusnál megmutatkozik. Anatólia már a tizenharmadik század elején szeldzsuk stílusban kezdett fejlődni, az évszázadok során különböző, iráni, szíriai, mezopotámiai és közép-ázsiai hatások érték. Jelenleg elfogadott vélemény, hogy a törökös iszlám kultúra egyfajta szintézise.
Anatólia, mint a szeldzsukok egyik hűbéres területe gyakorlatilag 1086-ban már elszakadt az anyabirodalomtól és önálló kulturális fejlődés útjára lépett. A szeldzsuk törökök behatolása az anatóliai területekre kissé átalakította az ott hagyományosan megszokott építészeti stílust és úgy a felhasznált építőanyagok mint formagazdagság terén változást hozott. Az építészet szinte minden területen megújulásra volt képes, így a mecsetek, medreszék, karavánszerájok önálló építészeti egységet alkottak.
Bár a grandiózusabb épületek kőből készültek, gyakori volt a téglaépítmények sora, szinte függetlenül az épület funkciójától. Téglát használtak a boltozatok kialakítására, gyakori volt a faoszlopok alkalmazása a tetőszerkezetek megtartására is. Ezek az újítások szembetűnőek a Málik sah által építtetett dijarbakiri nagymecset (Ulu Dzsámi) építésénél is. A mecset érdekes keveréke az újra felfedezett klasszikus elemeknek, a kő, tégla vagy stukkódíszítés kombinációinak. Feltűnőek a Középnyugat-Anatóliában a 13. század folyamán szokásosan épített faoszlopos mecsetek, melynek legjellemzőbb képviselője az 1232-ben épített sivrihisari Ulu-dzsámi. A konyai fellegvárban jellemzők a 13. századból származó kőfaragások, amelyek griffeket, dzsinneket és állatábrázolásokat mutatnak.
A konyai fellegvárban található mecsetre (11. század közepe) is jellemző az eklektikus építészeti stílus. Megtalálható itt a szír módon használt fehér és szürke márvány keveréke, a kúp alakú kupola perzsa hatásra utal, és átmenetet képez az örmény templomok felé. A mecseten belül a két teremben újra felhasznált bizánci oszlopokat láthatunk. A leginkább jellemző szakasz azonban már a szeldzsukok saját stílusa, a finoman megmunkált minbár előtti kupola, amelybe nem a szokásos lépcsőzetes, hanem már háromszög alakú klaszterek vezetnek át (csegely), egyúttal az egész összképét fekete és türkiz csempék határozzák meg. A medreszék felépítése az anatóliai szeldzsukok alatt két mintát követ: az egyikben nyitott belső udvar, a másikban zárt, kupolával fedett építészeti megoldást találunk. A konyai Karatay-medresze négyzetes udvaráról márvány és csempeberakásos, úgynevezett „török háromszögek” vezetnek a kupolateremig.
A mecsetépítészet különbözik a kelet-anatóliai építési módtól, ahol inkább az arab típusú nyitott mecset a jellemző. A 12. századi kísérletező építészetet leginkább a kayseri és a konyai péntek mecsetek jellemzik, ahol elhagyva a Nagyszeldzsukok négyejvános építészeti megoldásait úgynevezett bazilikális mecsetek építését helyezték előtérbe. Az anatóliai mecsetek új típusú építésére kiváló példa a Niğdei Alá ad-Dín-dzsámi (1223), amely bár kívülről díszítetlen, jelentős szerepet foglal el az anatóliai szeldzsukok építészetében. Padlóját szeldzsuk szőnyegek borítják. A legrégibb fennmaradt szőnyegek is ebből a korból valók. A szokatlan módon nem a kiblatengelyhez csatlakozó kapu és az alig kivehető figurális díszítés (két emberi arc) emeli ki a hasonló épületek közül. Ezek a mecsetek már sokfunkciós komplexumok voltak (küllije), előképei az Oszmán Birodalom meghatározó építészeti stílusának.
A másik fontos épület a divrigi régi nagymecset, amelynél 4x4-es pillérrel öthajósra osztották a teret, és minden boltívét egymástól eltérő bonyolult formájú bordás kőboltozattal borították. Az imatér és az udvar között nem volt éles határvonal. A mecsethez kórház csatlakozik. A szeldzsuk hagyományokhoz híven Anatóliában is számtalan medresze épült. Fontosabb ezek közül az 1250 körül épült erzurumi Çifte Minareli-medresze, aminek csillagboltozatos oldalejvánjai kétemeletesek. A szultánság központjában, Konyában az ince Minareli-medresze (1260–1265) kiemelkedő jelentőségű. A homlokzat elé kiugró kapuzat jellemzően gazdagon, már-már burjánzóan és funkciótlanul faragott.
A világi építészet példái továbbra is a hánok, azaz a karavánszerájok voltak, ezek építése a 13. században érte el a csúcspontját Anatóliában. Általában belül nagyon egyszerű kialakításúak voltak, kívül védőfallal látták el ezeket, gyakorlatilag erődített vendégfogadónak is nevezhetők. Az udvar közepén kút, esetleg egy egy pavilonszerű mecset volt, ahol a megfáradt utazók imádkozhattak. Az árkádokból nyíló vendégszobákat tűzhellyel látták el. Kiváló példa erre a Kayseri közelében levő Szultán-hán, I. Kejkubat szultán építtette 1219–1236 között.
Jelentős építészeti emlékek az ekkor épült kümbetek, építészetileg megemlíthetők a kayseri Döner Kümbet, illetve a Hudávent Hátun-türbe Niğdében.

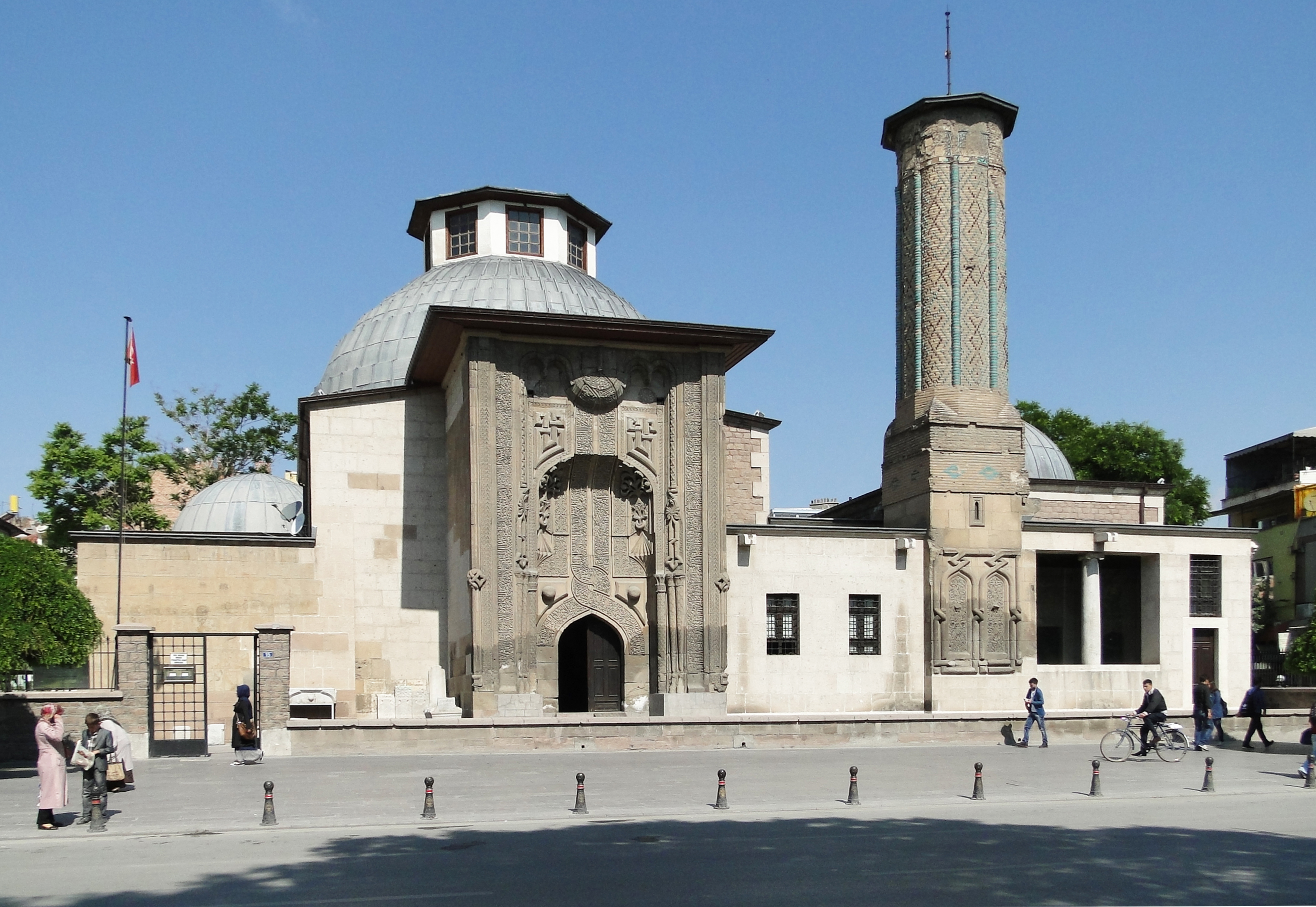
Ince Minareli-medresze Konyában
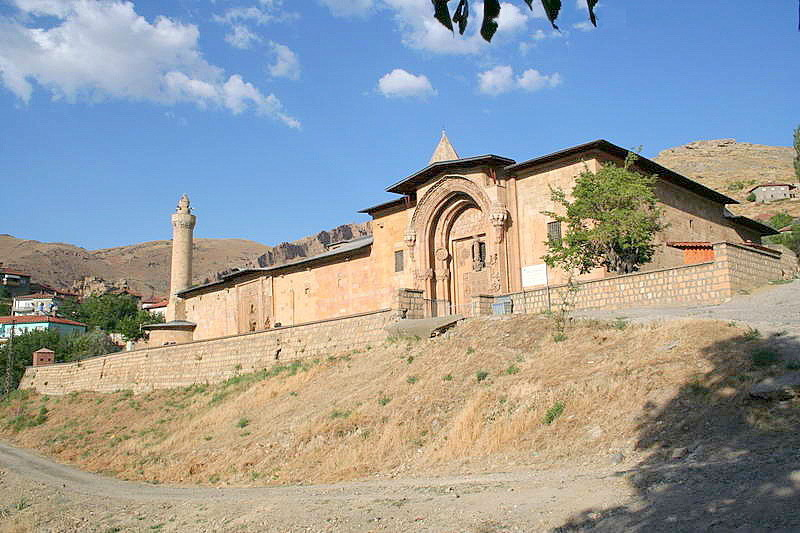
A divriği nagymecset és kórház Divriğiben (Törökország)
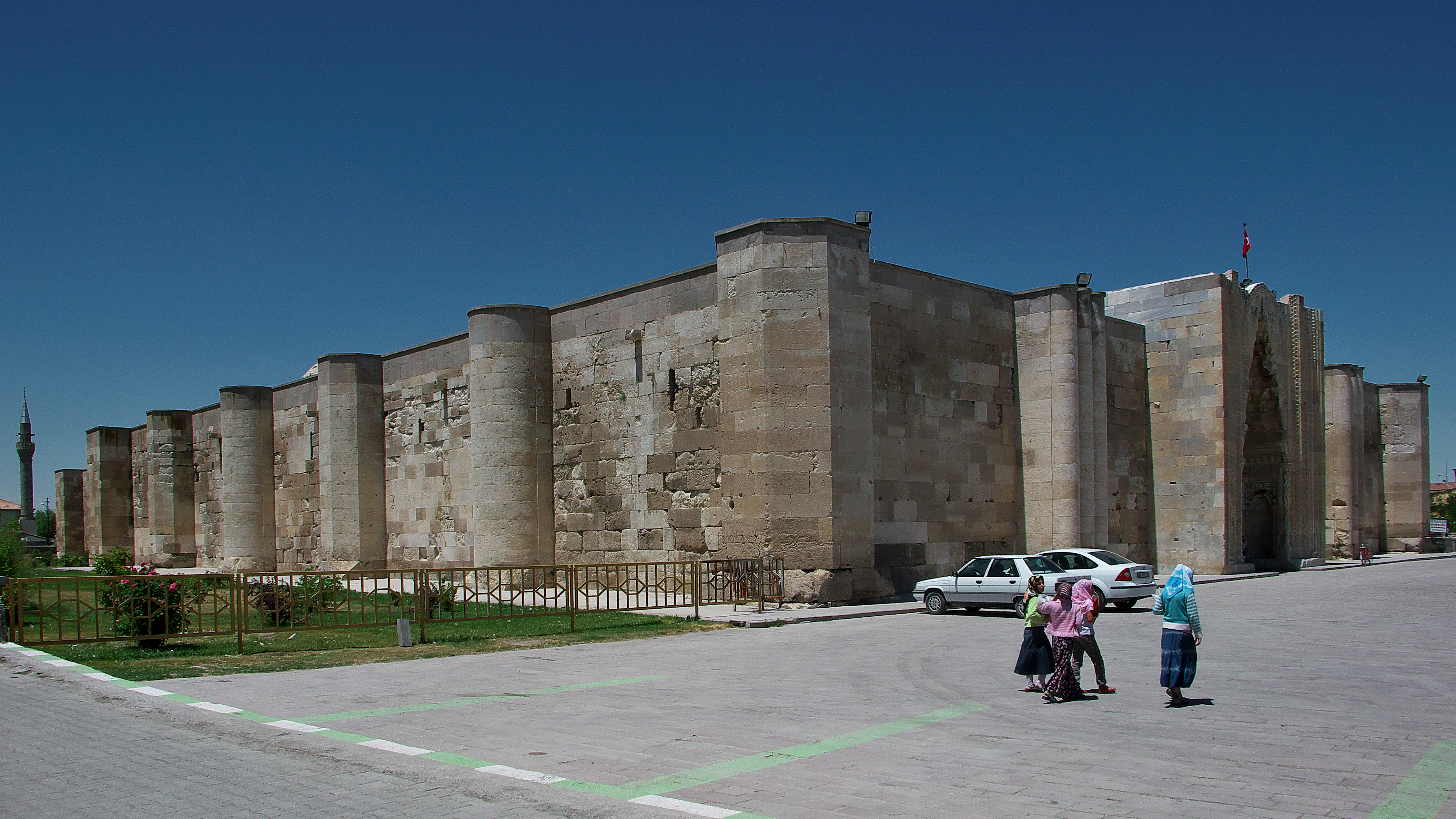
A Szultán-hán Kayseri közelében (Anatólia)
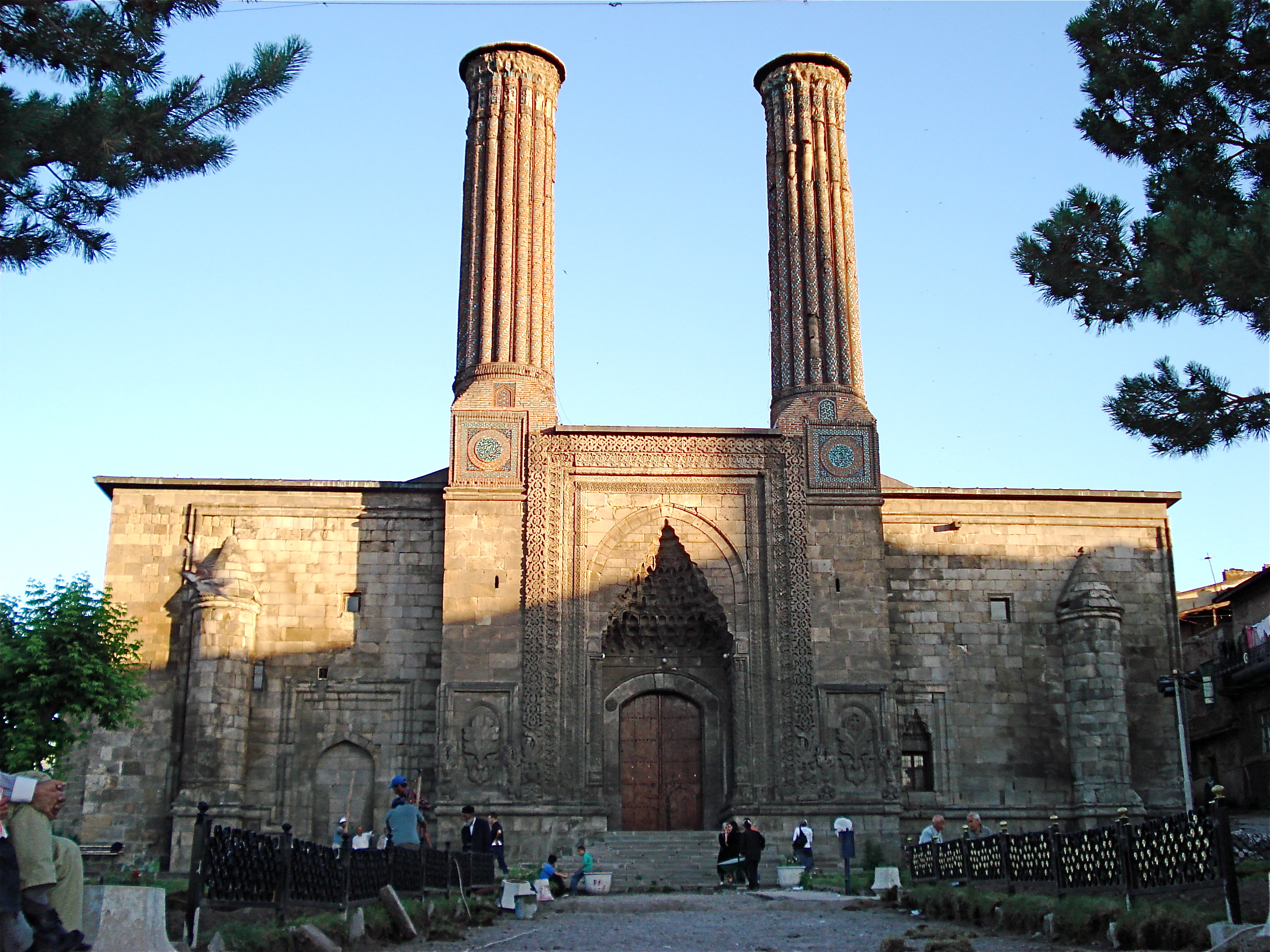
Çifte Minareli-medresze Erzurumban
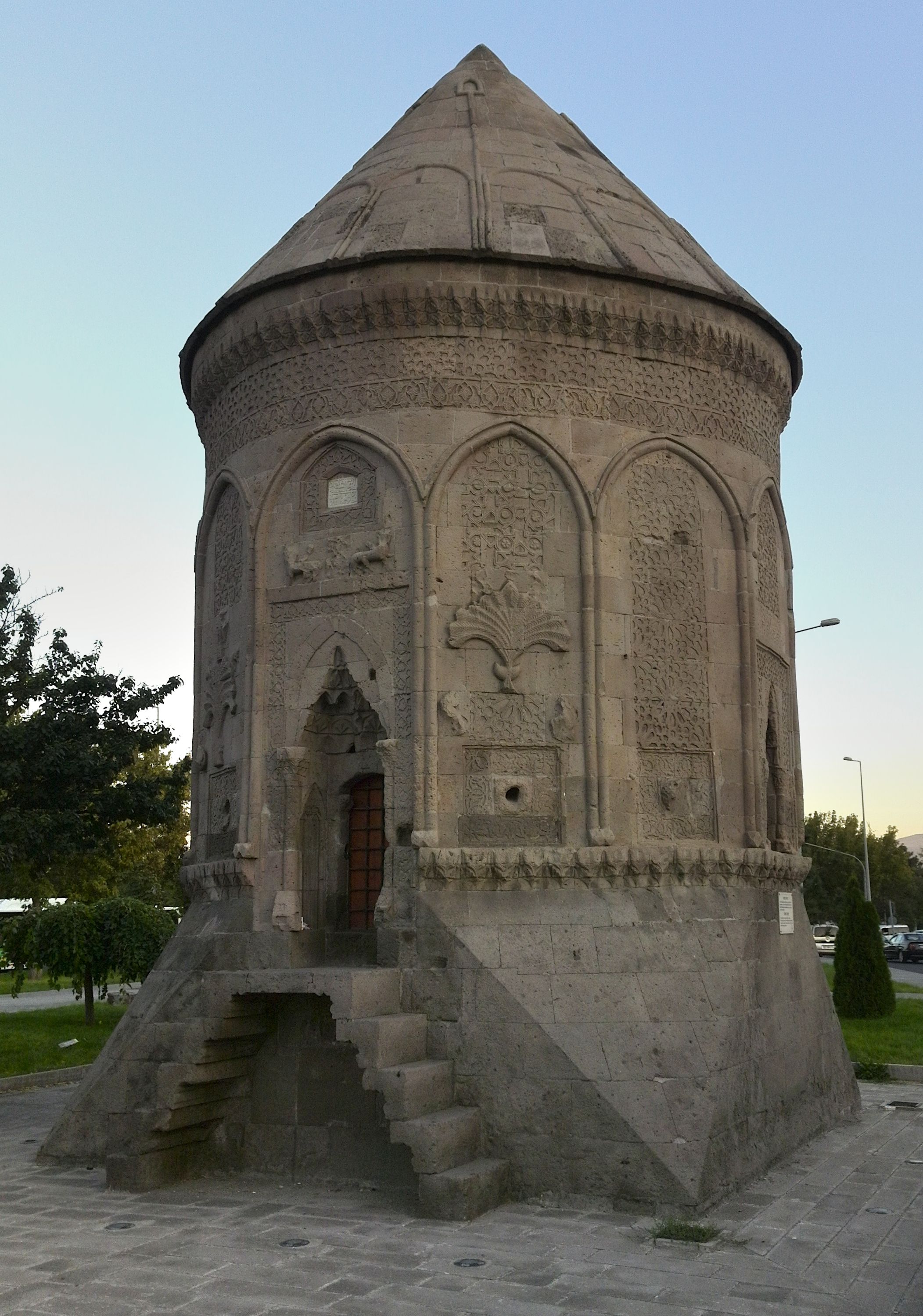
Döner Kümbet Kayseriben

### Ilhánok, közép-ázsiai kánságok, Timuridák

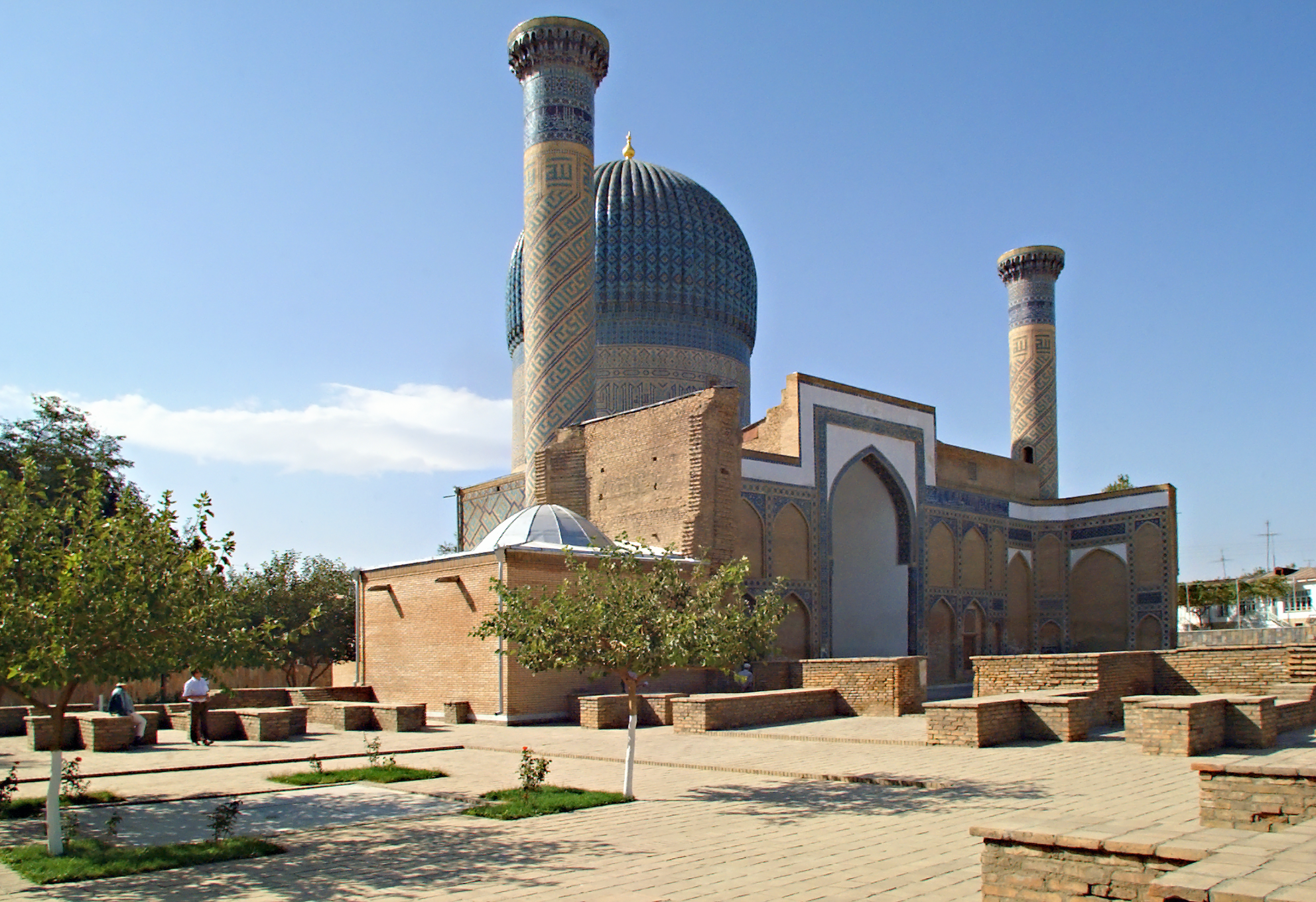
A Gúr-e Mir-mauzóleum Szamarkandban, benne Timur Lenk sírja

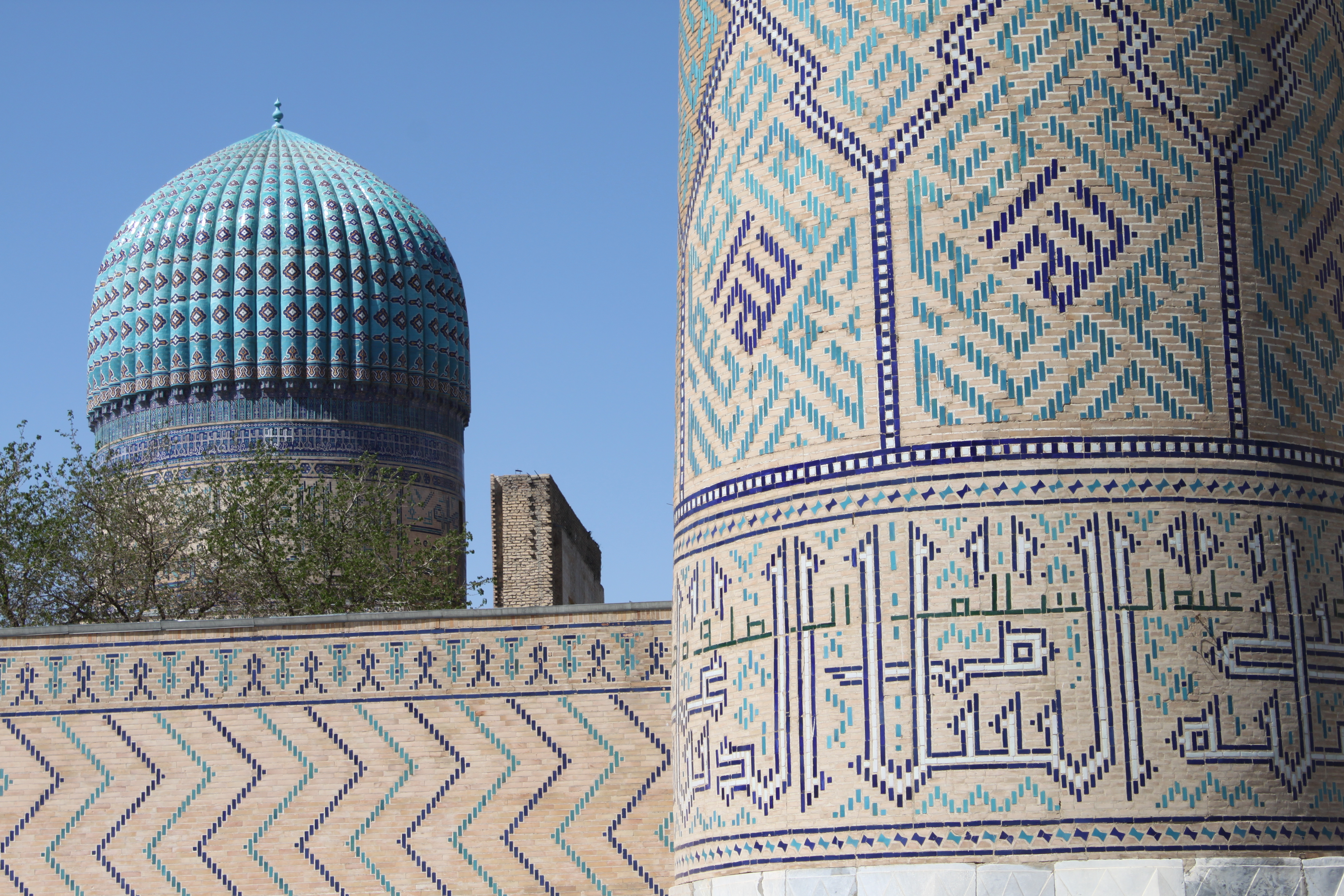
A Bibi Hánum-mecset Szamarkandban

A Nagyszeldzsuk Birodalomnak végül is a mongol hódítás vetett véget, akik 1258-ban elfoglalták Bagdadot, Gázán kán (1295–1304) felvette az iszlám hitet és a hatalmas iráni területeken létrejött az Ilhánok birodalma. Az ilhánok vagy ilhánidák egy mongol dinasztia volt Perzsiában és a környező országokban 1260-tól 1335-ig. A dinasztiát Dzsingisz kán unokája, Hülegü alapította és a mai Irán, Türkmenisztán, Észak-Afganisztán, a Dél-Kaukázus (a mai Örményország, Grúzia, Azerbajdzsán), Irak és Anatólia egy része által lefedett területen.
Különösen figyelemreméltókat alkottak a síremlékek, türbék, mauzóleumok létrehozásában. Abd asz-Számád szúfi sejk síremléke a közép-iráni Natanzban 1300-as évek elején készülhetett. A külsőre szerény épület belső díszítése rendkívül gazdag. Öldzsejtü sírja (épült 1307–13; r. 1304–1316) az iráni Szoltánijében már a korszak valódi  építészeti remekműve. A Tabriz felé vezető úton, Kazvintól százhúsz kilométerre felépített későbbi fővárosban fekvő síremlék nyolcszög alakú, átmérője mintegy 38 méter. A kupola magassága 50 méter. Díszítésére jellemző a bannál- vagy ún. építészmotívum, azaz a mázas csempék közé égetett téglákat raktak. Ezekből kúfi írással rakták ki Allah, Mohamed és Ali neveit (az ilhánok síiták voltak Öldzsejtü 1310-ben történt áttérése óta. Ezt az eseményt az iszfaháni péntek mecsetben a híres kalligráfus Haidár által gazdagon faragott téli imahelyének stukkómirhábja örökítette meg). Az iráni Varámin-mecset tipikusan ilhánida alkotás. A négyejvános, udvaros mecset imatermét kupola zárja le. Hangsúlyosabban itt jelentkezett először az úgynevezett csegelyes építészet. A Varámin-mecset oldalsó csegelyeit is a sarkok áthidalására és a kupola alátámasztására használták, de már gazdag díszítéssel látták el.
A közép-iráni Jazd Péntekmecsete már a klasszikus ilhánida építészeti stílus kiforrott példája. A kapuzat és a minaretek impozáns méretei tiszteletet parancsolóak, a kapuíván mukarnaszboltozata és a kék csempék harmonikus egységben találkoznak. Az ilhánida világi építészet kimagasló példája Azerbajdzsánban, mindegy 2000 méter magasságban fekvő palota, a Taht-i Szulejmán (Salamon trónusa), aminek helyén zoroasztránus tűztemplomok maradványai mellett szászánida és a párthusok korából származó romokat találtak.

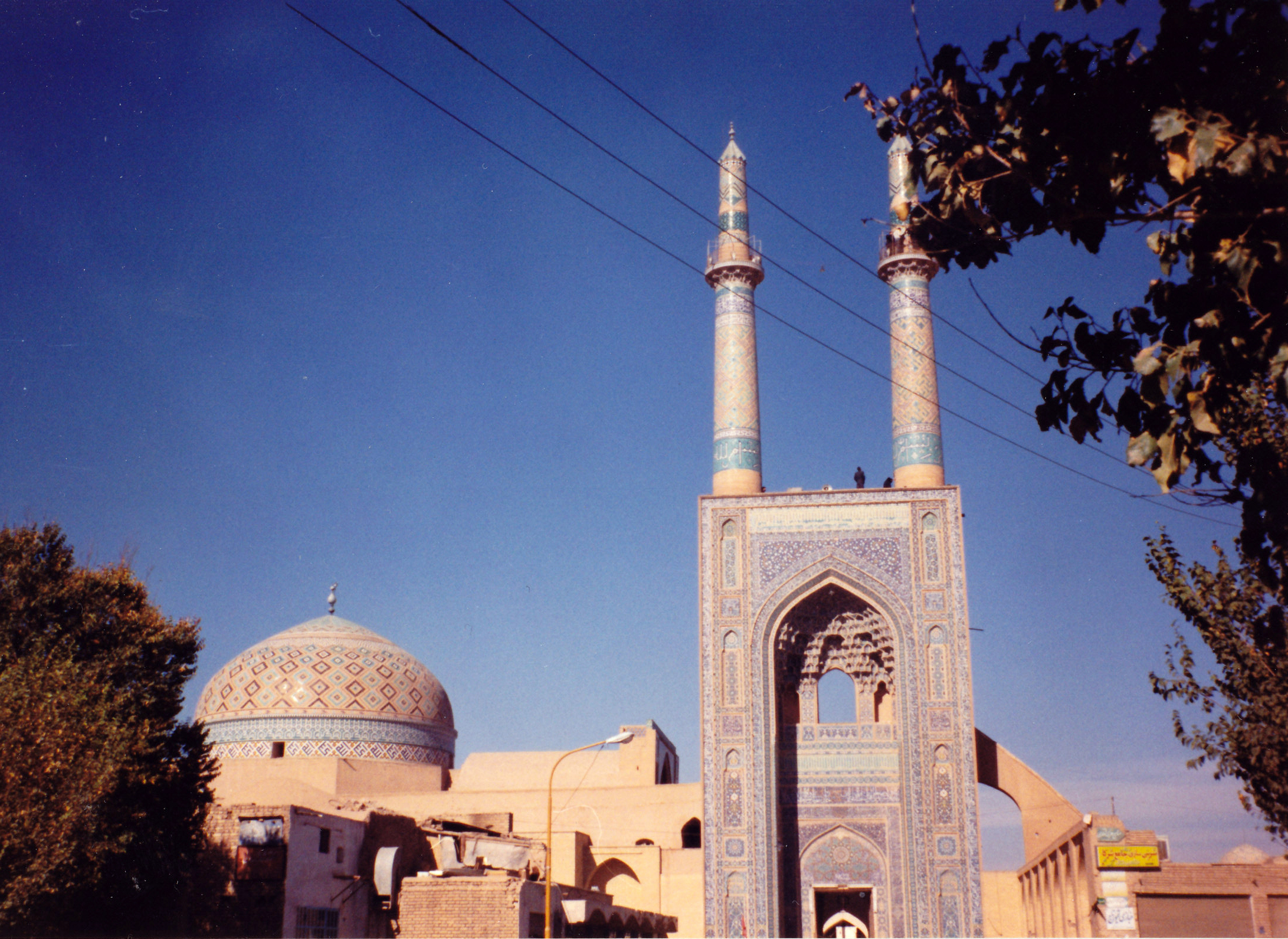
A Jazdi Péntekmecset Iránban
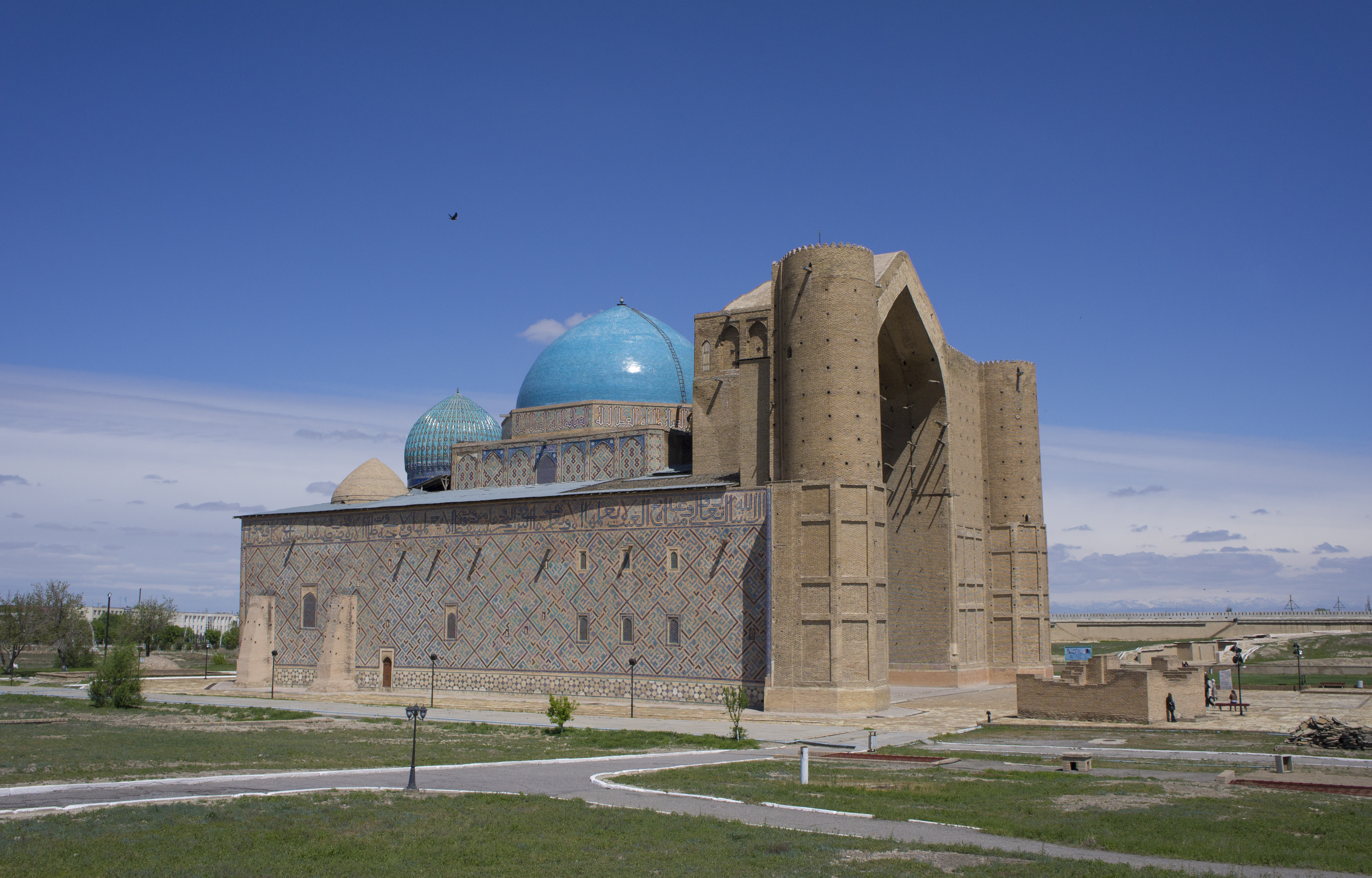
Hodzsa Ahmad Jászávi mauzóleuma a turkesztáni Jásziban
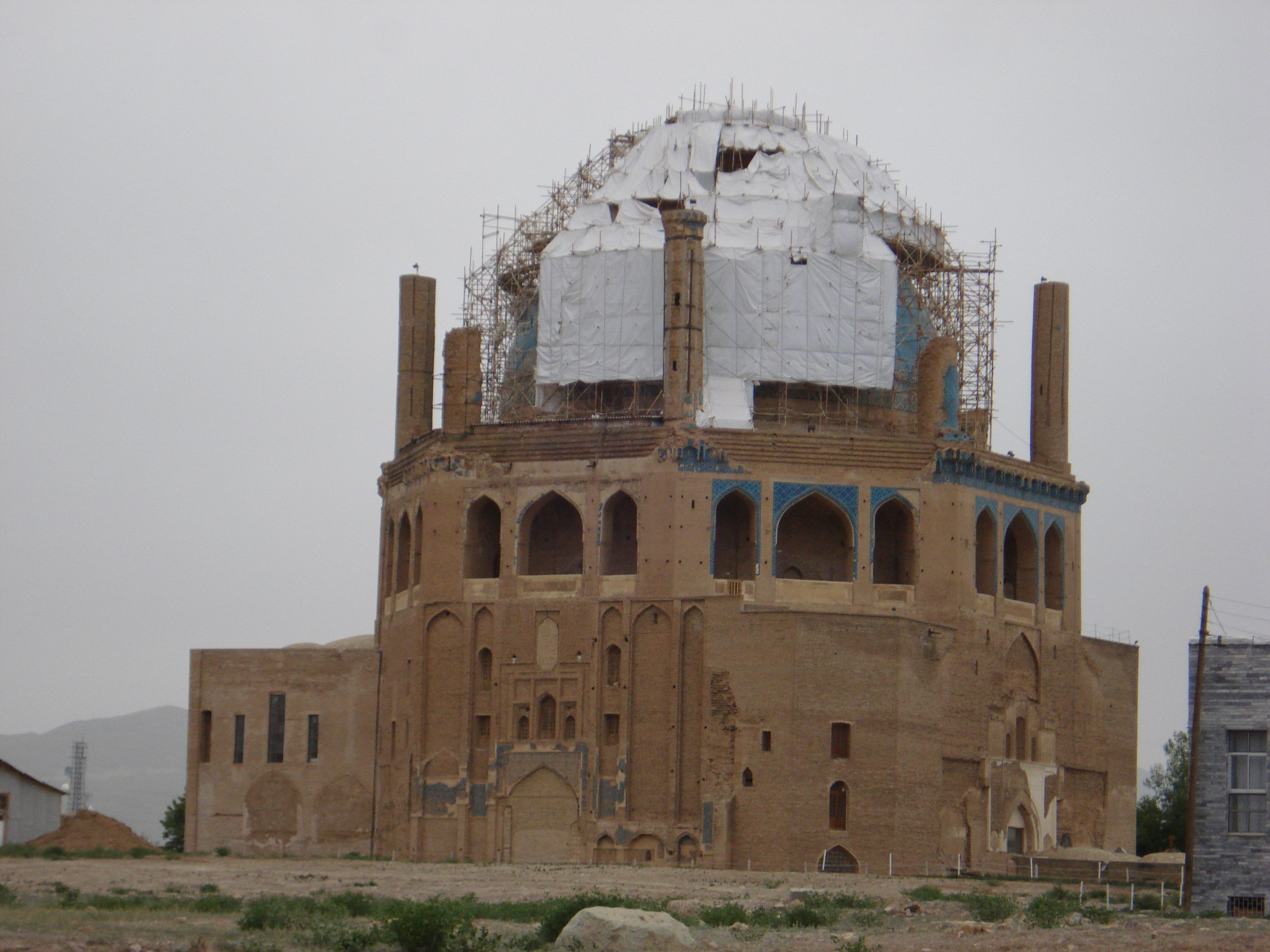
Öldzsejtü sírja Szoltánijében. Eredetileg türkizkék csempével borított kupoláját a képen épp restaurálják.
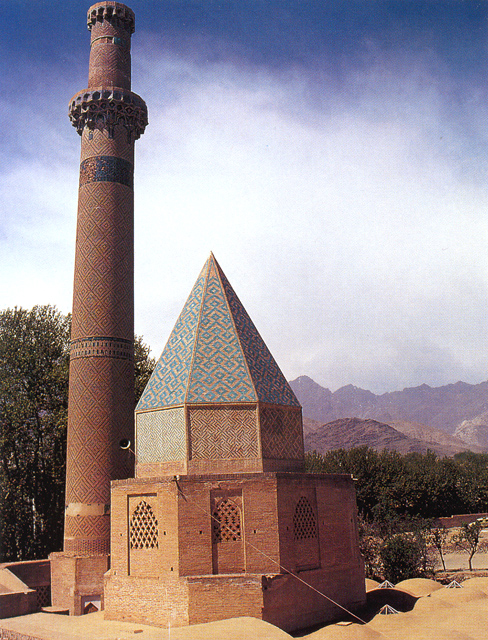
Abd asz-Számád szúfi sejk síremléke a közép-iráni Natanzban
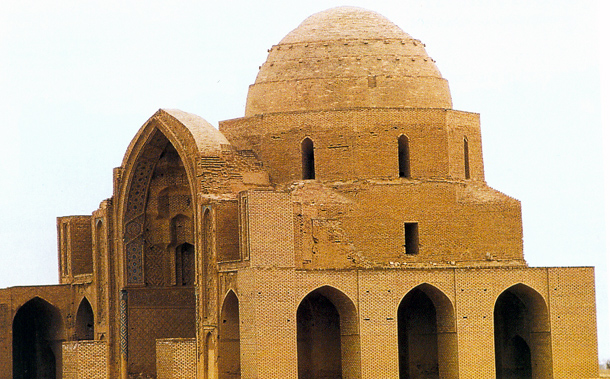
A Varámin-mecset Iránban
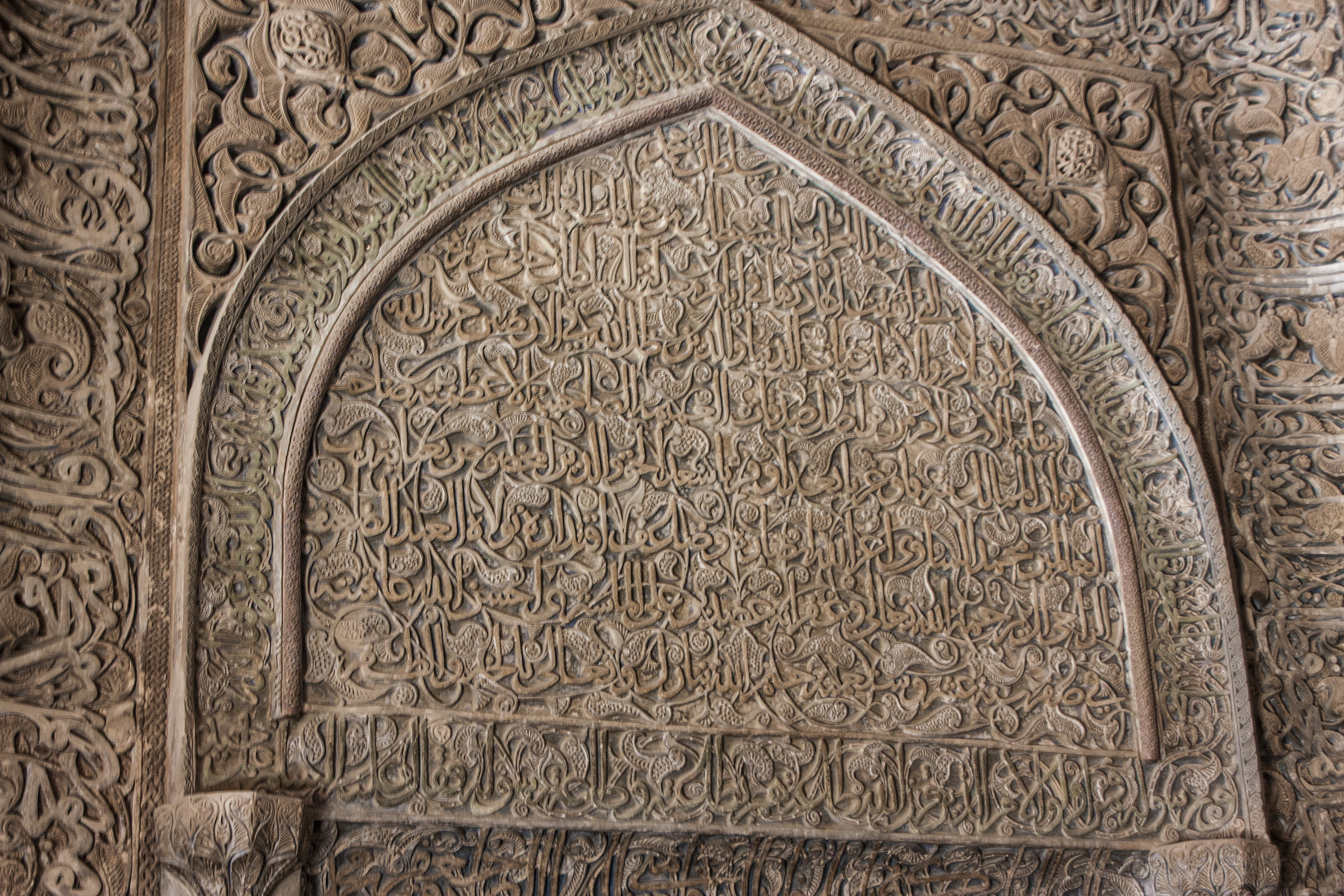
Az iszfaháni péntekmecset téli imahelyének stukkómihrábja (az úgynevezett Öldzsejtü-mihráb)

A 14. század utolsó harmadától a transzoxániai mongol helytartó fia, Timur Lenk szerezte meg a hatalmat, aki Szamarkandba helyezte székhelyét, átvette a közép-ázsiai területek feletti ellenőrzést, sőt hatalmas területeket hódított meg Indiában is, ahol eljutott Delhibe, ahonnan hadizsákmányként kézműveseket, építészeket hozott birodalmába.
Épületeiket hatalmas kupolák és monumentális kapuzatok jellemezték, ez igaz volt a vallási és világi épületekre egyaránt. A kupolákat nem közvetlenül a csegelyekre, hanem két egymást fedő boltívre helyezték, ez bizonyos dinamizmust adott a belső tér számára a korábbi statikus térszervezéssel szemben. Leginkább jellemző a timurida építészetre a pazar, geometrikus formákat, növényi motívumokat és Korán idézeteket felvonultató csempedíszítés. Hodzsa Ahmad Jászávi mauzóleuma a turkesztáni Jásziban szinte az összes timurida építészeti jellegzetességet mutatja.

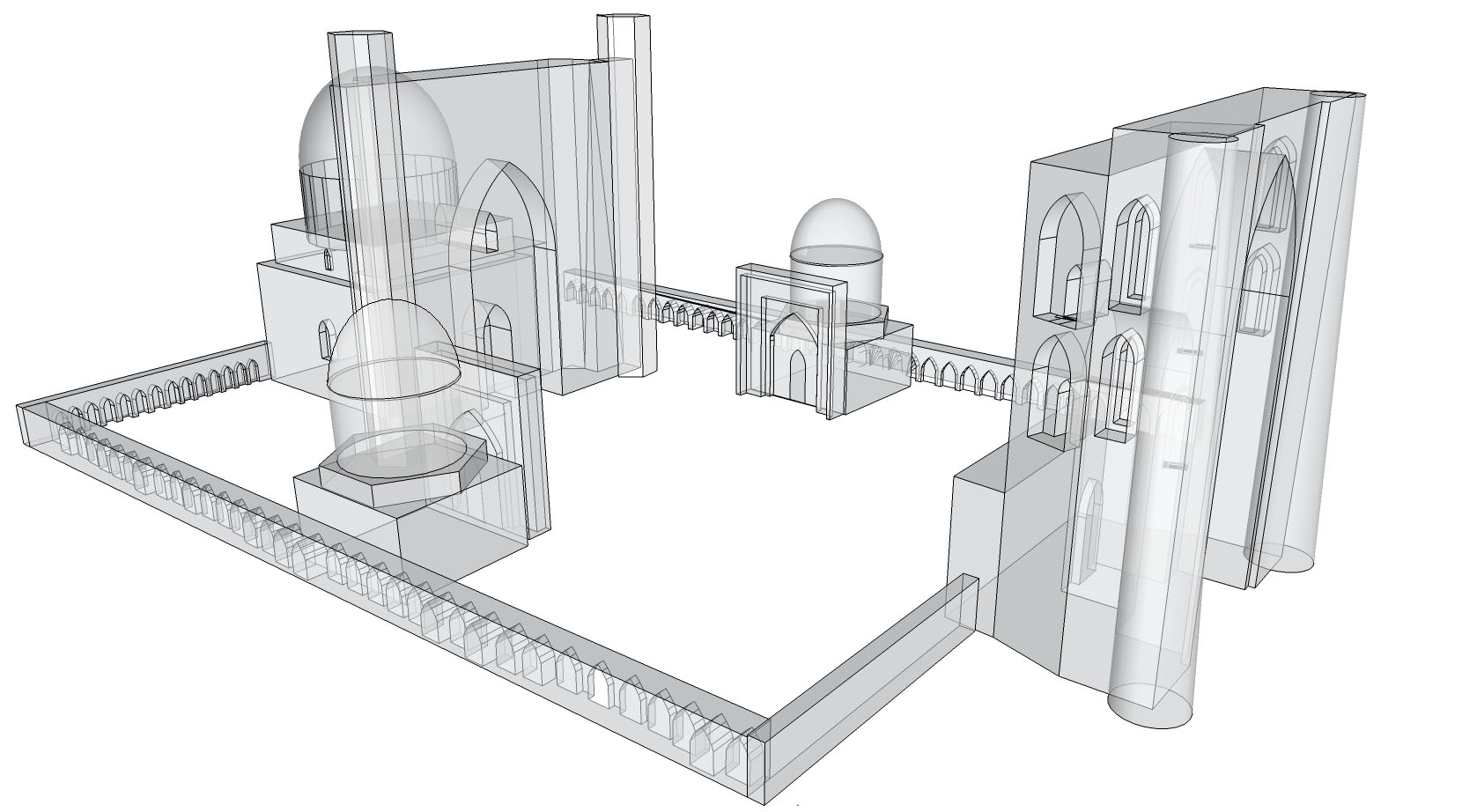
A Bibi Hánum-mecset (Szamarkand) szerkezeti felépítése

Szamarkandban az egyik leghíresebb építmény a szamarkandi Bibi Hánum-mecset, ami Timur első feleségétől kapta nevét. Stílusában az iráni négyejvános mecsetekhez sorolható. Szamarkand másik nevezetes emlékét a Gúr-e Mir-mauzóleumot Timur Lenk eredetileg az unokaöccse számára építette, de később őt is ide temették. Ez még a szeldzsukok nyolcszögletű síremlékeinek egyfajta nagyított változata. Szintén Szamarkandban egy nekropolisz található monumentális kapuboltozatokkal és kupolákkal épült mauzóleumokkal, a Sáh-i Zinda. Kihasználták a téglák közti területeket hogy azokban a megjelenő árnyékok szavakat vagy kifejezéseket jelenítsenek meg. Ezeket mázas elemekkel töltötték ki. Timur épített a szúfi Ahmad Jaszavi sejk tiszteletére Szamarkandtól északra egy hatalmas, téglalap alakú síremléket és szentélyt. Az oldalfalak mentén sötétkék színű téglákkal körvonalazva mázas égetett feliratok hirdetik Isten, Ali és Mohamed nevét. Ez nem csak esztétikailag kiemelkedő, hanem a vallásosan érzékeny népességnek is, mert már messziről láthatók szent nevek az épület falain.
Timur Lenk fia, Ruh sah (1405–1447), aki a mai Afganisztánban fekvő Herátból irányította Timur örökségét, továbbfejlesztve apja korának építészeti megoldásait, már önálló ötletekkel gazdagította azokat. Fő építésze, a Sirázból származó Kavam ad-Dín volt, aki a Hargírdban felépítette a Gíjatíja medreszét, (1438–1445). Az első látásra puritán tervezés következetes koncepciót takar. A változatosan felépített terek kombinációjával az iszlám építészetet új ötletekkel gazdagította. Arányainak tökéletességét az iszlám építészet kutatói is méltatják, a Parthenónhoz, vagy Donato Bramante római Tempiettójához hasonlítják.
Timur unokája Ulug bég az általa építtetett medreszékkel és a szamarkandi csillagvizsgálóval írta be magát az építészet történetébe. Közép-Ázsia három legrégebbi medreszéje – a buharai (1418), a szamarkandi (1420) és a gisduváni (1430) – is neki köszönhető, világosan mutatja a térség medreszetípusainak jellegét. A legjelentősebb ezek közül a szamarkandi Regisztán téren álló medresze. Ulug bég uralkodása alatt fejezték be a Gúr-e Mír-mauzóleumot, ahova Timurt temették, majd később őt is.

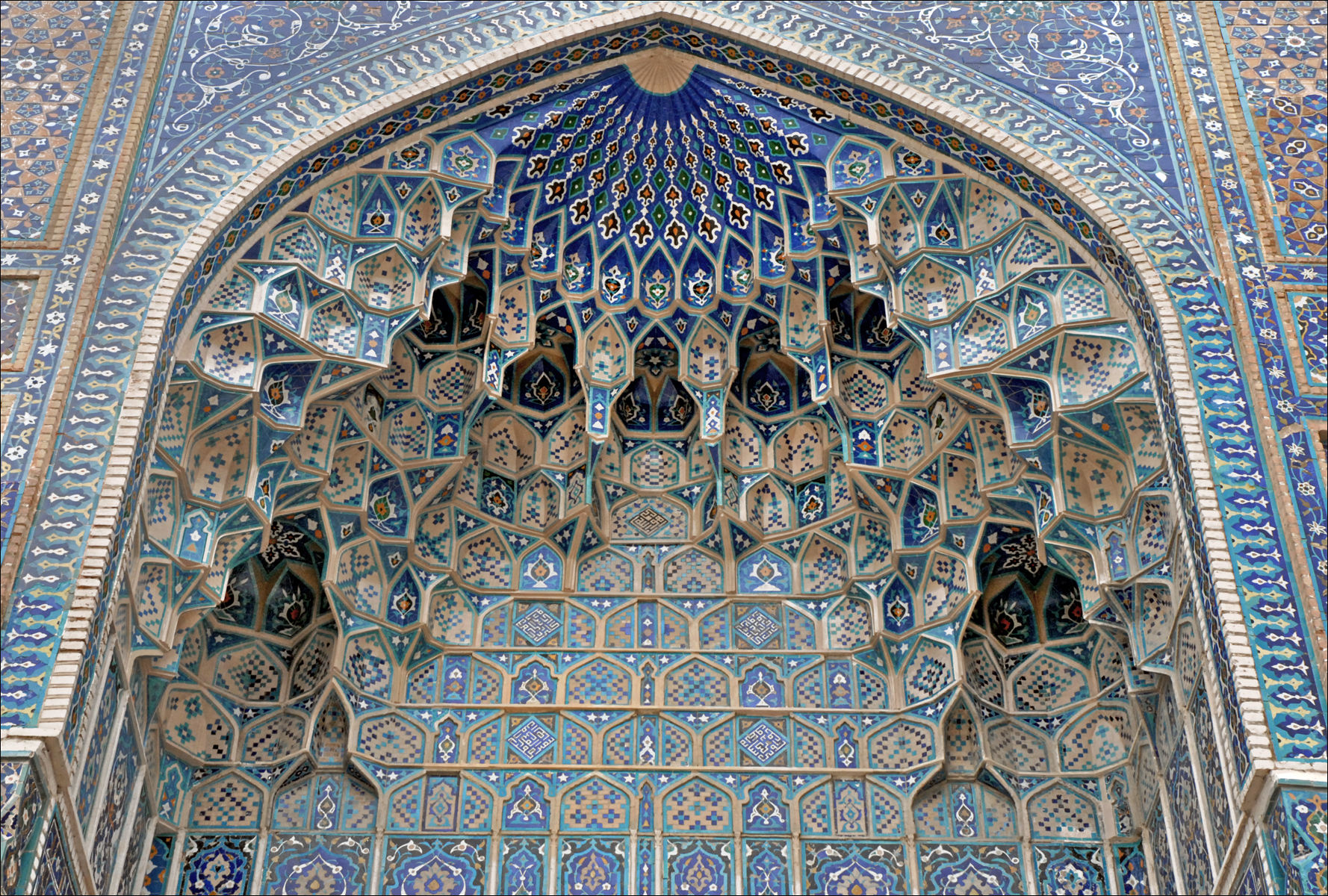
A Gúr-e Mir-mauzóleum kapubejáratának mukarnaszboltozata
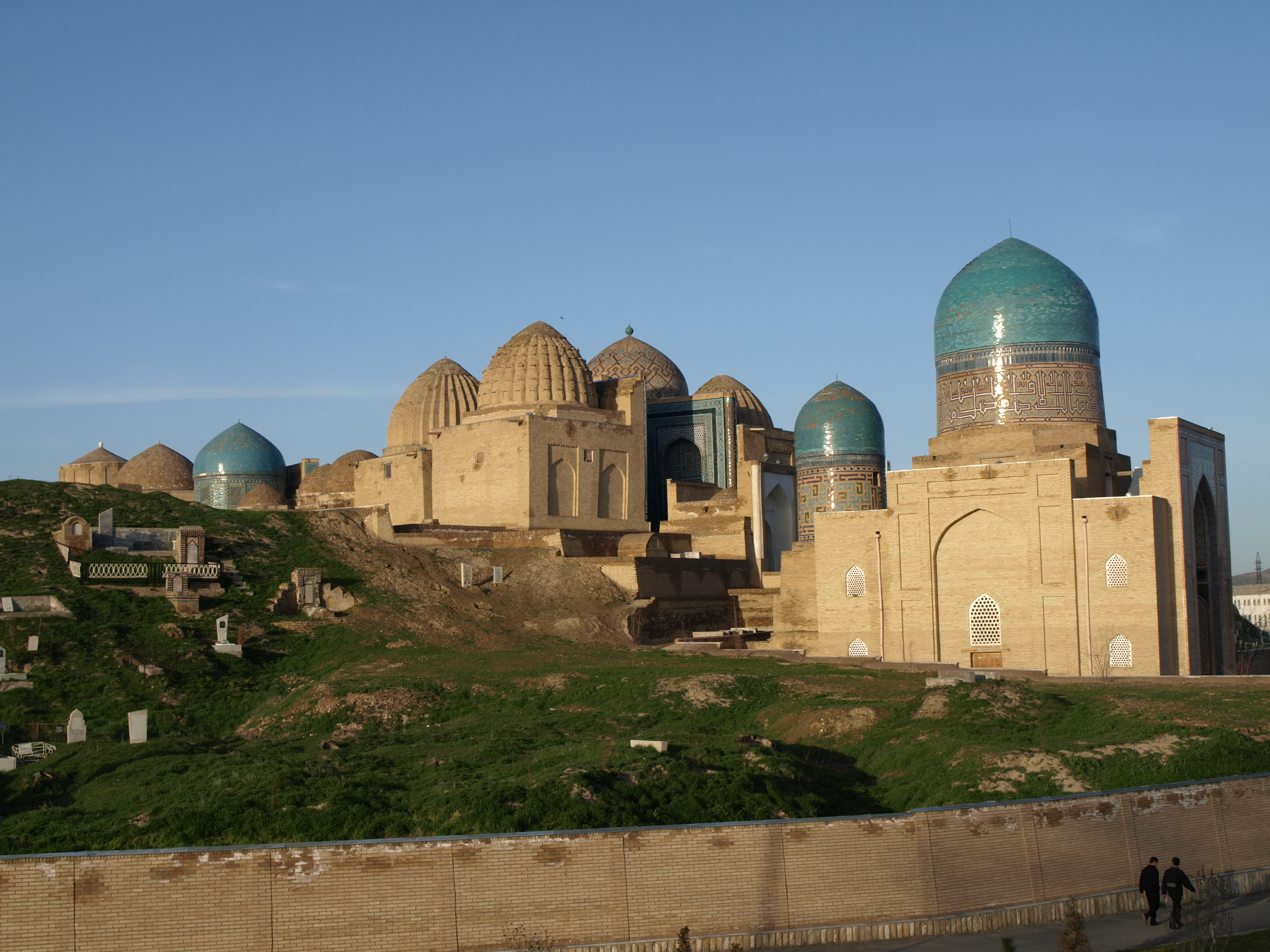
A Sáh-i Zinda nekropolisz mauzóleumai
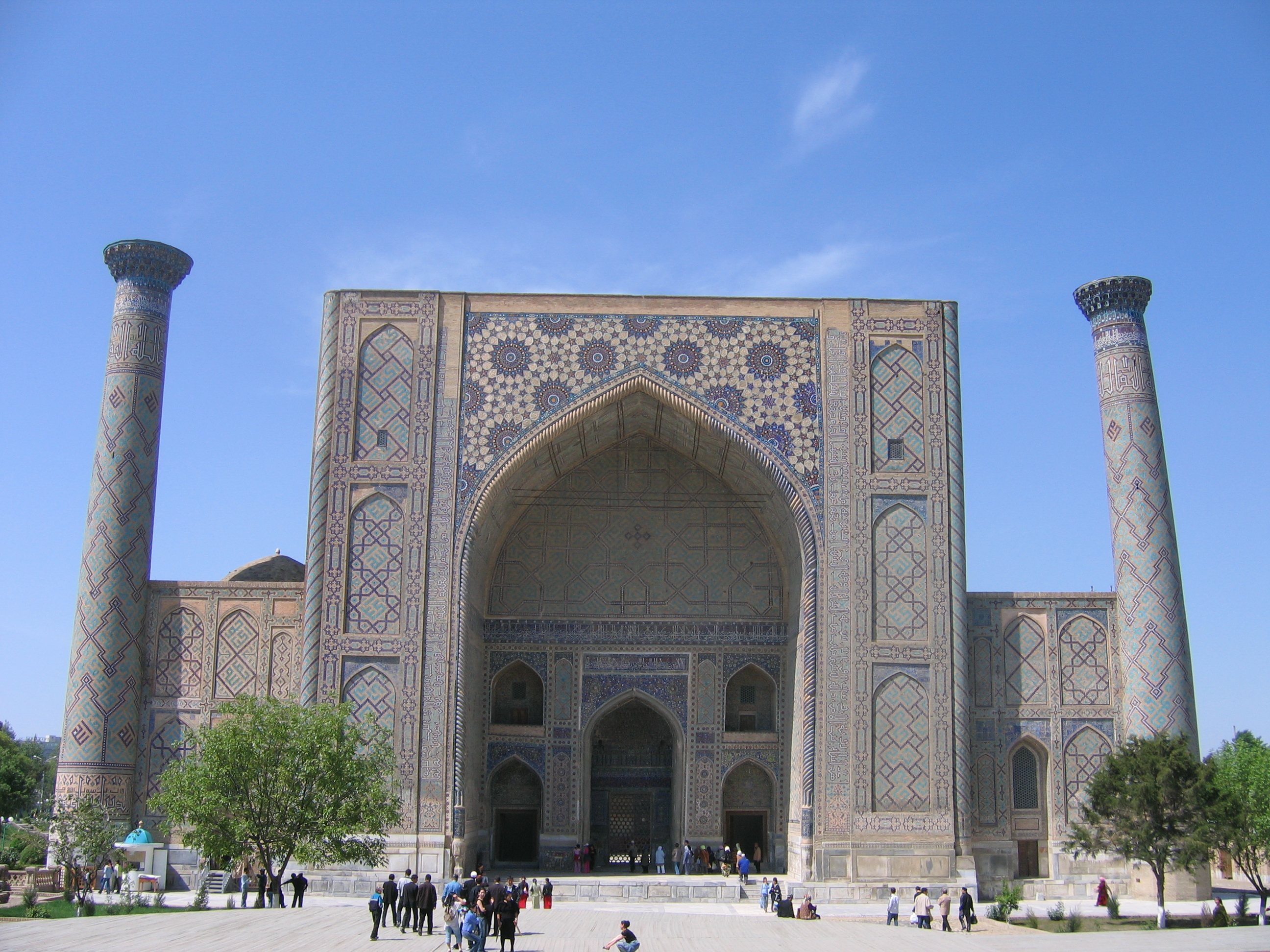
Ulug bég medreszéje a szamarkandi Regisztán téren
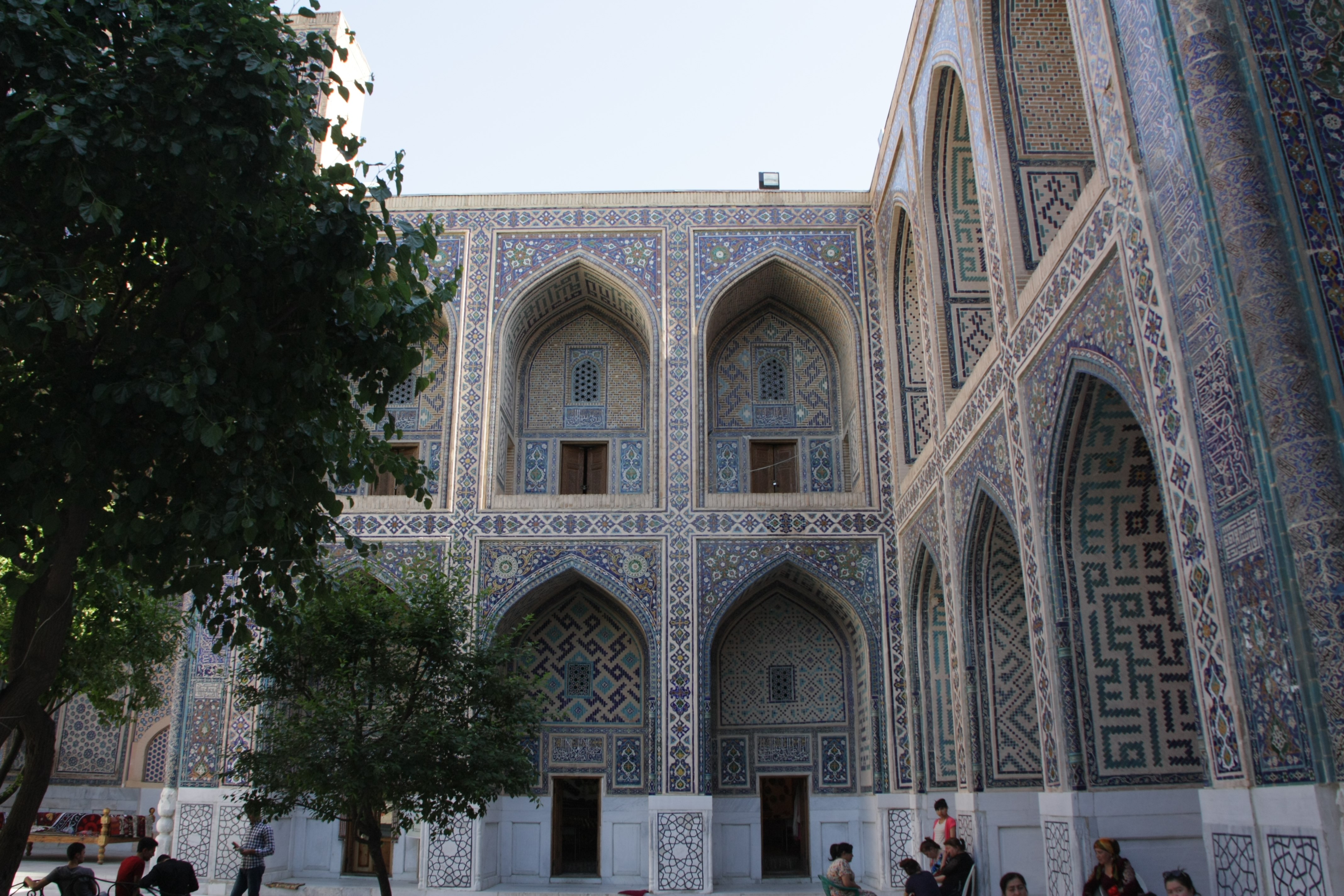
Ulug bég medreszéje, udvari nézet
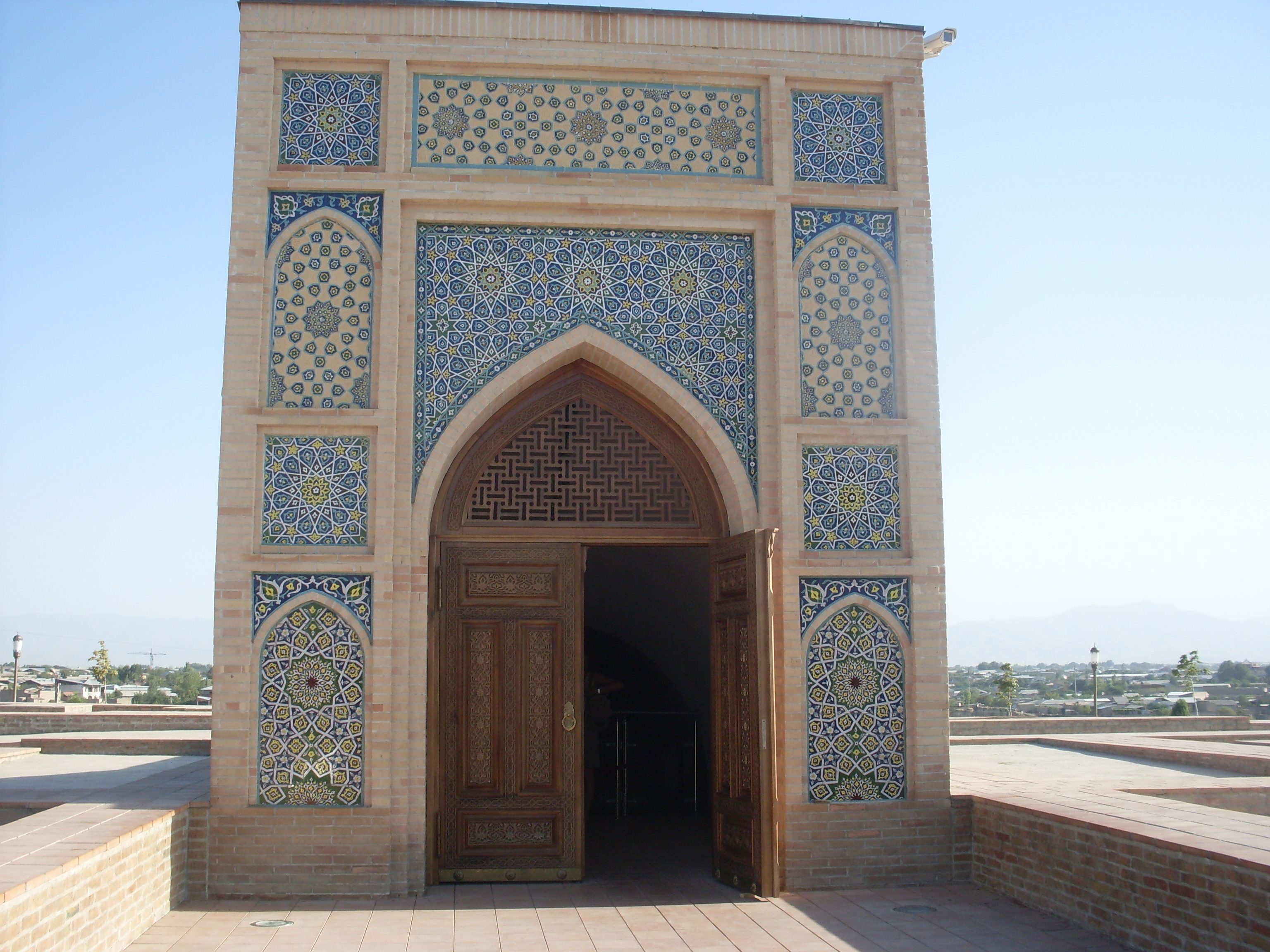
Ulug bég csillagvizsgálójának bejárata

### Oszmánok

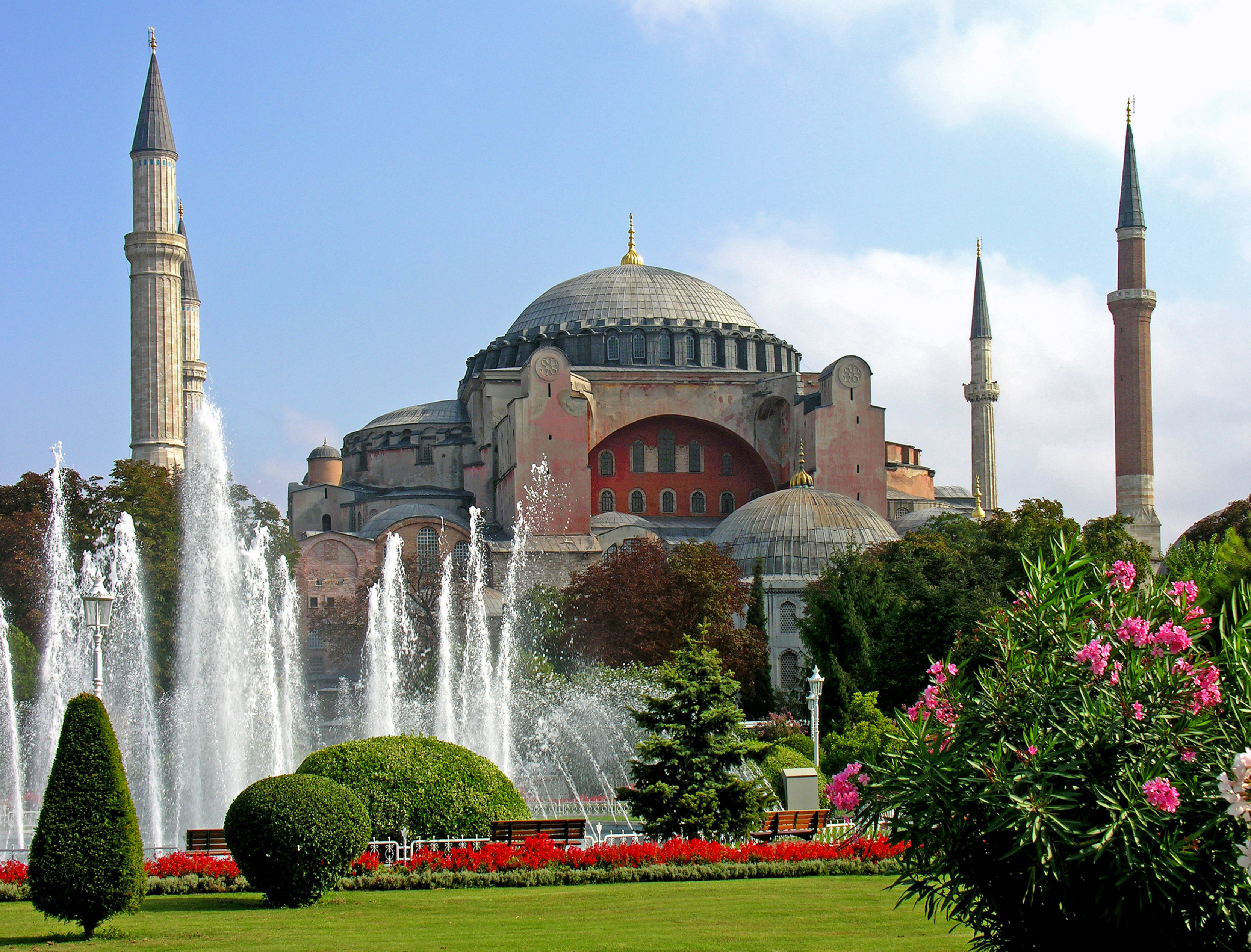
A Hagia Szophia, az oszmán stílusú mecsetek előképe

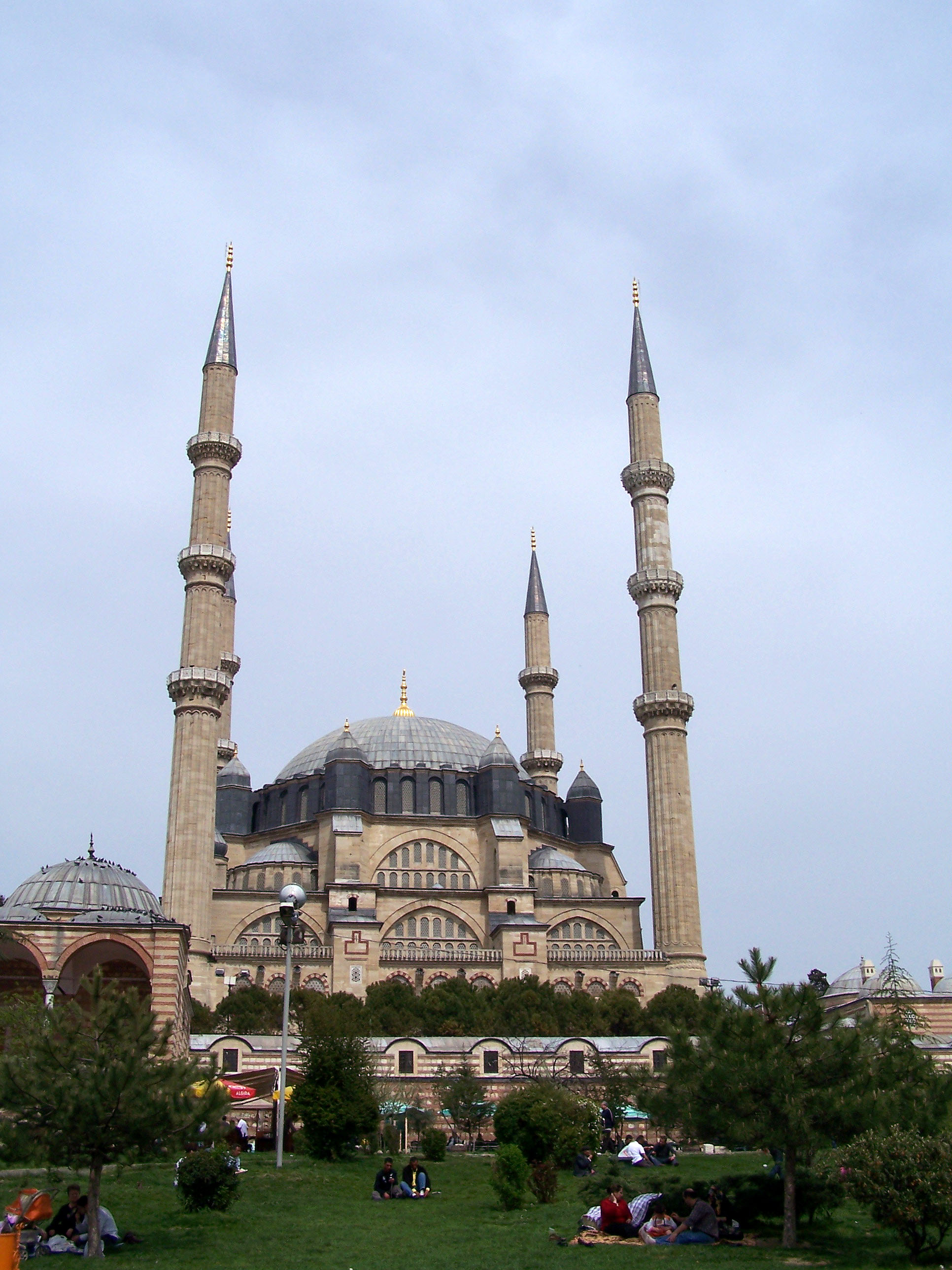
Az edirnei Szelimije-dzsámi, Szinán alkotása

Keleten, a mongol hordák által támadott Ikóniumi Szultánság (Rúmi szeldzsukok) hanyatlását követően új török törzs emelkedett ki Anatóliában, ami később Oszmán Birodalom néven Európa és a Közel-Kelet egyik meghatározó hatalmi centrumává vált. A Bizánci Birodalom szomszédságában a török törzs egyeduralomra tett szert: az oszmánok, akik első törzsi vezetőjüktől, Oszmánról (1281–1384) kapták nevüket. Fia, Orhán (1324–1360) az anatóliai Bursza bevételét követően, felhasználva a bizánci államigazgatás apparátusát, zsoldoscsapatok szervezésébe fogott, akikkel stabil közigazgatás kiépítése mellett képes volt a bizánci támadások visszaverésére és új területek megszerzésére. Orhán az európai Trákia elfoglalása után, a Gallipoli félszigeten tartósan megvethette a lábát, majd fia I. Murád (1359–1389) Drinápoly (Edirne) elfoglalásával (1361) biztos hídfőállást épített ki az európai térfélen.
Építészetük kezdetben a szeldzsuk minták és megoldások másolataiból állt, a bursai Yeşil Türbe (1412–1424) például az anatóliai szeldzsuk medreszékkel mutat erőteljes hasonlóságot. Az önálló oszmán építészet Bizánc elfoglalása után bontakozott ki, amikor a törökök Konstantinápoly elfoglalásával a bizánci hagyományokkal szembesültek. A már akkor világhírű Hagia Szophia monumentális, mégis légies architektúrája századokig arra késztette a török építőmestereket, hogy az itt megismert formákat és megoldásokat felülmúlják. Bár a Hagia Szophiát Konstantinápoly bevétele után szinte azonnal mecsetté alakították, azonnal felmerült az igény hasonló alkotások létrehozására, hiszen az Oszmán Birodalom központjaként több nagy formátumú dzsámi építése is szükségessé vált.
Ezt az igényt először I. Szulejmán (1520–1566) uralkodása alatt, a birodalmi építész, Szinán kezdte megvalósítani a Szulejmán-mecset (Szulejmánije, építésének kezdete 1550 körül) tervezésével, amit a Hagia Szophia méltó párjának szántak (mindkét kupola szinte azonos fesztávú és magasságú). Ennek ellenére a Szulejmánije nem annyira a szakrális, transzcendens, légies összhatást valósítja meg, hanem minden ízében racionális térszervezésével tűnik ki. A mecseteket gyakran komplexumként tervezte meg, melléjük karavánszerájokat, fürdőket, iskolákat, közkonyhákat épített.
Szinán legnagyobb művei egyikének tartják az Edirnei Szelim-mecsetet (Szelimije dzsámi), amelyet már 80 éves korában, II. Szelim megbízásából épített. Minaretének érdekessége, hogy hármas csigalépcső-szerkezetén három ember mehetett fel a 70 méter magas toronyba, hogy közben nem látták egymást. A Szelimije nyolcszög alaprajzú, az átlókban fülkékkel kialakított kupolás tér. Maga a 31,3 méter átmérőjű kupola nyolc oszlopon áll, a minaretek között úgy tűnik, mintha azok tartanák, annyira légies architektúrát mutatnak. Ez a kupolás kialakítás a későbbi oszmán mecsetek tekintetében nem egyedülálló, Magyarországon Pécsen van hasonló forma, a Gázi Kászim pasa dzsámija, illetve a Jakováli Hasszán dzsámija, amelyek ugyan kisebbek és kevésbé díszesek, de Szinán mecsettervezési stílusát mutatják.
A világi építészet terén kimagaslik az isztambuli fedett vásárcsarnok (bazár), amely mintegy 31 000 négyzetméteren, közel 3000 üzletet, 1000 raktárt, 65 utcát, tereket, közkutakat, 5 mecsetet és 16 vendégfogadót (hán) foglal magába. A palotaépítészet terén a leginkább ismert épületegyüttes a Topkapı palota (törökül: Topkapı Sarayı, azaz „Ágyúkapu palota”) a szultán székhelye. A 700 000 négyzetméteren fekvő komplexumot csaknem 400 éven keresztül folyamatosan építették.

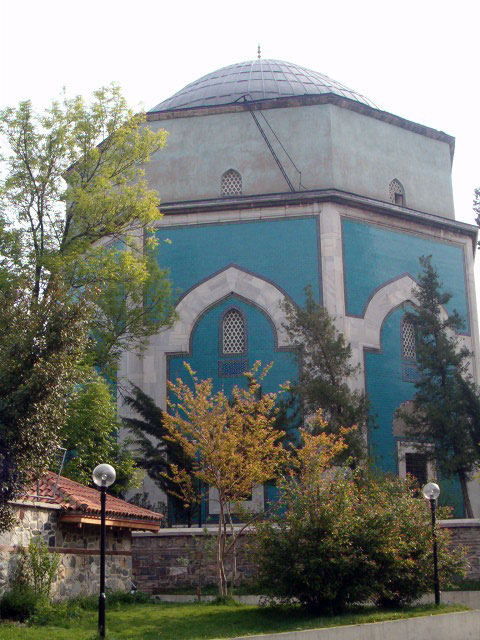
Yeşil Türbe (Zöld Türbe) Bursában, I Mehmet síremléke, 1421 körül
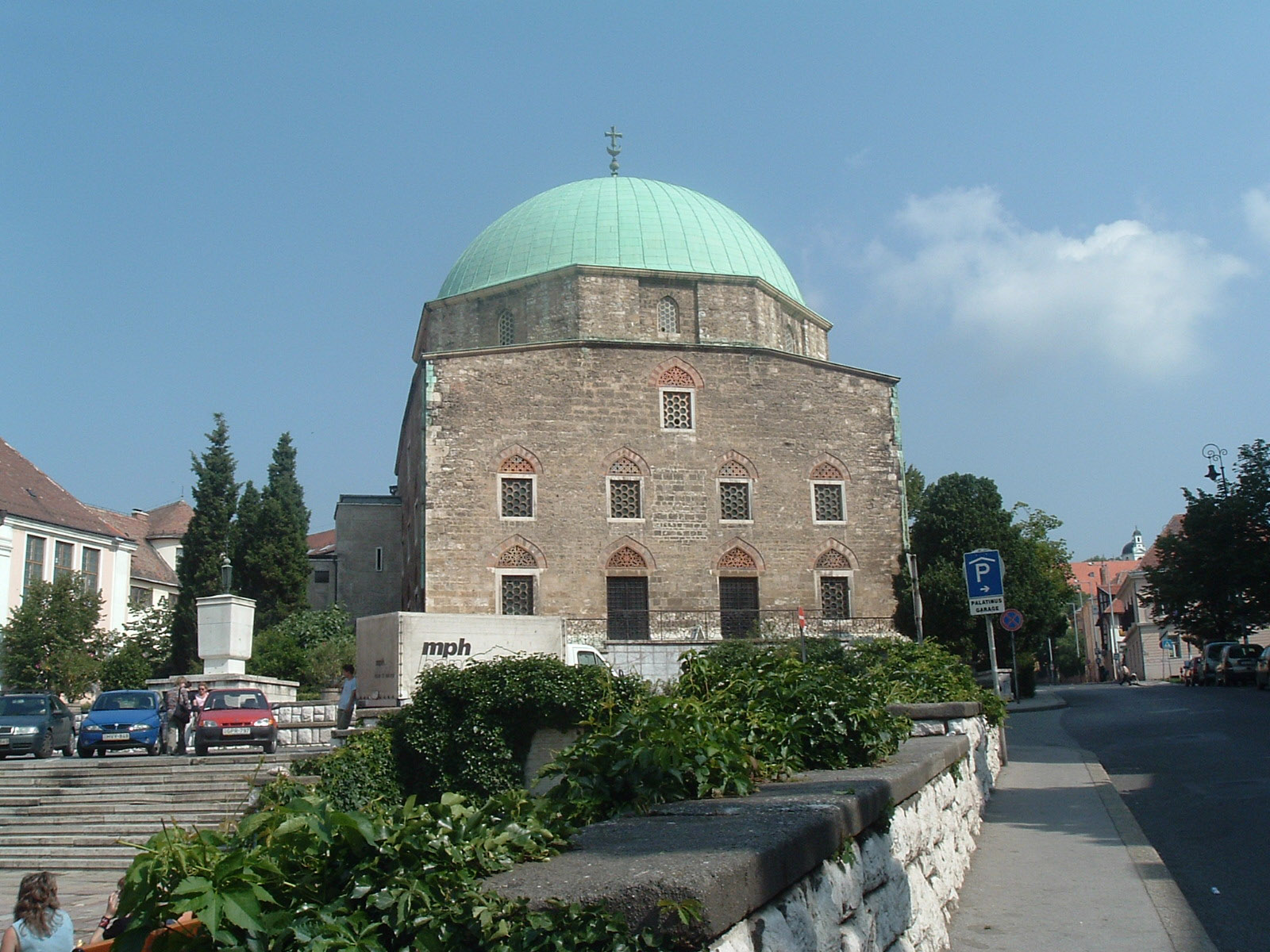
Gázi Kászim pasa dzsámija Pécsen
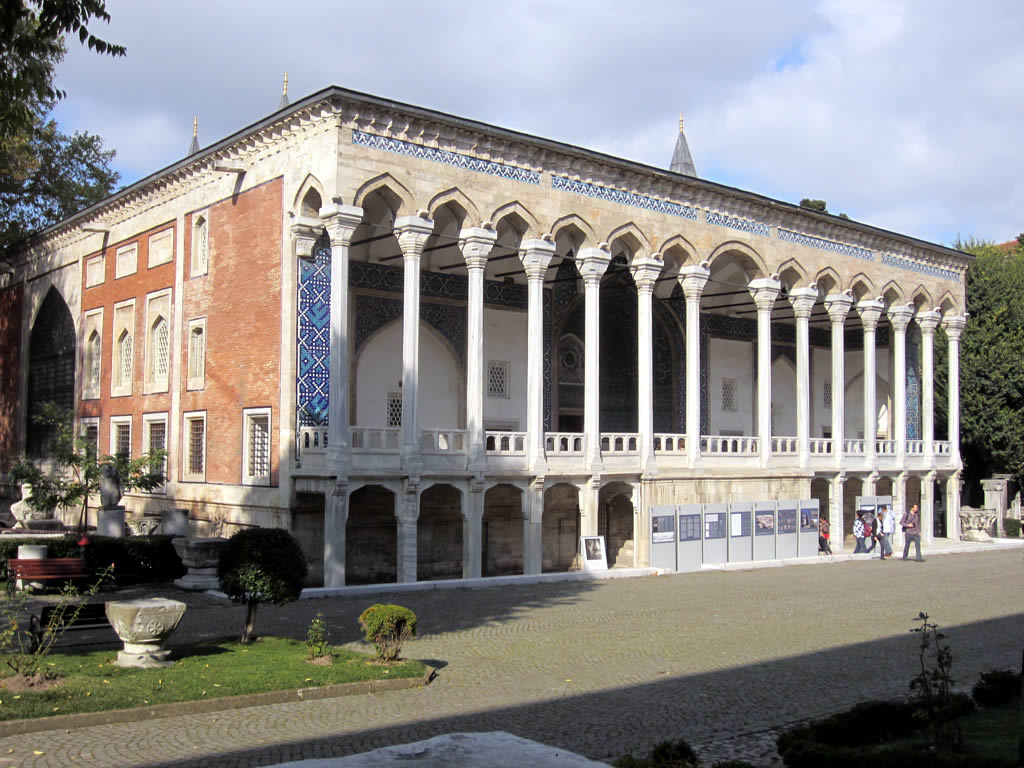
A Topkapı palotaegyüttes egyik épülete, az úgynevezett „Csempés kioszk” (Çinili kösk)
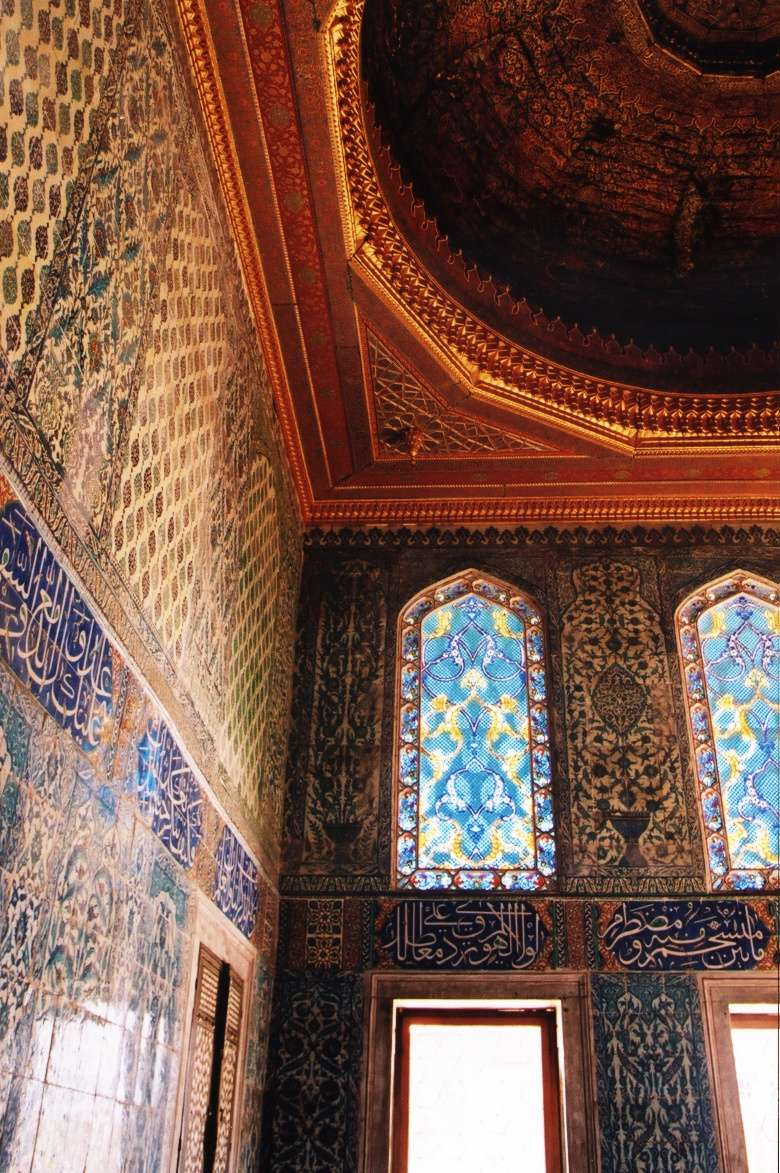
A Topkapı palota egyik termének csempedíszítése
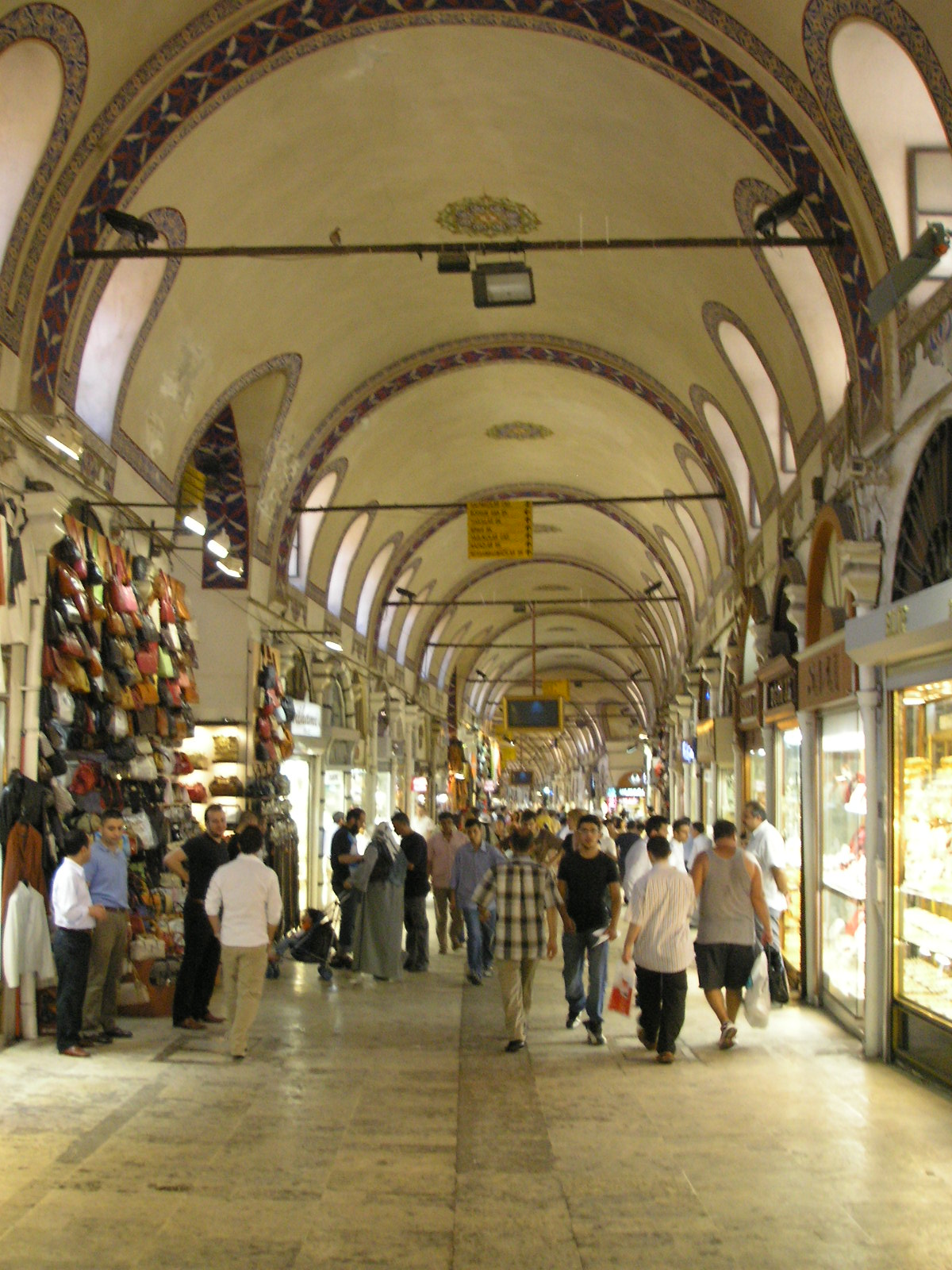
Az isztambuli Nagy Bazár egyik utcája
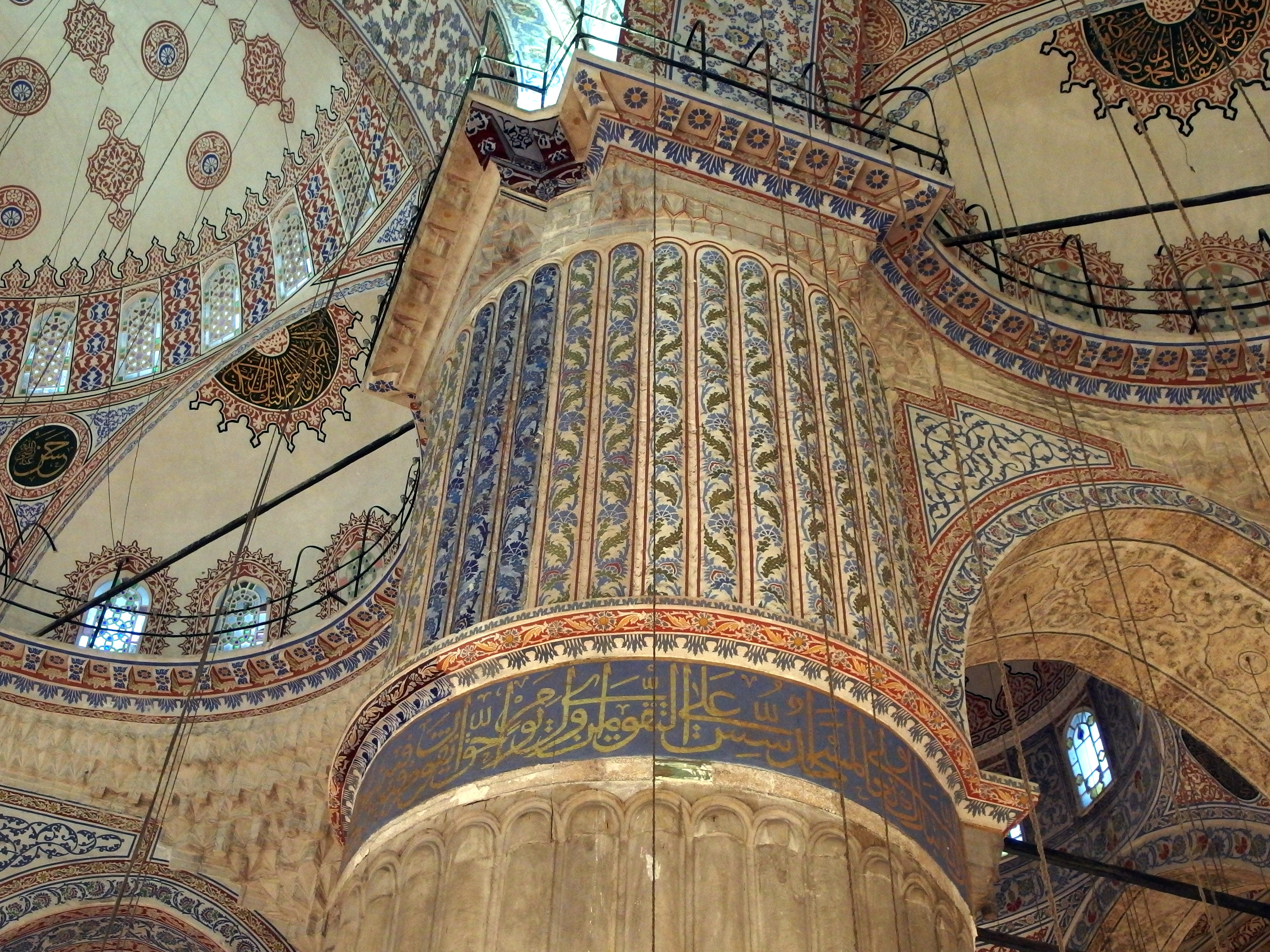
Az isztambuli Kék Mecset a kupolát tartó egyik hatalmas oszloppal

### Szafavidák, Irán

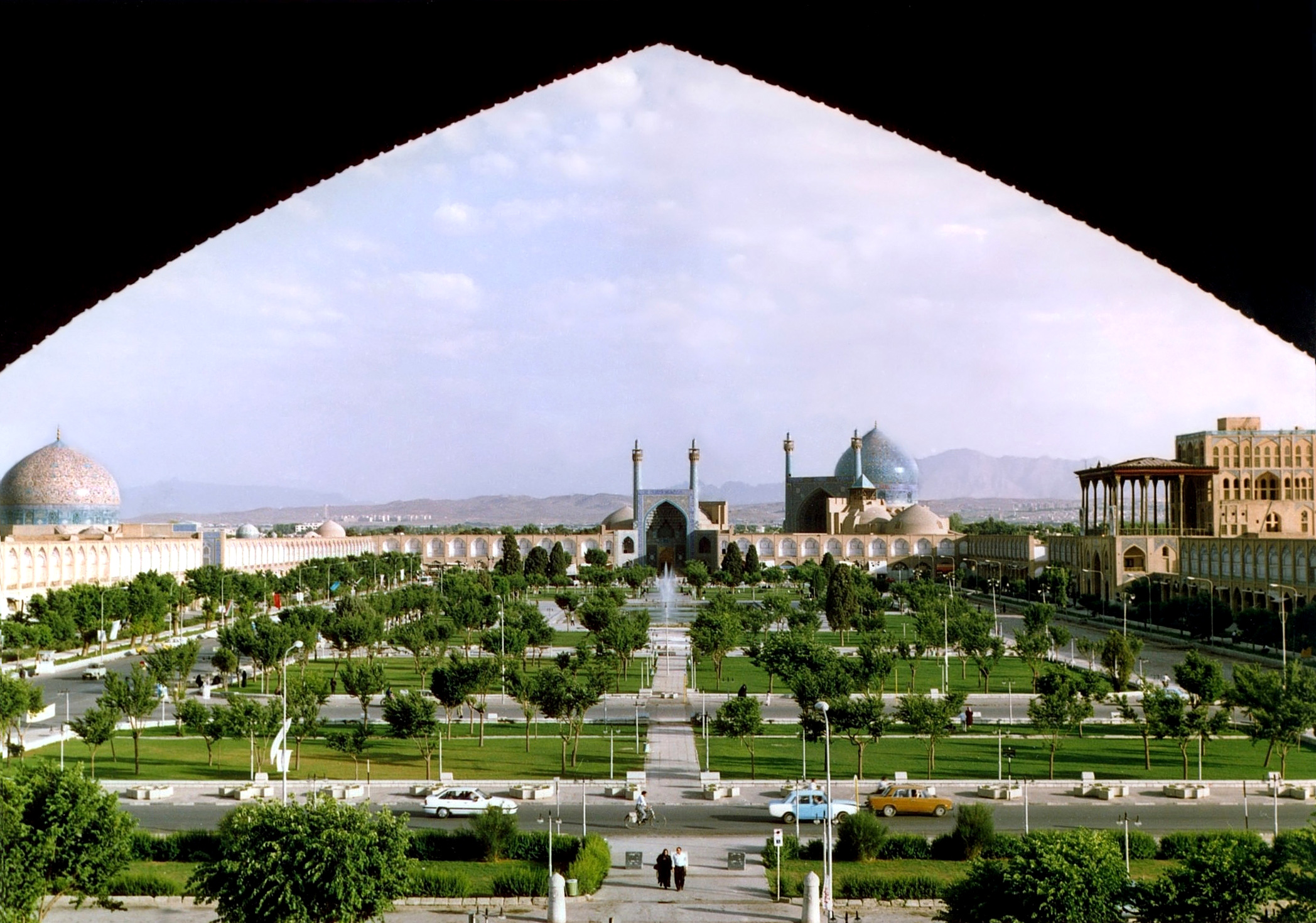
Az iszfaháni Majdán (a központi tér a bazársoroknak adott helyet). Ma Nags-e Dzsahán tér. A tér déli oldalában a kisebb Lotfolláh sejk-mecset és a nagyobb Sáh- vagy Imám-mecset.

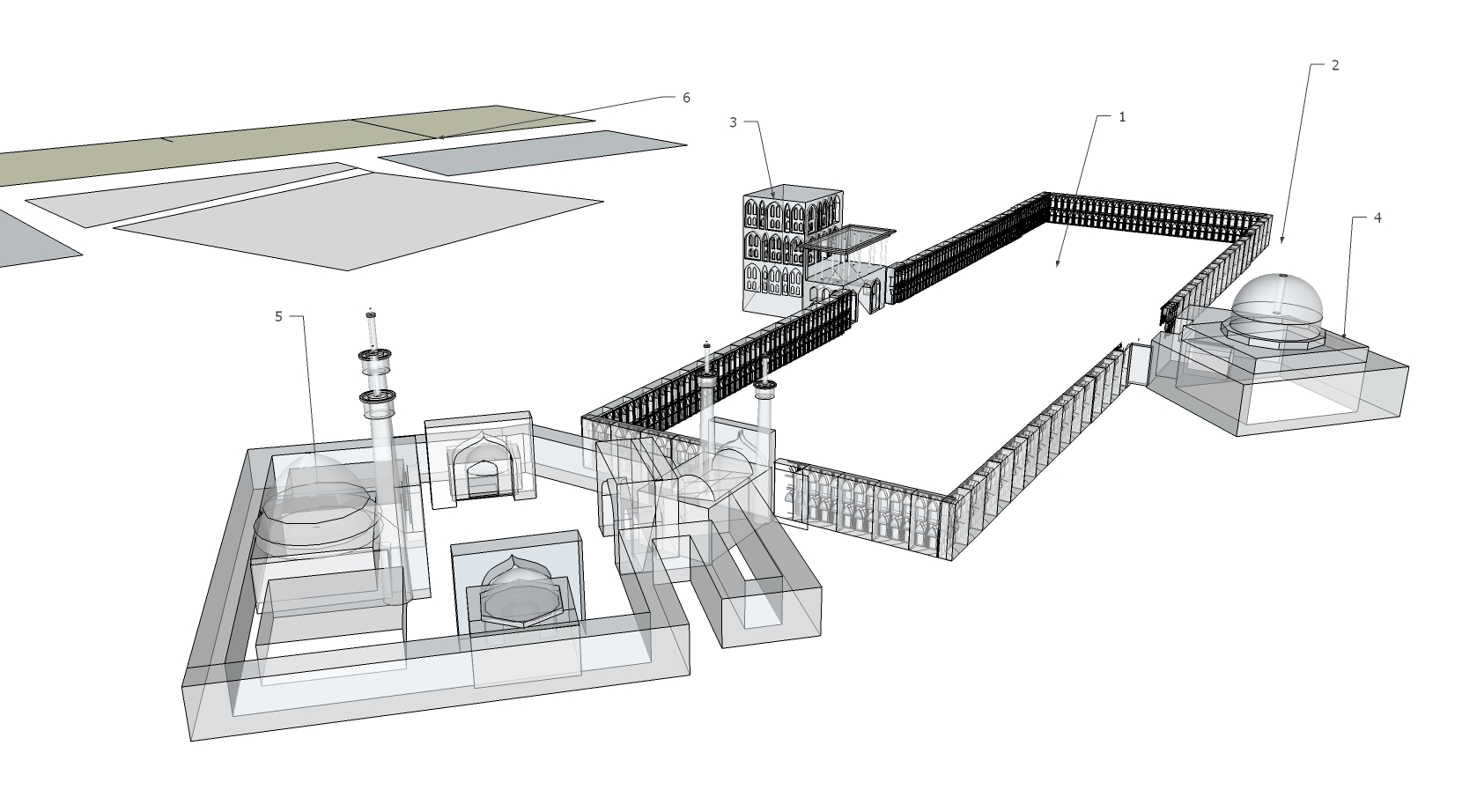
Iszfahán a Szafavidák korában. 1. Majdán 2. A bazár bejárata 3. Ali kapu palota 4. Lotfolláh sejk-mecset 5. Sáh-mecset 6. Csehár bág

Az Oszmán Birodalomtól keletre, Perzsiában a Szafavidák (1501 – 1732) jutottak hatalomra, akik már városi térszerkezetében gondolkodtak, elsősorban székhelyük, Iszfahán építészetét gyarapították. Itt Nagy Abbász sah a 16. század végén az iráni fennsíkon, 1500 méter magasságban világvárost tervezett az ókori elámi Aspandana helyén. Központjában négyszögletű, bazársorral körülvett 507 m hosszú és 158 m széles központi teret hoztak létre (Maidán). A 17. század elején itt építették fel a Lotfolláh sejk-mecsetet, amelyet egyszerű, négyzetes alaprajzra emeltek. Építészetileg nem lenne jelentős, azonban rendkívül gazdag kék és zöld fajanszdíszítésével kelet iszlám építészetének egyik gyöngyszeme. Hasonló az ugyancsak a Maidán másik oldalához (a kibla tájolása miatt) aszimmetrikusan, egyik sarkával érintkező a négyívános szeldzsuk stílusban épült Sáh Maszdzsid (vagy Imám-mecset), ami azonban díszítésében már kissé visszafogottabb.
A több mint 160 mecsettel, 40 medreszével, 1800 karavánszerájjal, 270 közfürdővel büszkélkedő, kertekkel, parkokkal ellátott várost Nagy Abbász korában mintegy egymillió ember lakta. Központi tengelye a Csehár Bág, a négy kilométer hosszú sugárút. Az iszlám világban is egyedülálló a Nagy Bazár, amely megközelítőleg harminc négyzetkilométeren terült el, és építészetileg a központi nagy tér, a Majdán (főtér) bevezetőjéül szolgált. Különös jelentőséggel bírtak a szafavida építészetben a kerti pavilonok és paloták, illetve a kertépítészet. A királyi palota kertjében fényűző pavilonokat építettek.
A legismertebb a Majdán tengelyében álló palotanegyedben fekvő Csehel Szotún ("Negyvenoszlopos palota"), amely belső díszítésein Nagy Abbász dicsőségét hirdeti. Az oszlopok kialakítása óperzsa elemeket idéz, talapzatuk egymásra támaszkodó oroszlánokat mintáz. Mukarnaszboltozatos bejárata, velencei tükrökkel díszített belső tere, miniatúrákhoz hasonlatos faliképei teszik különlegessé. 1647-ben II. Abbász (1642–1666) emelte, majd később az 1706-os tűzvész után újjáépítették. A figurális ornamentika nem volt idegen a szafavida művészek ábrázolásmódjától. Szaid sah sírját síita imámok passiója díszíti, ez a szunniták felfogása szerint elképzelhetetlen szentségtörés lett volna. A város főépítésze a művészetekben jártas mérnök polihisztor, Bahrá ad-Dín Muhammad Ámilí sejk volt.
Hasonlatosan szép világi palota az 1669-ben I. Szulajmán által emelt kétszintes Hast Behest ("Nyolc Mennyország") elnevezésű kerti palota is.
A szafavidák a hídépítészet terén is újat alkottak, a mérnöki és művészi szempontok átgondolt megvalósításával. A Csehel Szotúntól, egy három kilométernyi platánsor vezet az Allahverdi-hídhoz. Kimagasló építészeti megoldás a Zájanderud folyón átívelő Hvádzsu-híd. Mivel a folyó nem hajózható, a rajta lévő hidak építésénél nem kellett a hajóforgalommal számolni. A hidak elég szélesek ahhoz, hogy a karavánok és a gyalogosok is kényelmesen elférjenek rajta. A hídépítészek rendkívüli találékonyságot mutattak a gát- és zsiliprendszerek harmonikus és vizuálisan izgalmas építésével, egyúttal a hidak segítették a vízáramlás ellenőrzését és irányítását a mezőgazdasági területek és a kertek öntözésére is.

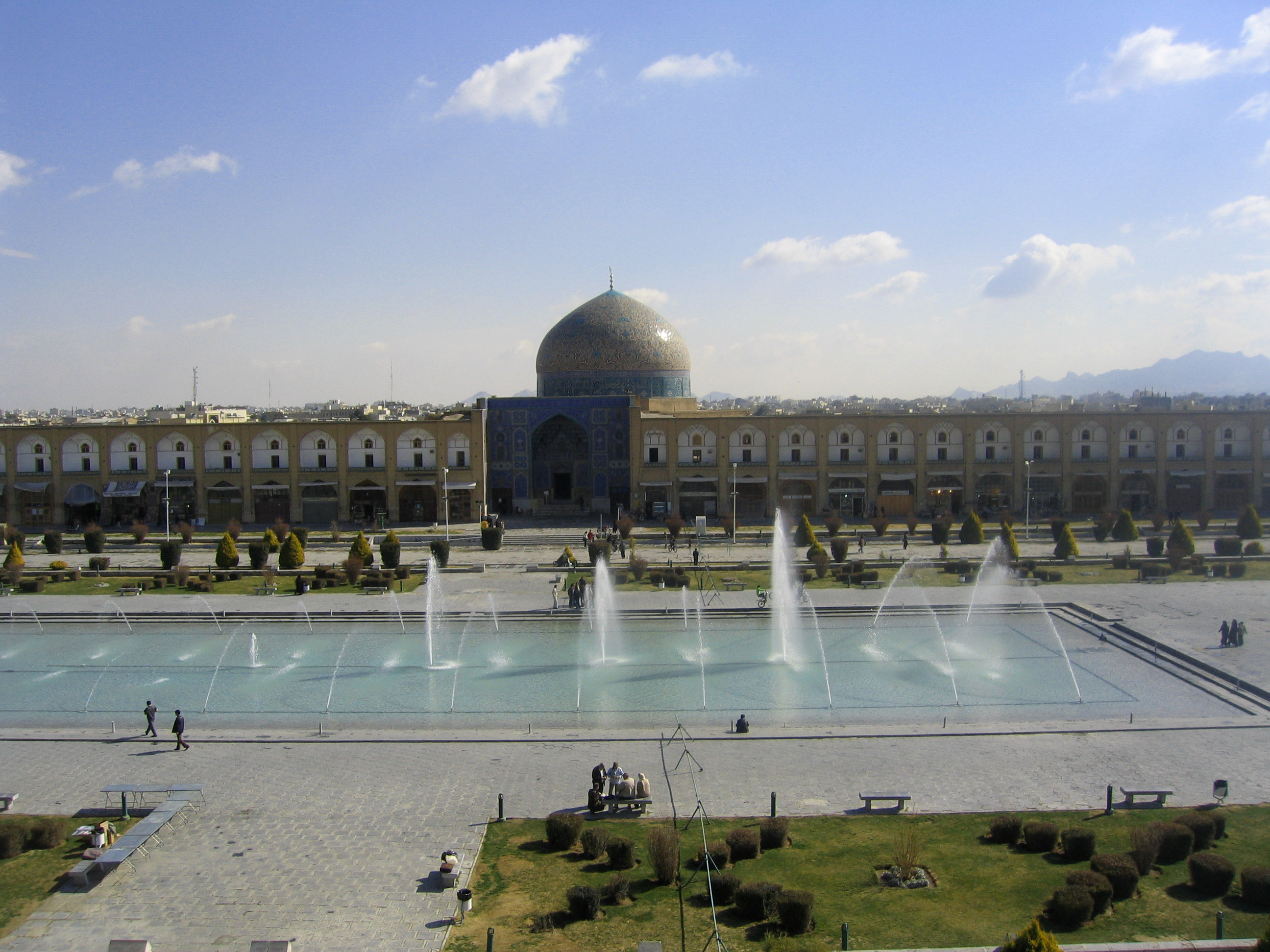
A Lotfolláh sejk-mecset bejárata és kupolája a majdán felől nézve
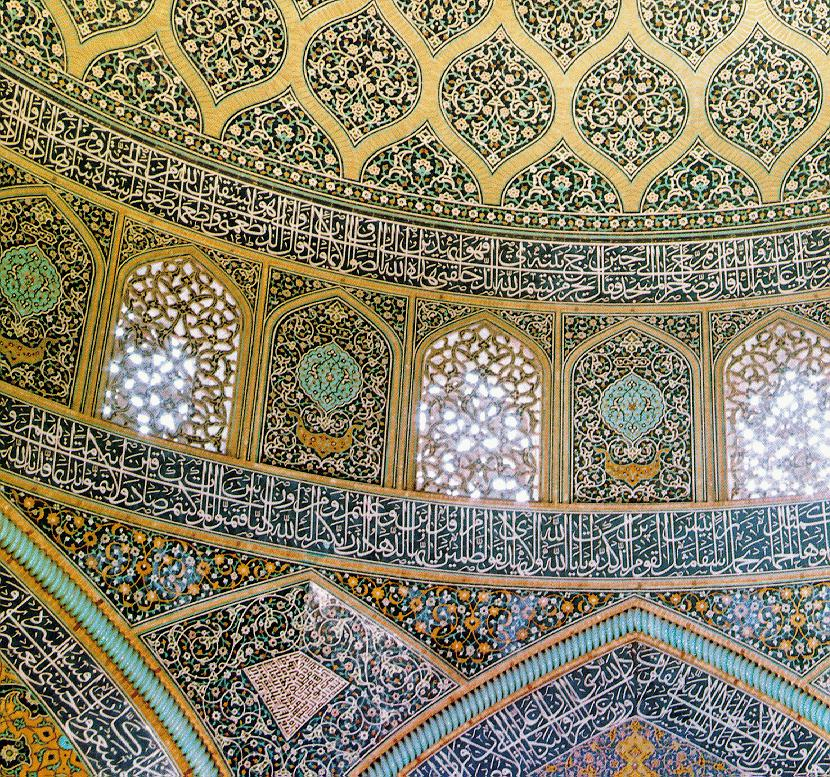
A Lotfolláh sejk-mecset belső kupoladíszítése
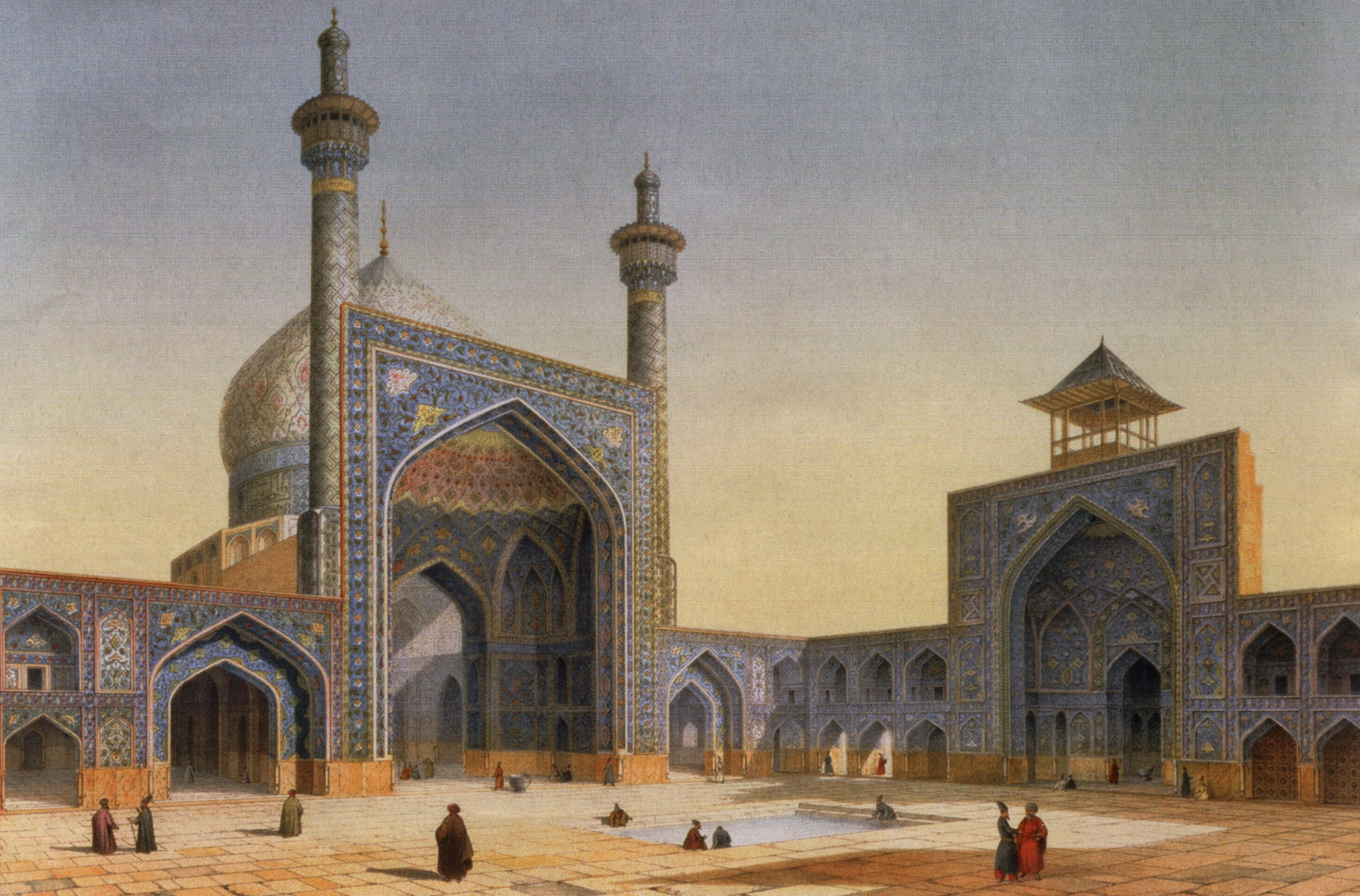
A Sáh-mecset az 1856-ban Iszfahánban
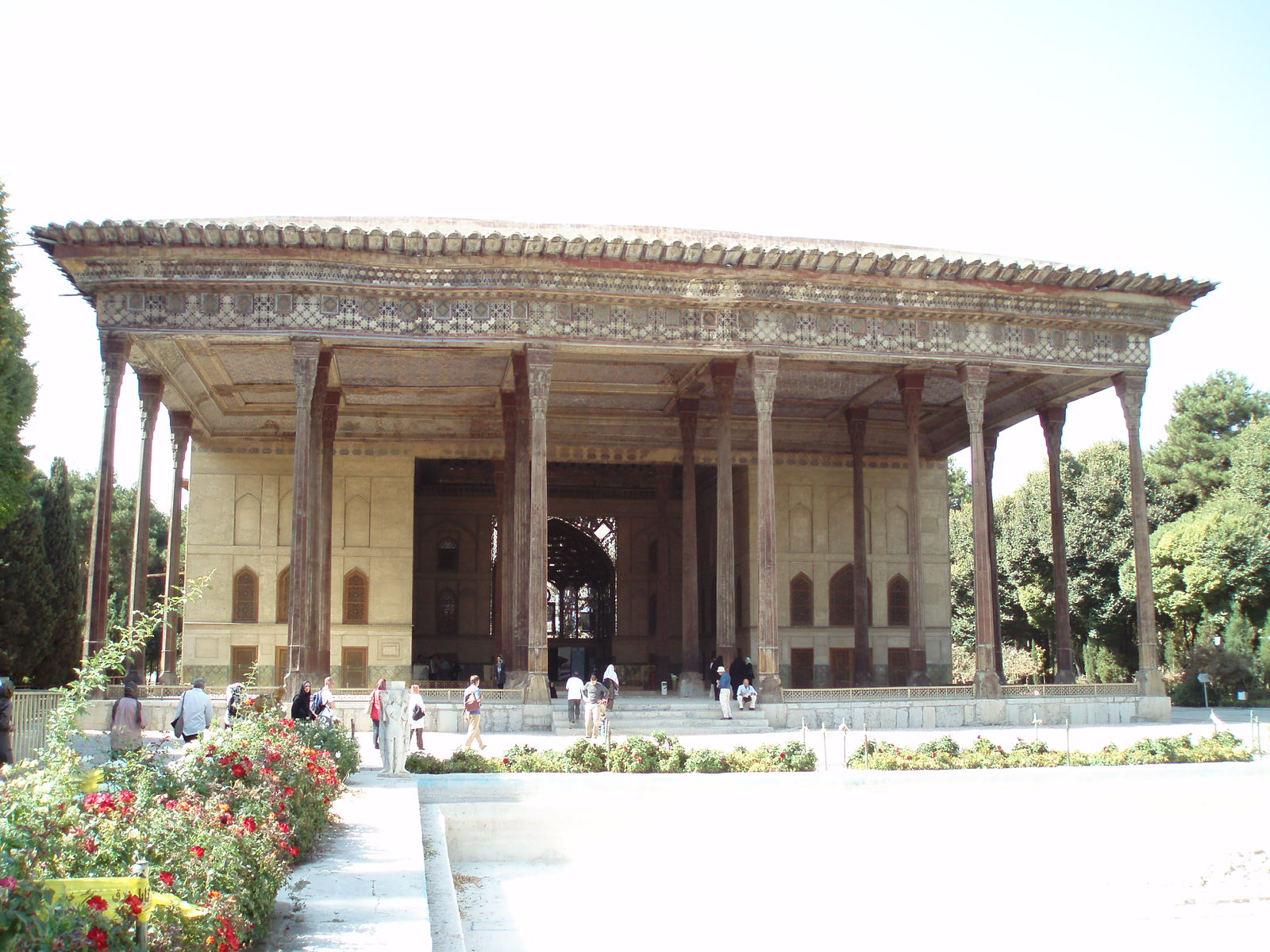
A Csehel Szotún kerti palota Iszfahánban
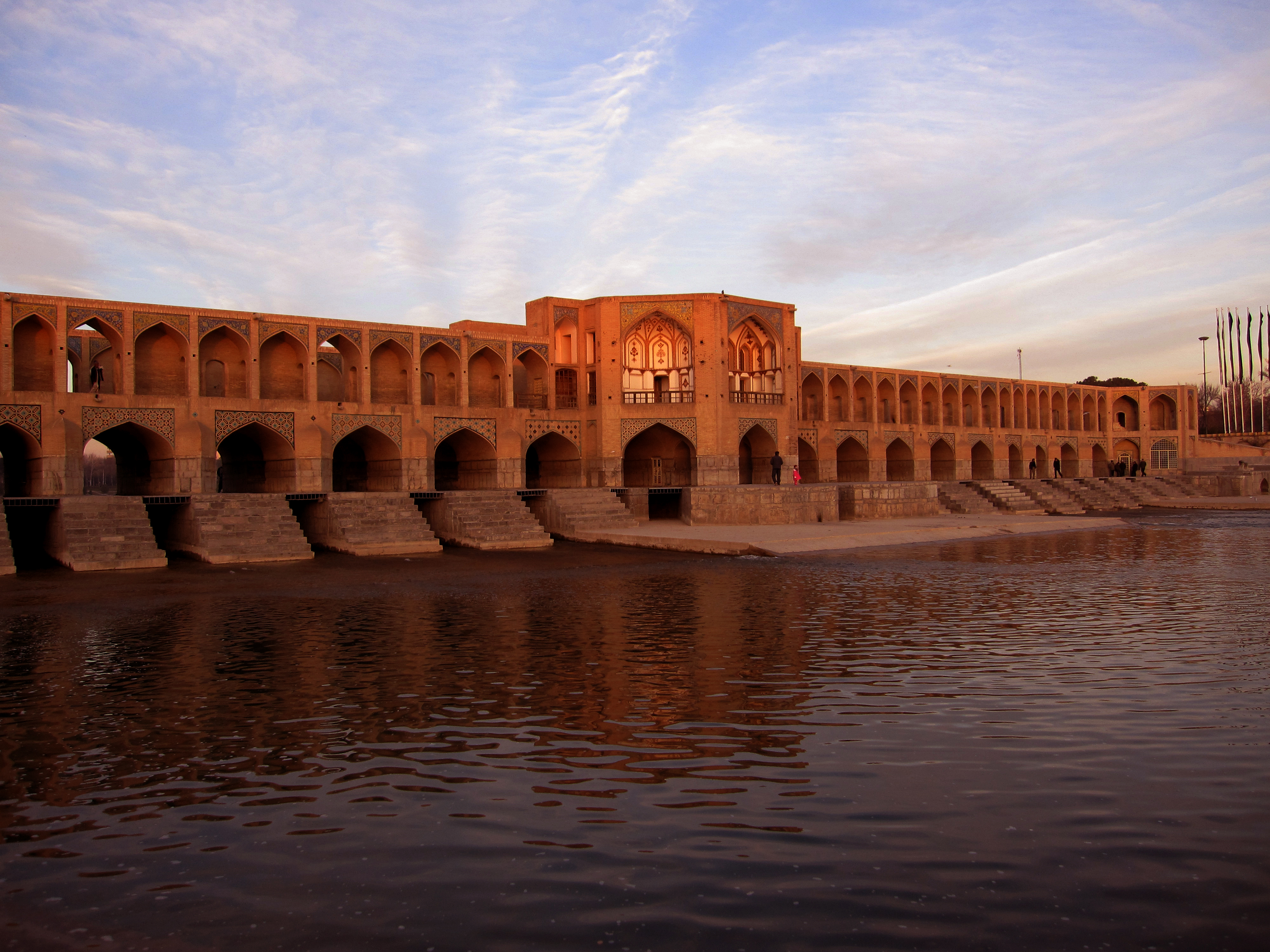
A Hvádzsu-híd az iszfaháni Zájanderud folyón

### Az iszlám India, Mogul Birodalom

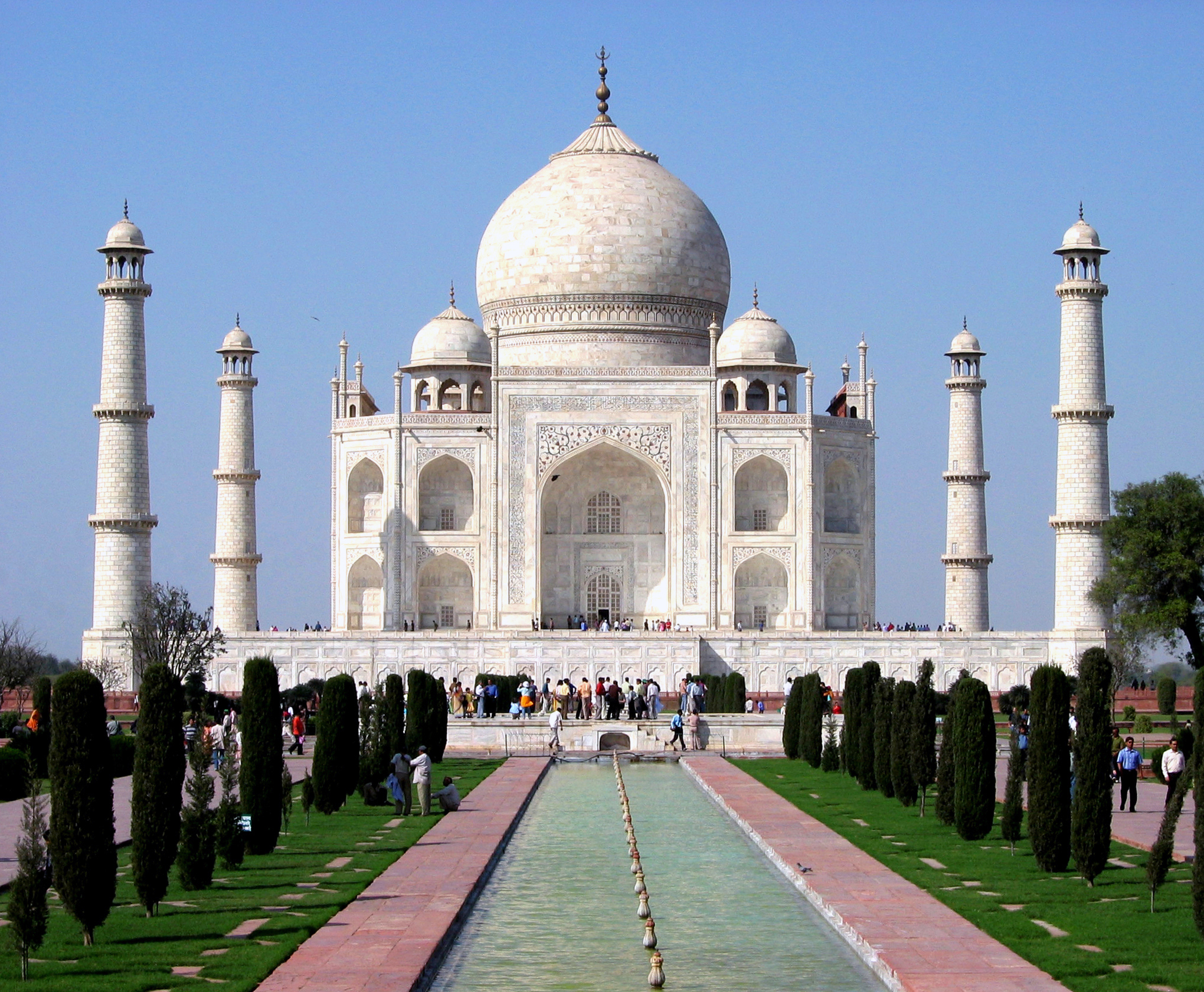
A Tádzs Mahal, Agra

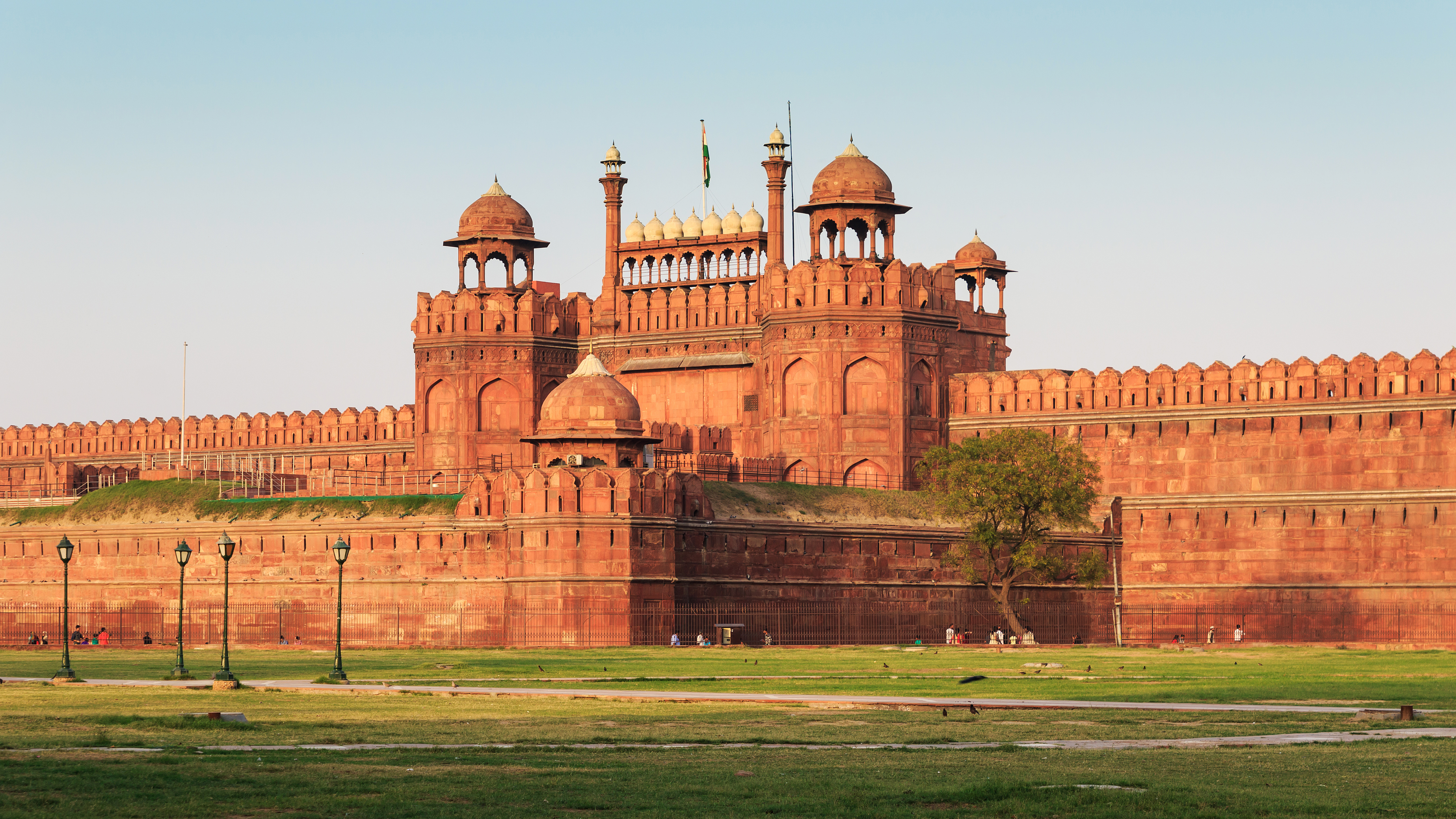
A Vörös Erőd, Delhi

Indiában, a Mogul Birodalom területén az építészeti hagyományok és az iszlám építőművészet különleges szintézise jött létre úgy, hogy hatalmas régiók lényegesen eltérő építészeti emlékeit foglalták össze rendkívüli formagazdagsággal. Az iszlám itt nem mélyről jövő, a néplélekből fakadó vallásként, hanem hódítók által diktált szabályrendszerként volt jelen, hiszen az eredeti vallás a hinduizmus a Nagymogulok (Bábur 1526) hódításai előtt már ezer éve létezett. Ezzel együtt az iszlám nem volt ismeretlen az indiai szubkontinensen, hiszen Észak-Indiában a Gaznavidák és Gúridák, majd a Delhi Szultanátus már önálló, maradandó építészeti megoldásokkal büszkélkedett.
A Mogulok Bábur, majd kis szünet után fia, Humájun, majd unokája Nagy Akbar hódításai nyomán uralmukat szinte az egész indiai szubkontinensre kiterjesztették. A mogul császárok nagy jelentőséget tulajdonítottak az építészetnek, az uralkodói rang jelképének és a dinasztikus önazonosság megnyilvánulásának tekintették. Az építészet világosan kifejezi az iszlám és a helyi indiai stílus összefonódását. Ez a szintézis legvilágosabban Akbar sah Agra közelében felépített ideiglenes fővárosában, Fatehpur Szíkriben mutatkozik meg. Ez a város a hagyományos muszlim boltívek, kupolák és tágas terek, valamint egyszerű hindu kőoszlopok és díszítő elemek ötvözete. A kor jellegzetes alkotásai a nagy méretű mecsetek, amelyekkel az uralkodók az iszlám valláshoz való elkötelezettségüket hangsúlyozták, a kertekben található, pódiumon álló monumentális síremlékek és az erődök. A mogul építészet legkiemelkedőbb alkotásai a birodalom legfontosabb városaiban, az indiai Agrában, Delhiben és Fatehpur Szíkriben, valamint a pakisztáni Lahorban találhatók.
A világszerte ismert és méltán megcsodált építészeti alkotások (Tádzs Mahal, Humájun síremléke, A Dzsama Maszdzsid Delhiben, vagy a Vörös Erőd Agrában és Delhiben) világosan mutatják azt a kifinomult szintézist, amit nemcsak a tervezés, hanem a díszítőművészetek terén is elértek.

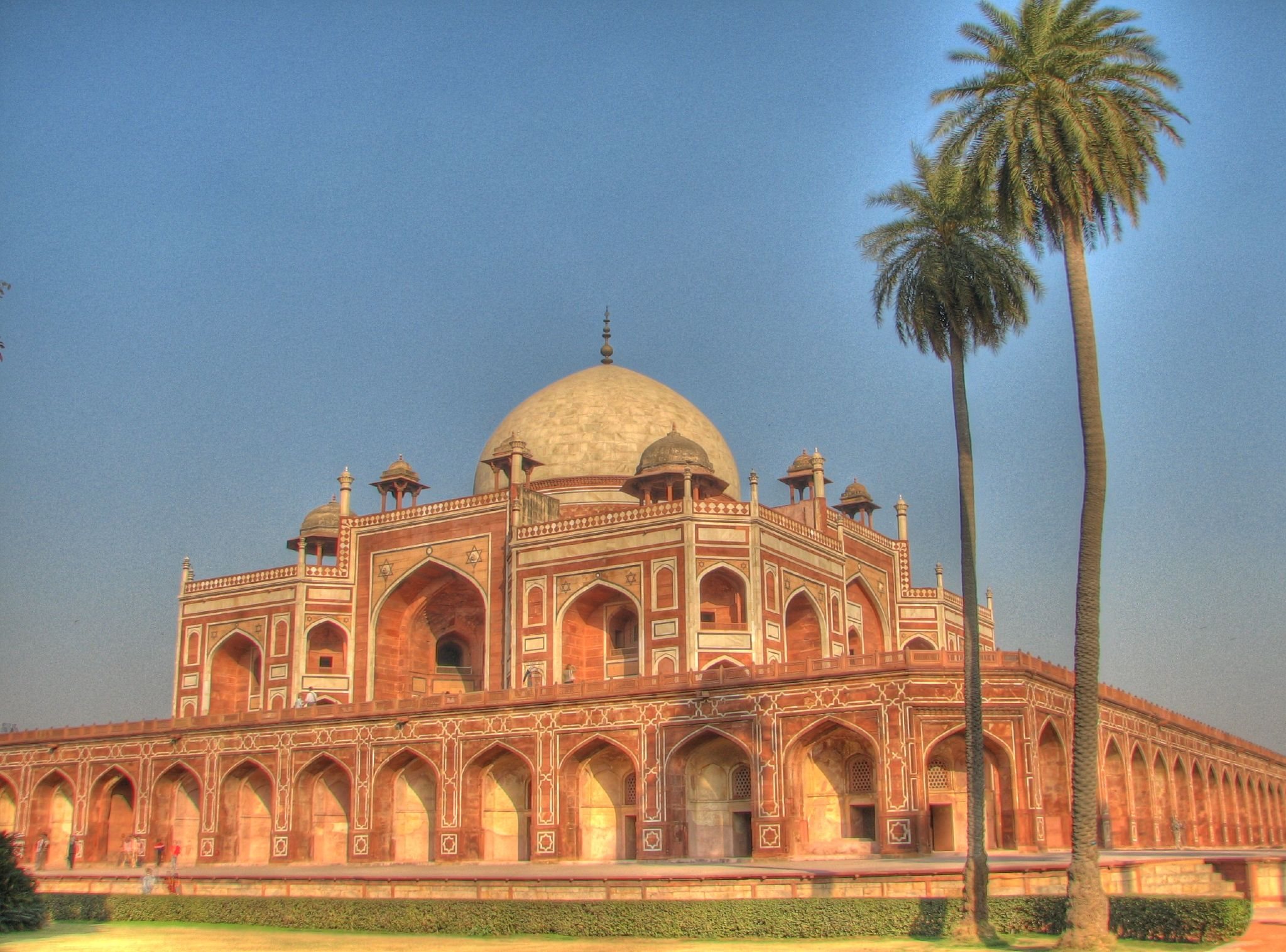
Humájun síremléke
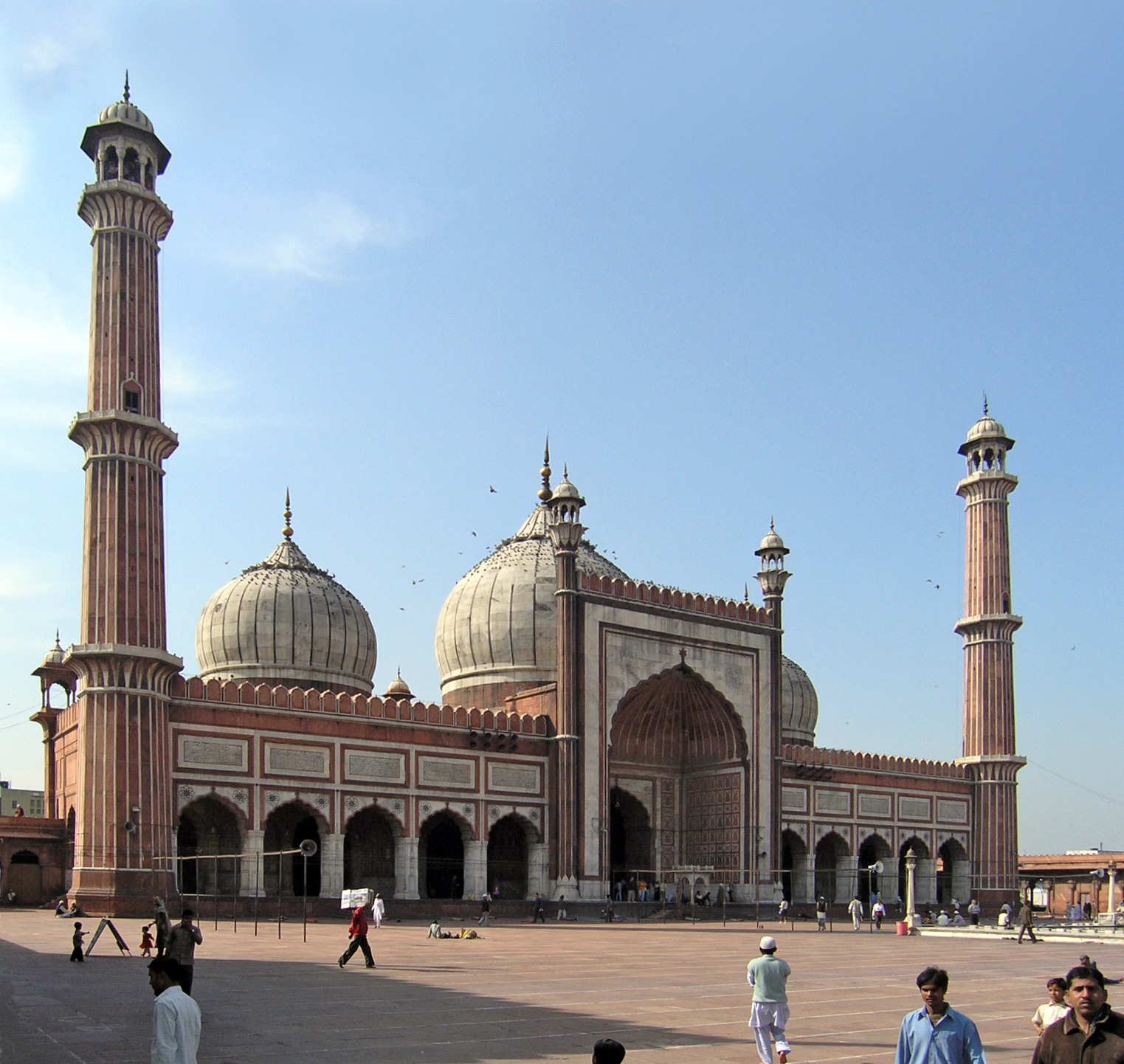
Dzsama Maszdzsid (Delhi)
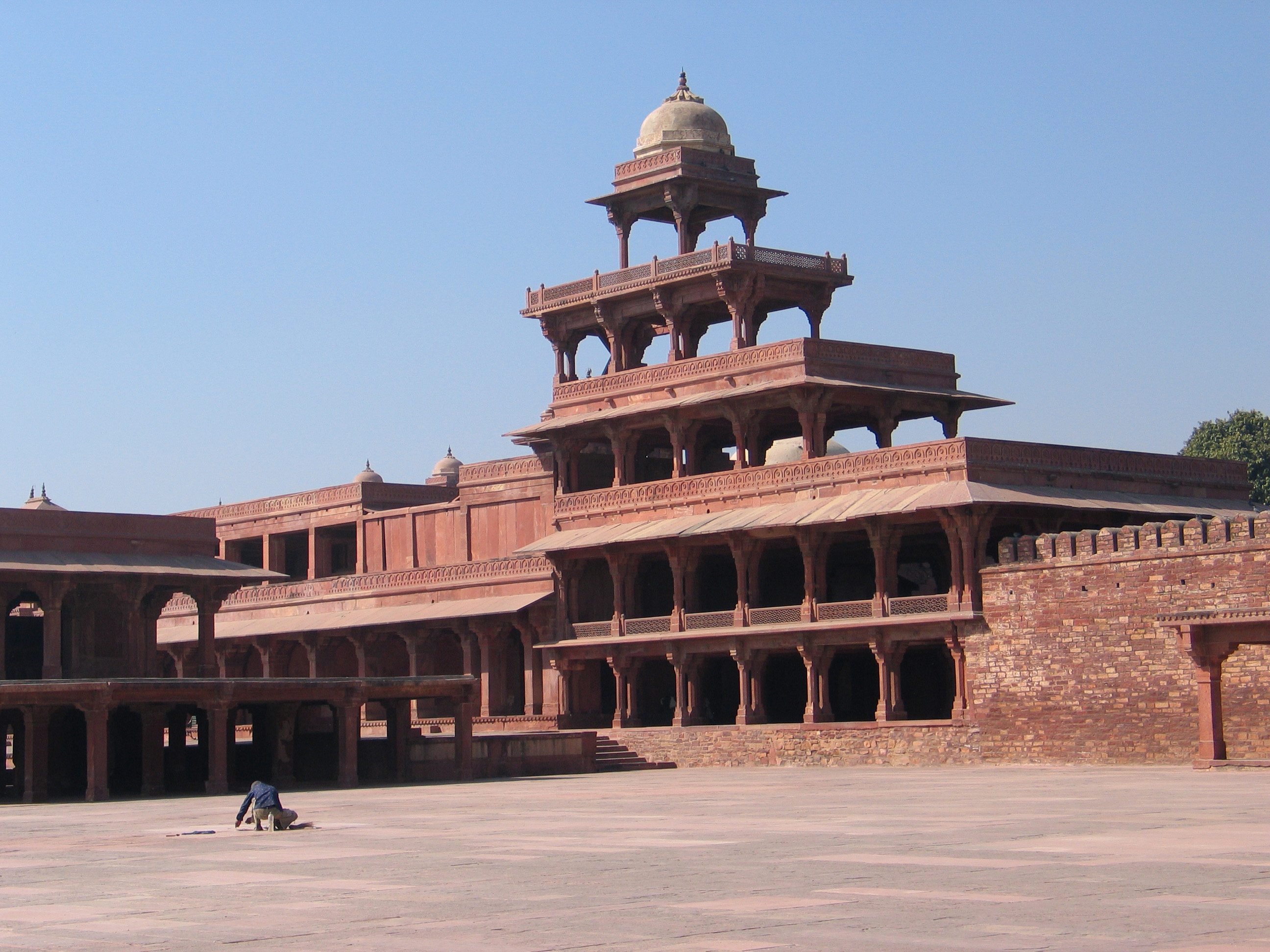
A Pancs Mahal, az Ötszintes Palota
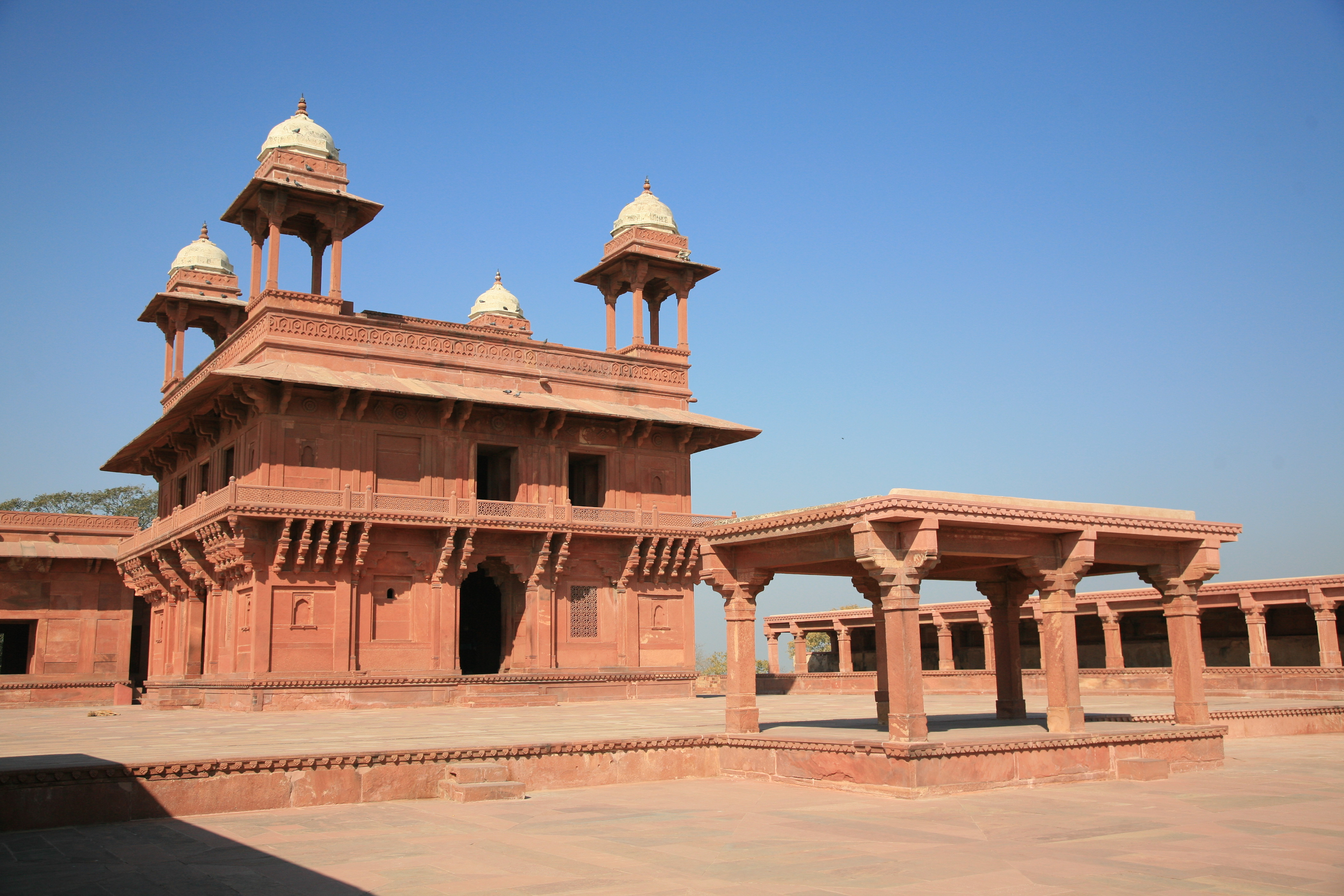
Fatehpur Szikri

### Az iszlám építészet Nyugat-Afrikában

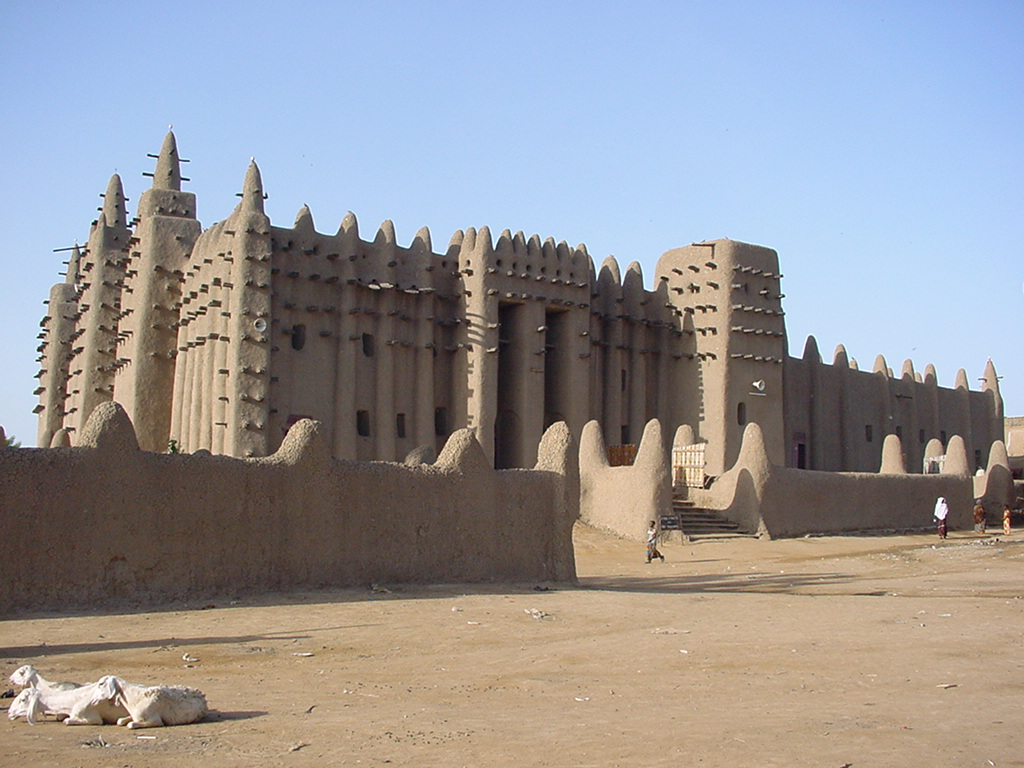
A djenné-i Nagymecset, Mali

Nyugat-Afrika négy fő zónára osztható: Szahara, Száhel, az ettől délre fekvő szavannás területek, majd délebbre esőerdők. A legnagyobb zóna a Szahara, amely az Atlasz-hegységtől Marokkóban és Algériában a Szenegál folyóig terjed. A térségek határvonalai lassan de folyamatosan változnak – ezzel együtt az építési kultúra is –, a jelenség legjobb példája a Ghána által elfoglalt terület, amely a középkorban gazdag gyepterület volt, de nagy része ma sivatagban van. Az iszlám már a hetedik században behatolt Nyugat-Afrikába az észak-afrikai kereskedelmi útvonalakon keresztül.
A mecsetek kialakítása nem tükrözte az iszlám központok stílusát, Afrikában, elsősorban a Szaharától délre fekvő Száhel övezetben és a szudáni térségben őshonos építési stílust a sárból dagasztott tégla és a vályogvakolat jellemzi, amiket farönkös tartógerendák támasztanak meg. Ezt az építési eljárást alkalmazták úgy a kisebb középületek, mint a nagy paloták, várak, mecsetek építésénél is. Ezek a gerendák állványzatként is szolgálnak a falak karbantartásához, amelyet rendszeres időközönként a teljes közösség bevonásával végeznek. Ennek az építési módnak a legkorábbi példái valószínűleg i.e. 250 körül Djenné-Djennóból származnak, itt találhatók meg az első bizonyítékok a régióban a vályogtégla-építésről.
Az agyagtégla-építészet hagyományos módszerei városonként eltérőek; így Djennében hengeres iszaptégla kerül felhasználásra, míg más városokban egyszerű szárított földdarabokat használnak építési anyagként. Stílus szempontból ennek az építési módnak két fő csoportja van: a nyugati hagyomány Mali Manding városaiból származik, és egy keletibb hagyomány a Nigéria északi részén fekvő hauszák által lakott városokra jellemző.
A Száhel-övezet régiójában található agyagépítészet észrevehetően különbözik a szomszédos szavanna építési stílusától. A szavanna régi szudáni építészei több kúpos tetejű házból építették épületeiket. Ez elsősorban egyfajta városi építési stílus volt, a kereskedelemből származó vagyon nagyságát hivatott demonstrálni. Ezeket tipikus teraszos tetővel ellátott négyszögletű épületek jellemeznek, és már messziről egyéni megjelenést kölcsönöznek a szorosan építkező falvaknak és városoknak. Az épületek a gazdálkodók, kézművesek és kereskedők komplex társadalmára utalnak. A nagy épületek, például mecsetek, reprezentatív lakó- és ifjúsági házak már messziről kiemelkednek a szavannai környezetből.
A hauszák az egyik legnagyobb nyugat-afrikai etnikai csoport, amely Nigériában, Kamerunban és Ghánában terjedt el. A gyarmatosítás előtt a hausza mesterépítők gazdag és befolyásos osztály volt, akik szabályozott, szervezett céhben dolgoztak. Képzettek voltak az építés minden területén, a szerkezeti tervezéstől a homlokzati dekorációig. Ugyancsak elsajátították a másutt alkalmazott technikákat a muszlim világban utazó kereskedelemmel foglalkozó szakemberekkel folytatott cserék révén. A hausza épületek egy-két emeletes vályogtéglából emelt szerkezetből állnak. A hausza épületeket a kiterjedt fafelhasználás különíti el az inkább nyugati, tisztán iszaptégla építészettől. A fából készült bordákat – általában akácfát – sárral tapasztják, absztrakt díszítésekkel borítják. A magánélet védelme a hausza építészetben kiemelkedő fontosságú. A bejáraton kívül az utcafronton nyílások nem léteznek, vagy méretük és számuk nagyon kicsi. Az építészetüknek megvan a maga saját nyelve, gazdag szerkezeti innováció és kifejezés szempontjából, és kifejező a homlokzata.
A hauszáktól délre, Adamawa régióban a lapostetőkkel ellátott sártégla építészet koncepcióját kúpos nádfedelek váltják fel.

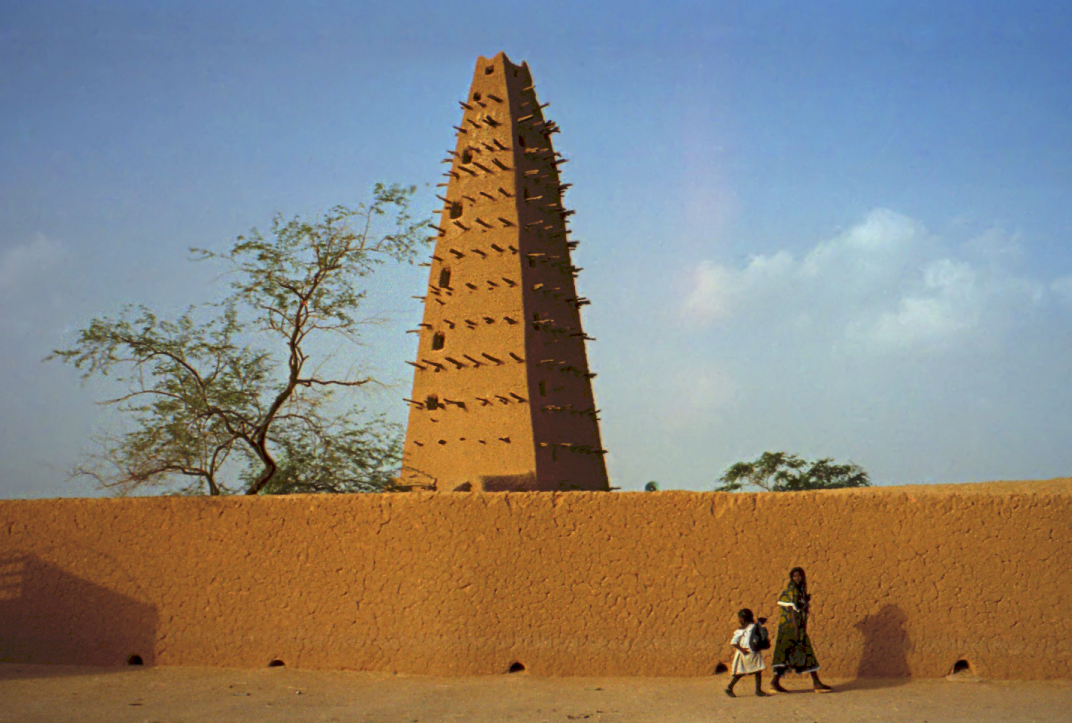
Nagymecset Agadezben, Niger
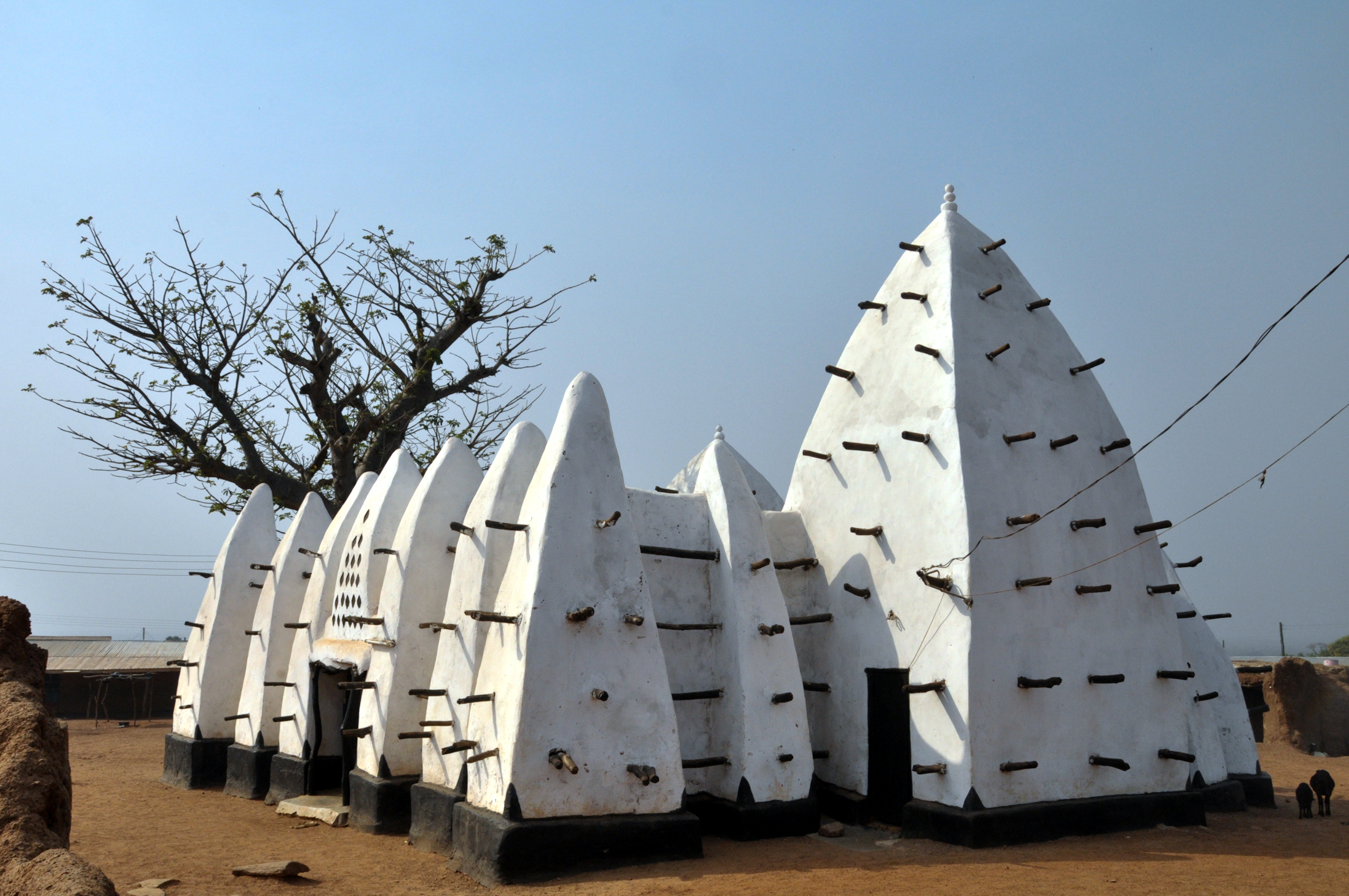
Larabangai mecset, Ghána
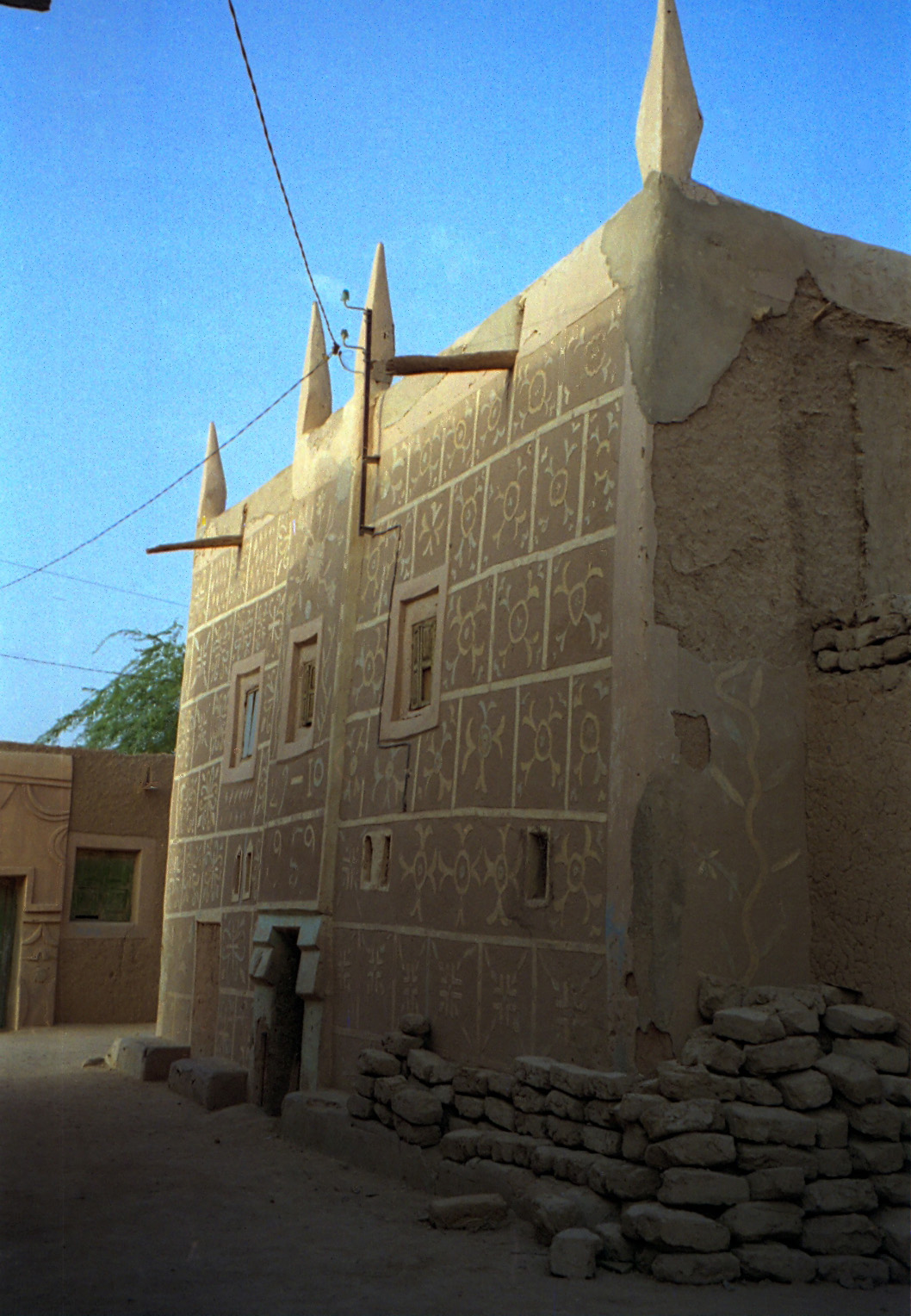
Hausza építészet Agadezben, Niger
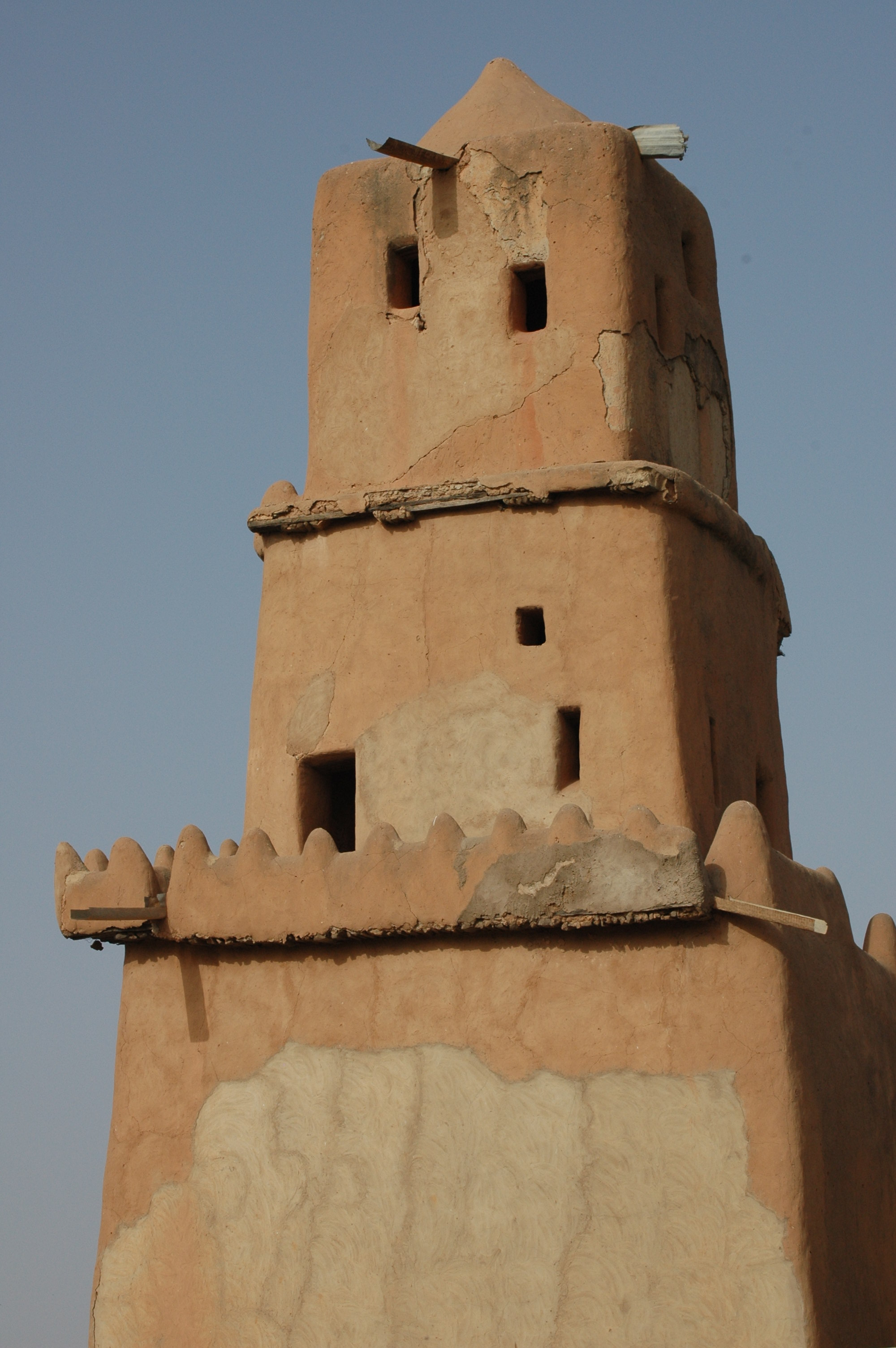
A katsinai minaret Nigerben (15. század).

### Iszlám építészet a modern korban

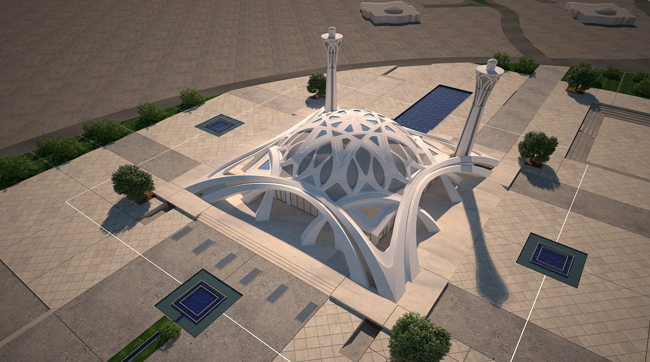
Az Iszfaháni Nemzetközi Konferenciaközpont, Irán

A modern iszlám építészetet a különböző muszlim közösségek és csoportok kulturális hagyományainak továbbélése jellemzi, egyúttal tükrözi azok modern világban betöltött szerepét. Az így kialakult építészeti stílus tükrözi az évszázadok gazdag művészi formakincsét, miközben feszegeti a modernitás határait. Mivel a Korán tanulásra ösztönöz és a világ dolgainak felfedezésére, az iszlám mérnökök mindig törekedtek arra, hogy felhasználják a legfrissebb innovatív építési technológiákat anélkül, hogy elvetnék az évszázadok során kifejlesztett hagyományos építési gyakorlatokat és formákat. Az építészek a modernitás és a hagyomány egyensúlyát a tervezési lehetőségek szabad kiaknázásával próbálják fenntartani ma is, így az építészet nem veszíti el identitását és egyúttal korszerű is marad.
A múltban az egész muszlim népesség a vallási vezető, a kalifa felügyelete alatt egyesült, akinek nagy hatása volt az építészeti stílusra, összességében a művészeti irányzatokra. Nem ritkán a helyi uralkodó egyben képzett tervező is volt, aki ízlésével befolyásolta az elkészült terveket. Irányításukkal a századok folyamán a nyugatitól eltérő stílusban, de többé kevésbé egységes elvek szerint születtek az építmények és a kulturális műalkotások. A modern arab társadalom meglehetősen különbözik a középkoritól, annál sokkal összetettebb és társadalmilag is rétegezettebb. Számos és egyre növekvő társadalmi igénye van úgy a modernitás, mint a közösség önkifejezése terén. Ma azonban már nincs egységes irányítás, és globalizáció térnyerése mellett az iszlám építészet nem vizsgálható egységesen, az építészet formakincse is fokozatosan eltért a gyökerektől. Az eltérésekben az iszlám világ hatalmas földrajzi kiterjedése is szerepet játszott  A 20. században már megjelentek az iszlám építészet legmarkánsabb szegmensének, a mecsetnek, magának az imahelynek is az újragondolása. Az újraértelmezés párosul az iszlám filozófián és motívumokon alapuló, merészen új, elvont fogalmakkal. A közös ima a mecsetek építésénél továbbra is meghatározó. Az iszlámábádi Fejszál-mecset (épült 1955–1985-ig) imacsarnoka tízezer főt, az udvara további nyolcvanezer főt képes befogadni.
Sok területen kifejezetten törekednek a hagyományok életben tartására is. Például Kabulban a közelmúlt háborús pusztításai miatt számos új épület született, de sok újjáépítést hagyományos anyagok és technikák segítségével végeztek éppen azért, hogy a kulturális hagyományokat és emellett az építőmesterségeket életben tartsák. Sok muszlim építész szerint azonban az arab város manapság épületek heterogén konglomerációja, amely nem tükröz konkrét identitást vagy filozófiát.
Az arab világ (és elsősorban az olajban gazdag államok) a globalizáció kihívásaira hathatós választ ad, nemcsak gazdasági, hanem kulturális tekintetben is. A modern nagyvárosokban megtalálni az európai vagy amerikai stílusú kulturális központokat, felhőkarcolókat és tornyokat. A nemzetközi építészeti formák kihangsúlyozásával egyúttal egy olyan kereskedelmi és gazdasági kapcsolatrendszer folyamatosságát hangsúlyozzák, amelyet a selyemút és a kelet-nyugati kapcsolati hálózatok teremtettek meg a csaknem másfél évezredes iszlám–keresztény együttélés során.
A modern iszlám építészetben gyakran egymás mellett látható a régi és az új, szinte átmenet nélküli formákban. A modern magánlakások tervei nem egy esetben az ősi iszlám erődökön vagy palotákon alapulnak. A hagyományos alaprajzi elrendezések, megtartva a magánélet iszlám értékeit, ősi, szoros közösségi kapcsolatokkal egyensúlyoznak. Az ívek, hagymakupolák és absztrakt geometriai minták még mindig megtalálhatók mindenütt, de már a modern technológia adta építészeti formákkal egészülnek ki.
Garry Martin a modern iszlám építészet meghatározó egyénisége szerint az iszlám világ – és különösen a Közel-Kelet – jelenleg példa nélküli átalakuláson megy keresztül. Egyrészt az olajgazdagság, másrészt mélyreható társadalmi és politikai változások fenyegetik az iszlám kultúrát és hagyományokat. Ez az identitási válság kimutatható az építészeti tervezésben is. A gyors fejlődés iránti vágy a Közel-Keletre hozta a nyugati technológia, a tervezés, és az építőipar szakértelmét. Ez nem lenne baj, ám a Közel-Kelet új épületei közül sok a nyugati modellek közvetlen utánzata, amelyeket egy másik kultúrához terveztek –, ezek idegen környezetet teremtenek az iszlám közösségekben. Számos muszlim tervező és építész reagál erre a nyugati kulturális invázióra iszlám örökségük újbóli megerősítésével. Ez az iszlám építészet újrafogalmazását, a muszlim identitás újbóli meghatározását követeli meg a jövő iszlám építészeitől, amit az egységes iszlám fogalmának kell keretbe foglalnia.

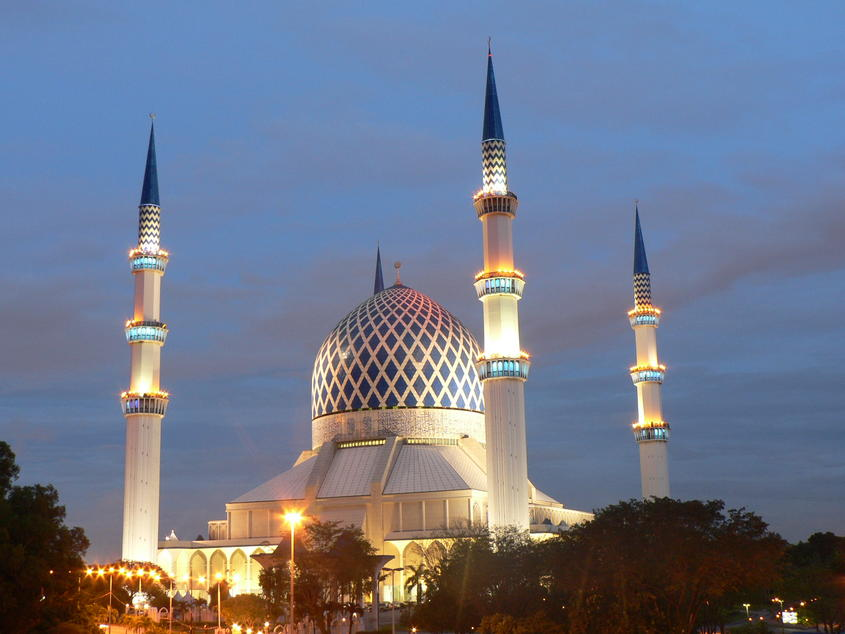
Sultan Salahuddin Abdul Aziz-mecset (Shah Alam, Malajzia)
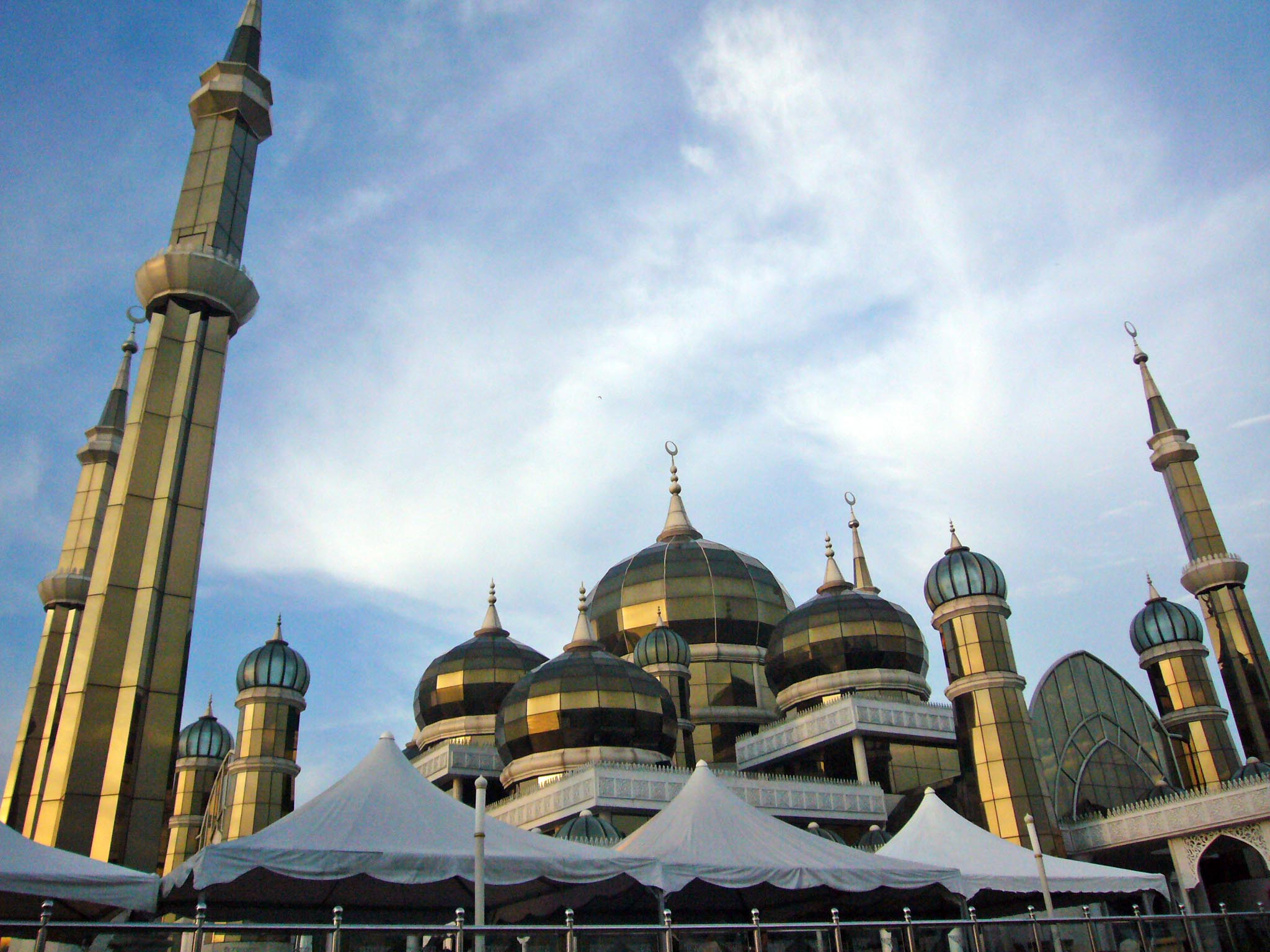
A Kristálymecset (Kuala Terengganu, Malajzia)
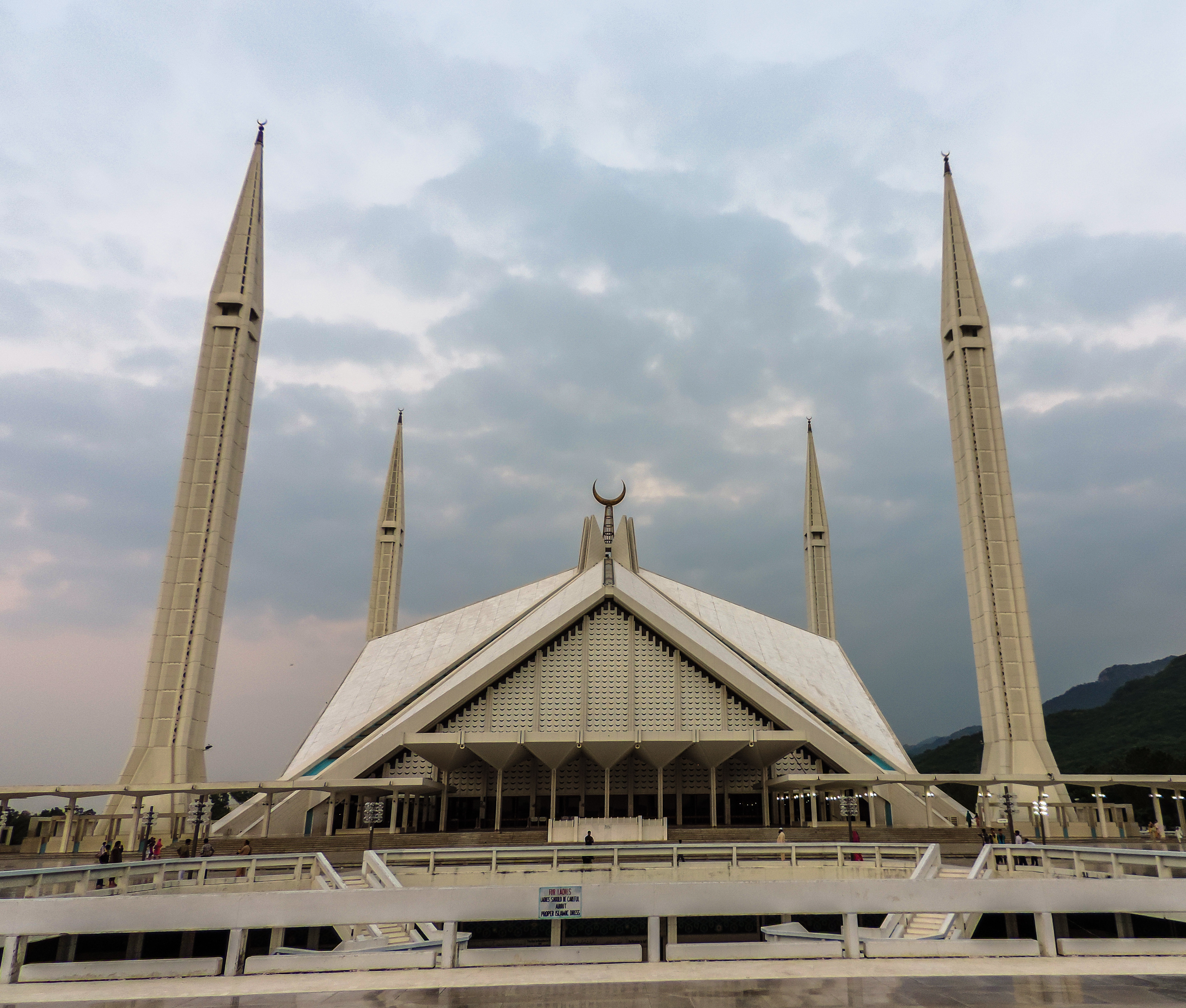
Fejszál-mecset Iszlámábádban (Pakisztán). Nevét Fejszál bin Abdul-Aziz al Szaúd szaúdi királytól kapta, aki támogatta a mecset felépítését.
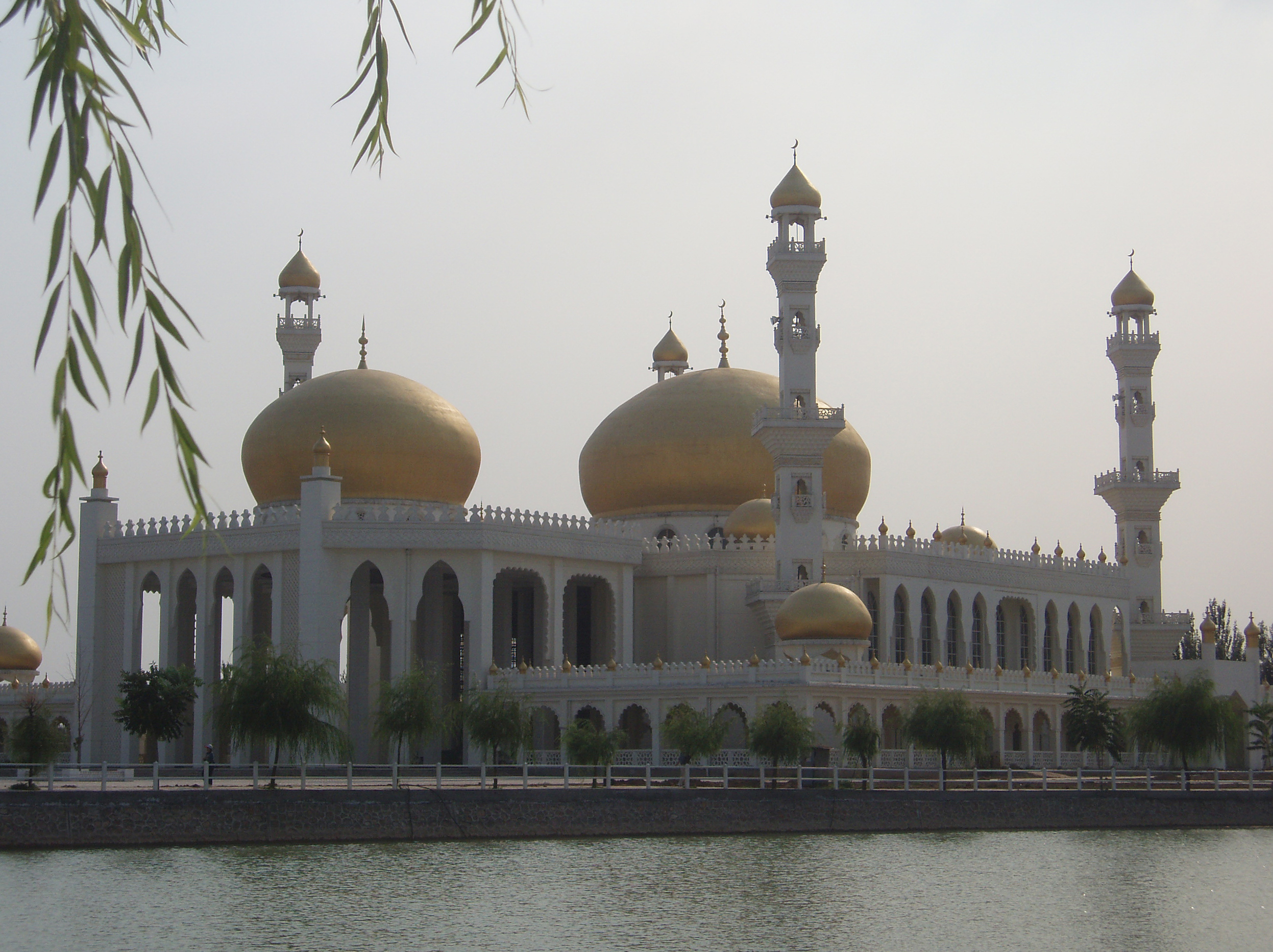
Jincsüan, Ninghszia-Huj Autonóm Terület (Kína)
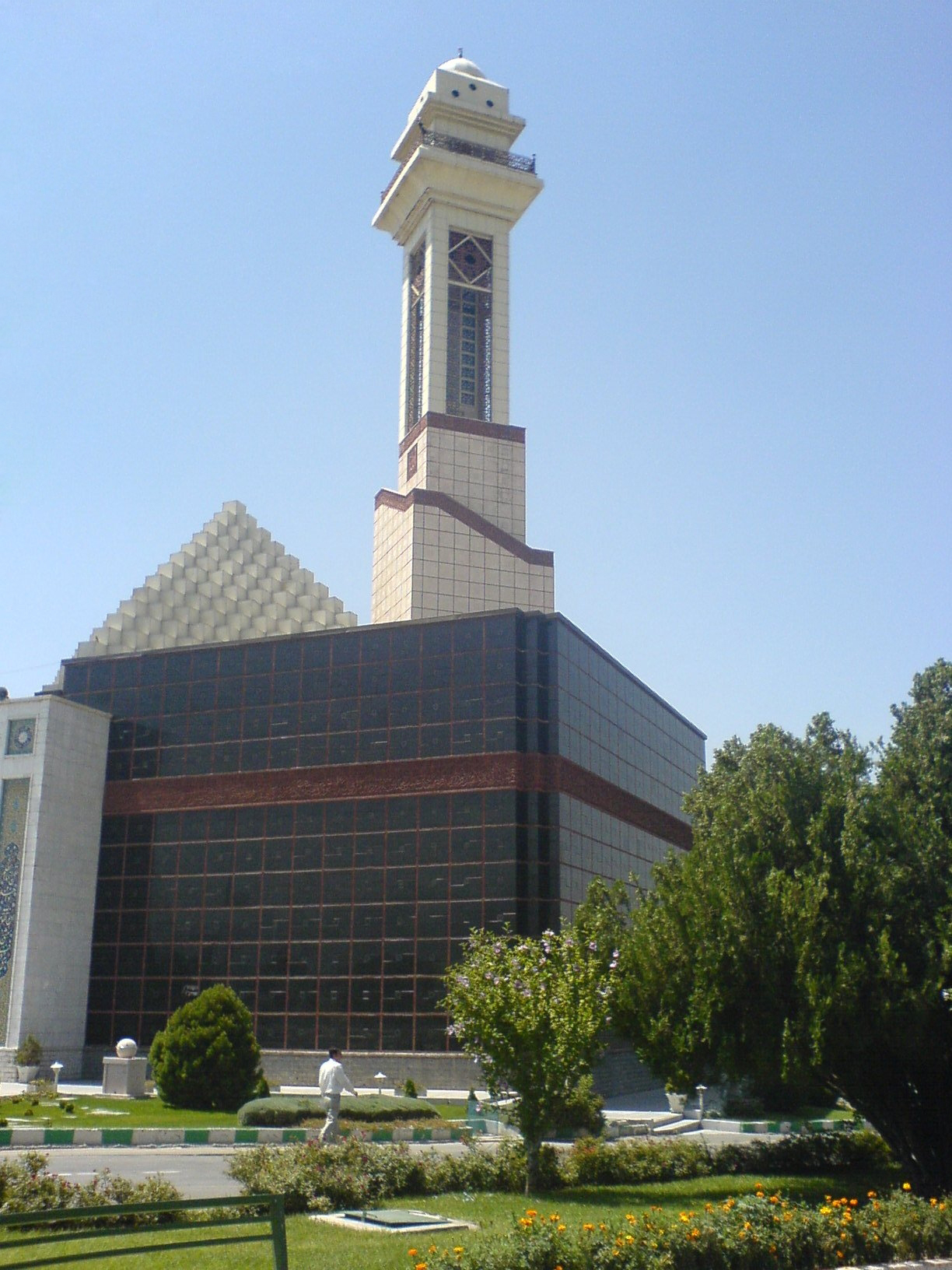
Mecset a teheráni állandó vásártéren